# Història de Barcelona

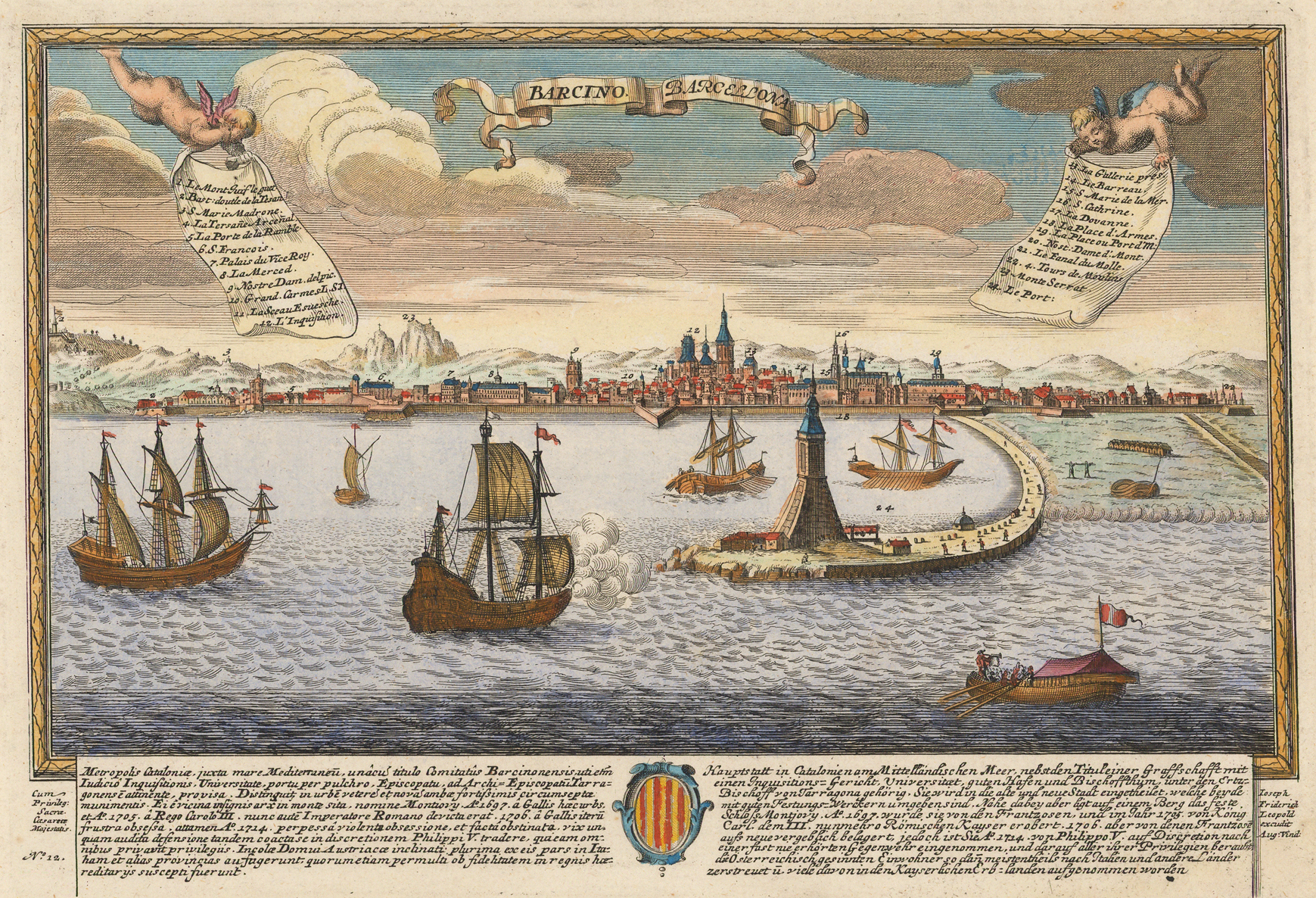
Port de Barcelona, gravat de Joseph Friedrich Leopold (ca. 1720)

La història de Barcelona s'estén al llarg de 4.000 anys, des de l'acabament del Neolític, amb les primeres restes trobades al territori de la ciutat, fins a l'actualitat. El substrat dels seus habitants conjumina els pobles ibers, romans, jueus, visigots, musulmans i cristians. Com a capital de Catalunya i segona ciutat en importància d'Espanya, la Ciutat Comtal ha forjat la seva rellevància amb el temps, des de ser una petita colònia romana fins a convertir-se en una ciutat cosmopolita valorada internacionalment per aspectes com la seva economia, el patrimoni artístic, la  cultura, l'esport i la vida social.
Hi ha escassos vestigis anteriors a la fundació de la ciutat pels romans al segle i aC. L'àrea del pla de Barcelona i zones adjacents conserva restes del Neolític tardiu i principi del Calcolític. Posteriorment es va desenvolupar la cultura dels laietans, un poble iber. La ciutat romana, fundada en temps d'August, va ser una colònia pròspera, encara que d'escassa grandària. A partir del segle iii es va introduir el cristianisme i, entre els segles v i viii, va formar part del regne visigot. Després d'una breu ocupació musulmana, Barcelona va entrar en l'òrbita de l'Imperi Carolingi, fins que es va constituir com a comtat i es va independitzar al segle x.
En època medieval, el Comtat de Barcelona va adquirir preeminència sobre la resta de comtats catalans i, amb la formació de la Corona d'Aragó, la ciutat es va convertir en un dels centres polítics, econòmics, socials, culturals i comercials d'un vast territori que es va estendre per tota la Mediterrània (Catalunya, Aragó, València, Balears, Rosselló, Sardenya, Sicília, Nàpols, Atenes i Neopàtria).
La crisi econòmica i social de l'època baixmedieval es va perllongar en bona part durant l'edat moderna: la unió de Castella i Aragó en la Monarquia Hispànica va comportar el traspàs del poder real a terres castellanes, fet que va comportar un període de certa decadència, agreujada per conflictes militars com la Guerra dels Segadors (1640-1651) o la Guerra de Successió (1701-1714), si bé a partir del segle xviii va començar una etapa de puixança econòmica.
El segle xix va ser d'un gran creixement per a la ciutat, tant demogràficament com econòmicament i urbanísticament. El pla d'Eixample i l'annexió de diversos municipis adjacents van suposar una gran ampliació del perímetre urbà. La ciutat va viure un procés d'industrialització i modernització de les seves estructures urbanes, econòmiques i socials, tot i que, en l'àmbit social, es va viure una època de gran conflictivitat provocada per la lluita de classes entre el proletariat i la burgesia. Es va experimentar també un renaixement cultural i, a la fi de segle, va sorgir el modernisme com l'expressió artística per excel·lència de la nova societat barcelonina.
El segle xx va començar amb les mateixes agitacions polítiques amb què va acabar el segle anterior, que cristal·litzarien en la Guerra Civil. La dictadura franquista va significar un període de certa decadència, tot i que la posterior arribada de la democràcia va revitalitzar de nou la ciutat. El continu progrés tant econòmic com social van portar a Barcelona a ser una urbs de gran rellevància tant en el context espanyol com europeu, mentre que diversos esdeveniments socials, com els Jocs Olímpics de 1992 i el Fòrum Universal de les Cultures de 2004, van situar a la Ciutat Comtal com una metròpoli de reconegut prestigi internacional, important focus turístic i cultural, així com un puixant centre financer i congressístic.

## Geografia i localització

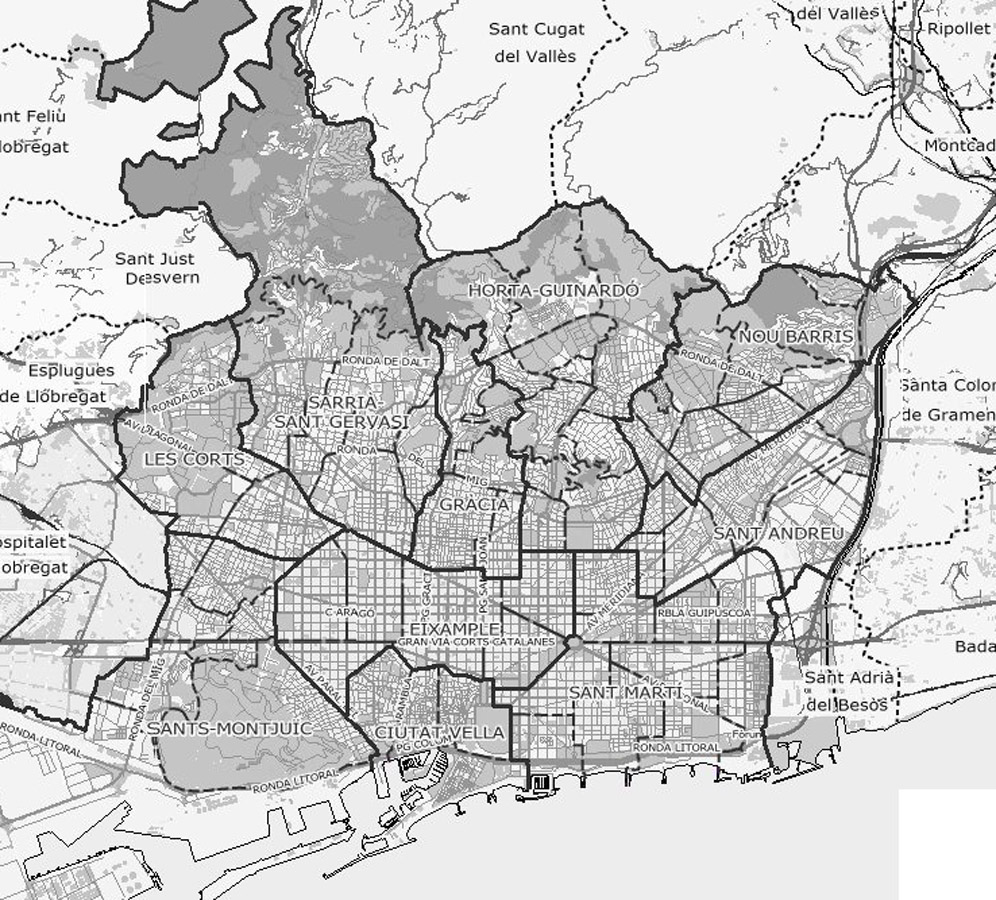
Plànol de Barcelona.

Barcelona, capital de Catalunya, es troba al sud-oest d'Europa, a la costa mediterrània. Situada als 41° 16' i 41° 30' Nord de latitud i entre els 1° 54' i 2° 18' Est de longitud. Amb una superfície de 102,16 km², és en una plana d'uns 11 km de llarg i 6 d'ample, limitada pel mar i per la serra de Collserola —amb el cim del Tibidabo (516,2 m) com a punt més alt—, així com pels deltes dels rius Besòs i Llobregat. Per sobre de la línia de la costa hi ha la muntanya de Montjuïc (184,8 m) que la separa del delta del Llobregat.
El pla de Barcelona no és uniforme, sinó que presenta diverses ondulacions originades pels múltiples torrents que antany solcaven el terreny, i té així mateix una inclinació uniforme des del mar fins a la serra de Collserola, amb una ascensió d'uns 260 m. El terreny està format per un substrat de pissarres i formacions granítiques, així com argiles i roques calcàries. La costa estava ocupada antigament per marismes i albuferes, que van desaparèixer en anar avançant la línia de costa gràcies als sediments aportats pels rius i torrents que desembocaven a la platja; es calcula que des del segle vi aC la línia de costa ha pogut avançar uns 5 km.
El clima és mediterrani, d'hiverns suaus gràcies a la protecció que l'orografia del terreny ofereix al pla, que queda protegit dels vents del nord. La temperatura sol oscil·lar entre els 9,5 °C i els 24,3 °C, com a mitjana. Presenta poca pluviometria, uns 600 mm anuals, i la majoria de precipitacions es produeix a la primavera i tardor. La vegetació pròpia de la zona està composta principalment per pins i alzines, i sotabosc de bruc, marfull, arboç i plantes enfiladisses.
Barcelona, capital de la comarca del Barcelonès i de la província de Barcelona, és el nucli urbà més important de Catalunya en l'àmbit demogràfic, polític, econòmic i cultural. És la seu del Govern de Catalunya i del Parlament de Catalunya, així com de la Diputació provincial i de l'arquebisbat, i compta amb un port, un aeroport i una important xarxa de ferrocarrils i carreteres. Amb una població d'1.604.555 habitants el 2015, és la segona ciutat més poblada d'Espanya després de Madrid, i l'onzena de la Unió Europea.

### Evolució demogràfica
La població barcelonina va tenir una progressiva evolució des de l'edat mitjana fins al segle xviii, amb un lent però progressiu augment. Entre els segles xviii i xix es va produir un augment considerable degut al procés d'industrialització i la progressiva arribada de mà d'obra del camp a la ciutat. Els augments més significatius van tenir lloc entre el segle xix i el xx, a causa de la forta demanda de treballadors per a les obres públiques de la ciutat, especialment gràcies a esdeveniments com l'Exposició Universal de 1888 i l'Internacional de 1929; i a mitjans del segle xx degut a la forta arribada d'immigració procedent de la resta de comunitats de l'estat espanyol. No obstant això, des de la crisi econòmica internacional de 1973 —que es va sentir més a Espanya entre els darrers anys 70 i els primers 80— la població va començar a descendir, degut a motius econòmics, com el procés de desindustrialització de la ciutat, i socials, com la progressiva deslocalització de la població, una part de la qual es va establir a les localitats de fins a la segona corona de l'Àrea Metropolitana de Barcelona, que inicialment van esdevenir ciutats dormitori. Iniciat el segle xxi la població va tornar a pujar lentament, per causa principalment de l'arribada d'immigració internacional i un repunt de l'èxode rural.
| 1497 f | 1515 f | 1553 f | 1717   | 1787    | 1857    | 1877    | 1887    | 1900    | 1910    |
| ------ | ------ | ------ | ------ | ------- | ------- | ------- | ------- | ------- | ------- |
| 6.166  | 6.613  | -      | 35.928 | 100.160 | 235.060 | 353.853 | 405.913 | 537.354 | 587.411 |

| 1920    | 1930      | 1940      | 1950      | 1960      | 1970      | 1981      | 1990      | 1992      | 1994      |
| ------- | --------- | --------- | --------- | --------- | --------- | --------- | --------- | --------- | --------- |
| 710.335 | 1.005.565 | 1.081.175 | 1.280.179 | 1.557.863 | 1.745.142 | 1.752.627 | 1.707.286 | 1.630.635 | 1.630.635 |

| 1996      | 1998      | 2000      | 2002      | 2004      | 2006      | 2008      | 2010      | 2012 | 2014 |
| --------- | --------- | --------- | --------- | --------- | --------- | --------- | --------- | ---- | ---- |
| 1.508.805 | 1.505.581 | 1.496.266 | 1.527.190 | 1.578.546 | 1.605.602 | 1.615.908 | 1.619.337 | -    | -    |

| Evolució de la població de Barcelona (1857-2015) |
| --- |
| |
| *Es mostren les dades de 1979 i 1981 per manca de cens l'any 1980 i pel màxim històric i posterior decreixement pronunciat de població en les dades recollides entre aquests dos anys. Fonts: Censos, Padrons i Rectificacions padronals de l'Ajuntament de Barcelona i l'Institut Nacional d'Estadística d'Espanya (INE). |

## Toponímia

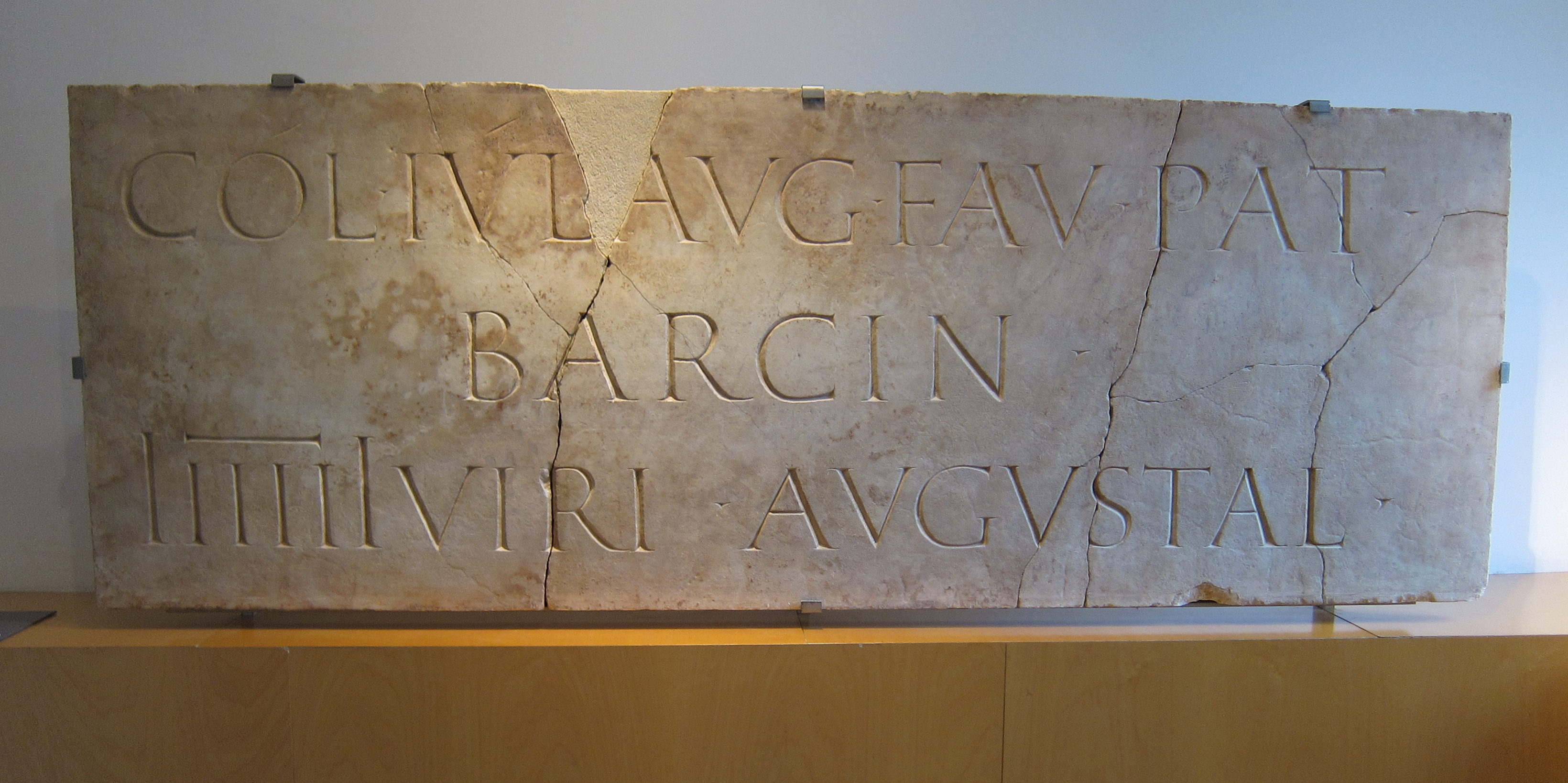
Estela romana de marbre amb el nom de Bàrcino (110-130 dC), Museu d'Història de Barcelona.

L'origen i significat del topònim «Barcelona» és incert. Sembla provenir d'un poblat ibèric denominat Barkeno (), que s'esmenta en uns dracmes ibèrics del segle ii aC. Aquesta forma va evolucionar al llatí Barcino quan la ciutat va ser fundada com a colònia romana al segle i aC.
A l'edat mitjana sorgiren llegendes sobre l'origen del nom de la ciutat. La primera és de caràcter mitològic, i afirma que la va fundar Hèrcules a l'indret on arribà el novè vaixell (barca nona) del seu estol en l'expedició contra Geríon. Aquesta llegenda, escampada per Rodrigo Jiménez de Rada en l'obra De rebus Hispaniae (1243), es fonamenta en un passatge de Pompeu Trogus i és l'origen de la vinculació de la ciutat amb l'heroi Hèrcules. La segona és de caràcter històric (malgrat que sense fonament), i afirma que la ciutat va ser fundada per algun membre de la família Barca (habitualment, el patriarca Hamílcar Barca), de nissaga púnica, per la relació amb el nom (Barca > Barcino). Aquesta llegenda, fonamentada en un passatge del poeta Ausoni, fou escampada per Jeroni Pau i Pere Miquel Carbonell el segle xv com a resposta racionalista al mite herculi.
El primer esment escrit sobre Bàrcino és del segle i, efectuat per Pomponi Mela, mentre que al segle ii l'astrònom Claudi Ptolemeu l'esmenta en grec com a Βαρκινών (Barkinṓn) en la seva Geographia. El topònim va evolucionar entre els segles iv i vii: al segle iv Aviè l'anomena Barcilo en la seva Ora Maritima, tot i que apareixen nombroses variants, com Barcilona, Barcinona, Barcinonem, Barchinon o Barchinonam. D'altra banda, ja en l'any 402 s'esmenta sota el nom de Barcellone, un genitiu que fa suposar l'existència del nominatiu Barcellona. Isidor de Sevilla (segle vii) l'anomena Barcinona, mentre que ja en aquest segle apareix per primera vegada la forma actual Barcelona.
El topònim «Barcelona» és present en altres països del món, amb unes cinquanta entitats de població, la majoria en Llatinoamèrica —la més rellevant la Barcelona veneçolana—, però també a França, Itàlia, Estats Units, Filipines, Austràlia i el Camerun.

## Símbols

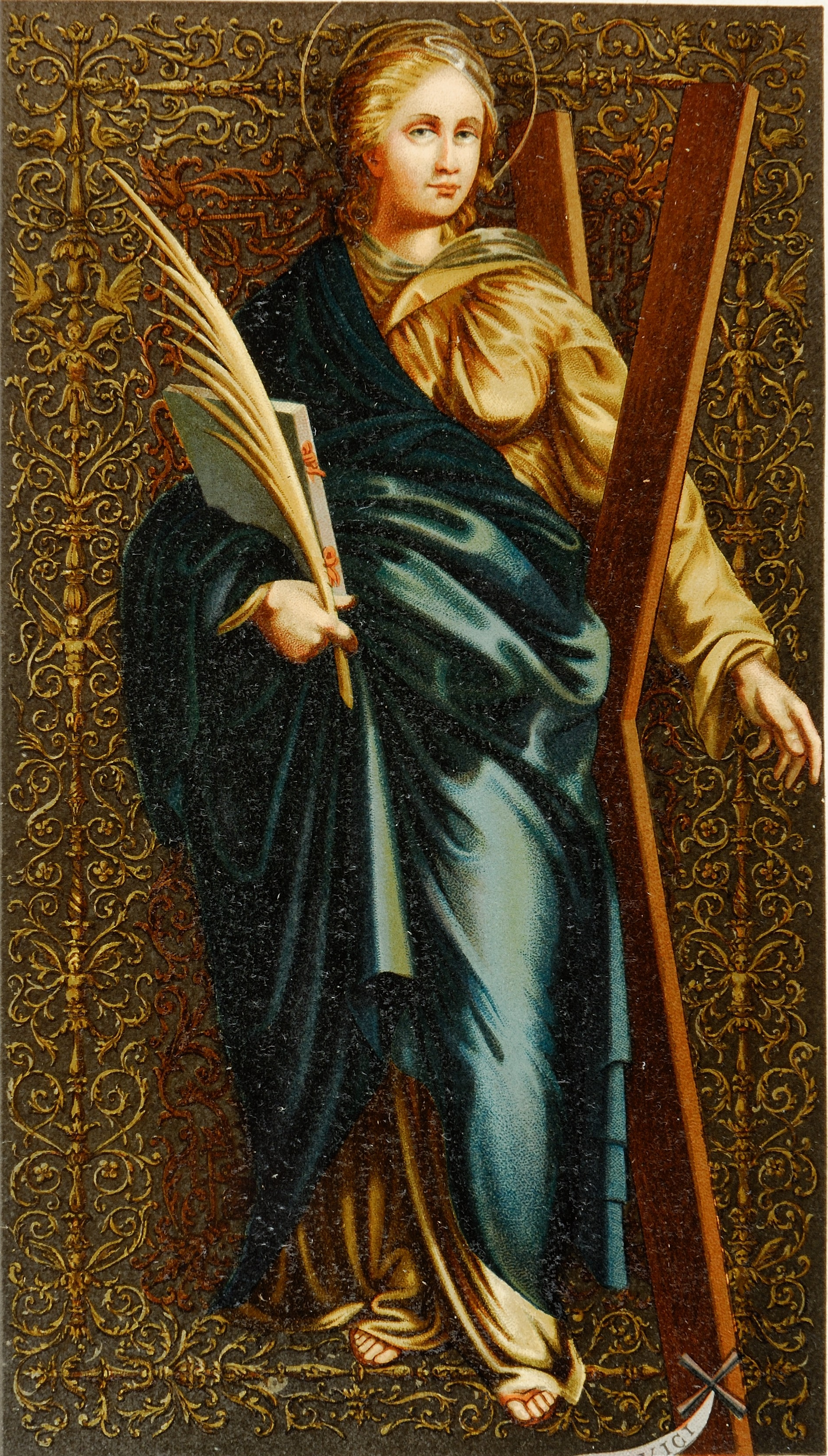
Bandera de Santa Eulàlia.

L'escut de Barcelona es divideix en quatre quarters: el primer i el quart presenten la creu de Sant Jordi plena de gules sobre argent, i el segon i tercer la Senyera Reial de la Corona d'Aragó, de quatre pals de gules en camp d'or; porta per timbre una corona reial. L'escut està documentat per primera vegada el 1329, mentre que, el 1345, el rei Pere III va concedir a la ciutat el privilegi de portar signo nostro et signo dicti civitatis, és a dir, la senyera reial i la municipal juntes. Cal assenyalar que, entre els segles xiv i xviii, no hi havia un nombre fix de pals, que podien variar de dos a cinc. També el timbre ha tingut diverses versions al llarg del temps, podent ser una corona comtal o reial, o bé una cimera reial en forma de drac alat o de ratpenat, de vegades amb lambrequins.
Per la seva banda, la bandera de Barcelona és heràldica, ja que prové de la conversió de l'escut en bandera. La representació més antiga és en una carta nàutica de 1339, obra del cartògraf mallorquí Angelí Dulcert. Com l'escut, ha tingut diverses versions en el temps, amb dos o quatre pals, sent aquests verticals o horitzontals. Una altra bandera usada històricament va ser la de Santa Eulàlia, patrona de la ciutat, amb una imatge de la santa amb els símbols del seu martiri (palma i creu en aspa), sobre fons carmesí. Com a pendó o estendard militar, va ser usada en nombrosos conflictes bèl·lics en els quals la ciutat es va veure immersa, especialment per la Coronela. El seu primer esment prové de 1588.

## Antiguitat

### Prehistòria
Hi ha escassos vestigis d'època prehistòrica a la ciutat. Durant el Miocè (fa uns 13 milions d'anys) probablement va habitar la zona el Pierolapithecus catalaunicus, una espècie extinta de primat hominoïdeu, els primers fòssils del qual van ser descoberts al desembre de 2002 a Els Hostalets de Pierola (Anoia). Les primeres restes vinculades a una espècie homínida són d'Homo neanderthalensis, que va viure durant el Plistocè mitjà i superior: així ho testifiquen unes restes d'arbres fossilitzats trobats prop de Barcelona, que demostren la capacitat per utilitzar el mitjà natural per part d'aquesta espècie. Malgrat tot, per causes no del tot conegudes —s'apunta a una glaciació, però no està del tot comprovat—, el neandertal es va extingir en un moment imprecís entre fa uns 21000 i uns 35000 anys. També en un temps indeterminat va anar habitant el territori l'Homo sapiens, que va conviure per un temps amb el neandertal. Durant el Paleolític superior l'home de Cromanyó es va dispersar per la regió, portant una vida nòmada dedicada a la caça i la recol·lecció. En aquest període es van desenvolupar l'art i el llenguatge, fabricaven eines i confeccionaven teixits i pells. Les primeres restes arqueològiques del Paleolític són uns primitius instruments de pedra trobats en les terrasses del riu Llobregat i algunes localitats de l'entorn.
En el Neolític l'ésser humà es va tornar sedentari. En aquest període, probablement, es va començar a poblar el pla de Barcelona amb cabanyes construïdes amb fusta d'arbre. Es va començar a conrear la terra (agricultura), es va aconseguir la domesticació d'animals (ramaderia), i es va desenvolupar la ceràmica. Del Neolític inicial (5000 aC-3500 aC) s'han trobat algunes restes de ceràmica epicardial i de talles de sílex i jaspi en el vessant sud-oriental de la muntanya de Montjuïc.

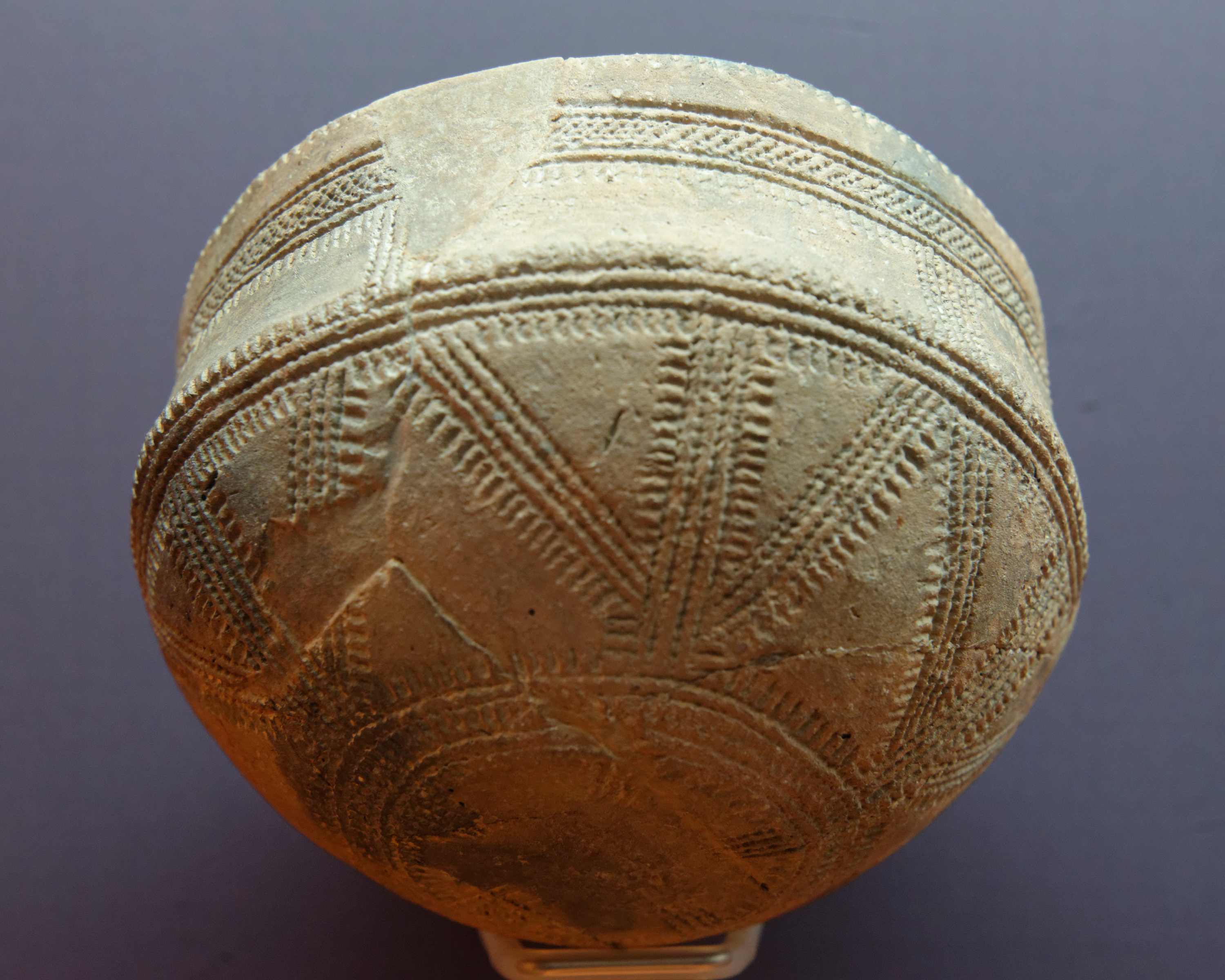
Recipient carenat amb decoració epicampaniforme (edat del bronze), assentament de La Riba, Sant Just Desvern.

En el Neolític mitjà (3500 aC-2500 aC) es troben les primeres restes arquitectòniques, que es manifesten principalment per les pràctiques funeràries amb sepulcres de fossa, que solien ser de bastant profunditat i revestides de lloses. Un exponent d'això és la tomba descoberta el 1917 en el vessant sud-oest del turó de Monterols, entre els carrers de Muntaner i Copèrnic; de datació imprecisa, té 60 cm d'alt i 80 d'ample, i estava formada per lloses planes de forma irregular. També es van trobar allí un ganivet de sílex de 10 cm i un altre fragment de sílex, probablement d'un altre ganivet. Pel que fa a habitacles, d'aquesta època solament s'ha trobat un fons de cabanya en el que és l'actual estació de Sant Andreu Comtal. També s'han trobat restes de pedra polida al parc Güell, el turó de la Rovira i la travessera de Gràcia, així com uns trossos de jaspi i fragments de ceràmica al mont Tàber, i una punta de sílex i una destral de pedra polida al subsòl de la catedral.
De l'edat del bronze (1800 aC-800 aC) es conserven igualment poques restes pel que fa al pla de Barcelona. Les principals procedeixen d'un jaciment descobert el 1990 al carrer de Sant Pau, on es van trobar restes de llars de foc i sepultures d'inhumació individuals. També són segurament d'aquest període les restes trobades el 1931 a Can Casanoves, darrere de l'Hospital de Sant Pau, on es van trobar restes de muralles de pedra i els fons de tres cabanyes circulars d'uns 180 cm de diàmetre, així com diversos vasos de ceràmica. Hi ha d'altra banda testimonis escrits de dos monuments megalítics, situats a Montjuïc i Camp de l'Arpa, dels quals, malgrat tot, no ha quedat cap rastre material. Finalment, del Calcolític final hi ha unes escasses restes de la denominada cultura dels camps d'urnes, trobades a la masia de Can Don Joan, a Horta, on es van trobar uns trossos de ceràmica amb decoració d'acanalats; i, al vessant sud-oriental de la muntanya de Montjuïc, entre els camins del Molí Antic i la Font de la Mamella, on es van trobar restes de ceràmica, inclosos dos trossos de ceràmica a torn de producció fenícia.

### Període ibèric

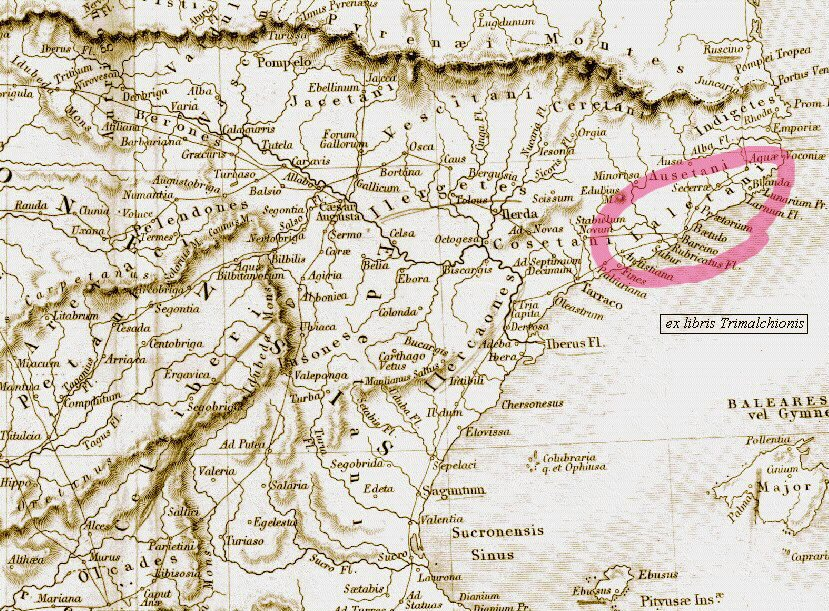
Territori dels laietans.

Entre els segles VI aC i I aC el pla de Barcelona estava ocupat pels laietans, un poble iber que ocupava les actuals comarques del Barcelonès, el Vallès, el Maresme i el Baix Llobregat. Els laietans vivien de l'agricultura, la ramaderia i la mineria —principalment ferro, plata, coure i or—, i tenien contactes comercials amb les colònies gregues d'Empúries. Utilitzaven un alfabet de 28 signes, tot i que el seu llenguatge no ha estat encara desxifrat.
A Barcelona no queden gairebé restes arqueològiques ibèriques: els principals vestigis d'aquesta cultura es van trobar als turons de la Rovira, de la Peira i del Putget, així com a Santa Creu d'Olorda —al Tibidabo—, però no han permès establir unes especials característiques pel que fa a habitacles o sepulcres funeraris. Les principals restes procedeixen de la Rovira, on el 1931 es van trobar vestigis d'un poblat ibèric que, malauradadament, van ser destruïts en instal·lar-se unes bateries antiaèries durant la Guerra Civil. Pel que sembla, tenia una muralla amb dos accessos, mentre que, situat extramurs, es va trobar un conjunt de sitges amb 44 dipòsits excavats en la roca. També es van trobar diversos vasos de ceràmica.
Segons sembla, el principal assentament ibèric de la zona va estar a Montjuïc —possiblement el Barkeno que nomenen dues monedes encunyades a la fi del segle iii aC—, tot i que la urbanització de la muntanya en dates recents i el seu ús intensiu com a pedrera durant tota la història de la ciutat ha provocat la pèrdua de la majoria de restes. El 1928 es van descobrir a la zona de Magòria nou sitges de gran capacitat, que probablement formarien part d'un magatzem d'excedents agrícoles, a més de restes de ceràmica i dues llandes de roda de carro elaborades en ferro. D'altra banda, el 1984 es van trobar restes d'un assentament en el vessant sud-oest de la muntanya, en un terreny d'unes dues a tres hectàrees.
Possiblement va haver-hi un altre assentament al mont Tàber, però l'únic indici és una estela de pedra amb una inscripció ibèrica trobada en una casa del carrer Arc de Sant Ramon del Call, trobada al segle xix i avui ja perduda. Algunes referències a un assentament ibèric anomenat Laie o Laiesken semblen llegendàries; la inscripció Laiesken trobada en algunes monedes probablement faria referència al nom de tot el territori laietà, no d'un poblat.

### Barcelona romana

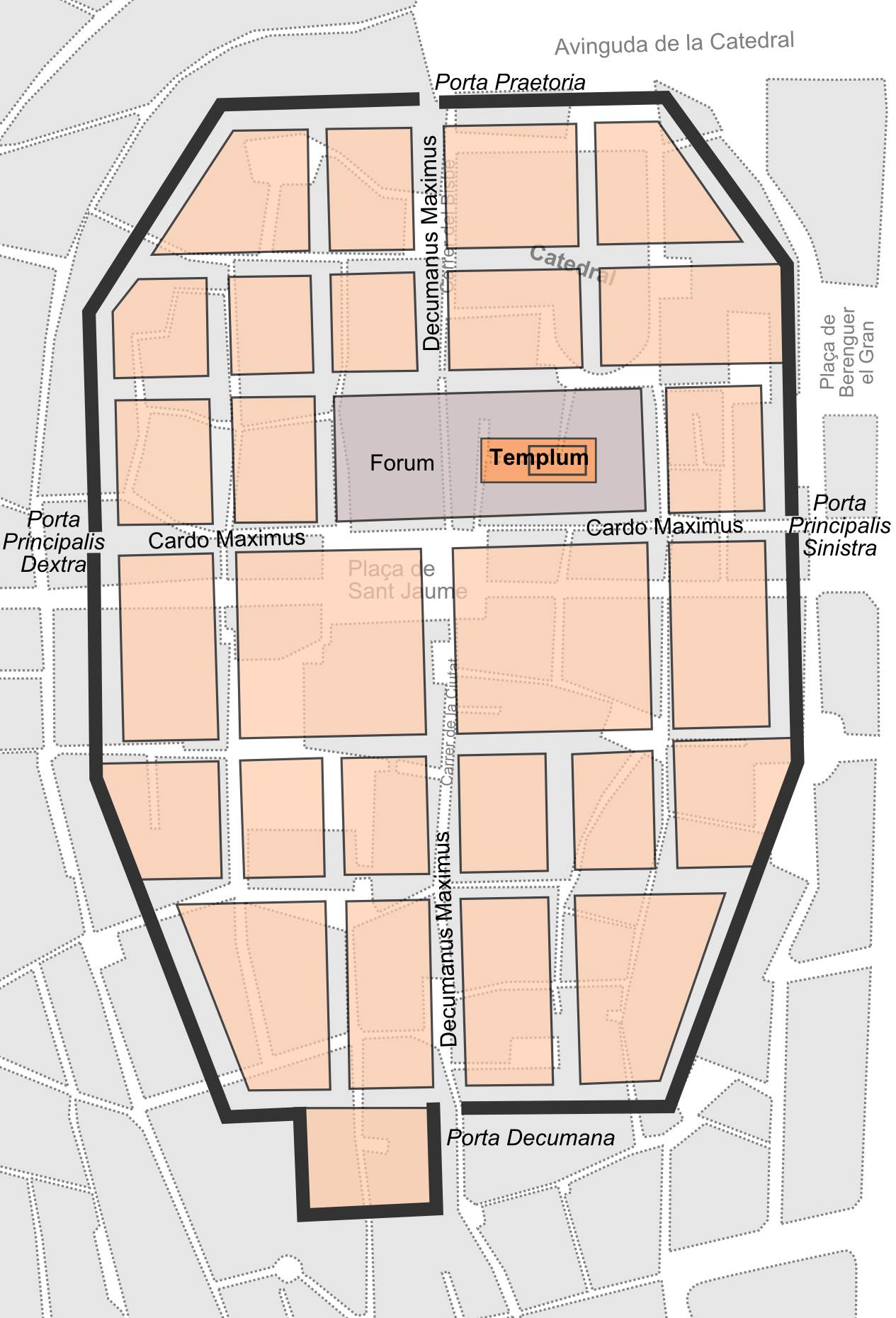
Plànol de Bàrcino superposat al pla actual del barri Gòtic.

La República Romana va entrar per primer cop a la península Ibèrica en el transcurs de la Segona Guerra Púnica (218 aC), per contrarestar el poder dels cartaginesos a la zona, fet que va acabar per esdevenir en l'inici de la conquesta del territori, un lent procés que duraria gairebé dos segles, fins que l'any 19 aC l'emperador August donaria per conclòs el control de la península. Les bases d'actuació romana a la zona van ser inicialment Emporion i Rhodae (actuals Empúries i Roses), així com la principal fundació romana al territori, Tàrraco (Tarragona). Durant aquest període, els romans segurament ocuparien l'enclavament laietà situat a Montjuïc, per controlar la desembocadura del Llobregat, un important centre estratègic. Cal suposar igualment que durant aquest període es produiria una aculturació entre la població autòctona i els nouvinguts.

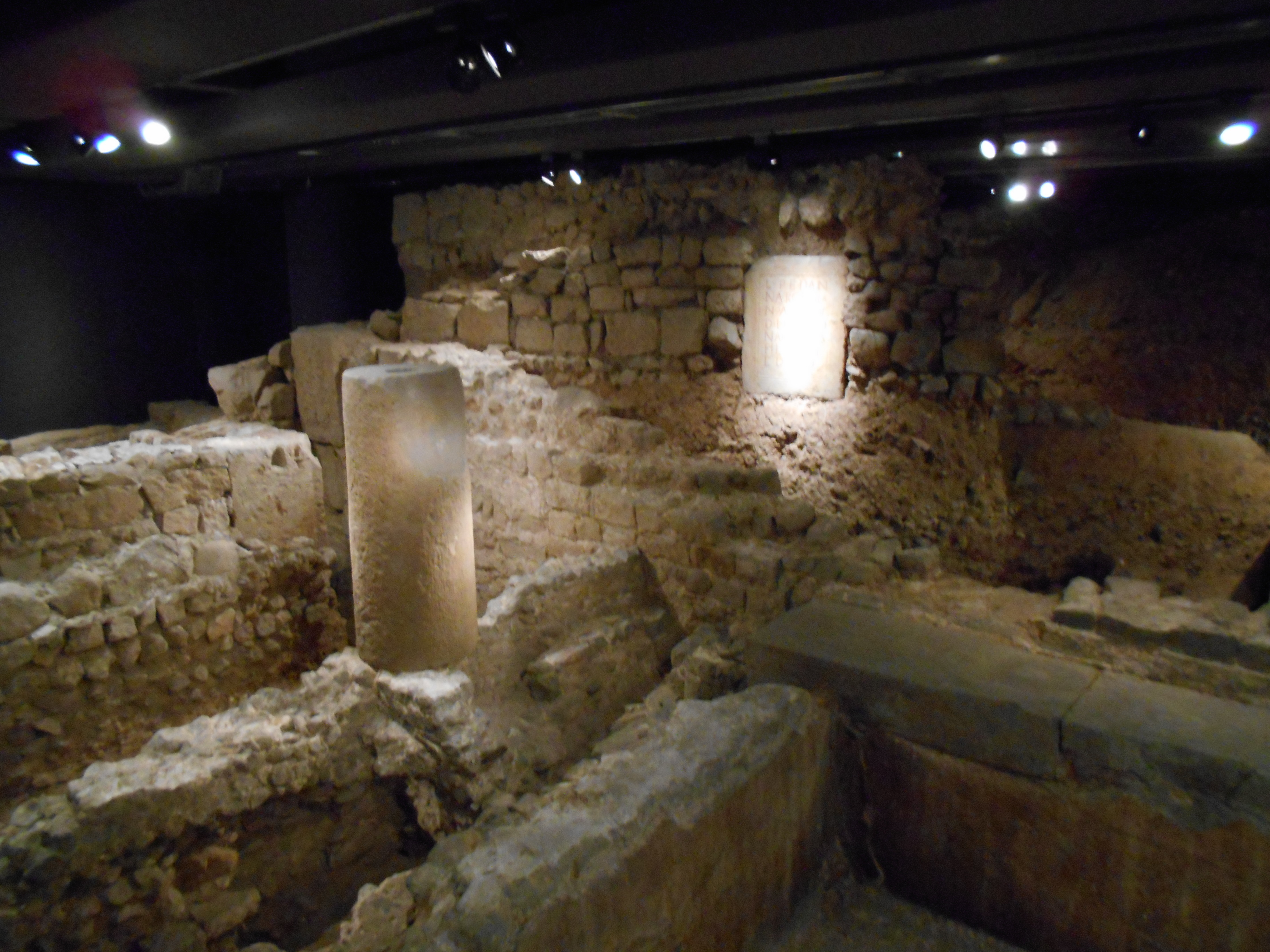
Restes arqueològiques romanes, Museu d'Història de Barcelona.

Segons sembla, va ser durant el regnat d'August (27 aC-14 dC) —el qual va suposar la conversió de la República romana en imperi— quan es va fundar la colònia que donaria origen a la ciutat, batejada com Barcino, segurament com a llatinització del nom iber Barkeno. Fundada entre el 15 aC i el 10 aC, l'assentament es va situar en un petit promontori del pla de Barcelona proper a la costa, el mont Tàber (25 msnm). El principal motiu de l'elecció d'aquest lloc va ser segurament el seu port natural, si bé els al·luvions de les torrenteres i la sedimentació de sorra dels corrents litorals anirien dificultant el calat del port. El nou poblat va rebre el nom complet de Colonia Iulia Augusta Faventia Paterna Barcino. Els primers pobladors semblen haver estat legionaris llicenciats de les guerres càntabres, lliberts de la Narbonense i colons itàlics.

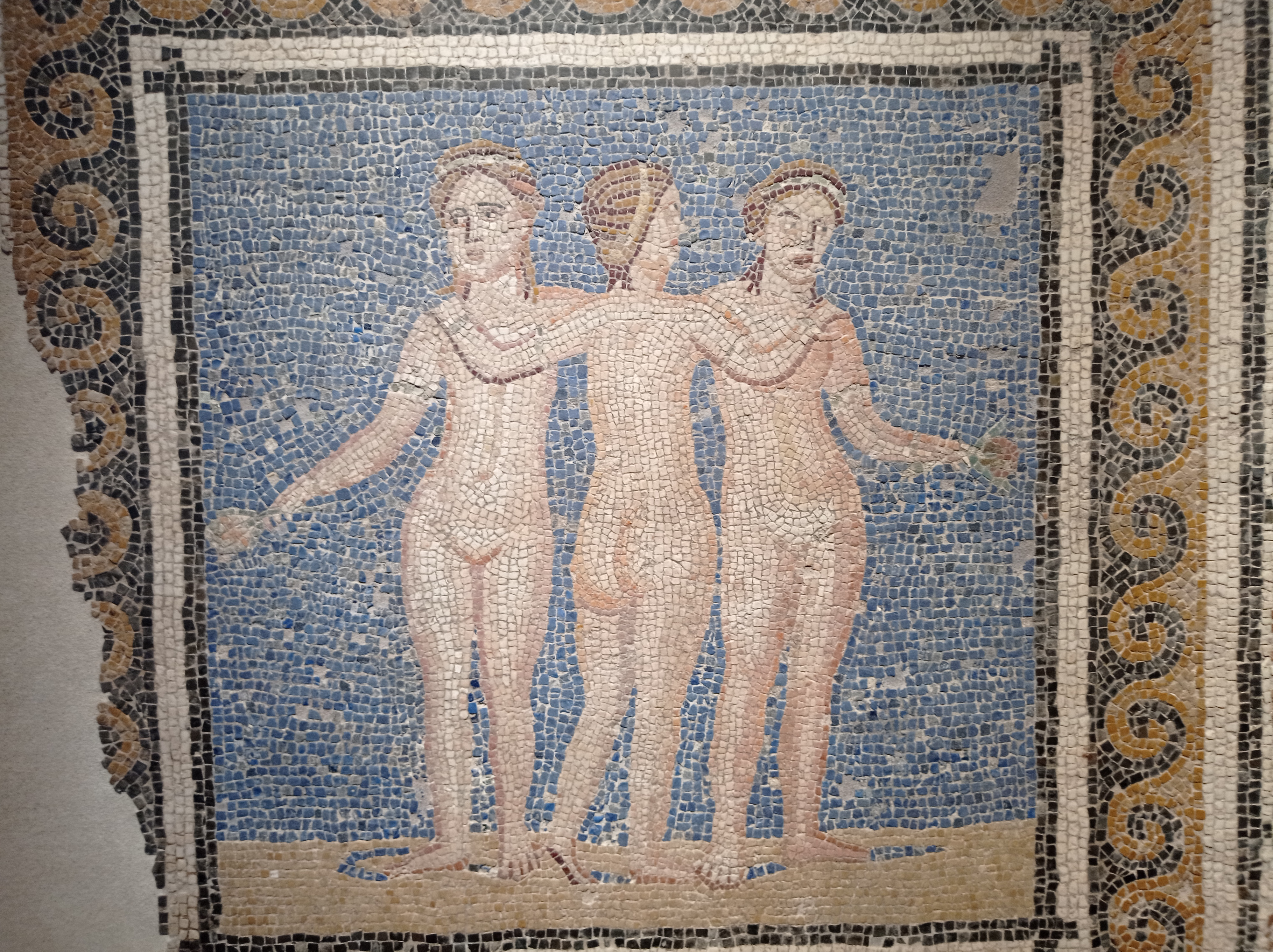
Mosaic de les Tres Gràcies (c. finals del segle -començaments del segle), Museu d'Arqueologia de Catalunya (Barcelona).

Bàrcino va prendre la forma urbana de castrum inicialment, i oppidum després, amb els habituals eixos organitzadors cardo maximus (actuals carrers Llibreteria i Call) i decumanus maximus (carrers Bisbe, Ciutat i Regomir);  en la confluència de tots dos es trobava el forum (plaça de Sant Jaume), la plaça central dedicada a la vida pública i als negocis. Des d'aquest centre, la ciutat seguia un traçat ortogonal, amb illes quadrades o rectangulars, seguint una disposició de malles que partia de dos eixos principals: un ordre axial horitzontal (nord-oest - sud-oest) i un altre vertical (sud-est - nord-est), els quals marcarien el futur traçat de la ciutat, i seria recollit per Ildefons Cerdà al seu Pla d'Eixample de 1859. El paper estratègic de Bàrcino, punt d'arribada dels grans eixos del nord —Via Augusta— i mediterrani, va atorgar a la ciutat des de molt aviat un actiu desenvolupament comercial i econòmic; des de molt aviat també va gaudir d'exempció d'impostos. La màxima esplendor de l'època romana es va donar durant els segles ii i iii, amb una població que havia d'oscil·lar entre els 3500 i 5000 habitants. D'altra banda, cap al segle iv Bàrcino havia ja desplaçat a Tàrraco com a referent de la regió.

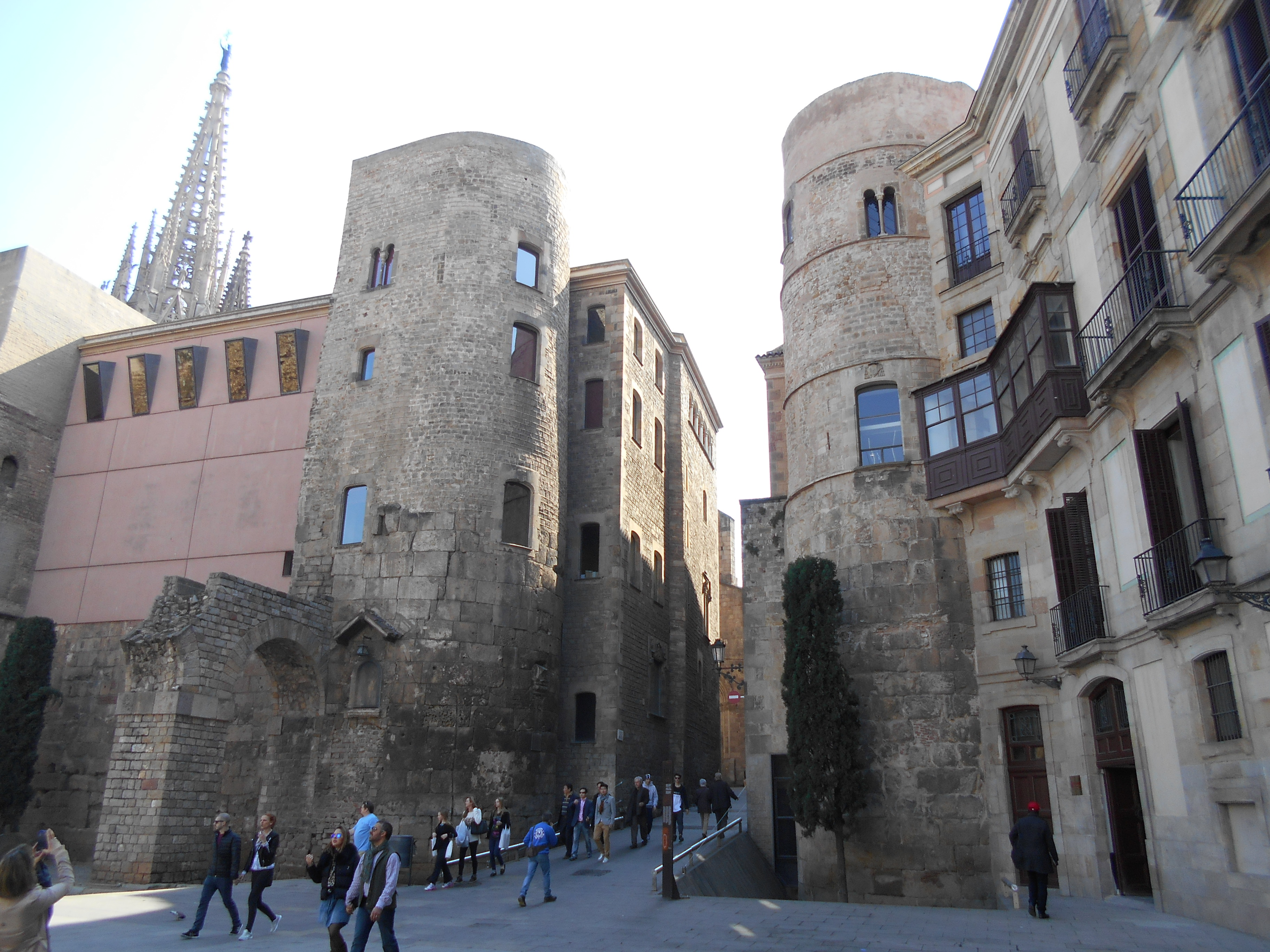
Portal del Bisbe, antiga porta Praetoria de la Bàrcino romana, amb les dues torres de defensa i restes de la muralla i de l'aqüeducte.

La principal activitat econòmica era el conreu de terres circumdants, especialment la vinya, que tenia bona fama i s'exportava a altres àrees de l'imperi com la Gàl·lia, Itàlia, el nord d'Àfrica i fins i tot a la frontera germànica. A més del vi, s'exportava ceràmica, sal de les mines de Cardona i saladura de peix (garum). Pel valor de les restes arqueològiques (mida del temple, abundància d'escultures, mosaics, àmfores) s'ha determinat que els habitants van gaudir d'un bon nivell de vida; malgrat això, no hi ha evidències que la ciutat tingués teatre, amfiteatre ni circ.
El govern de la ciutat seguia el model que l'imperi atorgava a les colònies, que era relativament autònom. El municipi tenia jurisdicció sobre la ciutat (urbs) i l'àrea rural que l'envoltava (territorium). La cúria municipal (ordo decurionum), formada per un centenar de membres (curiales), administrava tots els aspectes de la ciutat, tant polítics com administratius i judicials. Les classes socials es dividien entre ciutadans (cives), domiciliats sense ciutadania (incolae), residents transitoris (hospites) i esclaus. Entre els pocs barcinonencs amb nom propi conegut destaca Luci Minici Natal (segle ii), tribú militar, qüestor, pretor, senador, cònsol i àugur, i guanyador a més d'una prova de carreres de quadrigues en els antics Jocs Olímpics (any 129).

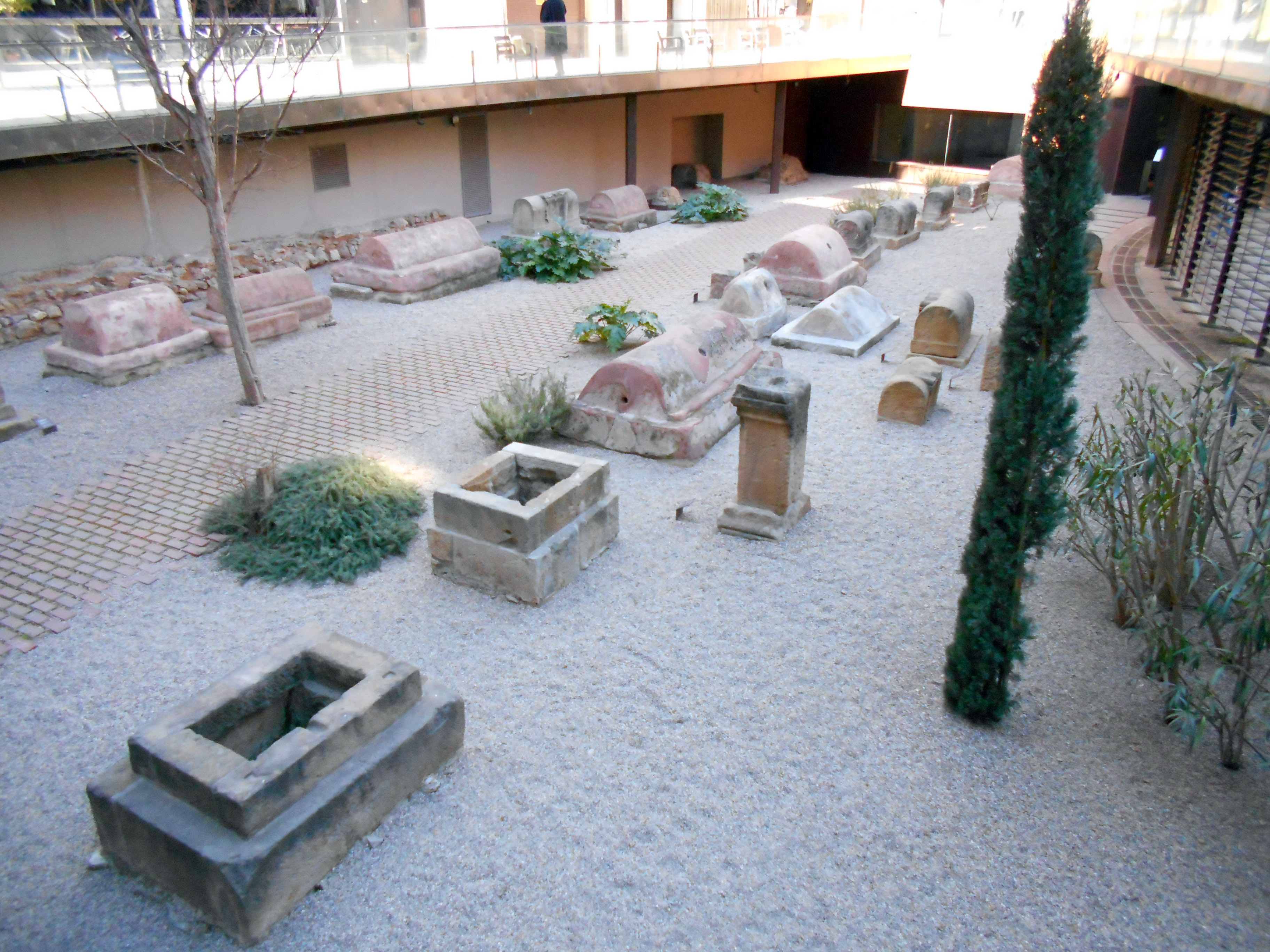
Necròpoli romana, plaça de la Vila de Madrid.

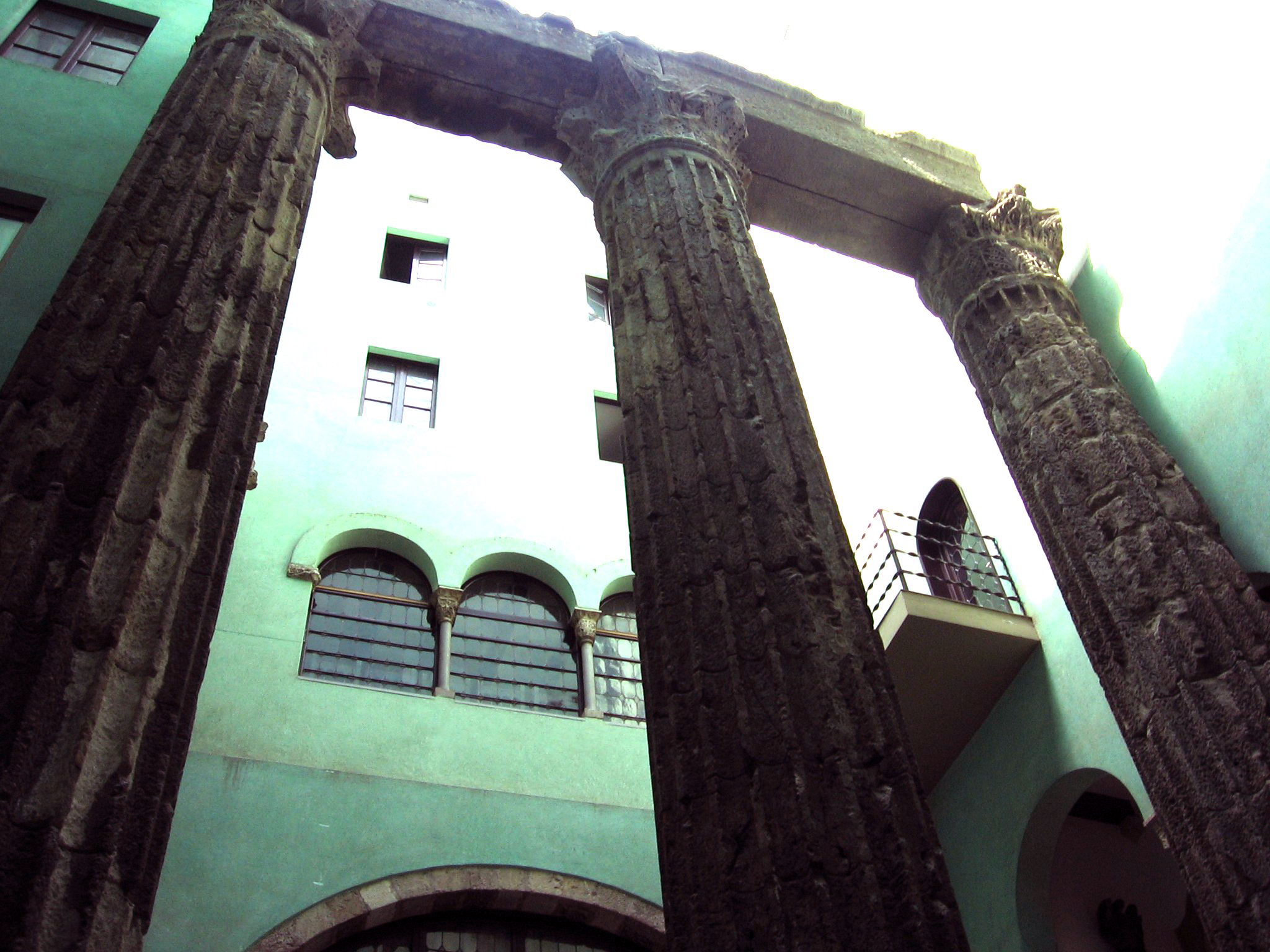
Restes de les columnes del temple d'August.

El recinte de Bàrcino estava emmurallat, amb un perímetre de 1,5 km, que protegia un espai de 10,4 ha. La primera muralla de la ciutat, de fàbrica senzilla, es va començar a construir al segle i aC Tenia poques torres, solament als angles i en les portes del perímetre emmurallat, de les quals hi havia quatre: la Praetoria (plaça Nova), la Decumana (carrer Regomir), la Principalis Sinistra (plaça de l'Ángel) i la Principalis Dextra (carrer del Call). Malgrat tot, les primeres incursions de francs i alamans a partir dels anys 250 van suscitar la necessitat de reforçar les muralles, que van ser ampliades al segle iv. La nova muralla es va construir sobre les bases de la primera, i estava formada per un mur doble de 2 metres, amb espai al mig farcit de pedra i morter. El mur constava de 81 torres d'uns 18 metres d'altura, la majoria de base rectangular (deu amb base semicircular, situades en les portades).
Al fòrum de la ciutat es concentraven les construccions dedicades als negocis, la justícia, les termes o banys públics, i era el lloc on les autoritats es reunien en la Curia i la Basilica. Aquí es trobava el temple d'August, construït pocs anys després de la fundació de la ciutat, probablement a la fi del segle i aC. Era un edifici de planta rectangular, sobre podi, hexàstil i perípter, amb una columnata d'ordre corinti, d'uns 35 metres de llarg per 17,5 d'ample, unes dimensions considerables per a la ciutat. Actualment tan sols es conserven quatre columnes i parts del podi i de l'arquitrau, conservades a l'interior de la seu del Centre Excursionista de Catalunya.
De la resta d'elements urbans conservats d'època romana convé ressaltar la necròpoli, un conjunt de tombes situat en l'exterior de l'àrea emmurallada, a l'actual plaça de la Vila de Madrid: compta amb més de 70 tombes dels segles ii i iii, descobertes casualment el 1954. També hi ha restes de dos aqüeductes que conduïen les aigües cap a la ciutat, un d'ells des de la serra de Collserola, al nord-oest, i un altre des del nord, prenent aigua del riu Besòs; tots dos s'unien enfront de la porta Praetoria de la ciutat (actual plaça Nova). Altres restes són els de una domus (casa familiar) situada al carrer Sant Honorat, en el subsòl de l'edifici del Departament de Presidència de la Generalitat de Catalunya, originàries del segle iv i excavades el 2003. Una part significativa de l'antiga Bàrcino és visible en el subsòl arqueològic del Museu d'Història de Barcelona, on també es troben testimonis dels seus monuments i de la vida quotidiana dels seus habitants.

### Barcelona paleocristiana

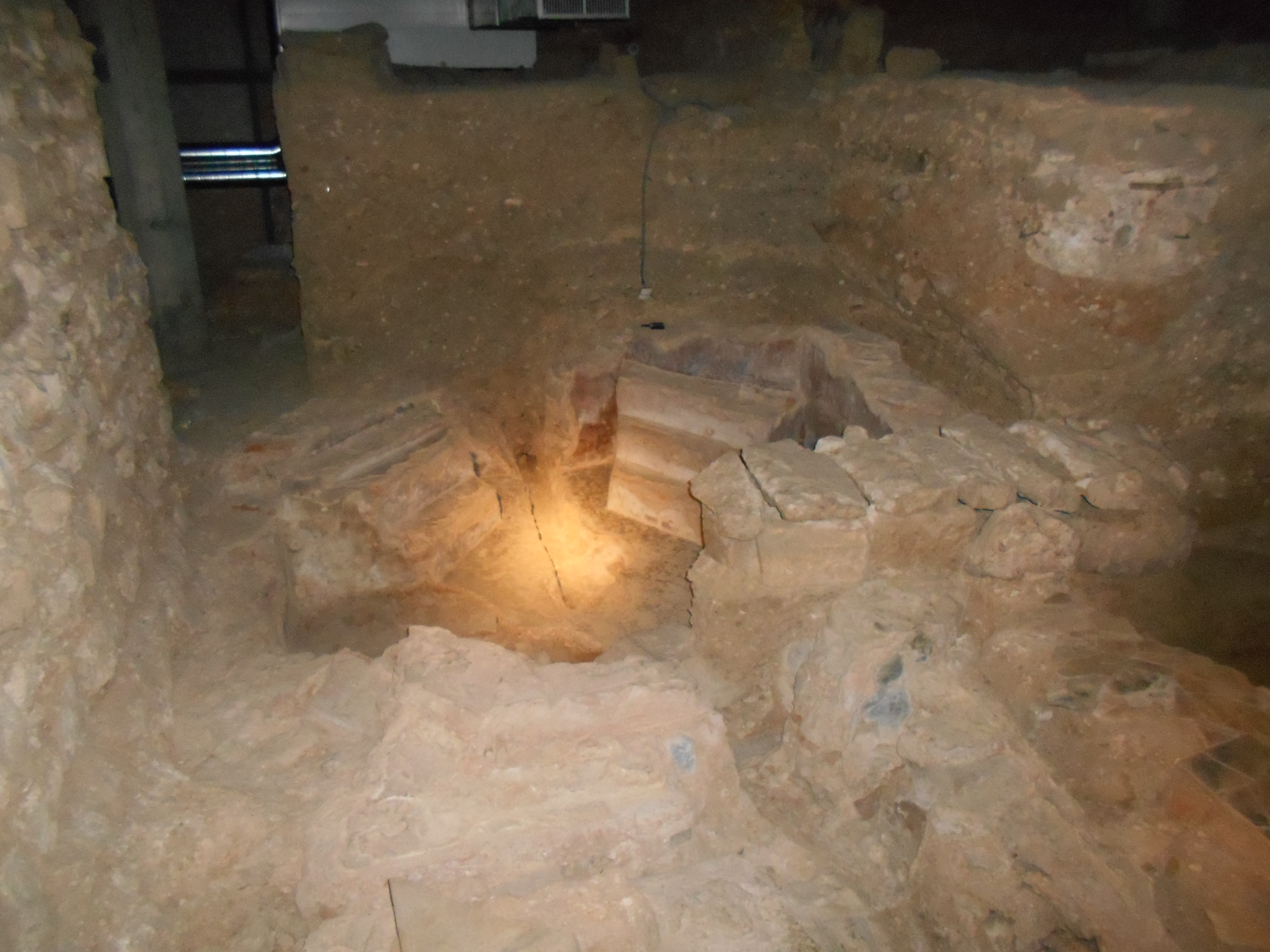
Piscina baptismal de la basílica paleocristiana de la Santa Creu, Museu d'Història de Barcelona.

Les primeres comunitats cristianes van començar a establir-se aviat a la regió: el 259 es va crear la diòcesi de Tàrraco. A Bàrcino, hi ha constància d'una primitiva comunitat i bisbe propi entre 260 i principis del segle iv, període en el qual van sorgir les primeres veneracions a cristians martiritzats durant la persecució de Dioclecià. És el cas de sant Cugat, que va ser martiritzat a Castrum Octavium (actual Sant Cugat del Vallès); o de santa Eulàlia, martiritzada a Barcelona l'any 303, als 13 anys. Va ser canonitzada el 633 i, més o menys en aquesta data, va ser declarada patrona de Barcelona; la catedral de la ciutat li està consagrada, a més de a la Santa Creu, la primera advocació com a basílica paleocristiana.
El cristianisme va ser legalitzat l'any 313 per l'emperador Constantí, a través de l'edicte de Milà. Per aquestes dates apareix com a bisbe llegendari de la ciutat sant Sever, el qual malgrat tot no està documentat; el primer bisbe conegut de Bàrcino va ser Pretextat, qui l'any 347 va assistir al sínode antiarrià de Sàrdica (Bulgària), amb Osi de Còrdova. Li va succeir sant Pacià (c. 360-390), considerat Pare de l'Església.
A la fi del segle iv, els municipis sota el poder de Roma van començar a perdre poder, en demanda per l'Imperi de més recursos econòmics, fet que finalment va derivar en la ruralització de part de la població i un moderat autogovern de la ciutat. Finalment, després de la mort de Teodosi I el Gran (395), es va produir la separació definitiva de l'Imperi Romà en dos: l'Imperi Romà d'Orient i l'Imperi Romà d'Occident. Durant aquest període Barcelona va ser la capital de dos usurpadors al tron imperial: Màxim (409-411), un noble hispà que va prendre el control de la Tarraconense, fins a ser capturat i executat per l'emperador Honori; i Sebastià (444). Màxim va arribar a encunyar unes monedes amb la marca SMBA (Sacra Moneta Barcinonensis).

## Alta edat mitjana

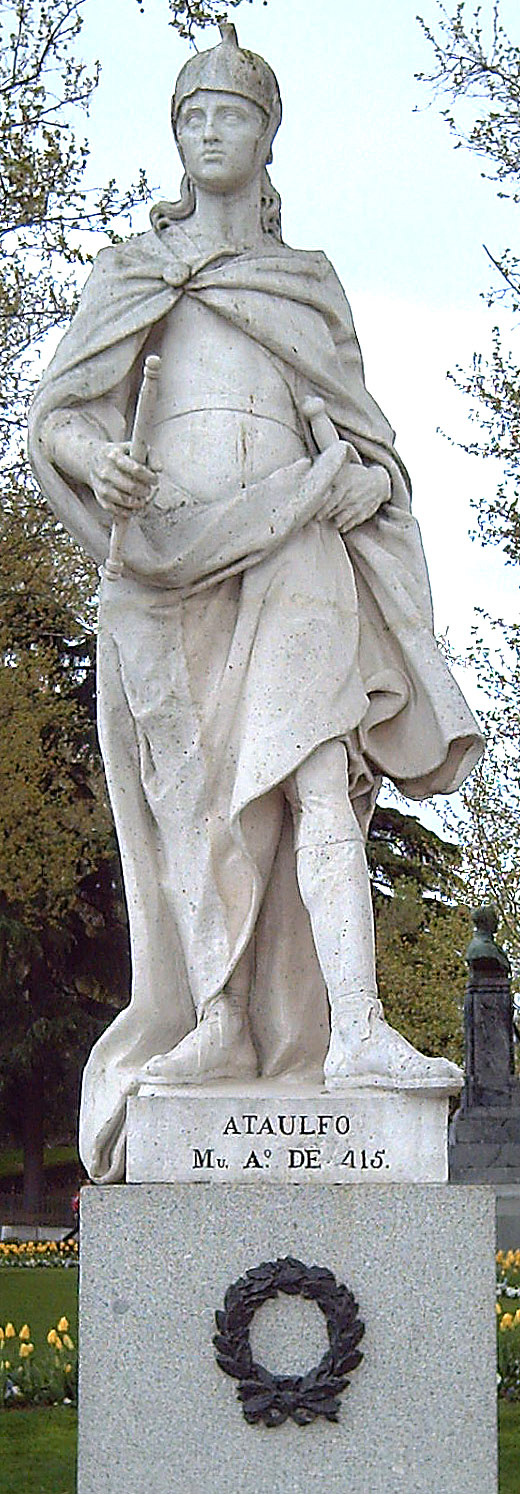
Ataülf, rei visigot que va situar la capital del seu regne a Barcelona.

### Barcelona visigoda
L'inici del segle v va suposar el principi de la fi de l'Imperi Romà d'Occident. Els visigots, una branca dels pobles gots, van irrompre en l'imperi pels Balcans i es van establir cap a l'oest. Altres pobles bàrbars, com els vàndals, els sueus i els alans, van entrar en la península ibèrica pel Pirineu oriental el 409, i van prendre diverses províncies de l'oest i sud d'Hispània. Posteriorment, al comandament d'Alaric I, els visigots van saquejar Roma a l'agost del 410.
El successor d'Alaric, el seu germanastre Ataülf (410-415), es va casar el 414 amb Gal·la Placídia, filla de Teodosi I, i va establir a Barcelona la cort. La capitalitat va durar només uns mesos, ja que Ataülf va morir assassinat al seu palau de la ciutat per un esclau de Sigeric; al seu torn, Sigeric va ser assassinat al cap d'una setmana també a Barcelona. Cap el 416 es va permetre als visigots entrar a Hispània per controlar als altres pobles bàrbars establerts, en qualitat de fœderati de Roma. Vàlia va reconquerir gran part d'Hispània, fet pel que l'emperador Honori va permetre als visigots accedir a Aquitània i Gallia Narbonensis per establir el seu territori, a partir del 417. Vàlia va establir la cort a Tolosa de Llenguadoc. Durant el regnat d'Euric (466-484), el regne dels visigots es va declarar independent de Roma. Euric va prendre la Tarraconense (470-475), i va forçar amb l'hèrul Odoacre deposar l'últim emperador romà d'Occident, Ròmul Augústul, el 476.

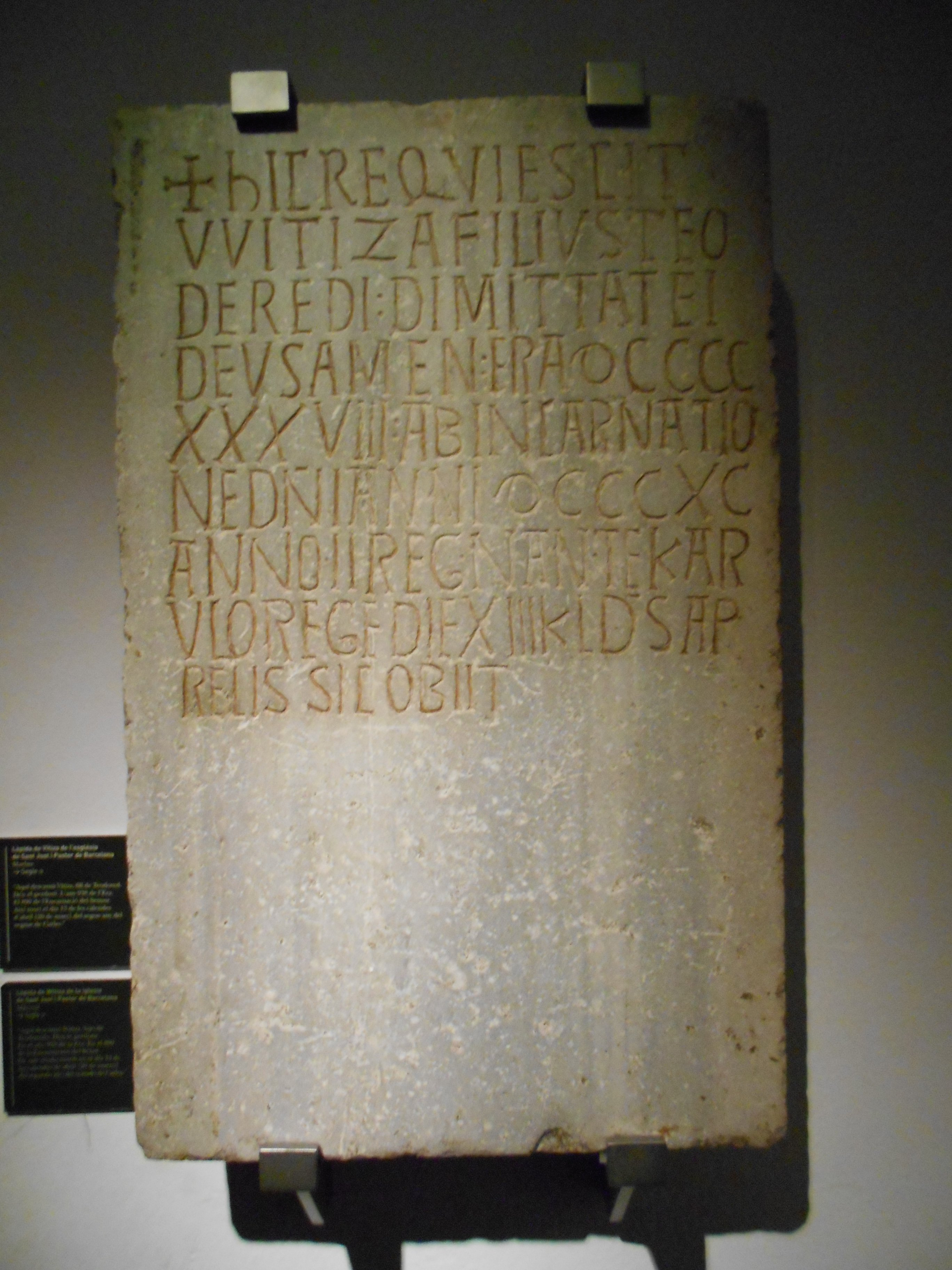
Làpida visigoda trobada a l'església dels Sants Just i Pastor, Museu d'Història de Barcelona.

A la mort d'Alaric II en lluita contra els francs el 507, el seu fill il·legítim i successor, Gesaleic (507-511), va replegar el seu regne i ho va concentrar a Hispània, amb capital novament a Barcelona. Una vegada deposat, la lluita entre els seus partidaris i els de l'ostrogot Teodoric el Gran va donar lloc a la batalla de Barcelona (512), que va donar el regne a Amalaric, fill d'Alaric II i net de Teodoric, el qual va ser assassinat a Barcelona el 531. El seu successor, Teudis, va tornar a establir la cort a Barcelona, fins a l'any de la seva mort el 548. Finalment, després de seus poc estables, Leovigild va fixar capital estable a Toledo el 573. Tot i així, Barcelona va continuar tenint una gran rellevància econòmica, com demostra el document De fisco Barcinonensis (592), i el manteniment d'una seca fins al final d'aquest període.
L'any 673, una rebel·lió iniciada pel duc Paulus per prendre el poder a títol de rei a Narbona va incloure aproximadament els territoris de Septimània i Catalunya —i, per tant, Barcelona—, tot i que va ser apaivagada pel rei visigot Vamba. El regne visigot es va esfondrar amb el desembarcament musulmà de Gibraltar el 711, que va donar origen a la formació de l'Àndalus.
Des del final de l'Imperi Romà la ciutat havia destacat a la Tarraconense, i sembla que va tenir bastant importància entre els visigots per establir cort i capital en diversos períodes (Ataülf, Gesaleic, Teudis). En general, el període visigot és bastant desconegut. Sembla que l'ocupació del territori va ser pacífica, i que els ciutadans no van abandonar la forma de vida romana i paleocristiana de forma agressiva, en part perquè els visigots també estaven bastant romanitzats. A la ciutat, els visigots no van constituir una població important, i solament van ocupar llocs de poder, com la guarnició militar i les autoritats, formades pel comte (comes civitatis) i el seu vicarius.
Els primers visigots que van ocupar la ciutat eren arrians, mentre que la ciutat, per tradició hispanoromana, era catòlica. Segons sembla, fins a la conversió de Recared al catolicisme (589) la catedral de la Santa Creu va ser de credo arrià, mentre que el culte catòlic es practicava a l'església de Sant Just. Durant el bisbat de Nebridi es va celebrar a Barcelona un concili catòlic de la província eclesiàstica de la Tarraconense (540); un segon concili catòlic es va celebrar el 599, a la catedral, sota el bisbat d'Ugne.
Hi ha poques restes del període visigot, en què la ciutat es va mantenir intramurs. La major part del conservat és visible al subsòl arqueològic del Museu d'Història de Barcelona. Es coneixen restes d'un palau edificat el segle v sobre l'antic fòrum romà, posteriorment Palau Episcopal. Un altre palau, potser on fos assassinat Ataülf, es va descobrir sota l'actual Saló del Tinell, a la plaça del Rei, on també es va descobrir una necròpoli de l'època (segles vi-vii). A més de la catedral, que va evolucionar de la basílica paleocristiana, i de l'esmentada església de Sant Just, hi ha constància de què existien altres esglésies, com Sant Pau del Camp i Santa Maria de les Arenes —posteriorment del Mar.

### Barcelona musulmana

El califat de Còrdova vers l'any 1000.

Els musulmans van entrar a la península el 711. Durant aquest any, a la part nord de la Tarraconense estava en el poder Àkhila II, un líder enemic del també visigot Roderic, pel que es va servir dels musulmans per combatre-li, fet que va evitar la conquesta de la ciutat al primer moment de l'entrada musulmana a la península. Li va seguir Ardó, qui va fixar residència a Narbona i, després d'oposar resistència als musulmans, aquests, sota el comandament d'Al-Hurr ibn Abd-ar-Rahman ath-Thaqafí, van conquerir definitivament el territori entre 717 i 718. L'entrada a Barcelona va ser pactada i sense resistència.
El valí de Barcelona Sulayman ibn Yaqdhan al-Kalbí al-Arabí, al costat d'altres valís contraris a l'emir Abd-ar-Rahman I, van buscar l'ajuda de Carlemany per contrarestar el poder de l'emirat de Còrdova el 777. L'acord no va prosperar, i Sulayman va ser capturat a Saraqusta (Saragossa). Durant la batalla de Roncesvalls va ser alliberat i, de tornada a Saragossa, va enviar el seu fill Matruh a controlar Barcelona i Girona. A la mort del seu pare el 780, pel valí Hussayn de Saragossa, va disposar la ciutat a favor de l'emirat de Còrdova, al que va ajudar assetjant Saragossa el 781. El 789 es va rebel·lar de nou i va prendre el control de Saragossa i Wasqa (Osca).
A la mort de Matruh el 792 va prendre el poder a Barcelona Sadun al-Ruayni. El 797 va viatjar a Aquisgrà per sol·licitar ajuda contra l'emirat de Còrdova —llavors sota el control d'Al-Hàkam I— a Carlemany, al que va oferir la ciutat. Aquest va enviar el seu fill Lluís el Pietós, qui, al costat d'altres nobles, pretenia prendre la ciutat pacíficament, a la tardor de 801. Sadun no va complir la seva paraula i es va negar a lliurar la ciutat, pel que els francs van atacar Barcelona. El setge va ser llarg, i Sadun va escapar a la recerca d'ajuda de Còrdova. Va ser capturat, i va prendre el poder Harun, últim valí de Barcelona. Partidari de seguir defensant-se de l'atac franc, va ser destituït pels seus afins i lliurat als francs el 3 d'abril de 801.
El poder musulmà a la ciutat va durar una mica més de 83 anys. Durant l'ocupació musulmana, la ciutat va ser coneguda com a برشلونة (Barshilūna). Els ocupants no van intentar convertir a la població local, i van permetre la llibertat de culte. Els valís musulmans van habilitar una guarnició militar a la ciutat, i van cobrar impostos especials als no musulmans; potser per això molts ciutadans es van convertir a la nova religió, per no pagar impostos: eren els anomenats muladís. El principal temple cristià, la catedral, va ser probablement convertida en mesquita, tot i que no hi ha vestigis d'això; el culte cristià va passar a l'església de Sant Just. El govern civil va ser respectat i la ciutat va conservar les autoritats tradicionals (comte i bisbe). Es va reactivar l'economia gràcies al comerç amb Orient, d'on arribaven perfums, joies i esclaus, mentre que s'exportava lli, mel i oli.

### Barcelona carolíngia

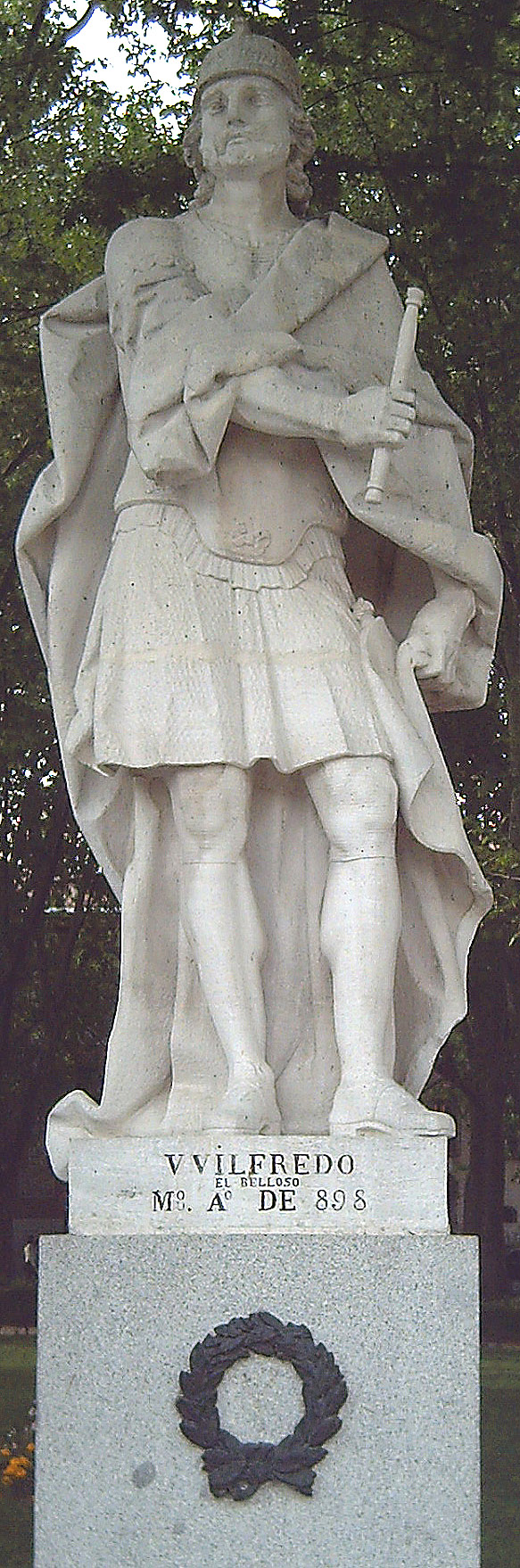
Guifré el Pilós.

El període històric de la ciutat sota dependència de la dinastia carolíngia abasta des de l'entrada a la ciutat de Lluís el Pietós el 801 fins a l'ofensiva dirigida per Almansor el 985. Després de l'entrada a la ciutat, Lluís va designar a un got local, Berà, com a comte de Barcelona. Aquest va rebre també el títol de marquès, en fer-se càrrec del territori fronterer o marca (Marca Hispànica). El bisbat va passar a dependre de la seu metropolitana de Narbona. El 815, un exèrcit comandat per Abd Allah al-Balansí, oncle d'Al-Hàkam I, es va disposar a conquerir la ciutat, però abans d'atacar-la un exèrcit got reclutat per Berà va frustrar l'intent i va obligar els atacants a retirar-se. A la mort d'Odiló, comte de Girona —que incloïa els pagus de Besalú i Empúries—, Berà va rebre el poder sobre aquests territoris. Cap el 820 Berà i els seus seguidors gots es van revoltar contra el poder carolingi, pel que va ser deposat i els seus territoris van passar a les mans del comte Rampó.
Durant aquest període va haver-hi nombroses incursions musulmanes: el 827 van assaltar la ciutat sense èxit, igual que el 841, 842 i 845; malgrat tot, el 852 sí van aconseguir prendre la ciutat, la qual van devastar. Va haver-hi nous atacs el 856 i 861, data aquesta última en què van conquerir territoris propers i van assetjar la ciutat, tot i que el comte Humfrid va aconseguir una treva. Encara va haver-hi noves campanyes entre 911 i 914, i el 935, 940 i 956.

Comtat de Barcelona.

La unió del comtat a l'Imperi Carolingi ja estava afeblida a la fi del segle ix. Després de ser deposat el comte Bernat II, el títol ho va rebre Guifré el Pilós, fill de Sunifred I, d'origen hispanogot. Enemistat amb el valí de Lleida, Llop ibn Muhàmmad, Barcelona va ser atacada el 897. El comte Guifré va morir poc després en lluita amb Llop als voltants de Navès. Després de Guifré, el comtat va ser heretat pels seus fills Guifré II Borrell i Sunyer I, ja sense designació real franca. Amb Guifré va començar una dinastia que regiria les terres catalanes durant diversos segles, la Casa de Barcelona.
L'any 985, el cabdill musulmà Almansor va arribar als voltants de Barcelona, després de diverses incursions per altres regnes i comtats cristians del nord de la península ibèrica. Després d'un setge de vuit dies, el 6 de juliol va prendre la ciutat, la qual va saquejar i va prendre en flames. Molts dels habitants de la ciutat van ser fets presoners, esclaus o assassinats. L'ocupació va durar uns sis mesos. Malgrat les peticions d'auxili als reis francs, Barcelona va ser abandonada a la seva sort, i per aquest fet, el 988, el comte Borrell II va refusar rendir vassallatge al nou rei, Hug Capet, i va fer efectiva la independència de la marca, la qual va ser de facto, però no reconeguda per França fins al 1258, quan es va signar el tractat de Corbeil entre Lluís IX de França i Jaume I d'Aragó.

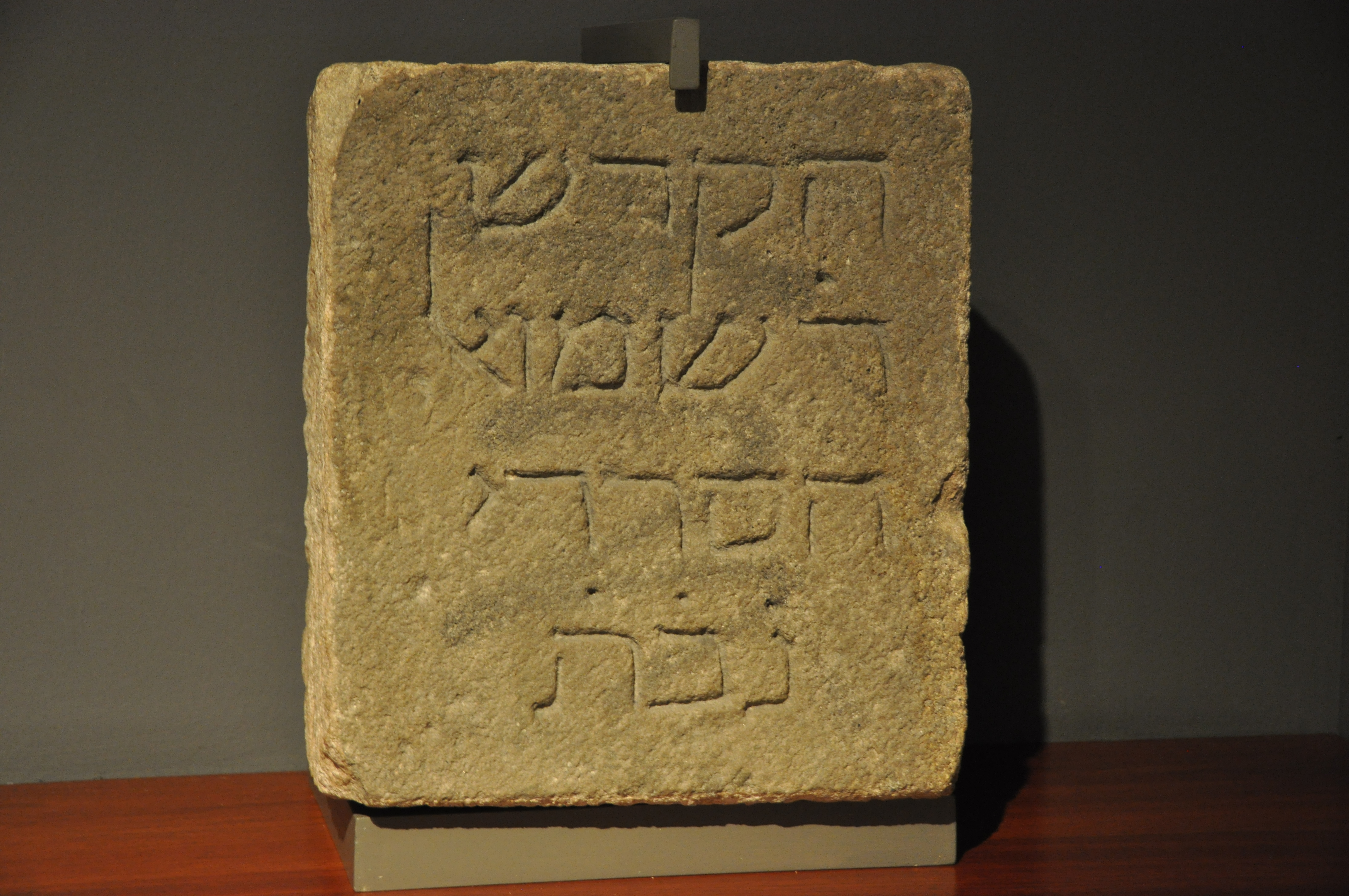
Làpida commemorativa de la fundació de l'hospital jueu del Call, MUHBA.

Durant l'etapa carolíngia, el comtat era dirigit i governat directament pel comte, que s'ajudava per un vescomte, mentre que les qüestions de govern local de la ciutat les administrava un veguer, que també regia sobre l'àmbit militar i la direcció dels agutzils. Durant els aproximadament dos segles que va durar la influència carolíngia a Barcelona, la ciutat comptava, a més de la catedral, amb les esglésies urbanes de Sant Just, Sant Miquel i Sant Jaume, a més de les localitzades extramurs de Santa Maria del Pi, Santa Maria del Mar, Sant Julià de Montjuïc, el monestir benedictí de Sant Pau del Camp i de monges benedictines de Sant Pere de les Puel·les).
Durant aquest període va prosperar el barri jueu (el Call), situat entre els actuals carrers de Ferran, Banys Nous, Palla i Bisbe. Fundat el 692, va perviure fins a la destrucció el 1391 en un pogrom. Els jueus constituïen un nucli actiu que es dedicava a la medicina, el comerç i la petita indústria, i van potenciar les relacions amb l'Àndalus. Estava separat de la resta de la ciutat per una muralla, i tenia dues sinagogues (Major, actualment un museu, i Menor, avui dia parròquia de Sant Jaume), banys, escoles i hospitals.
Fora dels murs de la ciutat, el pla de Barcelona estava dedicat a l'agricultura, especialment dedicada a proveir a la ciutat: era el conegut com hort i vinyet de Barcelona, que produïa fruita, verdura i vi, en una àrea compresa entre les rieres d'Horta i Sants, i entre la serra de Collserola, el Puig Aguilar i el Coll de Codines fins al mar. Aquest desenvolupament agrícola es va consolidar amb la construcció, a mitjans del segle x —i segurament pel comte Miró—, de dos canals que dirigien les aigües del riu Llobregat i del Besòs als voltants de la ciutat: la del Besòs era coneguda com a Rec Comtal, i era paral·lela a la Strata Francisca, una via que suposava una variant de l'antiga Via Augusta romana, i que va ser construïda pels francs per aproximar millor la ciutat al centre de l'Imperi Carolingi.
D'altra banda, al pla de Barcelona van anar sorgint entre els segles x i xii diversos llogarets i nuclis de població, generalment entorn de parròquies i de caràcter eminentment agrícola: Sant Andreu de Palomar, Sant Genís dels Agudells, Sant Vicenç de Sarrià, Sant Gervasi de Cassoles, Santa Cecília de Pedralbes, Santa Maria de Sants, Santa Maria de Vallvidrera, Sant Martí de Provençals, Santa Eulàlia de Vilapicina, Sant Joan d'Horta, Santa Maria de Font-rúbia, Santa Eulàlia de Provençana, Santa Maria de Bellvitge i Sant Adrià de Besòs.

## Baixa edat mitjana

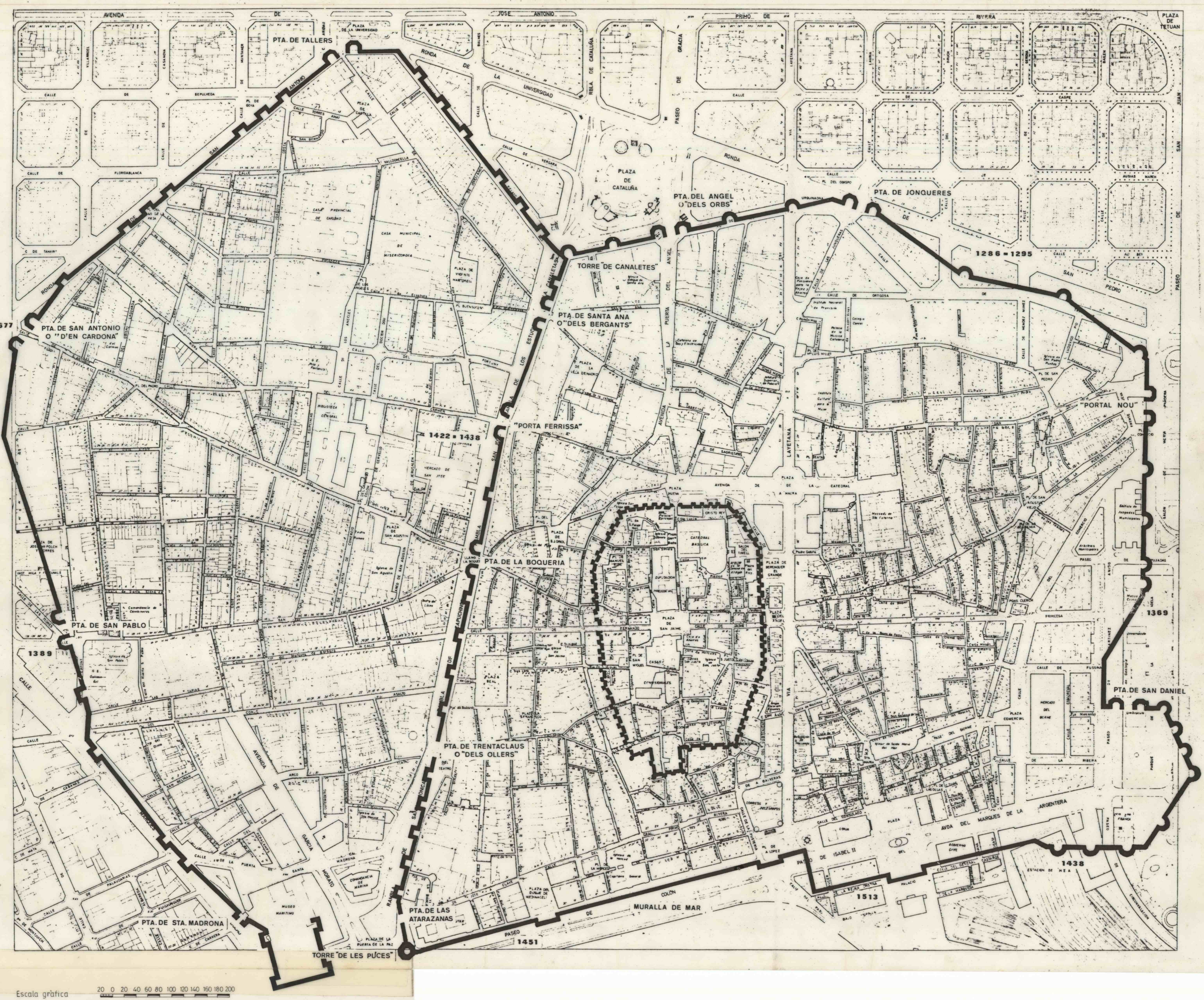
Plànol de la Barcelona medieval amb el perímetre emmurallat corresponent al.

Després de l'expansió territorial del Comtat de Barcelona, la ciutat va passar a formar part de la Corona d'Aragó, convertint-se en un dels centres polítics, econòmics i socials d'un vast territori que incloïa possessions per tota la mar Mediterrània. El recinte de la ciutat va anar creixent des del primitiu nucli urbà —el que avui dia és el Barri Gòtic— i, al segle xiv, va sorgir el barri d'El Raval. Barcelona tenia llavors uns 25 000 habitants.

### Barcelona medieval

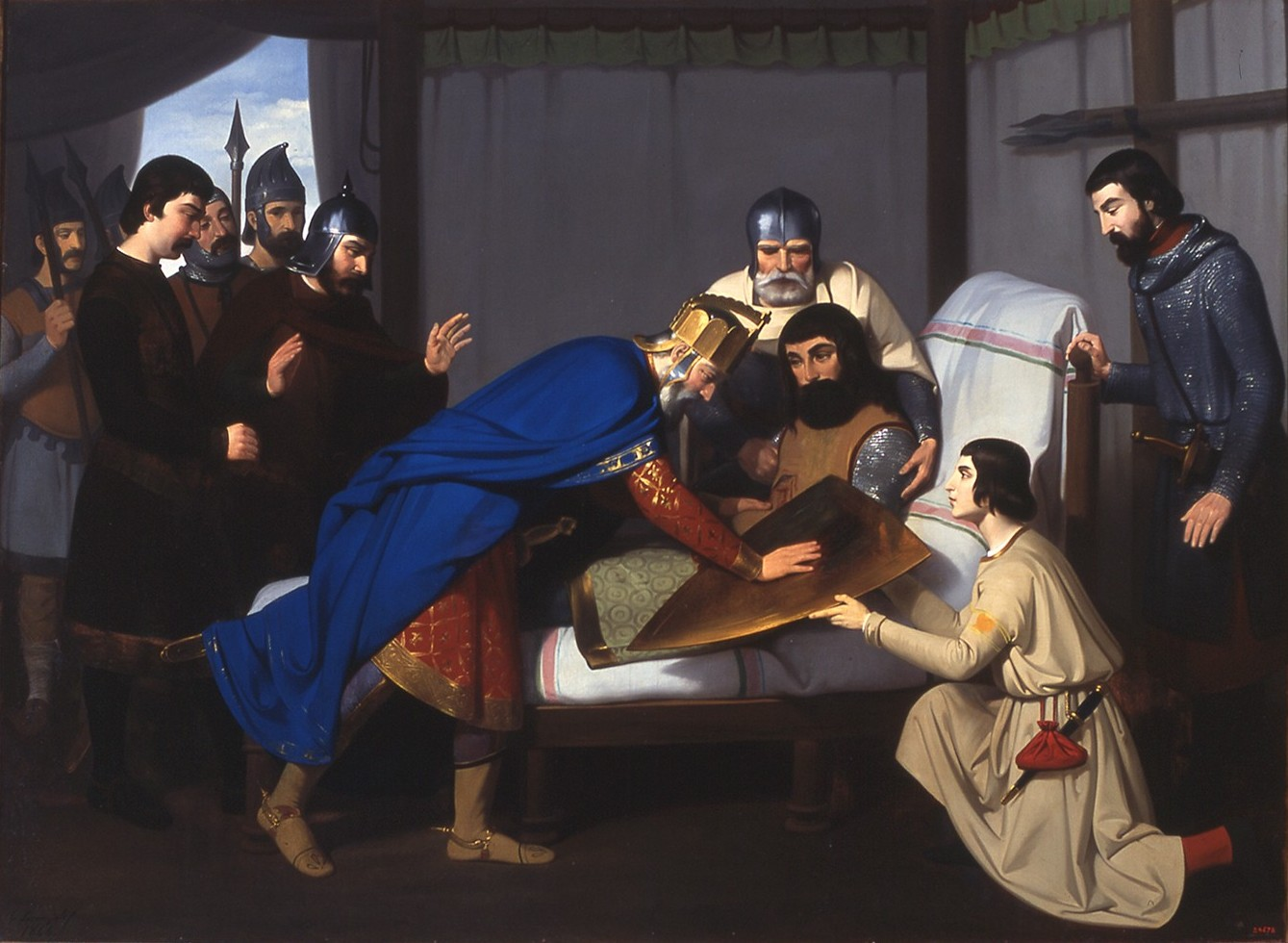
Origen de l'escut del Comtat de Barcelona, oli de Claudi Lorenzale (1843-1844), Reial Acadèmia Catalana de Belles Arts de Sant Jordi.

En el context del feudalisme medieval, Barcelona va gaudir d'uns notables privilegis, concedits primer pels reis francs i, posteriorment, pels comtes catalans. Els barcelonins eren homes lliures, podent-se dedicar sense traves a les seves activitats artesanals i comercials. Aquest fet, al costat del factor protector de la muralla i una envejable situació geogràfica, van convertir a la ciutat en motor del Principat de Catalunya.
Al llarg del segle xi el Comtat de Barcelona va efectuar una ràpida expansió territorial amb els territoris guanyats als musulmans, fet que va atorgar una gran prosperitat a la ciutat amb els tributs d'aquests terrenys feudataris. El comte Ramon Berenguer I va unificar els comtats de Barcelona, Girona i Osona després de la renúncia dels seus germans, va sufocar la rebel·lió del noble Mir Geribert i va aconseguir la submissió de la resta de comtats catalans, adquirint el de Barcelona l'hegemonia sobre la resta. El 1068 va comprar a més els comtats de Rasès i Carcassona, a Occitània, amb el que es va convertir en el senyor d'un vast territori. Els seus fills Ramon Berenguer II i Berenguer Ramon II van mantenir la supremacia del comtat, van incrementar les paries que li tributaven els regnes musulmans de Tortosa i Saragossa i les van estendre a altres regnes, com Dènia i Granada. Per la seva banda, Ramon Berenguer III va incorporar els comtats de Besalú (1111) i Cerdanya (1117) i, gràcies al seu matrimoni amb Dolça de Provença (1112), va passar a governar igualment en aquest comtat. D'altra banda, el 1118, l'Església catalana va aconseguir independitzar-se de l'arquebisbat de Narbona, gràcies a l'autorització del papa per restaurar la seu de Tarragona.

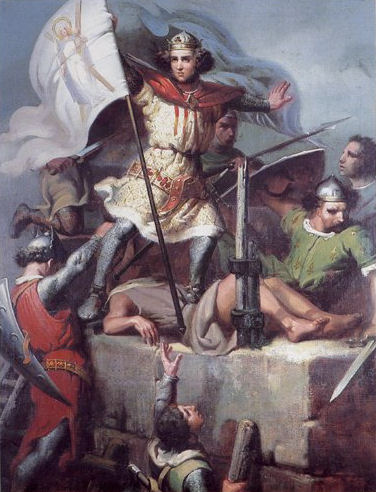
Ramon Berenguer III clavant l'ensenya de Barcelona al castell de Fòs, de Marià Fortuny (1857), Palau de la Generalitat de Catalunya.

El matrimoni de Ramon Berenguer IV amb Peronella d'Aragó (1137) va unificar els dos territoris sota una mateixa dinastia, amb el que es va formar la Corona d'Aragó, de la qual Barcelona va ser una de les ciutats més importants i seu pràctica de la cort. La unió dels dos regnes no va ser jurisdiccional, ja que tots dos van mantenir les seves institucions, furs i privilegis. D'altra banda, Ramon Berenguer IV va conquerir Lleida i Tortosa, amb el que va aconseguir un territori similar al de l'actual Catalunya. El 1165 va reincorporar a més el comtat de Provença. Els territoris conquerits —la Catalunya Nova— van ser repoblats amb població cristiana, la qual va gaudir de certs privilegis respecte a la Catalunya Vella, que seguia sota el règim feudal.

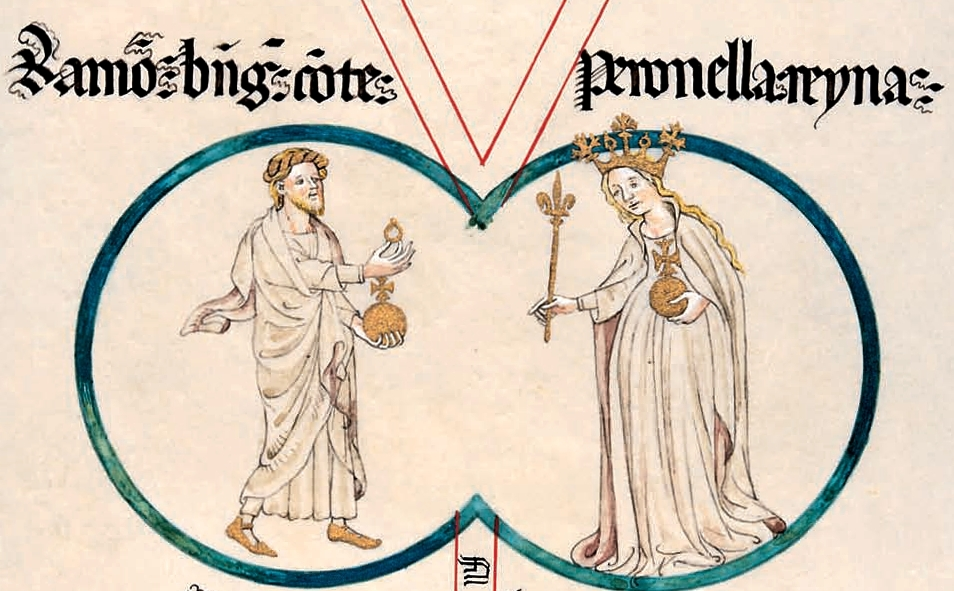
Ramon Berenguer IV de Barcelona i Peronella d'Aragó.

Al segle xii es van construir diverses fortificacions per reforçar les defenses de les portes de la muralla: el Castell Nou, al Call; el castell del Regomir, a la porta del Mar; i el castell de l'Ardiaca al Portal del Bisbe (plaça Nova). La prosperitat guanyada amb l'expansió territorial va propiciar els primers assentaments extramurs de la ciutat, una vegada allunyat el perill de les incursions musulmanes. Es van crear diversos nuclis de població (vila nova), generalment entorn d'esglésies i monestirs: així va ocórrer al voltant de l'església de Santa Maria del Mar, on es va crear un barri de caràcter portuari; igualment a l'església de Sant Cugat, de caràcter agrari; el barri de Sant Pere entorn de Sant Pere de les Puel·les; el barri del Pi va sorgir al voltant de l'església de Santa Maria del Pi; el de Santa Anna al costat de l'església homònima; el barri d'Arcs es va assentar al voltant del Portal del Bisbe; i el Mercadal, entorn del mercat del Portal Major. També es va anar formant a poc a poc el barri d'El Raval, inicialment un suburbi poblat d'horts i alguns edificis religiosos, com el monestir de Sant Pau del Camp (914), l'església de Sant Antoni Abat (1157), el convent dels carmelites calçats (1292), el priorat de Natzaret (1342) o el monestir de Montalegre (1362).

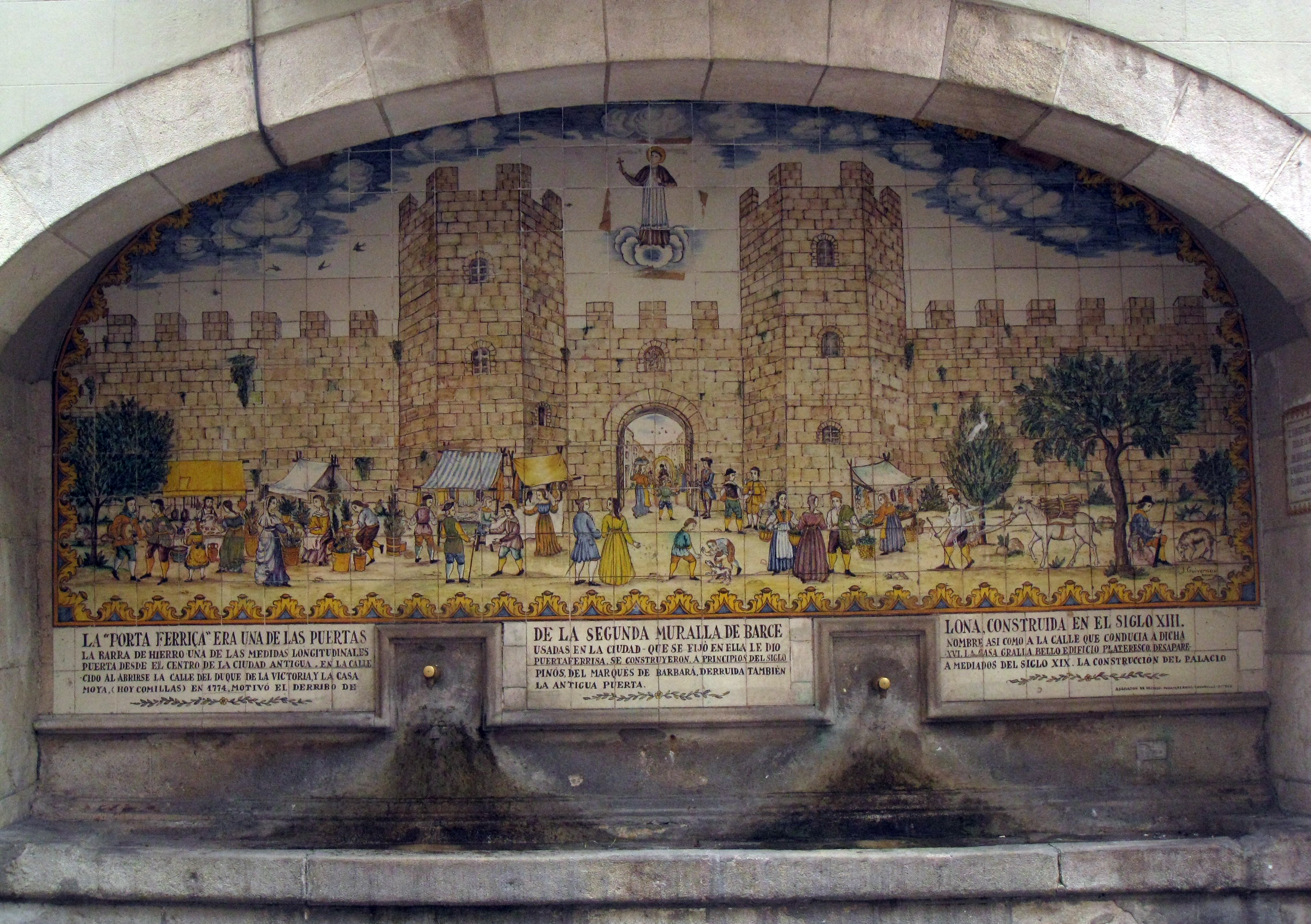
Muralla i porta de la Portaferrissa, en un mosaic de la font homònima.

La creació d'aquests nous barris va obligar a ampliar el perímetre emmurallat, pel que el 1260 es va construir una nova muralla des de Sant Pere de les Puel·les fins a les Drassanes, cara al mar. El nou tram era de 5100 m, i englobava una àrea de 1,5 km². El recinte comptava amb vuitanta torres i vuit portes: Sant Daniel, Campderà —posterior Portal Nou—, Jonqueres, Orbs —després Portal de l'Àngel—, Santa Anna, Portaferrissa, Boqueria i Trentaclaus. També es va construir en la perifèria urbana un entramat de fortificacions per a la defensa de la ciutat, com el castell de Port, a Montjuïc; els de Martorell i Castellví de Rosanes, a l'entrada del riu Llobregat; els d'Eramprunyà (Gavà) i Castelldefels al delta del mateix riu; i el de Montcada a l'entrada del riu Besòs.
La ciutat va ser durant l'edat mitjana un important enclavament comercial, tant per la situació entre França i els dominis musulmans —que va anar disminuint conforme avançava la Reconquesta—, com en la projecció cap al mar. A l'àrea portuària era corrent la ubicació de mercaders de variada procedència, sobretot genovesos, pisans, grecs, egipcis i nord-africans.
Cal remarcar també la importància que en l'era medieval va tenir l'Església catòlica, present en la vida de la ciutat a través de diversos ordes monàstics que van erigir multitud de convents i monestirs per tot el perímetre urbà: benedictins (Sant Pau del Camp, Sant Pere de les Puel·les, Valldaura, Santa Maria de Valldonzella, Santa Maria de Jonqueres), templaris (establerts en el que després seria el Palau Reial Menor), hospitalaris (Hospital de la Santa Creu), franciscans (convent de Sant Francesc, anomenat Framenors), dominics (convent de Santa Caterina), trinitaris (convent de la Mare de Déu de la Bonanova), agustins (convent de Sant Agustí), carmelites (convent del Carme), orde del Sant Sepulcre (monestir de Santa Anna), etc. A Barcelona va sorgir a més l'orde mercedari, després de l'aparició segons la llegenda de la Verge de la Mercè a Jaume I, sant Ramon de Penyafort i sant Pere Nolasc el 1218, als quals va imposar la redempció de cristians captius de musulmans; establerts en el convent de la Mercè (actual Capitania General), el seu culte es va difondre ràpidament i, el 1687, la Mercè va ser declarada patrona de la diòcesi de Barcelona.

### Noves institucions

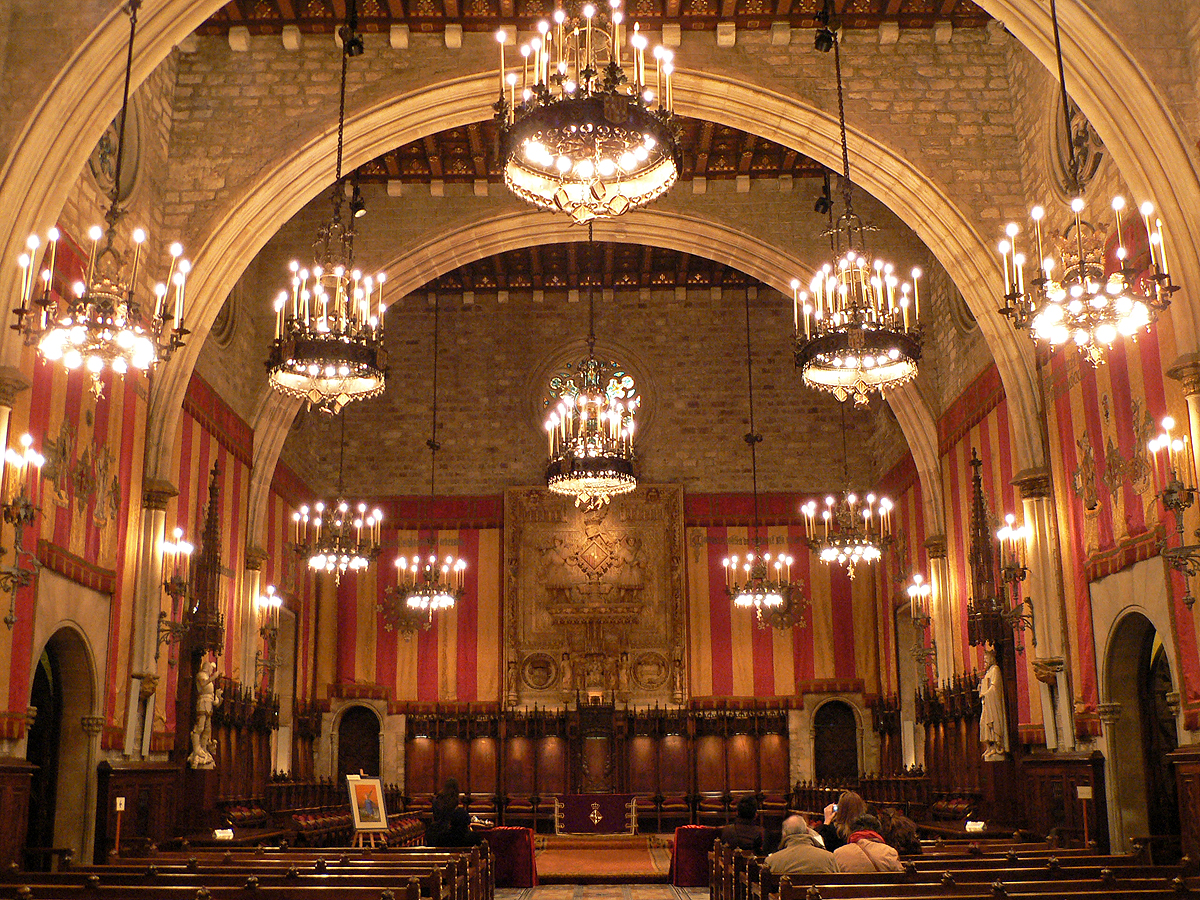
Saló de Cent de la Casa de la Ciutat de Barcelona.

El creixement econòmic i social de la ciutat va propiciar des del segle xii l'establiment de diversos òrgans d'autogovern i de fonts pròpies de legislació urbana. Així, el 1228 es van promulgar els Usatges de Barcelona, un codi legislatiu que seria la base jurídica per al govern de la ciutat, regit fins llavors pels vells codis romà i visigot. Els Usatges van passar posteriorment de la ciutat a la resta del territori, i van asseure les bases del dret català. Es conserva un manuscrit en llatí, del segle xii, i una versió catalana del segle xiii.
El govern de la ciutat estava en mans del veguer, ajudat per l'agutzil o batlle, i assessorat per un consell de notables, així com —a vegades— una assemblea de veïns, el consell de ple. Però, en anar creixent la ciutat, va augmentar la representació ciutadana, fins que el 1258 Jaume I va crear una nova estructura de govern municipal, composta per quatre veguers, que estaven assistits per vuit consellers i una assemblea de jurats —ciutadans que representaven els diversos estaments i gremis de la ciutat. Inicialment, aquesta assemblea comptava amb dos-cents jurats, però, el 1265, va ser reduïda a cent, donant nom al govern municipal des de llavors: Consell de Cent, que va perdurar fins al 1714. El Consell gaudia d'àmplia autonomia per exercir el poder municipal, la qual va ser reconeguda el 1284 per Pere III amb el privilegi Recognoverunt proceres. Aquesta entitat operava en un camp d'actuació que anava des de Montcada fins a Molins de Rei, i des de Castelldefels fins a Montgat. Entre altres coses, s'encarregava del subministrament de queviures i aigua, del manteniment dels camins, del cens de la població i de la demarcació territorial. També va establir els primers patrons d'edificació urbana, coneguts com a Consuetuds de Sanctacília i promulgats per Jaume I.

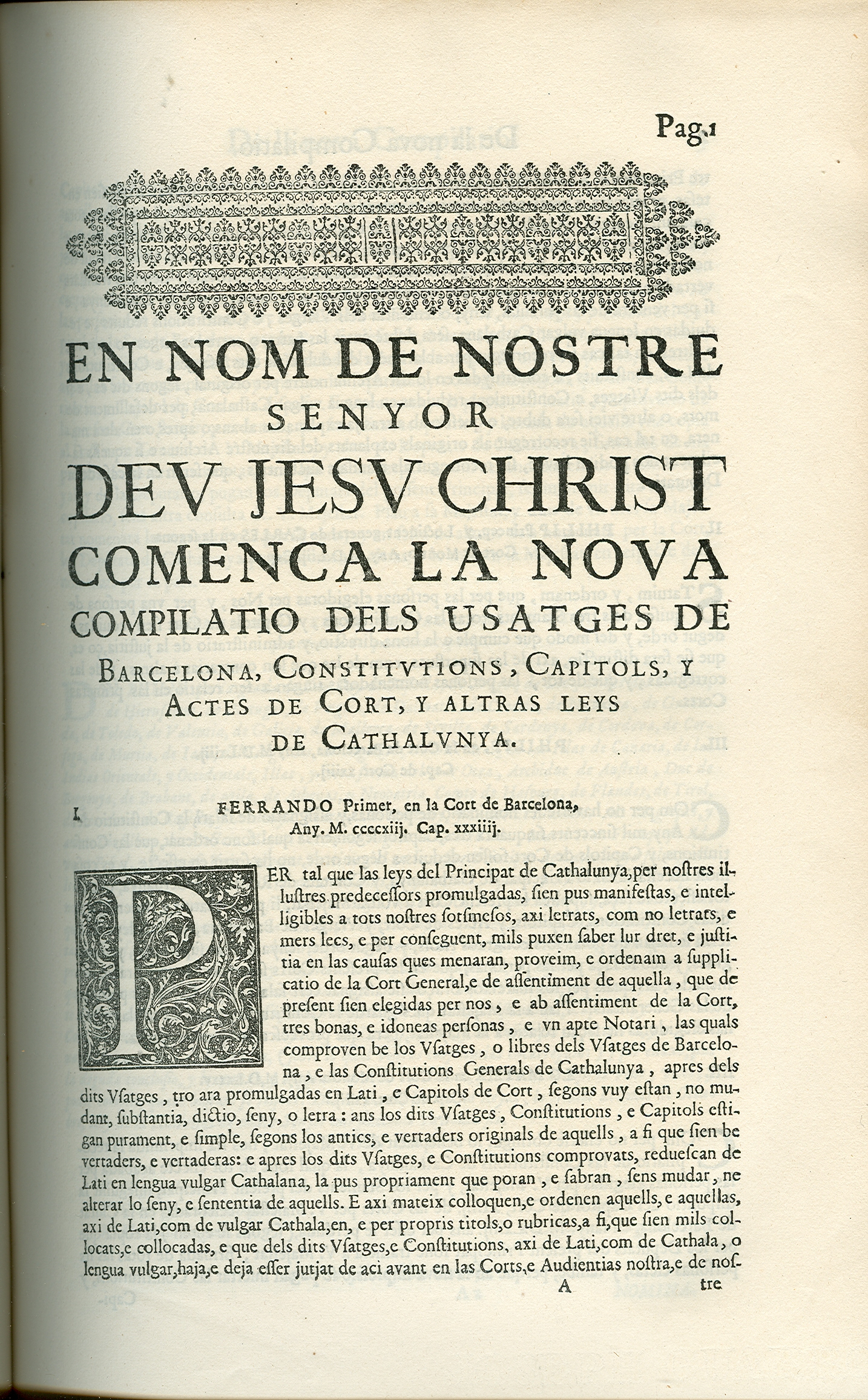
Portada dels Usatges de Barcelona.

En l'àmbit comercial, el 1258 es va crear el Consolat del Mar, agrupació d'armadors i comerciants que regulava el comerç marítim i la reglamentació portuària. Aquesta associació va crear la seva pròpia legislació mercantil, recollida en el segle xiv en el Llibre del Consolat de Mar, el primer codi marítim conegut a nivell mundial, que va asseure les bases del comerç marítim en tota la Mediterrània.
La màxima institució del Principat eren les Corts, instituïdes el 1283 per Pere III amb una funció principalment legislativa. Estaven formades per tres estaments o «braços»: l'eclesiàstic (presidit per l'arquebisbe de Tarragona), el militar (presidit pel comte de Cardona) i el reial (presidit pel síndic primer de Barcelona). En elles, tant el rei com els diversos estaments feien peticions i presentaven queixes i, després de diverses deliberacions, votaven els acords als que haguessin arribat. La base d'aquest sistema era el pactisme, fet que minvava l'autoritat absoluta del rei, que havia de cedir davant els estaments si volia la col·laboració dels seus súbdits. Les Corts eren itinerants, pel que se celebraven en diverses localitats del Principat segons l'ocasió. Cada regne tenia les seves pròpies corts, però a vegades es convocaven unes Corts Generals de la Corona d'Aragó, que solien celebrar-se a Fraga o Montsó. Malgrat tot, el caràcter oligàrquic de les Corts, que solament representaven als estaments privilegiats, va provocar friccions socials en el futur.

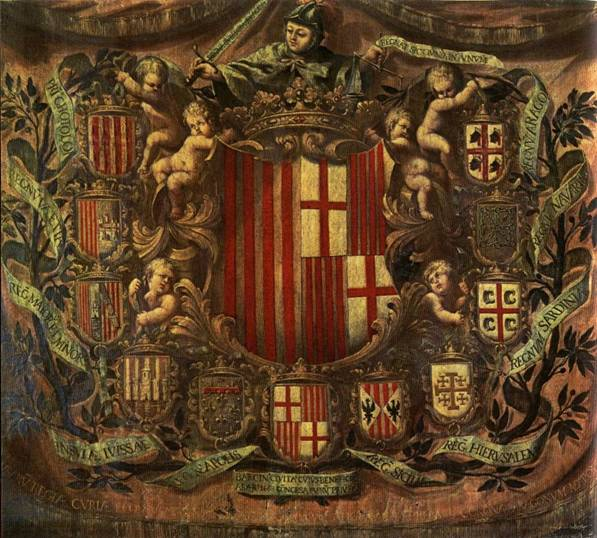
Apoteosi heràldica del Comtat de Barcelona (1681), Museu d'Història de Barcelona.

El 1365 va establir la seu a Barcelona la Generalitat de Catalunya, un organisme encarregat de recaptar tributs i supervisar el compliment dels acords presos en Corts, fet que en la pràctica equivalia al govern executiu del regne. Tot i que el seu àmbit era tot el territori català, com que tenia la seu a Barcelona va adquirir un cert control sobre els afers urbans. Entre altres funcions de la Generalitat figuraven comeses militars vinculades a la defensa, ordre públic i mediació en disputes judicials —quelcom semblant a un Tribunal Suprem— i, en general, va ser un instrument de l'oligarquia per mantenir els seus privilegis enfront de la monarquia. La presidència solia recaure en alts càrrecs de la jerarquia eclesiàstica.
El 1401 es va crear la Taula de Canvi de Barcelona, el primer banc públic creat a Europa. La Taula tenia per objectiu afavorir el canvi de moneda per a les transaccions comercials, al mateix temps que servia de dipòsit de tots els cabals públics i judicials. Estava regida per dos administradors elegits per dos anys, que havien de dipositar una fiança de 6000 florins d'or per garantir la una bona gestió. La Taula va mantenir les seves funcions amb succés fins a ser dissolta per Felip V el 1714.
Totes aquestes institucions van requerir un número cada cop major de funcionaris públics. Els principals eren: advocats (assessors), clavari (responsable d'hisenda), mestre racional (comptable), escrivà major (notari), procuradors (administradors de les possessions de la ciutat), síndics, obrers (responsables d'obres públiques), mostassaf (policia de mercats) i cap de guaita (responsable d'ordre públic).
D'altra banda, en època medieval va aparèixer l'escut de la Corona d'Aragó, origen de la bandera catalana o senyera. L'escut presenta quatre pals de gules en camp d'or, i la llegenda estableix el seu origen en la imposició de quatre dits tacats en sang del rei franc Carles el Calb sobre l'escut daurat de Guifré el Pilós. Malgrat tot, aquesta llegenda apareix per primer cop en la Crónica general de España, y especialmente de Aragón, Cathaluña y Valencia de Pere Antoni Beuter (1551), i no hi ha indicis medievals d'això, encara que l'escut està documentat per primer cop el 1150. D'altra banda, les primeres evidències no tenien un nombre fix de barres, que van quedar fixades en quatre al segle xiv, durant el regnat de Pere el Cerimoniós. Cal remarcar igualment que l'emblema era en origen dinàstic, de la Casa de Barcelona, no territorial.

### Esplendor medieval

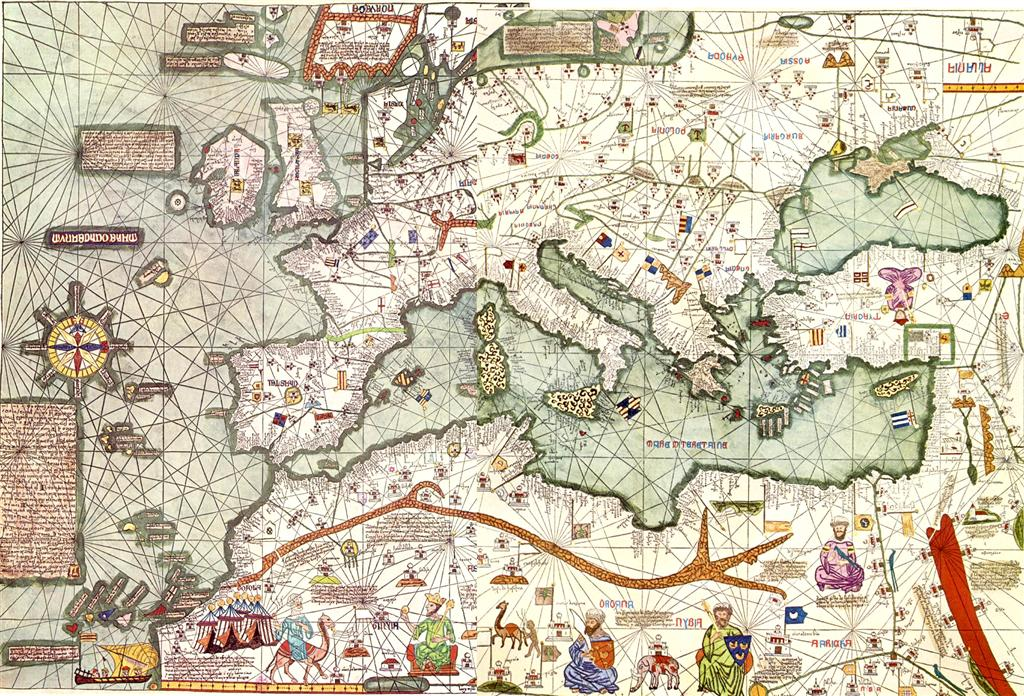
Detall de l'Atles Català de Cresques Abraham.

Els successius reis de la Corona d'Aragó van anar ampliant el regne gradualment: Alfons II va incorporar els comtats de Rosselló i Pallars Jussà, i va ampliar les terres aragoneses per Terol i Casp; Pere II va guanyar per matrimoni la senyoria de Montpeller; Jaume I va conquerir Mallorca (1229) i València (1232-1245); Pere III va ocupar Sicília (1282); Alfons III va reincorporar Mallorca i va ocupar Menorca (1287); Jaume II va rebre Sardenya de la Santa Seu (1295), i va ocupar Múrcia (1296); i Pere IV va rebre la sobirania dels ducats d'Atenes (1311) i Neopàtria (1318), conquerits per la Gran Companyia Catalana, formada per almogàvers. Aquesta expansió territorial va forjar un autèntic imperi, hegemònic a la Mediterrània occidental durant bona part de l'edat mitjana.

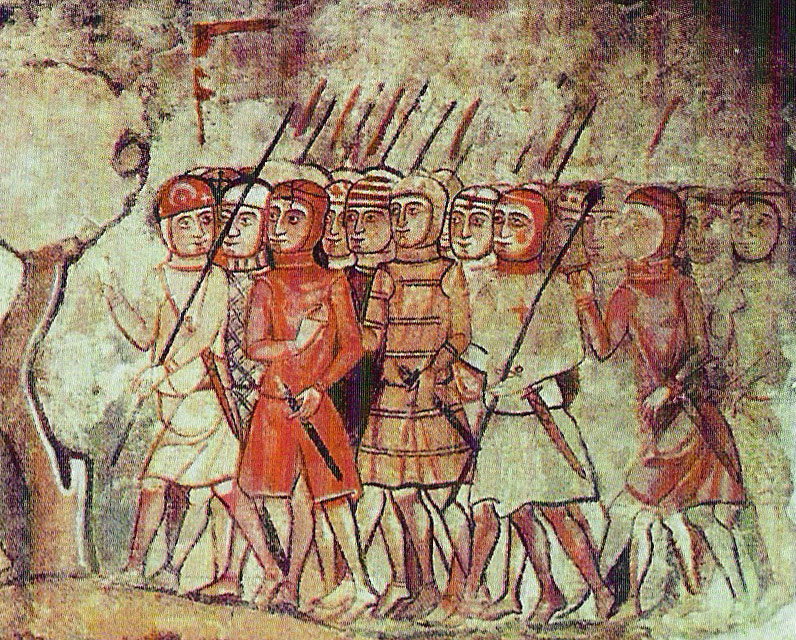
Pintures murals gòtiques que representen la conquesta de Mallorca (saló del Tinell).

Des del segle xiii, Barcelona va gaudir d'un període de gran esplendor econòmica, social i cultural, motivada per l'expansió territorial i comercial per la Mediterrània: Tunísia i Alger, on es comerciava en or i esclaus; Sicília i Sardenya, que aportaven blat i sal; Constantinoble, on s'obtenia cotó, espècies i esclaus; Xipre, Damasc i Alexandria, una altra font d'espècies. Durant aquest període, la ciutat rivalitzà amb Gènova i Florència quant a volum comercial i potència marítima. Jaume I va afavorir especialment l'economia barcelonina: el 1227 va prohibir la càrrega de mercaderies en vaixells estrangers mentre hi hagués naus catalanes disponibles; el 1230 va atorgar la llibertat de comerç amb Mallorca; i, el 1232, el comerç barceloní va ser exempt de qualsevol imposició reial als territoris de la Corona. Gràcies als seus privilegis, la ciutat gaudia de gran autonomia, i el seu volum de recaptació d'impostos era superior al de la corona; a més, obtenia capitals gràcies a emissions d'obligacions. Era també el punt neuràlgic d'un abundant tràfic terrestre (blat, oli, vi, productes làctics, fusta, ferro), i un important centre manufacturer (tèxtils, armes, ferro forjat, cuir).

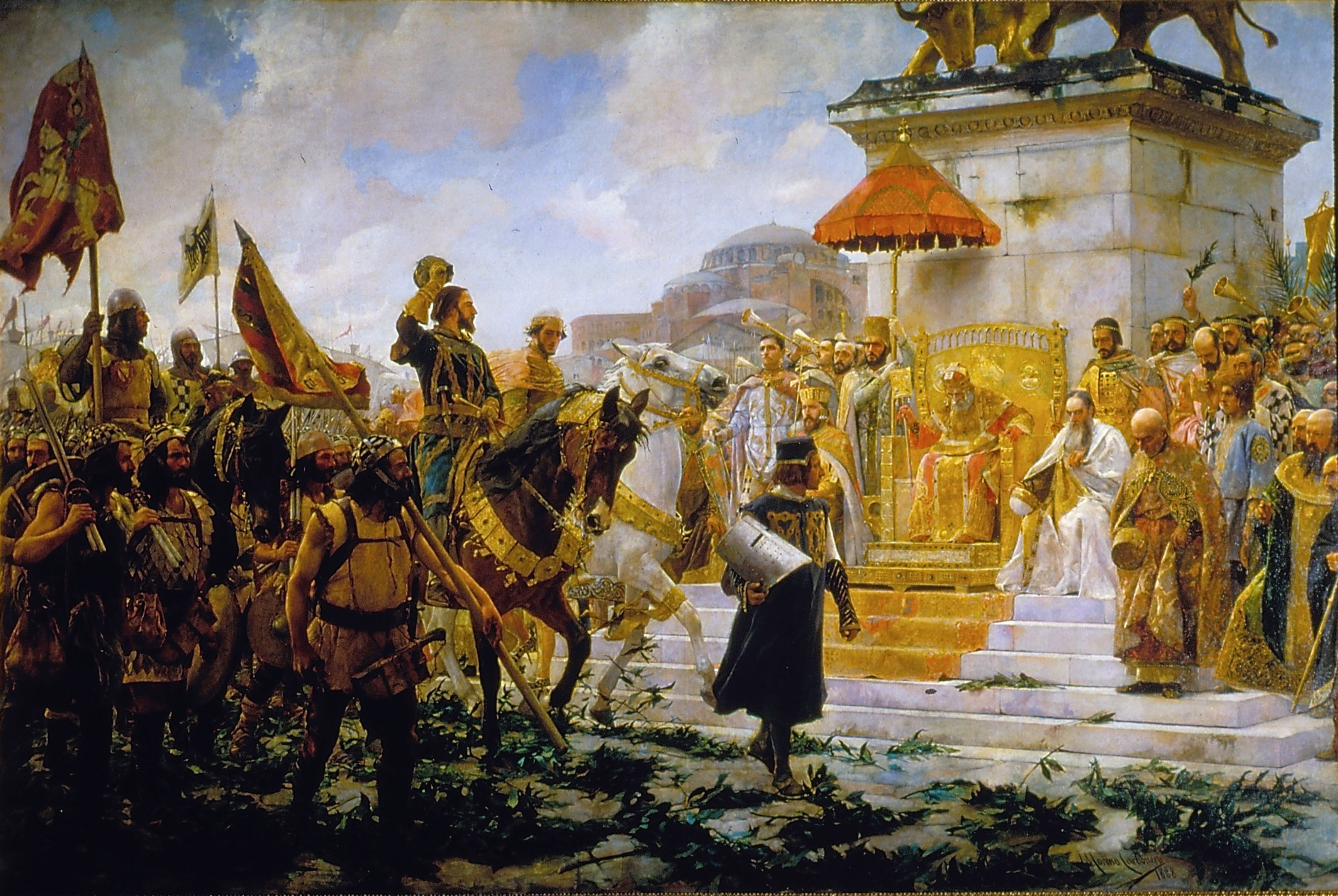
Entrada de Roger de Flor a Constantinoble (1888), de José Moreno Carbonero, Palau del Senat, Madrid.

La fiscalitat barcelonina estava repartida entre la reial i la municipal. La reial es basava principalment en impostos indirectes, que gravaven principalment les mercaderies: lleudes, sobre la compravenda; passatges, sobre la circulació; i mesuratges, pel mesurament públic durant les transaccions. La fiscalitat municipal era en general directa, a través de talles, col·lectes o repartiments, recaptats en funció de la riquesa de cada ciutadà. Quant al sistema monetari, al diner carolingi va succeir després de la independització del comtat el diner de billó, amb un 75 % menys de plata. Al segle xi va aparèixer el mancús d'or, inspirat en el dinar califal, tot i que al segle següent va desaparèixer. En temps de Jaume I la moneda de Barcelona va passar a ser de tota Catalunya. El 1285 va aparèixer el croat, amb un valor de dotze diners; va perviure fins al 1707. Finalment, en temps de Pere IV, va aparèixer el florí d'or.
El continu creixement urbanístic va propiciar una nova prolongació del recinte emmurallat, amb la construcció de la muralla del Raval, a la zona occidental de la ciutat, que va englobar una superfície de 218 ha, amb un perímetre de 6 km. Les obres van durar al voltant d'un segle, des de mitjan segle xiv fins a mitjan segle xv. El nou recinte urbà partia de les Drassanes, seguint les actuals rondes (San Pau, Sant Antoni, Universitat i Sant Pere), baixant per l'actual passeig de Lluís Companys fins al convent de Santa Clara (en l'actual parc de la Ciutadella), fins al mar (per l'avinguda Marquès de l'Argentera). Actualment tan sols es conserva el Portal de Santa Madrona, a les Drassanes.

### Decadència

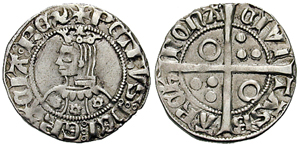
Croat de Pere III.

Des de mitjans del segle xiv Barcelona va viure una crisi demogràfica motivada per l'escassetat d'aliments i una perllongada successió de pestes que van delmar la població. Paradoxalment, això va provocar un repunt de l'economia, ja que la pujada de preus per l'escassetat d'aliments va afavorir l'especulació, al mateix temps que la crisi demogràfica derivada de les pestes va portar a la concentració de capitals. Malgrat tot, a partir de mitjans del segle xv el comerç marítim es va veure afectat per la pirateria i, des de començaments del segle xvi, per l'obertura de la ruta a Orient per l'Atlàntic circumnavegant Àfrica. Els comerciants genovesos i provençals van substituir als catalans als principals mercats mediterranis i, a començaments del segle xvi, tan sols les places conquerides al nord d'Àfrica per la Monarquia Hispànica mantenien viva l'activitat comercial catalana. Aquests factors, al costat de l'endeutament de la monarquia i les revoltes camperoles, van generalitzar un ambient de crisi econòmica. D'altra banda, l'arribada al poder dels Trastàmara després del compromís de Casp va relegar a Barcelona com a centre polític i comercial de la Corona d'Aragó. El rei Alfons el Magnànim va fixar la cort a Nàpols, allunyant-se dels interessos peninsulars i iniciant una política imperialista situada molt per sobre de les seves possibilitats, que va agreujar la crisi.
Des de 1333, primer any de fam a causa d'unes males collites, es van succeir els desastres: el 1348 la pesta negra va assolar la ciutat, reapareixent cíclicament fins a la fi del segle xv: 1363, 1371, 1396, 1410, 1429, 1439, 1448, 1466, 1476, 1483, 1494 i 1497. En segle i mig, la població es va reduir en uns 10 000 habitants. El 1359, Barcelona va ser assetjada per mar per part de la flota castellana de Pere I el Cruel, en el context de la Guerra dels Dos Peres (1356-1375). A més, el terratrèmol del 2 de febrer de 1428 va deixar un saldo de vint-i-dos morts. D'altra banda, el 1391 es va produir un assalt al barri jueu del Call, a causa de l'acusació infundada d'originar la pesta, que es va saldar amb una matança de bona part de la població jueva. El barri ja no es va recuperar, fins que, el 1401, el rei Martí l'Humà ho va clausurar; l'expulsió total dels jueus es va materialitzar el 1492, ordenada pels Reis Catòlics.
La crisi econòmica, d'escala europea des de mitjans del segle xiv, va afectar greument a Barcelona, que va haver de recórrer a emissions de deute públic per finançar-se: es van emetre títols de rendes perpètues (censals, amb un interès del 7,14 %) o vitalicis (violaris, amb un interès del 14,28 %), fet que, unit al descens dels ingressos per impostos municipals (del 84 % el 1359 al 34 % el 1414), va provocar una greu recessió econòmica. També va perjudicar a l'economia el canvi de moneda del croat al florí, ordenat per Pere IV el 1346, una mesura contraproduent per les fortes càrregues necessàries per mantenir la solidesa de la nova moneda, fet que va produir contínues devaluacions.

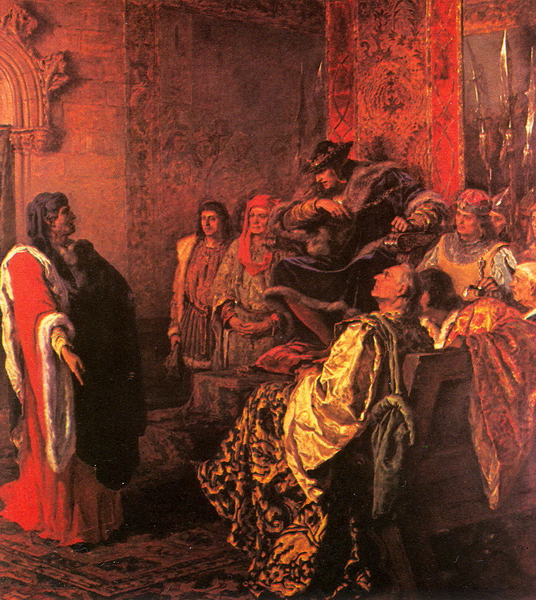
Joan Fiveller exigeix a Ferran I que pagui el vectigal (oli de Ramon Tusquets, 1885).

La relació amb la nova dinastia regnant va ser tibant, el que es va reflectir en el conflicte del vectigal (1416), un impost sobre les transaccions de carn i peix fresc, que va enfrontar al Consell de Cent amb el rei Ferran I. En una estada a la ciutat, els emissaris del rei van comprar vitualles i es van negar a pagar l'impost, fet que va motivar una enèrgica protesta del conseller segon, Joan Fiveller, davant el rei. Finalment, va haver-hi una solució de compromís: el rei no va pagar, però ho va fer en el seu nom un dels seus subordinats, Bernat de Gualbes. Durant el regnat de Ferran I es van compilar les Constitucions i altres drets de Catalunya (1413-1422, primera edició el 1495).
Durant aquest temps es van succeir les revoltes populars, fet que va propiciar la creació de dues faccions enfrontades: la Biga, un grup lligat a l'oligarquia noble i eclesiàstica; i la Busca, un estament de les classes populars, mercaders i artesans. El 1453, la Busca va accedir al govern municipal, i va promoure una sèrie de reformes com la democratització del govern municipal, la devaluació de la moneda i el proteccionisme comercial. Després de set anys de govern, la Biga, recolzada per la Generalitat, va reprendre el poder municipal, i va iniciar una política revenjista que va comportar l'execució de diversos dirigents de la Busca.
D'altra banda, la ciutat es va veure involucrada en el conflicte entre Joan II i el seu fill, Carles de Viana, enemistats per la successió al regne de Navarra després de la mort de la reina Blanca, esposa de Joan i mare de Carles. Aquesta rivalitat es va reflectir en el terreny polític: Joan, enfrontat a l'oligarquia que pretenia retallar els drets reials, es va recolzar en les classes populars, especialment els remences, camperols lligats a la terra per llaços de vassallatge, cansats dels mals usos exercits pels terratinents sobre ells; en contrapartida, Carles es va recolzar en l'oligarquia. Així, un cop recuperat el control de la ciutat per la Biga, van recolzar al príncep en les seves pretensions, i va ser rebut triomfalment a la ciutat el 1460. Poc després, el príncep va ser empresonat a Lleida acusat de traïció, pel que les Corts van aixecar un exèrcit contra el rei i el van obligar a alliberar-ho. De tornada a Barcelona, al cap de poc temps el príncep va morir, però ja hi havia una situació tibant entre la monarquia i els dignataris catalans.

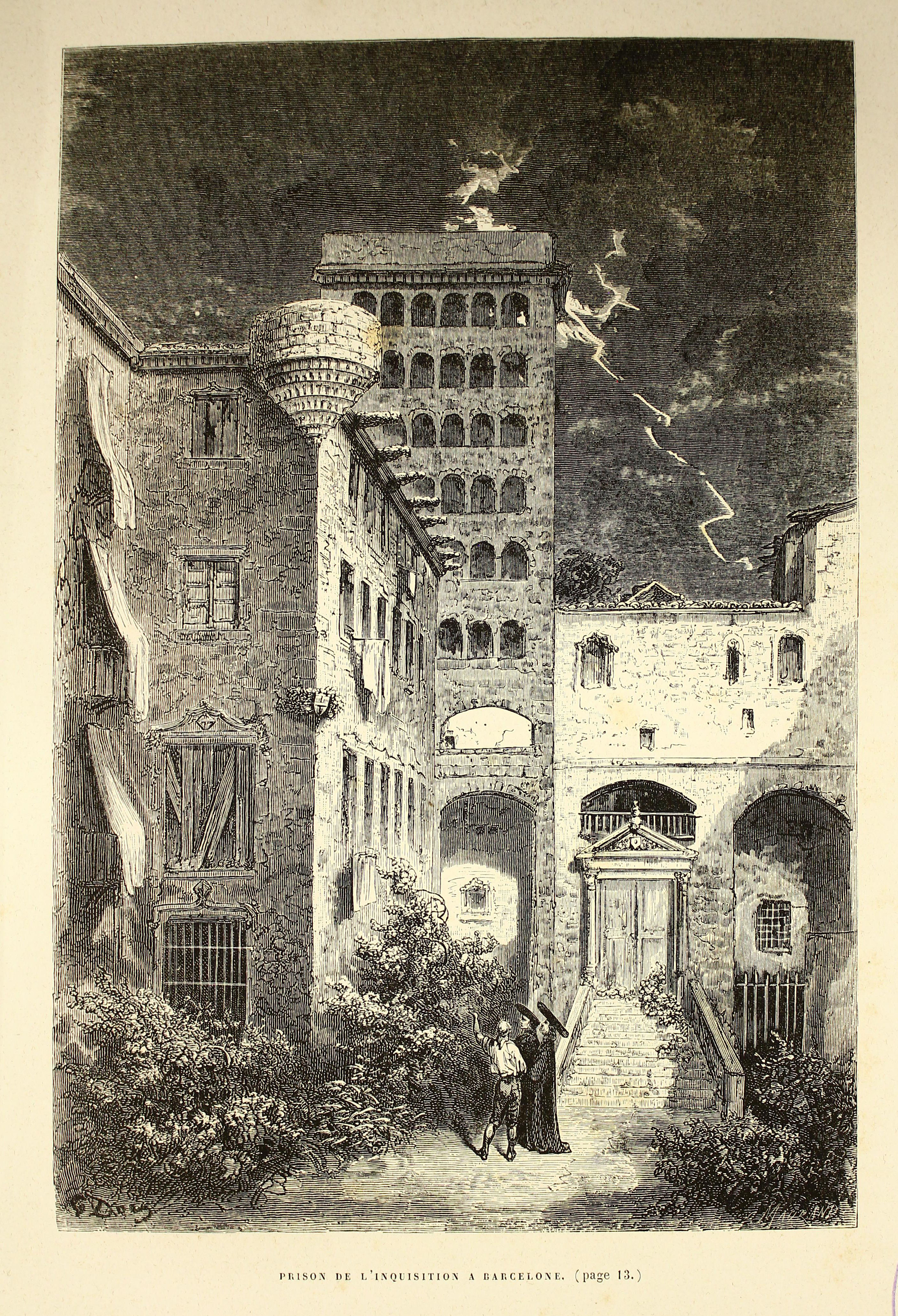
Presó de la Inquisició a Barcelona, gravat de Gustave Doré (1874).

El 1462 va esclatar la revolta dels remences, als quals va combatre la Generalitat. La reina Joana Enríquez va buscar el suport de la Busca, que va ser immediatament dissolta per la Generalitat, pel que la reina va haver de fugir a Girona, on va ser assetjada per les tropes de la Generalitat. En ser socorreguda pel rei Joan II, qui en entrar militarment al Principat va transgredir una acta constitucional, es va iniciar una guerra civil entre el rei i la Generalitat (1462-1472), que va involucrar a altres països: Joan II va comptar amb el suport de França, mentre que la Generalitat va obtenir l'ajuda de Castella, a canvi d'oferir la corona a Enric IV. Més endavant, després de la renúncia d'Enric IV, la Generalitat va oferir la corona al conestable Pere de Portugal; i, després de la mort d'aquest, a Renat d'Anjou, i amb això va bufar vent contrari: França va passar a ajudar la Generalitat, i Castella a Joan II, després del matrimoni del seu fill Ferran amb Isabel. Finalment, la guerra va acabar amb la presa de Barcelona per l'exèrcit reial el 1472. La Pau de Pedralbes (1472) va preservar els privilegis del govern municipal, però deu anys de guerra van suposar l'enfonsament econòmic de la ciutat.

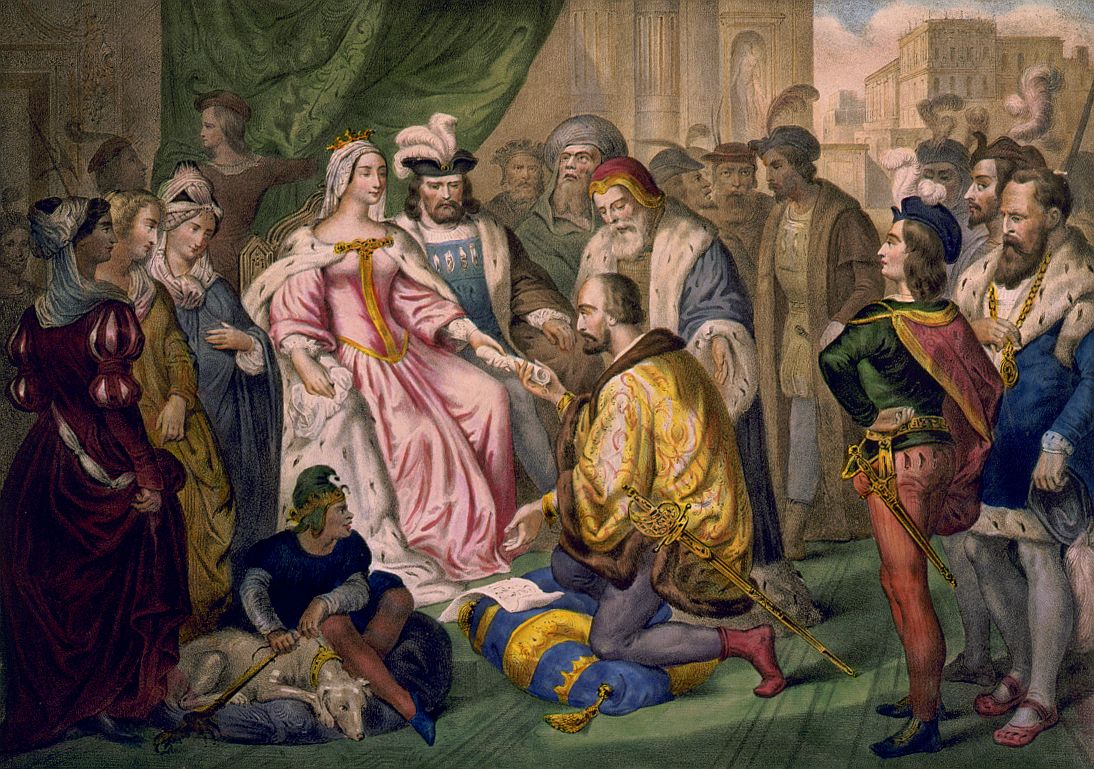
Recepció a Barcelona de Cristòfor Colom pels Reis Catòlics.

El fill de Joan, Ferran II —anomenat el Catòlic—, va buscar la pacificació general, i va introduir el procés d'insaculació en la designació de càrrecs en la Generalitat i el Consell de Cent. En les Corts de 1480-1481 es va introduir la Constitució de l'Observança, que va instaurar l'equilibri entre les pretensions reials i les de l'oligarquia catalana. També va propiciar la Sentència arbitral de Guadalupe (1486), que va abolir els mals usos feudals. D'altra banda, va estimular l'economia amb la seva política de Redreç, per la qual reservava a la marina catalana els mercats de Sicília i Sardenya, al mateix temps que estipulava una protecció aranzelària per a les manufactures catalanes.
Ferran es va casar amb Isabel I de Castella, una unió dinàstica que no va implicar la unitat dels regnes, que van mantenir les seves institucions i particularitats, inclosa una moneda diferent. El 1486 es va establir a Barcelona la Inquisició, i es va nomenar primer inquisidor al dominic Alfonso de la Espina, qui el 1488 va realitzar el seu primer acte de fe, que va portar a la foguera a quatre persones. Ferran va sofrir un atemptat el 1492 durant la seva estada a Barcelona, per part d'un camperol, Joan de Canyamars, probablement pertorbat mental, qui li va fer una ferida en el coll. Els Reis Catòlics van rebre a Barcelona a Cristòfor Colom al retorn del seu primer viatge a Amèrica, el 1493. Aquest mateix any van signar amb Carles VIII de França el tractat de Barcelona, pel qual recuperaven Rosselló i Cerdanya, preses per França durant la guerra civil, a canvi de reconèixer els drets del francès sobre el regne de Nàpols.

### Territori

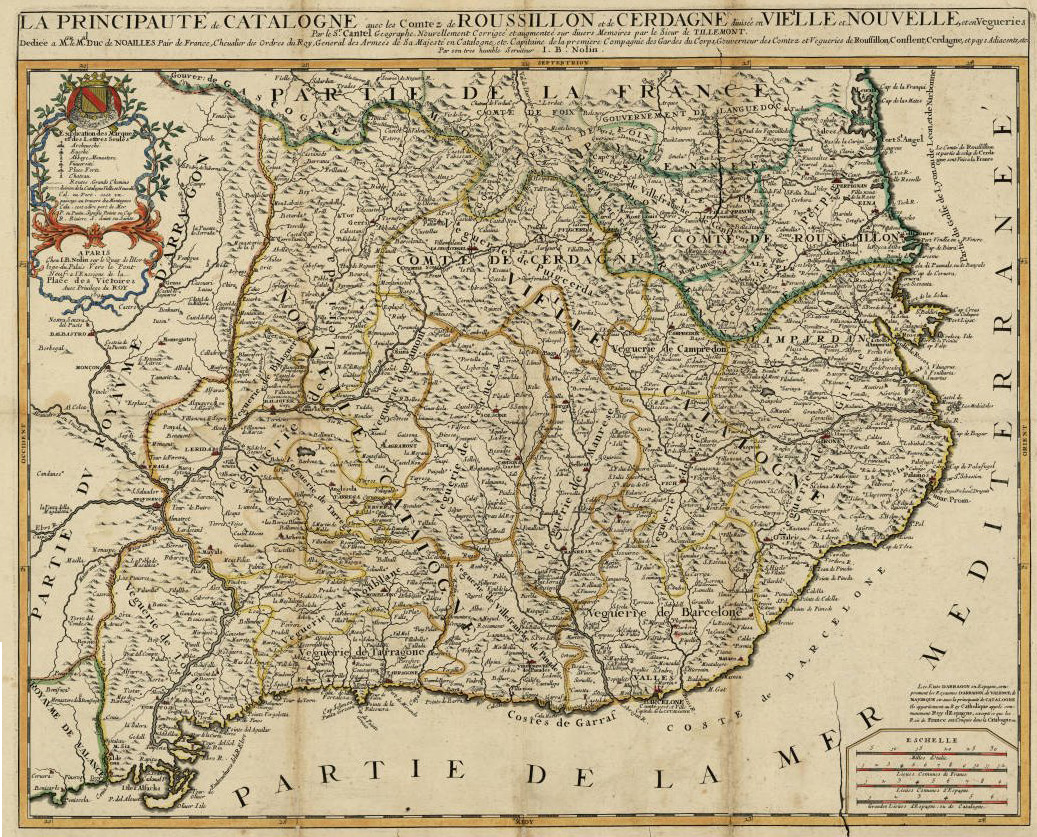
Mapa de Catalunya dividida en vegueries (1694), publicat en l'Atles royal contenant les cartes generales du monde, de Jean-Baptiste Nolin.

El territori de la ciutat durant l'època medieval excedia el del seu recinte urbà, delimitat per les seves muralles. Entre els segles viii i xiv Barcelona va anar delimitant una àrea d'influència amb les localitats del seu entorn, que va arribar a englobar una superfície d'uns 275 km². En el segle xi el territori de la ciutat es trobava aproximadament entre Molins de Rei, Collserola i Vallvidrera fins al mar, d'una banda, i entre Badalona i Cornellà. Posteriorment es va ampliar aquest territori fins a Montgat, i fins a Castelldefels en l'altre extrem de la costa, tal com recullen els Usatges en el segle xii. Fins al segle xiv aquest territori es va ampliar fins a Mataró i Caldes d'Estrac, a més de Montcada i Abrera; aquest segle es va ampliar provisionalment amb Rubí, Vilamajor i Les Franqueses, però aquests no van arribar a consolidar-se. El domini institucional de la ciutat sobre aquest territori va desaparèixer el 1716, amb el decret de Nova Planta.
Aquest territori es va estructurar jurisdiccionalment com a vegueria, un tipus de demarcació establerta al voltant d'una ciutat o vicus, i administrada per un veguer, usual a Catalunya durant l'edat mitjana. Per l'oest delimitava amb la vegueria del Penedès, a través dels termes d'Eramprunyà, Cervelló, Corbera, Castellví i Martorell; pel nord i l'est delimitava amb la vegueria del Vallès, amb frontera en les localitats d'El Papiol, Molins de Rei, Vallvidrera, Santa Coloma de Gramenet, la Conreria i Montgat. Posteriorment es va ampliar aquesta demarcació amb les localitats d'Abrera, Sant Esteve Sesrovires, Castellbisbal, Alella, Teià, Vilassar, Burriac, Cabrils, Argentona, Mataró, Llavaneres i Caldes d'Estrac.

Vilamajor va ser una de les localitats convertides en «carrers» de Barcelona, pel que va afegir el blasó de la ciutat al seu escut.

D'altra banda, al llarg del període medieval Barcelona va adquirir diverses baronies, pel que es va convertir en senyora feudal. Aquestes adquisicions, generalment per compra, responien a interessos estratègics de la ciutat, per assegurar-se centres de proveïment o controlar certes rutes viàries. Així, el 1390, la ciutat va comprar el castell i lloc de Montcada, així com la senyoria alodial del castell de Cervelló; i, el 1400, el castell de Flix i el lloc de la Palma. Altres adquisicions es van fer per ajudar econòmicament al monarca: el 1391 es va comprar a carta de gràcia —amb retrovenda— el castell d'Arraona i les viles de Sabadell, Terrassa, Tàrrega, Vilagrassa, Elx i Crevillent, aquestes dues últimes retornades el 1473; i, el 1409, una part del comtat d'Empúries (Castelló i la vall de Banyuls). Altres compres, per diferents interessos, van ser: la senyoria alodial del castell de Montornès (1390), Caldes d'Estrac (1396), la batllia de Fortià (1445) i la baronia de Montbui (1490). Barcelona va conservar aquestes baronies fins al segle xvii.
Cal assenyalar també un privilegi que la ciutat podia concedir a altres localitats pel qual passaven a ser considerades com a «carrers» de Barcelona, i així quedaven sota la protecció institucional de la ciutat: el carreratge. En aquests casos, la jurisdicció d'aquestes localitats es compartia entre la ciutat i el monarca: la primera mantenia la titularitat i, el segon, l'usdefruit. Barcelona va arribar a tenir 74 localitats considerades com a carrers, entre elles: Igualada, Cardedeu, Vilamajor, Lliçà d'Amunt, l'Ametlla del Vallès, Sant Feliu de Codines, Mollet del Vallès, Cerdanyola del Vallès, Granollers, Caldes de Montbui, Montmeló, Sant Cugat del Vallès, Santa Perpètua de Mogoda, Vallvidrera, Martorell, Molins de Rei, Olesa de Montserrat, Mataró, Vilassar de Dalt, Argentona, Premià de Mar, Vilanova i la Geltrú, Moià, Palamós, Sant Sadurní d'Anoia, Ripoll i Cambrils.
Pel que fa a la divisió administrativa de la ciutat, la primera delimitació es va establir el 1389, data que es va dividir el recinte urbà en quatre quarters: Framenors, Pi, Mar i Sant Pere. Aquesta divisió es va efectuar establint una quadrícula amb la plaça del Blat com a centre geomètric, amb una separació dels quarters del nord i del sud fixada en l'antic cardo maximus romà. En el segle xv es va afegir un altre quarter, el d'El Raval, amb el que es va establir una divisió que va arribar fins al segle xviii.
Finalment, cal remarcar que Barcelona tenia plena autonomia per actuar fins i tot amb les armes en defensa del seu territori i els seus interessos, davant qualsevol conflicte plantejat amb altres senyors feudals del seu entorn. Així, la ciutat tenia una milícia formada pels diversos estaments de la ciutat, l'host o sometent, ben preparat i organitzat, que actuava segons requerís la situació.

### Societat

Representació dels tres estaments: qui resa (oratores), qui lluita (bellatores) i qui treballa (laboratores).

La societat de l'època era estamental, amb classes socials ben definides i poca mobilitat vertical ascendent. Hi havia tres estaments: la noblesa, el clergat i el general (o «braç reial»). Aquest últim es dividia al seu torn en tres categories o «mans»: la mà major, formada pel patriciat urbà, la burgesia econòmica, alts funcionaris i altres personatges relacionats amb el poder econòmic, anomenats en general ciutadans honrats; la mà mitjana, composta per mercaders i professionals (notaris, juristes, cirurgians, farmacèutics, escribes); i la mà menor (o poble menut), en què s'englobaven les classes populars, formades per obrers, artesans, peons, petits comerciants i uns altres. Fora d'aquests estaments es trobaven els exclosos de la societat: esclaus, captaires i prostitutes, a més dels jueus, tot i que alguns d'aquests tinguessin gran poder adquisitiu. Les diferències socials i el monopoli del govern municipal per l'oligarquia urbana van provocar tibantors a certs moments, i ocasionalment es va viure alguna rebel·lió popular, com la protagonitzada per Berenguer Oller el 1285 en demanda d'una distribució del poder municipal.
La vida diària se centrava en els treballs artesanals i el comerç, que se celebrava als escassos espais públics de la ciutat: a la plaça de l'Oli es venia oli, ous, formatge i aviram; a la plaça del Blat, blat i farina; i a les places Nova i de les Cols es venien fruites i verdures. Hi havia diverses carnisseries per tota la ciutat, però solament una peixateria, al barri costaner de la Ribera. Hi havia també escampades per la ciutat diverses botigues de queviures com a llegums, llard i saladures, tavernes on se servia vi i botigues d'especiers, que despatxaven espècies, dolços i sucre. Malgrat tot, l'aliment bàsic era el pa, que se solia preparar en la llar, i després es portava a coure als forns públics, que també ho venien. Se solia fer de farina de blat, ordi, cereals o llegums (cigrons o faves), tot i que el més car era el de blat, pel que solament estava a l'abast de les classes benestants. Els treballs artesanals estaven agrupats en gremis, cadascun dels quals ocupava una zona específica de la ciutat, fet palpable encara avui dia pel nom de diversos carrers del nucli antic.

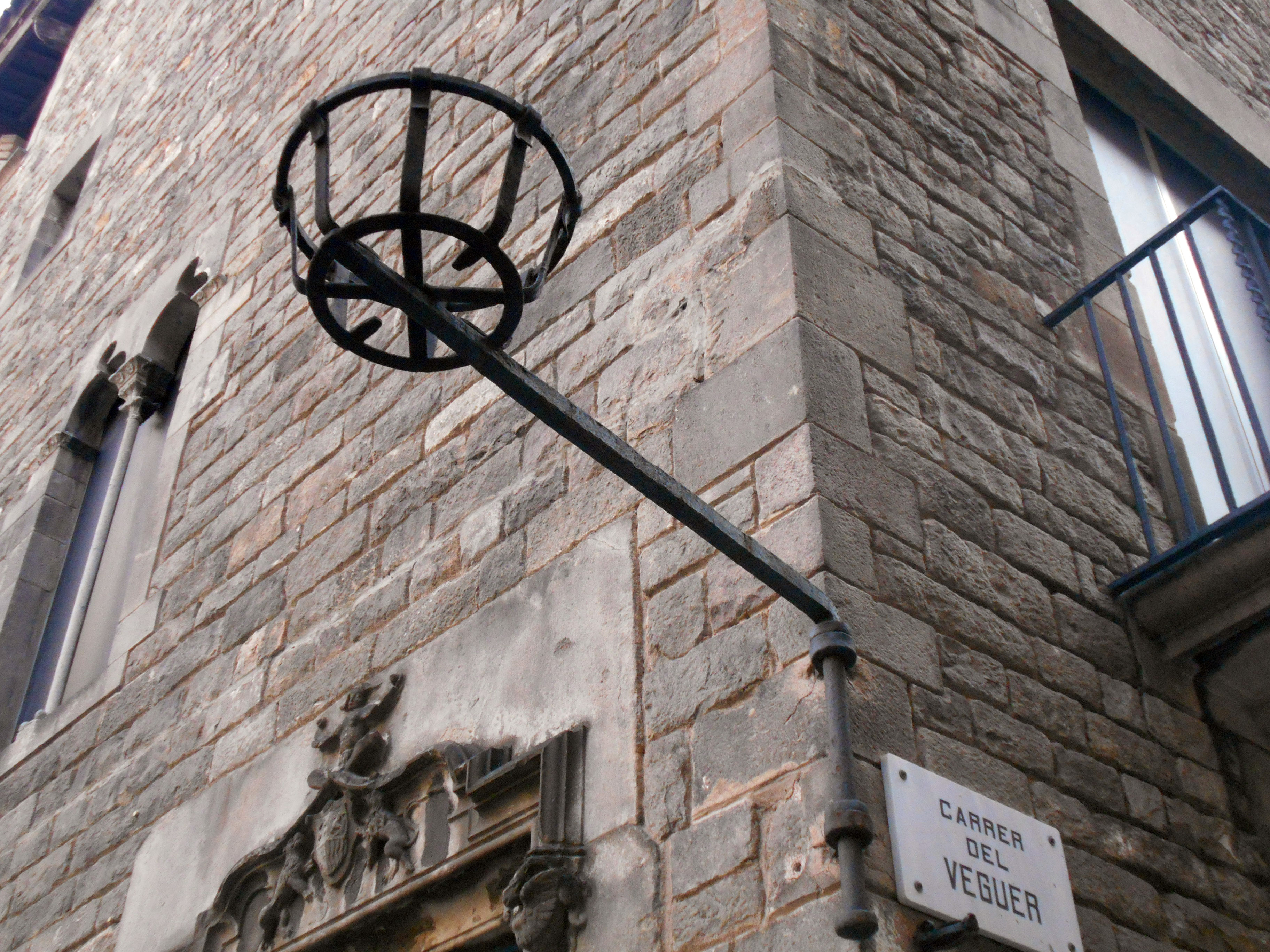
Teiera de la plaça del Rei.

Les cases solien ser del «tipus artesanal», amb una planta baixa destinada al taller i un o dos pisos d'habitatge, generalment amb unes mesures de 4 metres d'ample i 10-12 de profunditat, de vegades amb un petit hort en la part posterior. No tenien bany, ja que la higiene no era un costum molt estès; algunes cases tenien excusat al pati o hort, que donava a un pou cec, però sinó les necessitats s'efectuaven en un orinal, que sovint es buidava al carrer.
L'activitat diària quedava frenada a la nit, horari en què es tancaven les portes de la ciutat i la gent es quedava a les seves cases. En aquestes hores no es podia cridar, caminar disfressat o sense portar algun llum, atès que era motiu de sospita i denúncia. En aquesta època amb prou feines hi havia il·luminació nocturna pública, tan sols algunes teieres escampades per la ciutat, amb combustible de fusta resinosa o quitrà; encara es conserva alguna, com les de la plaça del Rei o les de Santa Maria del Mar. L'única activitat se centrava en els bordells: en aquesta època es va regular la prostitució, activitat que solament es podia exercir dels dotze als vint anys, i sota un ferri control per part de les autoritats; les prostitutes havien de vestir de blanc i amb un cinturó blau quan sortien al carrer i, en Setmana Santa, eren confinades en convents. La major part dels bordells es trobava a les Rambles.
En l'àmbit festiu, des del 1319 es va iniciar la processó de Corpus Christi, que va passar a ser la festivitat més popular de la ciutat tant en l'àmbit religiós com social. Barcelona va ser la segona ciutat de tot el món cristià a celebrar aquesta processó, després de Roma. En la processó participaven, a més del clergat i les autoritats civils i militars, els principals gremis de la ciutat i, a més de la comitiva, se celebraven unes comparses teatrals anomenades entremesos. D'aquestes comparses van sorgir algunes figures tradicionals que encara perduren en les festivitats de la ciutat, com els gegants i capgrossos, els correfocs, diables i dracs de foc. Una altra tradició del Corpus era L'ou com balla, consistent a fer ballar un ou sobre un sortidor d'aigua, que encara es practica en la catedral de Barcelona.

### Cultura

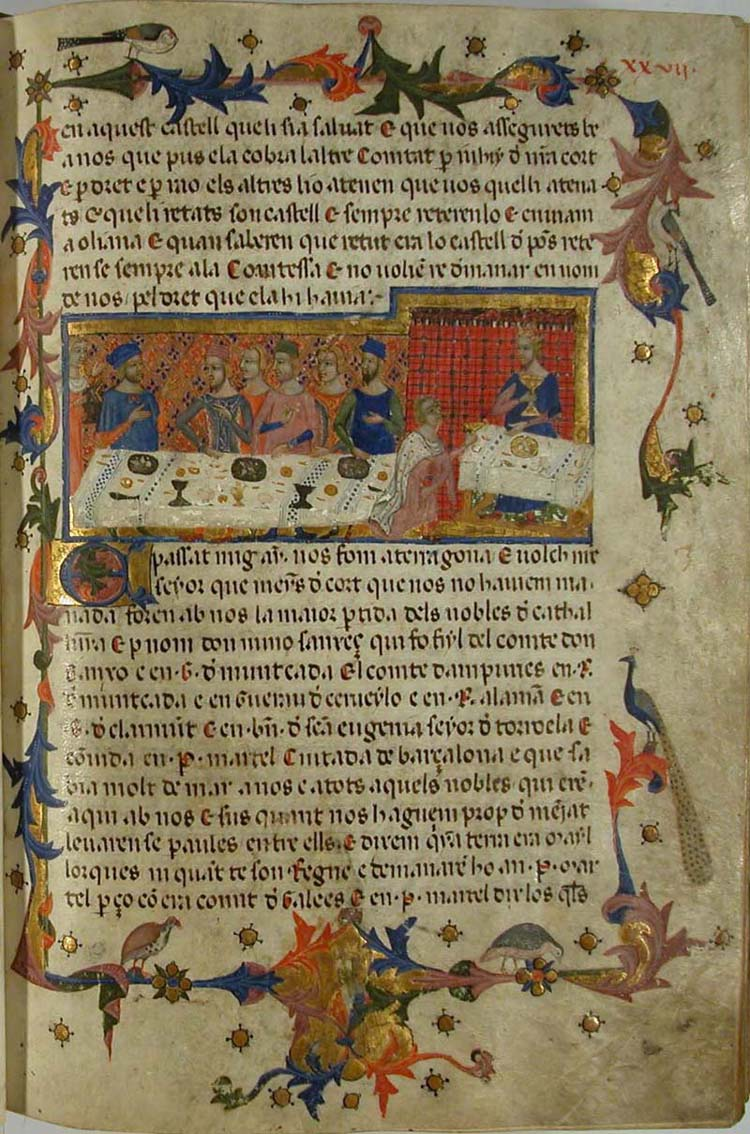
Llibre dels fets.

La cultura medieval es va forjar amb diversos substrats procedents de les diverses civilitzacions que van deixar una empremta al territori català des de l'antiguitat, des de la societat hispanoromana, passant per la visigoda, jueva i musulmana, fins a la franca, a més d'altres influències com l'occitana. Les relacions amb l'emirat de Còrdova, malgrat l'enemistat i les múltiples campanyes militars entre tots dos regnes, van ser fructíferes, tant en el terreny econòmic com en el cultural: gràcies al contacte amb la civilització islàmica van arribar a terres catalanes —i, sovint, va servir de pont amb Europa— avenços culturals i descobriments científics com la numeració aràbiga, l'àlgebra, l'astrolabi, el paper, la pólvora i la brúixola; les tècniques mèdiques i els descobriments farmacèutics; la filosofia i el pensament islàmic, principalment l'averroista; i també va ser significativa la recuperació del llegat cultural grecollatí, preservat pels musulmans en un període de decadència occidental.
Un dels fets més rellevants d'aquest període en l'àmbit cultural va ser el sorgiment del català com a llengua, que havia evolucionat del llatí vulgar local. A Barcelona, com a seu del comtat i una de les més importants ciutats de la Corona d'Aragó, es va forjar el català més normatiu, especialment pels escrivents de la Cancelleria Reial. Al segle xv va sorgir un dels primers escrits normatius del català, Regles d'esquivar vocables o mots grossers o pagesívols, que aconsellava un model de llengua basat en els dialectes de Barcelona i València.
Durant l'època medieval es va consolidar el català com a idioma literari: els primers vestigis del català com a llengua escrita apareixen en frases soltes i petits textos en documents jurídics, administratius o econòmics, entre els segles xi i xii; el primer text escrit íntegrament en català és una traducció del Liber Iudiciorum del segle xii; de començaments del segle xiii són les Homilies d'Organyà, una col·lecció de sermons quaresmals. Durant bona part del període medieval la poesia es va escriure en llengua d'oc, mentre que el català va proliferar en les cròniques, com el Llibre dels fets de Jaume I o les cròniques de Bernat Desclot i Ramon Muntaner. Un dels principals escriptors barcelonins de l'època va ser Bernat Metge, introductor de l'estil renaixentista en la literatura catalana (Lo somni, 1399).

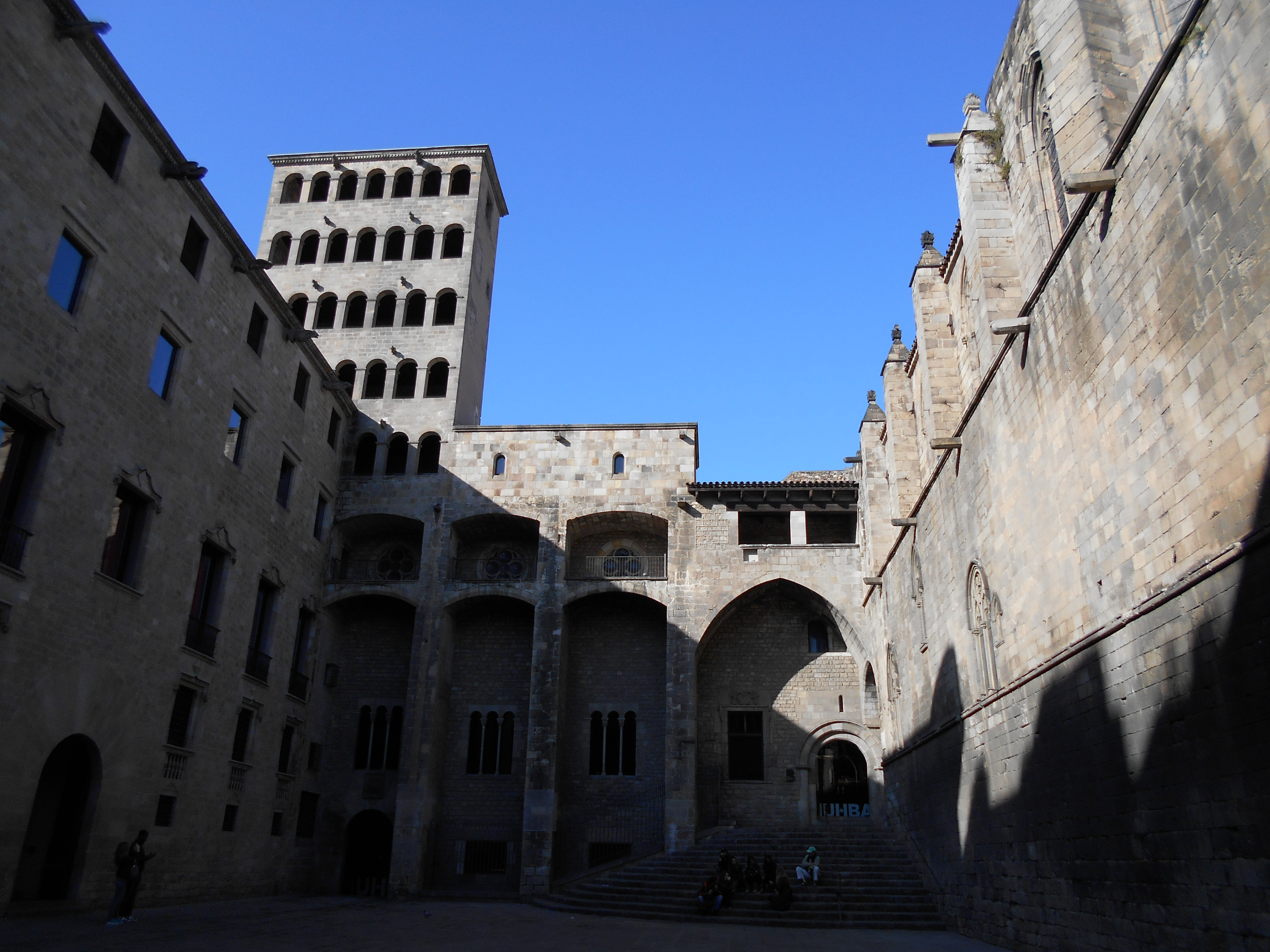
Palau Reial Major de Barcelona.

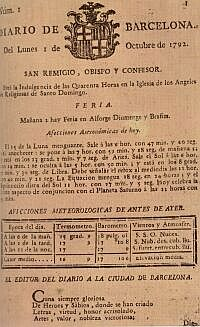
Portada del primer número del Diario de Barcelona.

Durant aquest període la filosofia va ser indissoluble de la teologia, i va florir en els scriptoria monàstics. El dominic Ramon Martí va estudiar a París amb Albert Magne, i va ser condeixeble de Tomàs d'Aquino. Arnau de Vilanova va ser deixeble seu. Joan Bassols va estudiar també a París, amb Joan Duns Escot. Ramon Llull va passar algunes estades a Barcelona, on va rebre la protecció de Jaume II; el 1392 es va fundar l'Escola Lul·liana de Barcelona. D'aquesta època cal destacar també la filosofia jueva, representada per Abraham Bar Hiyya, Bonastruc ça Porta —protagonista el 1263 de la Disputa de Barcelona amb Pau Cristià—, Shlomo ben Adret i Hasdai Cresques.
Durant l'edat mitjana es van donar dos principals estils artístics: el romànic i el gòtic. El romànic es va desenvolupar des de prop de l'any 1000 fins al segle xiii: en arquitectura destaquen el monestir de Sant Pau del Camp (segles xii-xiii), el monestir de Santa Anna (segle xii),
 i el Palau Episcopal de Barcelona (segle xiii). En escultura van destacar els tallers de Sant Pau del Camp i del Palau Episcopal, responsable aquest últim probablement del portal del claustre de la catedral. Pel que fa a pintura, els primers artífexs coneguts són Arnau de Terrassa i el mestre Martí, ja a la fi del segle xiii.

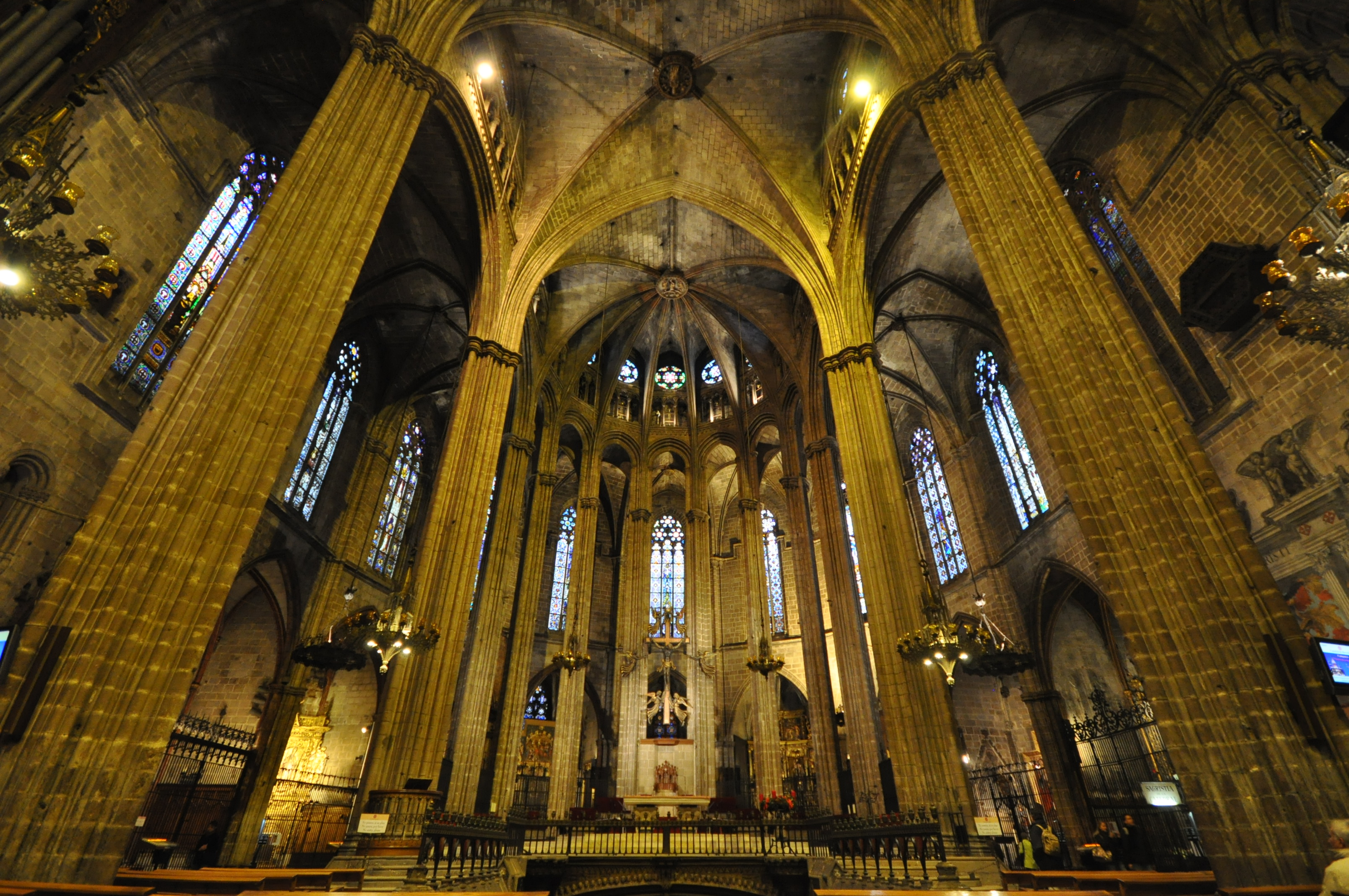
Catedral de la Santa Creu i Santa Eulàlia.

El gòtic es va desenvolupar entre els segles xiii i xvi. En arquitectura destaca la Catedral de Barcelona, reformada entre 1298 i 1405 (la façana és del segle xix), a més de les esglésies de Santa Maria del Pi (1319-final del segle xiv), Santa Maria del Mar (1329-1384), i Sants Just i Pastor (1342-1360); en el terreny civil va destacar el Palau Reial Mayor, la Casa de la Ciutat, el Palau de la Generalitat de Catalunya, les Drassanes, la Llotja i l'Hospital de la Santa Creu. En escultura, els primers exemples destacats són els sepulcres de santa Eulàlia de la Catedral de Barcelona i el d'Elisenda de Montcada al monestir de Pedralbes; posteriorment van destacar Jordi de Déu i Aloi de Montbrai i, en el gòtic internacional, Pere Ça Anglada i Pere Johan. En pintura va haver-hi diverses fases: «gòtic lineal» o «francogòtic» (pintures murals del Saló del Tinell i del Palau Aguilar); «gòtic italianitzant» (Jaume Ferrer Bassa); «gòtic internacional» (Joan Mates, Bernat Martorell); i «gòtic flamenquitzant» (Lluís Dalmau, Jaume Huguet, Bartolomé Bermejo).
La música en aquesta època era preferentment religiosa o cortesana, interpretada per cantors, organistes i ministrers, que tocaven instruments com flautes, llaüts, tambors, cornetes, xeremies, sacabutxos i baixons. La Capella de Música de la Corona d'Aragó va ser durant el segle xiv un dels centres musicals més rellevants d'Europa.
Durant l'edat mitjana la ciència va estar circumscrita als cercles monacals que preservaven els coneixements llegats per grecs i romans, tot i que no es va avançar especialment quant a recerca. Al segle x l'ardiaca Sunifred Llobet va traduir un tractat astrològic de l'àrab al llatí. També van destacar alguns estudiosos jueus del Call, especialment en medicina i matemàtiques. La primera universitat, l'Estudi General, es va fundar el 1450. D'altra banda, el 1474 es va introduir la impremta, que va ajudar enormement a la difusió científica. Pel que fa a medicina, el 1401 es va crear l'Estudi de Medicina per a la docència d'aquesta activitat i, aquell mateix any, es va iniciar la construcció de l'Hospital de la Santa Creu. Com a metges van destacar Pere Gavet, Semuel ben Benvenist i Antoni Ricard.

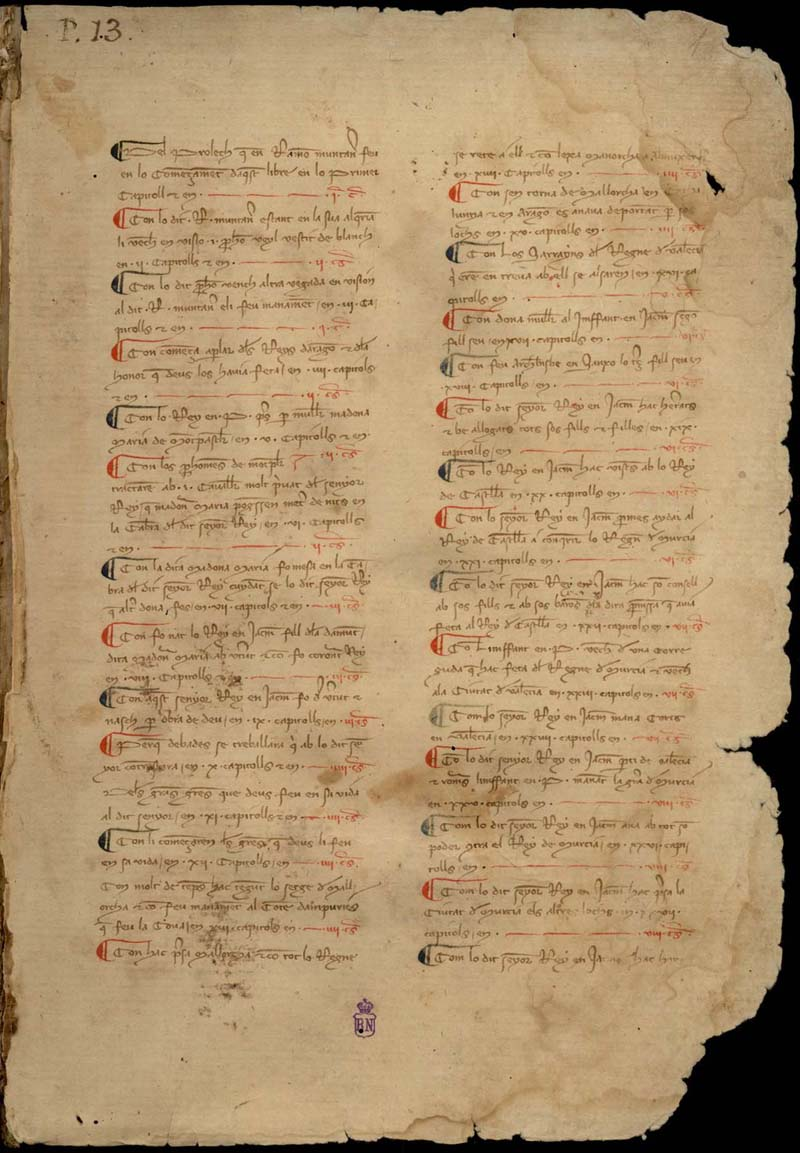
Crònica de Ramon Muntaner.
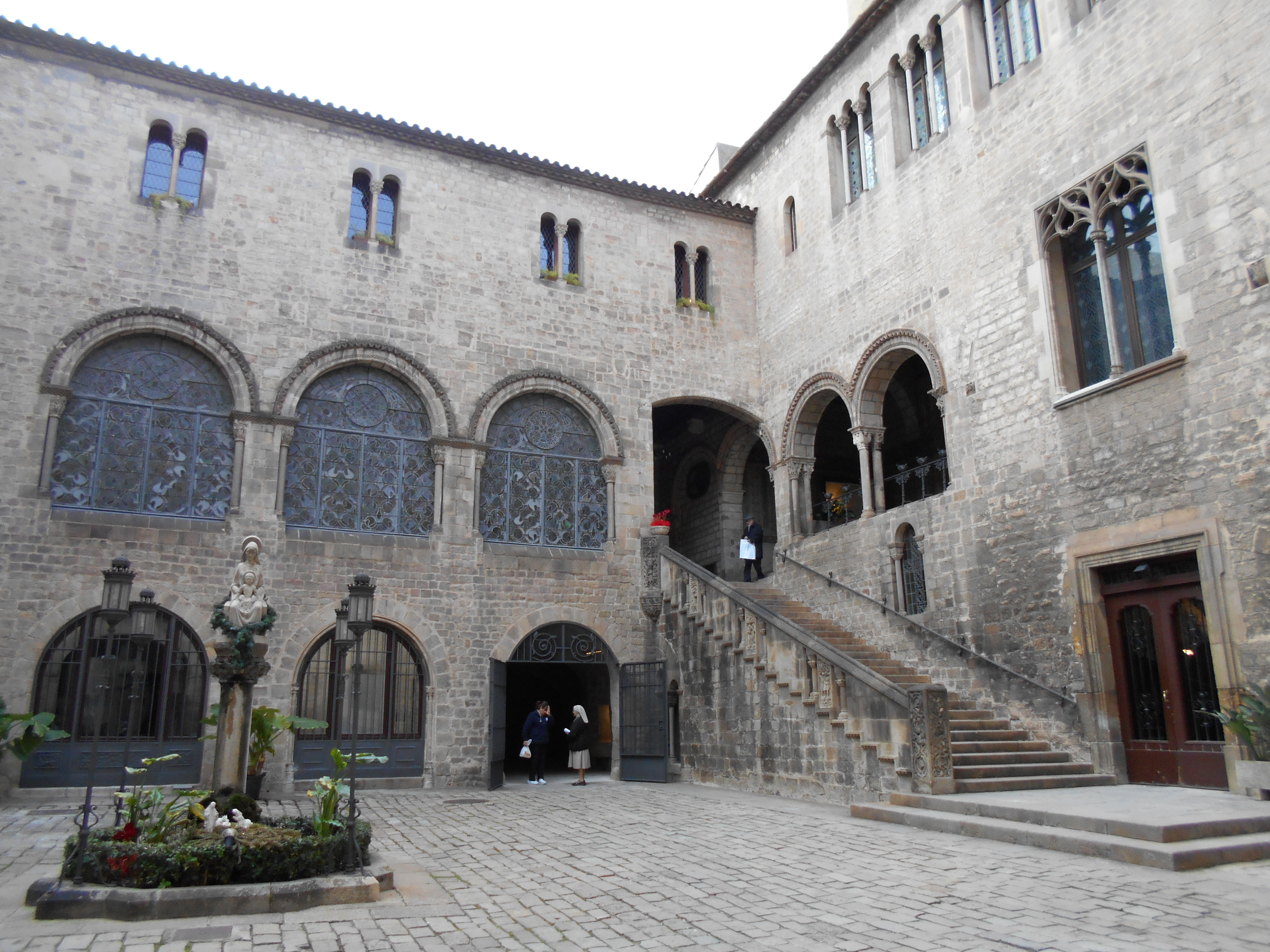
Palau Episcopal de Barcelona.
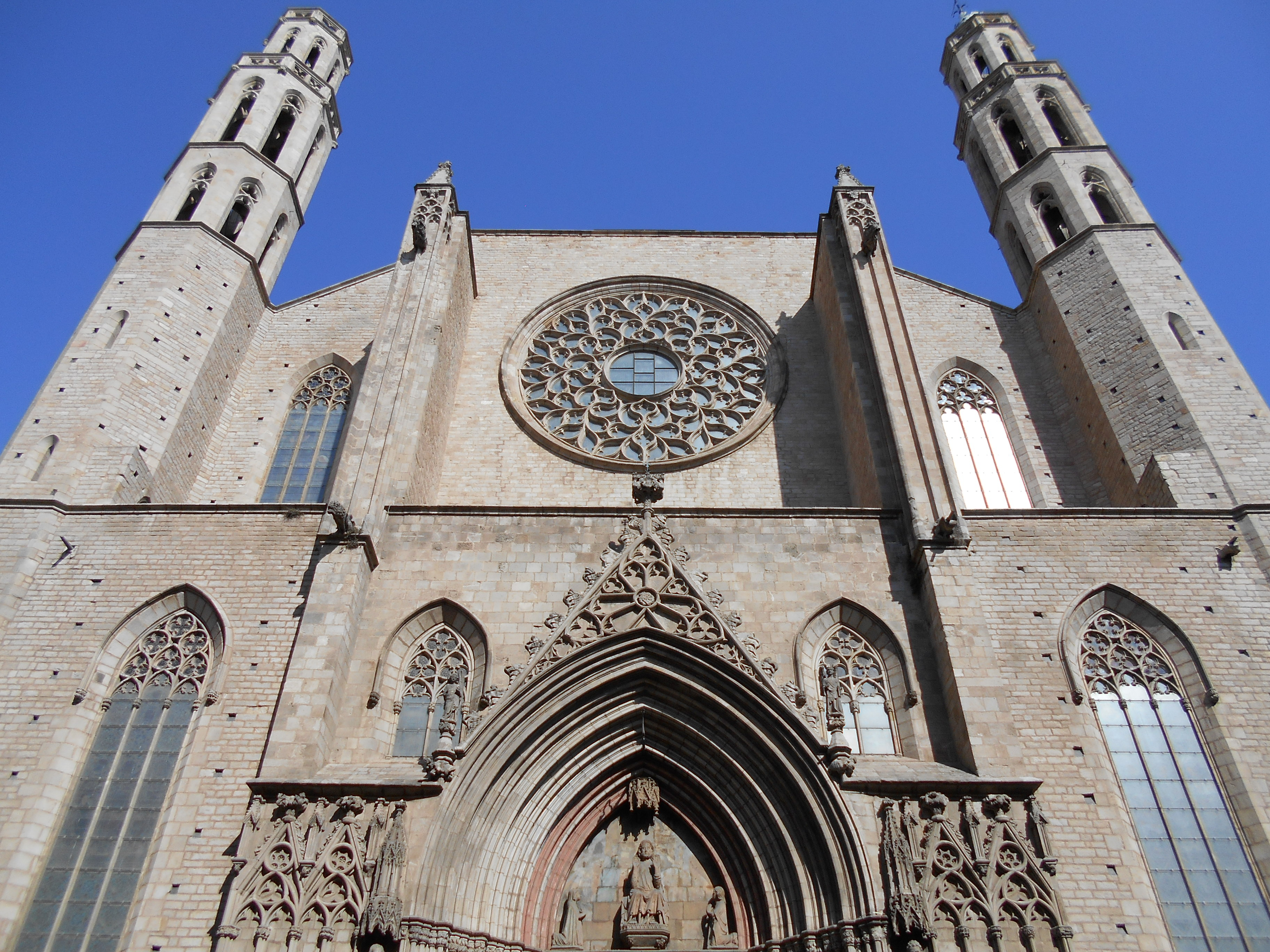
Santa Maria del Mar.
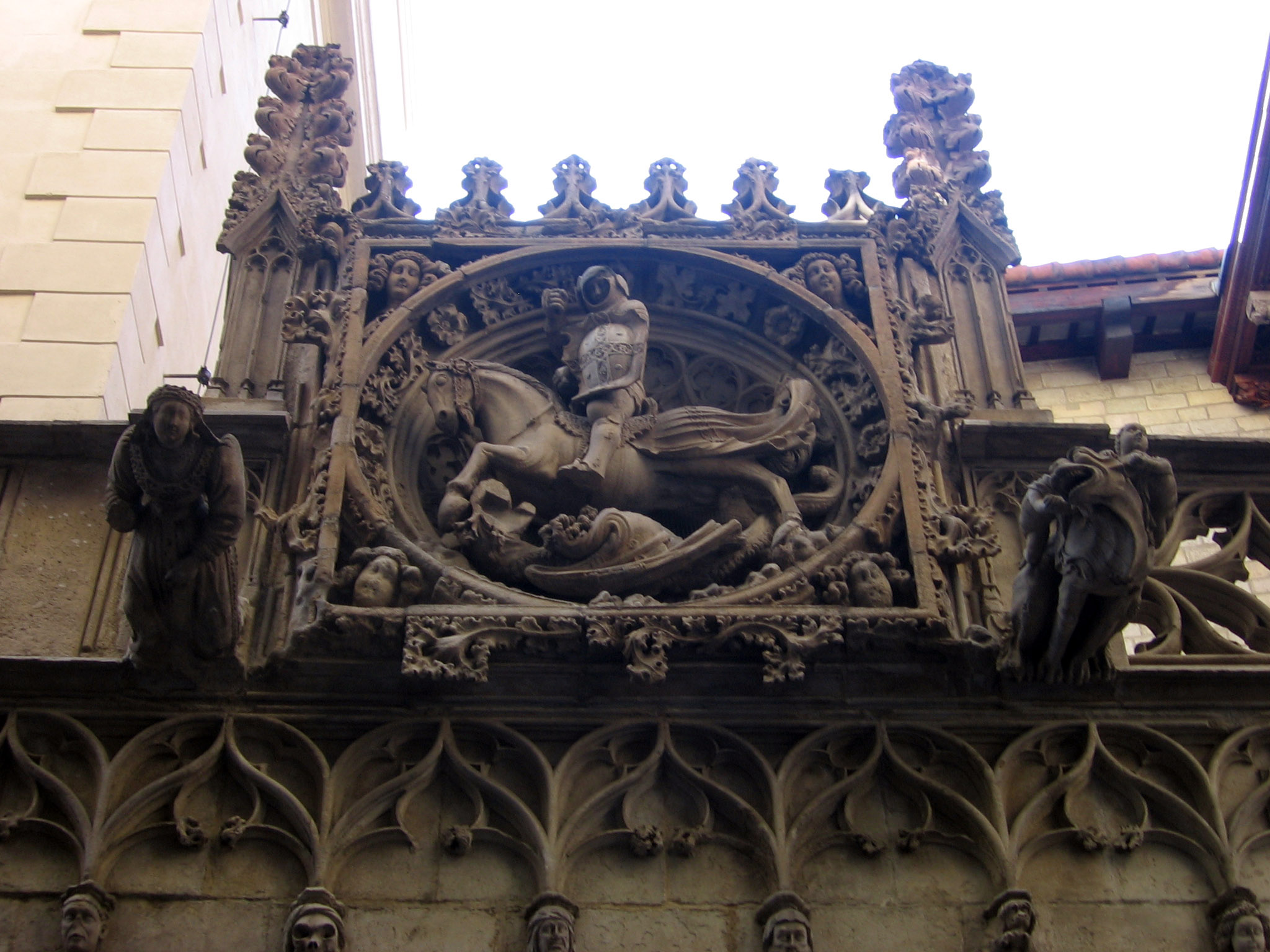
Sant Jordi (1418), de Pere Johan, Palau de la Generalitat de Catalunya.
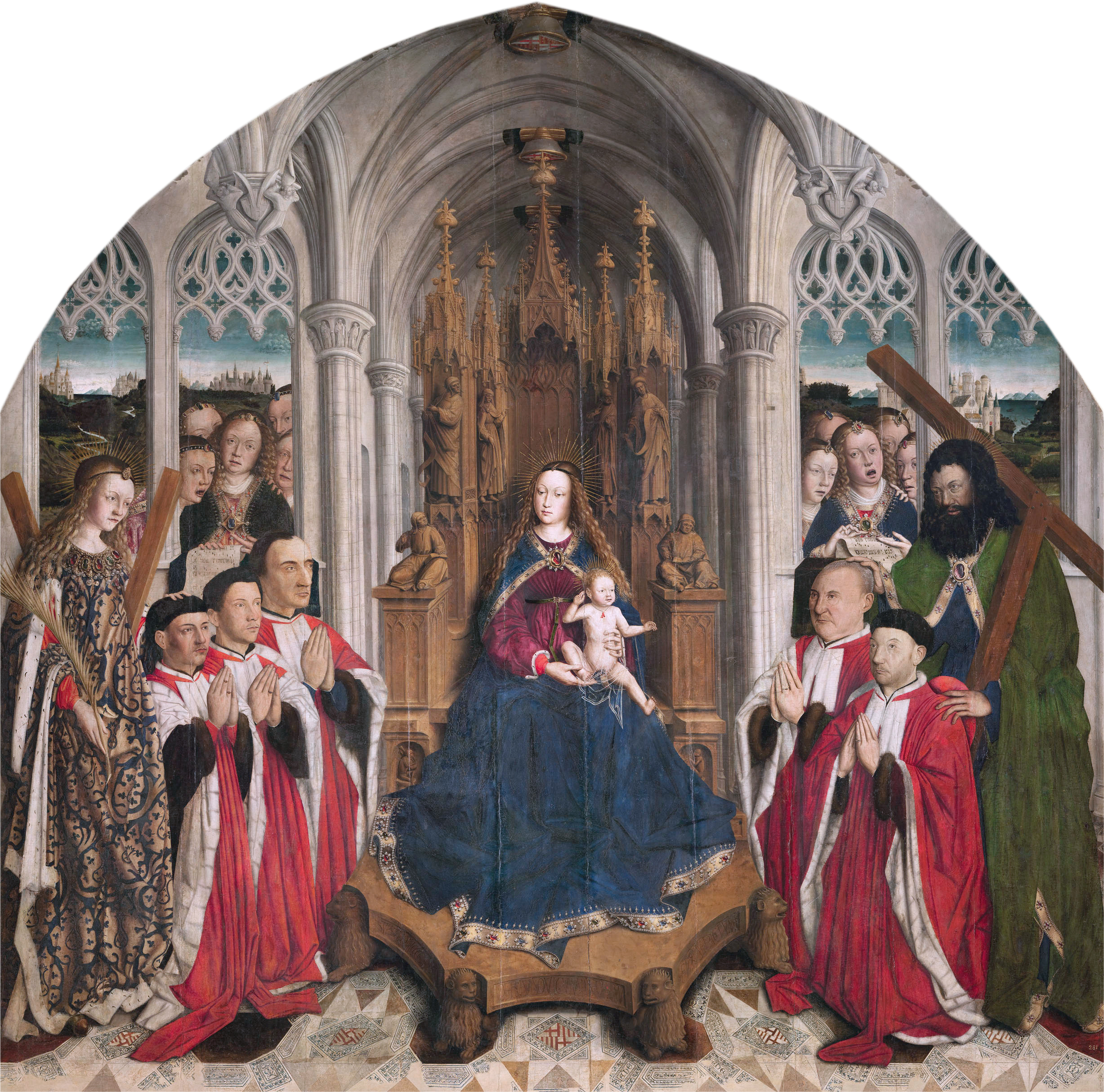
Verge dels Consellers (1443), de Lluís Dalmau, MNAC.
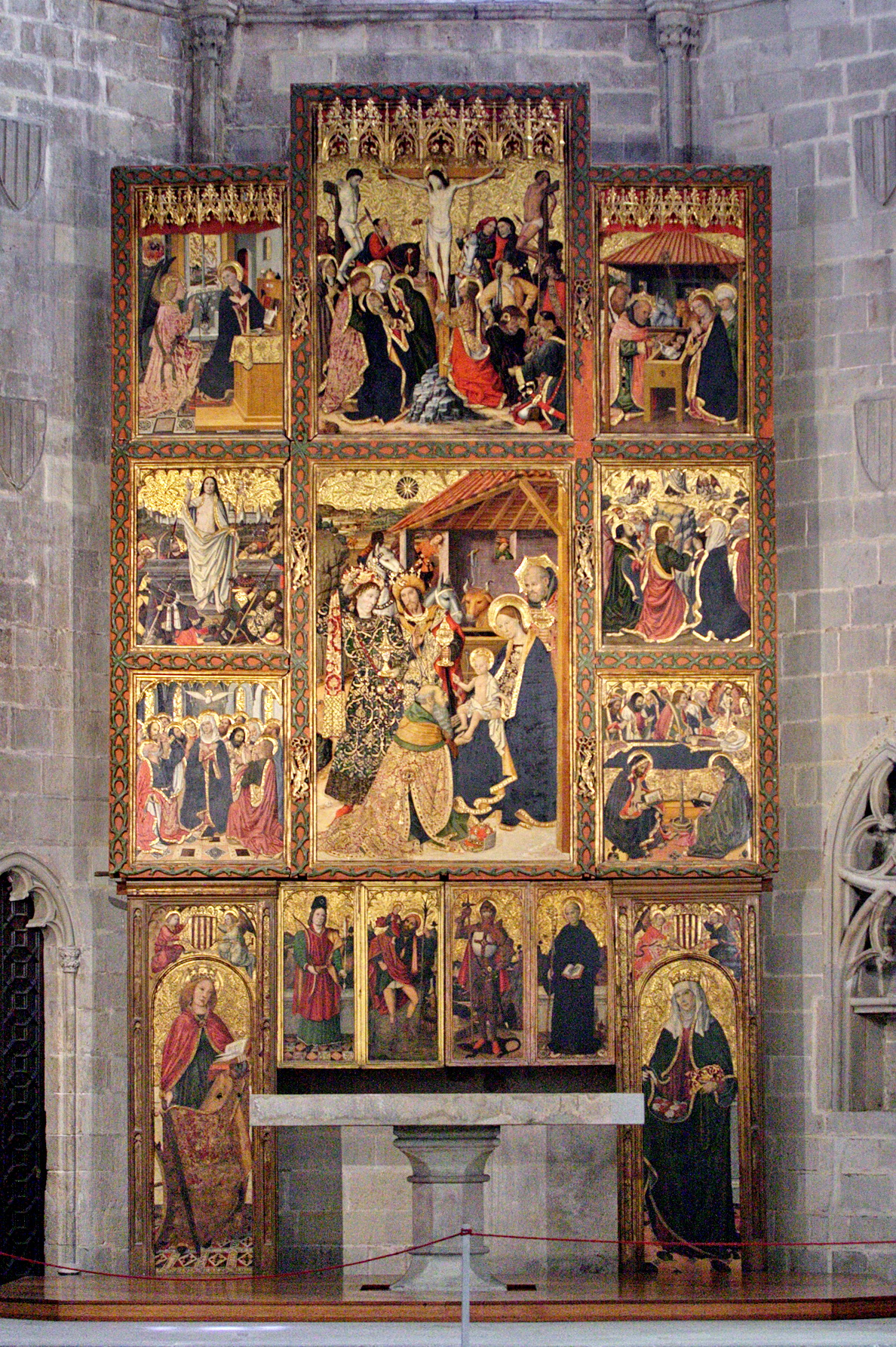
Retaule del Conestable (1465), de Jaume Huguet, capella de Santa Àgata.
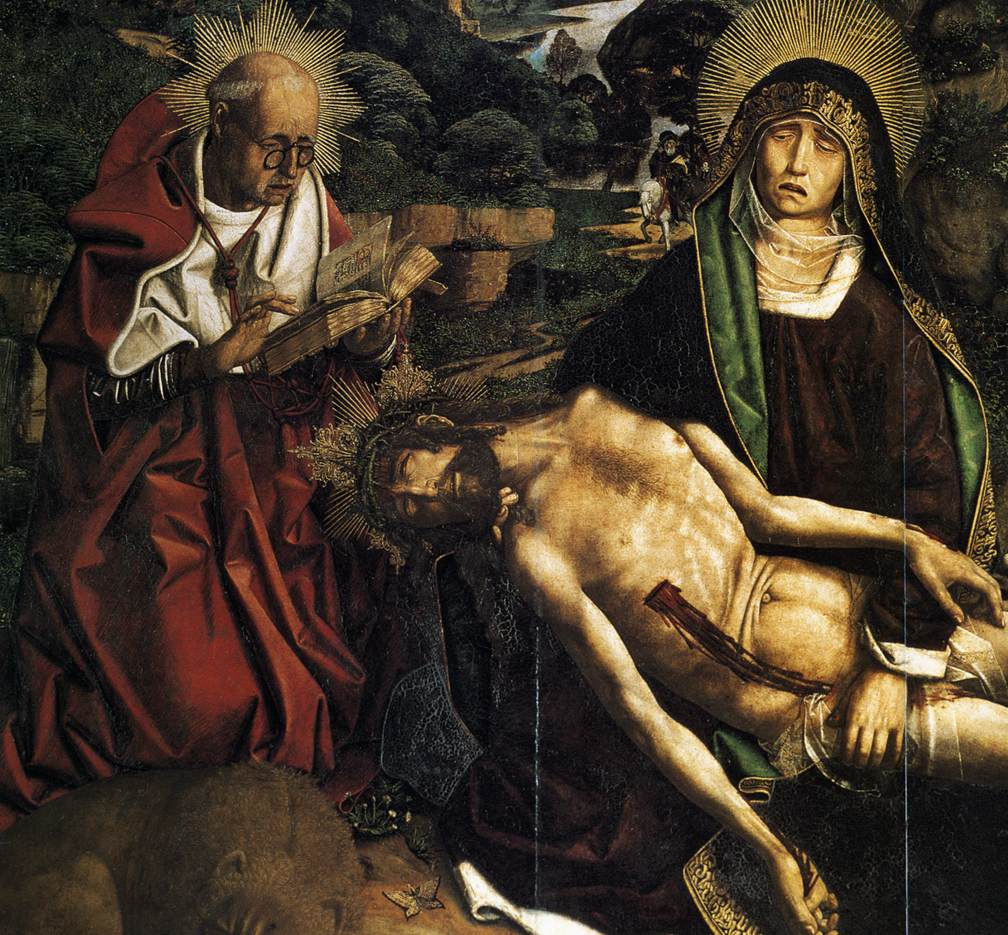
Pietat Desplà (1490), de Bartolomé Bermejo, Catedral de Barcelona.

## Edat moderna

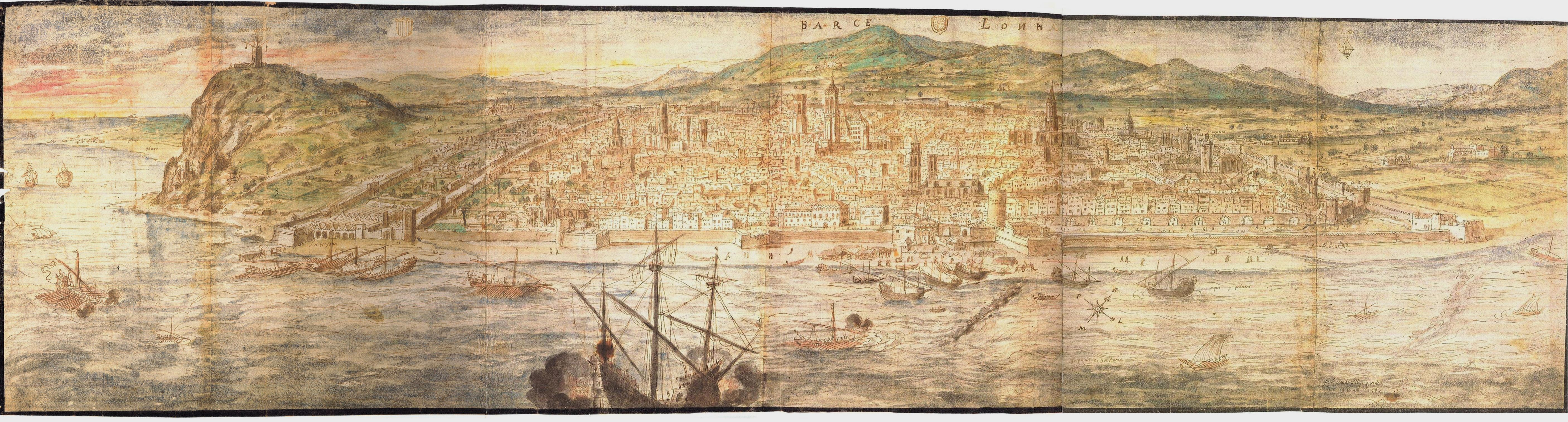
Barcelona el 1563, dibuix d'Anton van den Wyngaerde.

En aquest període Barcelona va passar a formar part de la Monarquia Hispànica, sorgida de la unió de les corones de Castella i Aragó. Va ser una època d'alternança entre períodes de prosperitat i de crisis econòmiques, especialment per les epidèmies de pesta al segle xvi i per conflictes socials i bèl·lics com la Guerra dels Segadors i la Guerra de Successió entre els segles xvii i xviii, tot i que en aquest últim segle va repuntar l'economia gràcies a l'obertura del comerç amb Amèrica i a l'inici de la indústria tèxtil. La ciutat seguia encotillada en les seves muralles —l'única ampliació va ser a la platja, el barri de La Barceloneta—, malgrat que al final del període tenia gairebé 100 000 habitants.

### Barcelona gremial

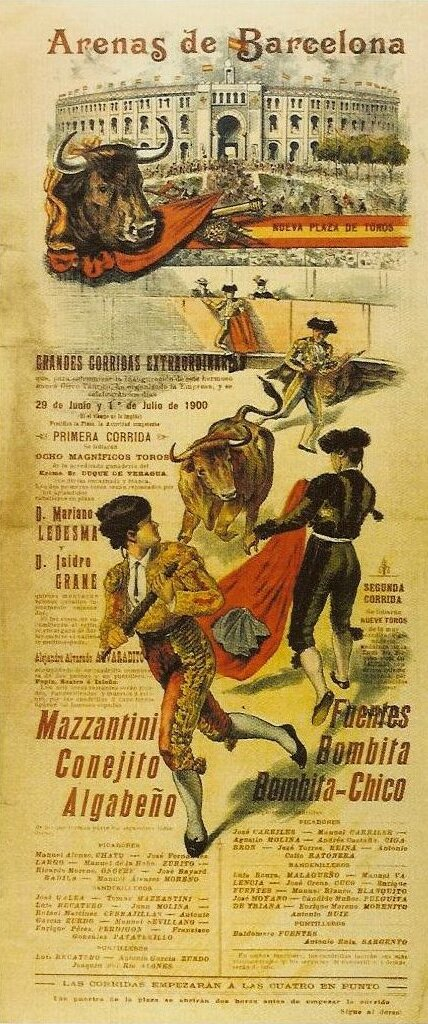
Cartell d'inauguració de la Plaça de toros de les Arenes (1900).

Durant la primera meitat del segle xvi van continuar les pestes i les fams: el 1530 Barcelona va perdre 6250 habitants en quatre mesos per la pesta; la falta de blat era crònica, i representava una preocupació constant per a les autoritats de la ciutat, malgrat que la Sentència arbitral de Guadalupe va beneficiar a l'agricultura, que va comptar amb nova mà d'obra gràcies a l'arribada d'immigrants del sud de França, especialment d'Occitània, fet que va pal·liar el descens demogràfic.

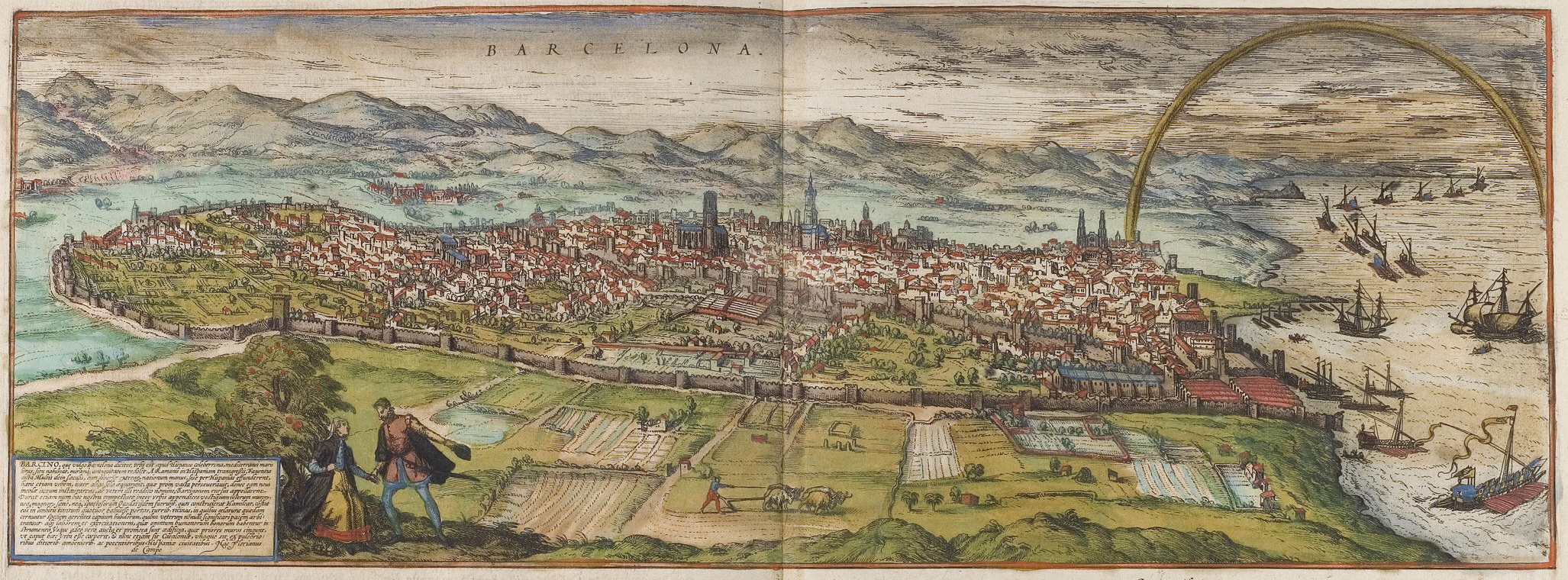
Barcelona cap el 1535, gravat de Georg Braun i Frans Hogenberg publicat en Civitates Orbis Terrarum (1572).

En aquest període es va instituir la figura del virrei —o lloctinent—, generalment de la noblesa castellana, el qual representava al monarca i tenia funcions militars, administratives, financeres i judicials. El virrei estava ajudat per un capità general per a l'exèrcit destinat a Catalunya, i un governador encarregat de l'ordre públic; també es va crear una Tresoreria per a les finances, i la Reial Audiència per a l'administració de justícia. Les relacions dels successius virreis amb la Generalitat van ser tibants, ja que aquesta recaptava la major part dels impostos a Catalunya, i preservava gelosament els interessos de l'oligarquia catalana. Al segle xvi es va establir a la ciutat l'orde jesuïta, fundador del Col·legi de Cordelles (1593), dedicat a l'educació dels nobles, pel que es va contraposar a l'Estudi General, patrocinat pel consistori.
Durant els segles xvi i xvii van adquirir cada cop major rellevància en l'activitat econòmica de la ciutat —i, consegüentment, al govern municipal— els gremis i confraries, institucions d'origen medieval però que van cobrar protagonisme en aquest període de la història. Els gremis, sorgits a partir del segle xiii, eren associacions professionals que regulaven la pràctica dels diversos oficis artesanals de l'època, tant a nivell professional com econòmic i social, instaurant un estricte reglament per controlar la producció i els preus, així com per evitar la competència i el monopoli. També controlaven la formació i la graduació dels seus membres —per ordre jeràrquic: aprenents, oficials i mestres. Amb el temps van anar adquirint pes al govern municipal i, el 1641, van aconseguir una representació de dos consellers en el consistori.

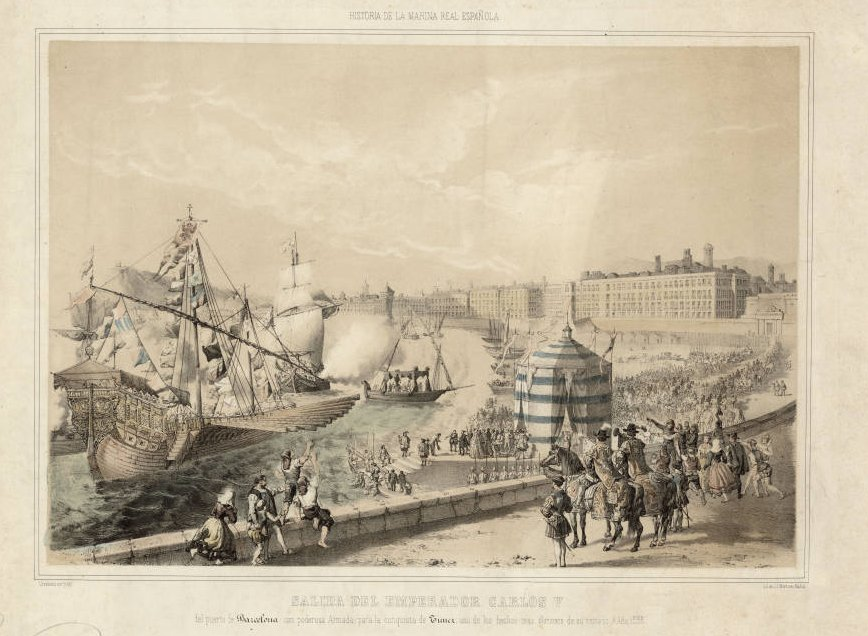
Sortida de l'emperador Carles V del port de Barcelona amb poderosa Armada, per a la conquesta de Tunis, un dels fets més gloriosos del seu regnat (any 1535), de Vicente Urrabieta (1854).

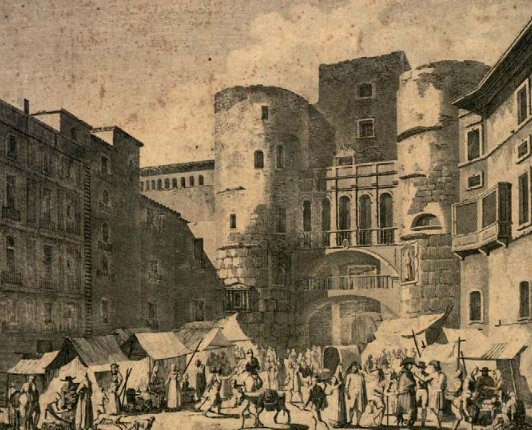
Plaça Nova (1614).

Durant aquesta època la Monarquia Hispànica va florir amb el comerç amb Amèrica, monopolitzat per la Corona de Castella, però en el qual va intervenir indirectament Catalunya —i, per tant, Barcelona—, a través del comerç de cabotatge amb Cadis i Sevilla, principalment de productes com panys, vidre, cuir i llibres, a més de vi, aguardent i fruits secs. També es va reactivar el comerç amb Saragossa, com a porta d'entrada cap a Castella dels productes catalans. Malgrat tot, la crisi econòmica i un cert buit d'autoritat van propiciar durant aquests anys l'auge del bandolerisme per les terres catalanes. D'altra banda, la ciutat va tenir un paper destacat en la política mediterrània de Carles I, i va ser el centre organitzatiu de l'expedició a Tunis el 1535, on van treballar sense parar les seques i les drassanes. El 1529 es va signar la Pau de Barcelona entre Carles I i el papa Climent VII, per la qual el monarca reconeixia els drets de la família Mèdici —a la qual pertanyia el papa— sobre la ciutat de Florència i altres places italianes, al mateix temps que el pontífex reconeixia a Carles com a rei de Nàpols.
És de remarcar que durant l'edat moderna, al contrari que en la resta d'Europa, on predominaven les classes aristocràtiques, a Barcelona destacava la classe mitjana, que gaudia de prestigi i prosperitat, i on un simple artesà podia arribar a regir el govern de la ciutat. L'humanista italià Lucio Marineo Sículo, de visita a Barcelona a la fi del segle xv, va escriure el següent: 
| « | Les persones de qualsevol edat es donaven a les arts, ja fossin liberals o mecàniques, que registraven una gran florida. No hi havia passejants, és a dir, gents ocioses i sense ofici, atès que totes tenien la seva ocupació i per això no hi havia homes de mala vida ni pobres, i els ciutadans vivien correctament i els sobrava cabal. | » |

Aquesta època no va ser d'excessives reformes urbanístiques, ja que la pèrdua de la capitalitat de Barcelona va comportar la disminució de projectes de gran envergadura. En la primera meitat del segle xvi es va construir la muralla de Mar, on es van emplaçar els baluards de Llevant, Torre Nova, Sant Ramon i Migdia. En el segle xvii es va ampliar novament la muralla de la ciutat amb la construcció de cinc noves portes (Sant Sever, Tallers, Sant Antoni, Sant Pau i Santa Madrona, aquesta última una reconstrucció de la del segle xiv). Durant els segles xv i xvi es va construir un port artificial que cobrís per fi les necessitats de l'important centre mercantil que era Barcelona: paradoxalment, durant l'època d'esplendor del comerç català per la Mediterrània, Barcelona no comptava amb un port preparat per al volum portuari que era habitual a la ciutat. L'antic port al peu de Montjuïc havia estat abandonat, i la ciutat comptava únicament amb la platja per rebre passatgers i mercaderies. Els vaixells de gran calat havien de descarregar mitjançant barques i mossos de corda (bastaixos). Per fi, el 1438, es va obtenir el permís reial per construir un port: en primer lloc, es va enfonsar un vaixell carregat de pedres per servir de base al mur que va unir la platja amb l'illa de Maians; reforçat el mur el 1477, es va allargar en forma d'espigó el 1484. A mitjans del segle xvi es va ampliar el port davant la campanya iniciada per Carles I contra Tunis. A la fi de segle, el moll comptava amb una longitud de 180 metres per 12 d'ample. Noves obres de millora al segle xvii van donar per fi un port en condicions per a la ciutat.

### Guerra dels Segadors

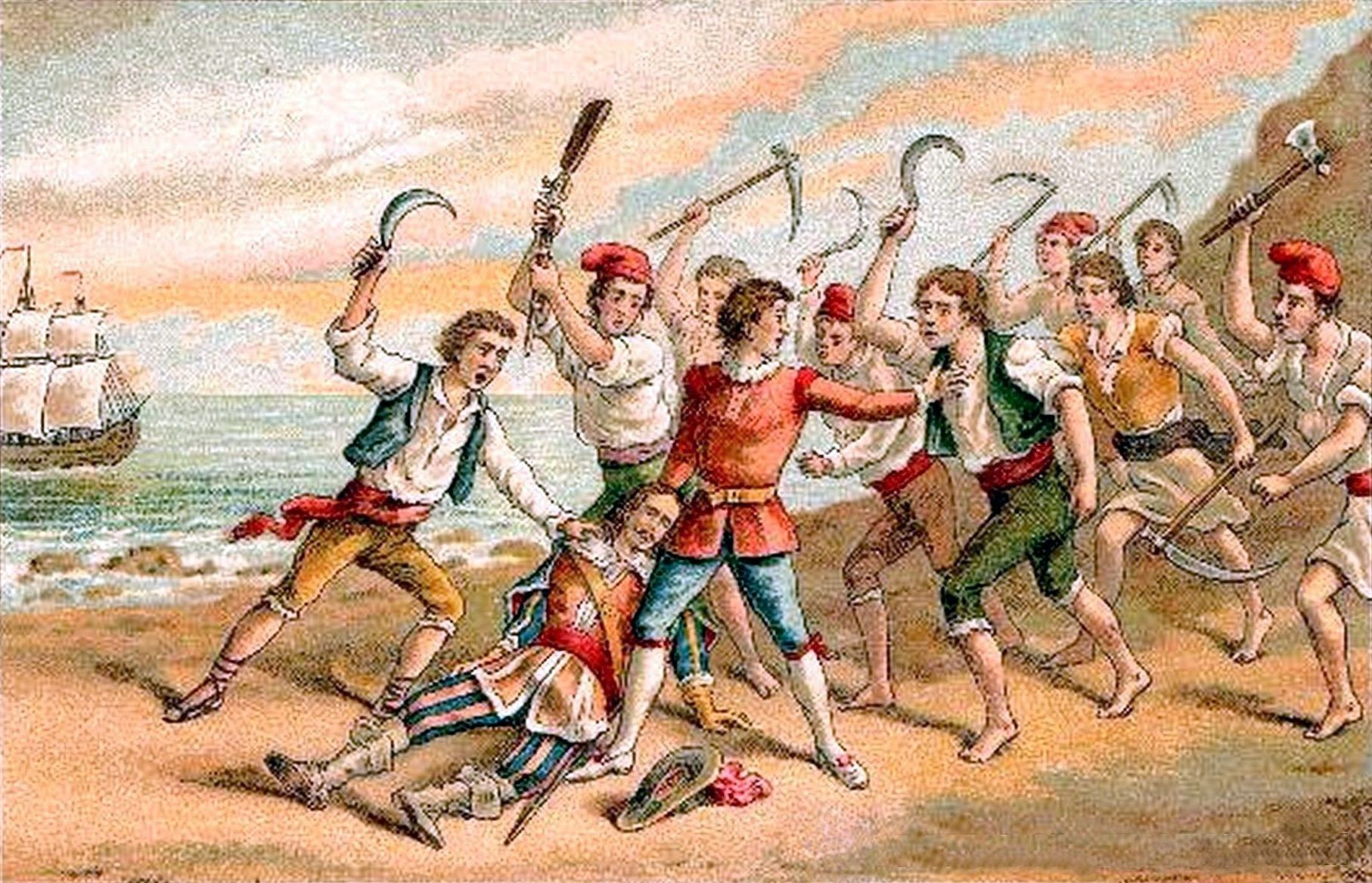
Guerra dels Segadors, imatge de l'Editorial Miralles (1910).

Des de la unió de Castella i Aragó amb els Reis Catòlics, Barcelona va perdre la primacia que tenia durant l'època medieval, un cop traslladada la cort i instaurada una lloctinència per al govern del Principat. Les relacions amb la nova casa regnant, els Àustries, van ser bastant bones al començament: el 1519 Carles I va ser rebut triomfalment a la Ciutat Comtal, i va ser en ella on va rebre la notícia de la mort del seu avi l'emperador Maximilià I, pel que va convocar una reunió de l'Orde del Toisó d'Or i, dies més tard, va ser triat emperador; les autoritats barcelonines van ser les primeres a rendir-li honors pel seu nomenament. Felip II va assistir a algunes Corts, i va comptar com un dels seus homes de confiança amb el barceloní Lluís de Requesens, qui va participar en la batalla de Lepant (1571) i va ser governador dels Països Baixos (1574-1576).
Malgrat tot, amb els regnats de Felip III i Felip IV aquestes relacions van començar a ser tibants i, gradualment, els monarques van deixar d'assistir a les Corts Catalanes. Les relacions es van anar deteriorant, especialment des que el rei Felip IV i el seu privat, el comte-duc d'Olivares, van proposar el 1626 la Unió d'armes, un projecte per crear un exèrcit permanent en territori espanyol, al qual Catalunya hauria d'haver aportat 16 000 soldats, a més de cobrir les seves despeses. Per a això, el rei es va dirigir a les Corts el 18 d'abril de 1616 i, en la seva condició de comte de Barcelona, va exhortar als diputats a augmentar llur contribució a les despeses de la Corona en la política exterior, el que aquests es van negar. Des de llavors va anar creixent l'intent de la monarquia d'incrementar la pressió fiscal, així com la resistència de les Corts a fer concessions. Tanmateix, les poblacions catalanes, entre elles Barcelona, es resistien al pagament del quint, un impost que recaptava la cinquena part de les rendes municipals. En aquest ambient, quan el 1635 va esclatar la guerra amb França, Olivares va iniciar les hostilitats per la frontera catalana, per involucrar al Principat plenament en el conflicte. Segons va manifestar:
| « | Trabándose guerra por Cataluña [...] se conseguirán las esperanzas de que los catalanes, siendo provocados o atacados de franceses, hayan de acudir gallardamente a su oposición. | » |

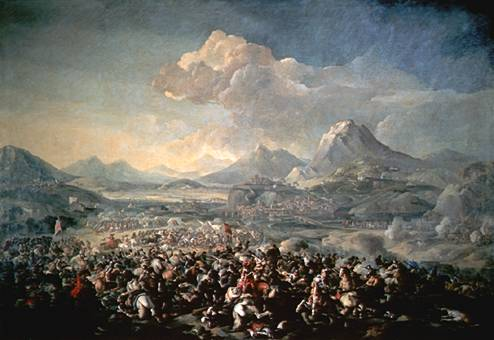
Batalla de Montjuïc (1641), per Pandolfo Reschi.

Durant la guerra, els camperols catalans van ser obligats a allotjar els soldats —en majoria, mercenaris— i donar-les sal, vinagre, foc, taula i servei de franc. Després de les primeres hostilitats, el 1640 es va arribar a un cert statu quo, pel que les tropes —uns deu mil soldats— van quedar recloses en territori català. Es van produir llavors nombrosos abusos i excessos, fins que va haver-hi una revolta a Santa Coloma de Farners, on va ser assassinat l'agutzil Monrodon. Per això, la localitat va ser destruïda, fet que va generalitzar la revolta a tot el territori i, el 7 de juny de 1640, es va produir a Barcelona una rebel·lió popular coneguda com el Corpus de Sang, en la qual va ser assassinat el virrei, comte de Santa Coloma.

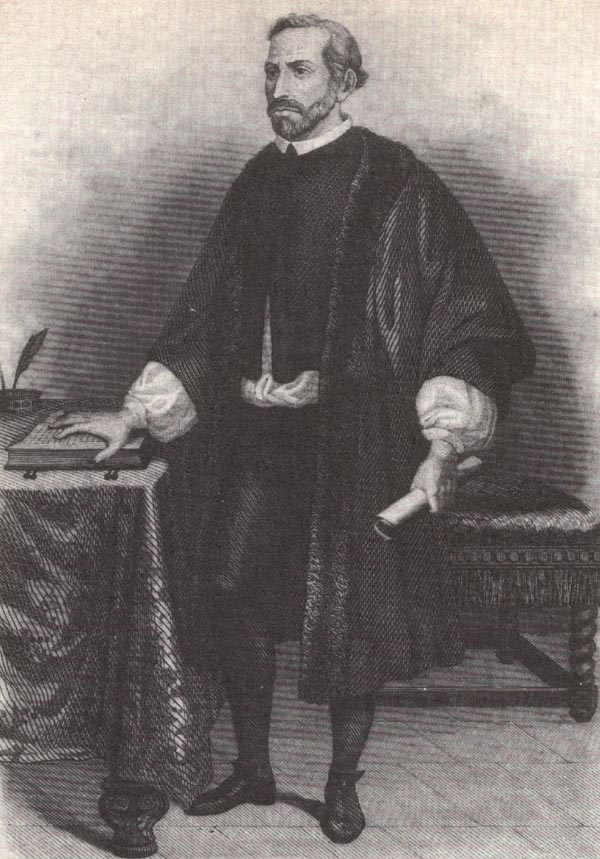
Pau Claris.

Aquest va ser l'origen de l'anomenada Guerra dels Segadors (1640-1651), denominada així per comptar majoritàriament entre els seus membres amb la pagesia catalana, a la que es va unir el poble menut, les classes baixes urbanes. L'alçament va ser inicialment una insurrecció popular contra les injustícies socials i els abusos comesos per les tropes mercenàries, però sense cap reivindicació política o territorial; de fet, els amotinats, al costat de lemes com Visca la terra i muira el mal govern, cridaven igualment Visca el rei, i molts dels ajusticiats van ser funcionaris catalans. Malgrat tot, el procés va ser aviat patrimonialitzat per la Generalitat, dirigida pel seu president, Pau Claris, els qui, en defensa dels seus privilegis, es van rebel·lar contra la Corona. Cal remarcar que també va existir a Catalunya un bàndol realista, pel que la contesa va tenir també un component de guerra civil.
La Generalitat va aconseguir l'ajuda de França, a canvi de reconèixer Lluís XIII com a comte de Barcelona. Malgrat els èxits inicials de les tropes filipistes, el 26 de gener de 1641 van ser derrotades en la batalla de Montjuïc. No obstant això, després de la mort de Claris, els francesos van prendre el rumb de la guerra, com es va veure en la seva victòria en la batalla en el port de Barcelona el 30 de juny de 1642. En el transcurs de la guerra, França va ocupar el Rosselló; això, al costat dels excessos de les tropes franceses, similars als anteriorment comesos per les castellanes, va provocar el desafecte català respecte als seus aliats, fet que, unit als gestos conciliadors del rei Felip IV, va propiciar la capitulació de Barcelona el 1652. El rei va promulgar una amnistia general i va acatar la constitució catalana, tot i que Barcelona va perdre la gestió dels seus recursos militars: les muralles, els baluards, les drassanes i el castell de Montjuïc van passar a la Corona, que va establir guarnicions en ells.
Malgrat tot, la guerra amb França va continuar fins al 1659, data en què es va signar la pau dels Pirineus, per la qual la Monarquia Hispànica va perdre el Rosselló, Conflent, Vallespir i el nord de la Cerdanya. La pau dels Pirineus va durar poc temps, i els conflictes entre Espanya i França en el context europeu van continuar (Guerra dels Nou Anys, 1688-1697), afectant a Catalunya i la seva capital: el 1691 una flota francesa va bombardejar Barcelona i, el 1697, van ocupar la ciutat després d'un setge de dos mesos, fins a ser alliberada després de la pau de Ryswick.
Posteriorment a la guerra, el regnat de Carles II va ser una etapa de reconciliació entre Catalunya i la Corona, al mateix temps que es va viure un període de recuperació econòmica, gràcies a la millora dels processos manufacturers, l'augment del tràfic mercantil i l'expansió de nous conreus. Tot això va portar a denominar aquesta etapa com de «neoforalisme».

### Guerra de Successió

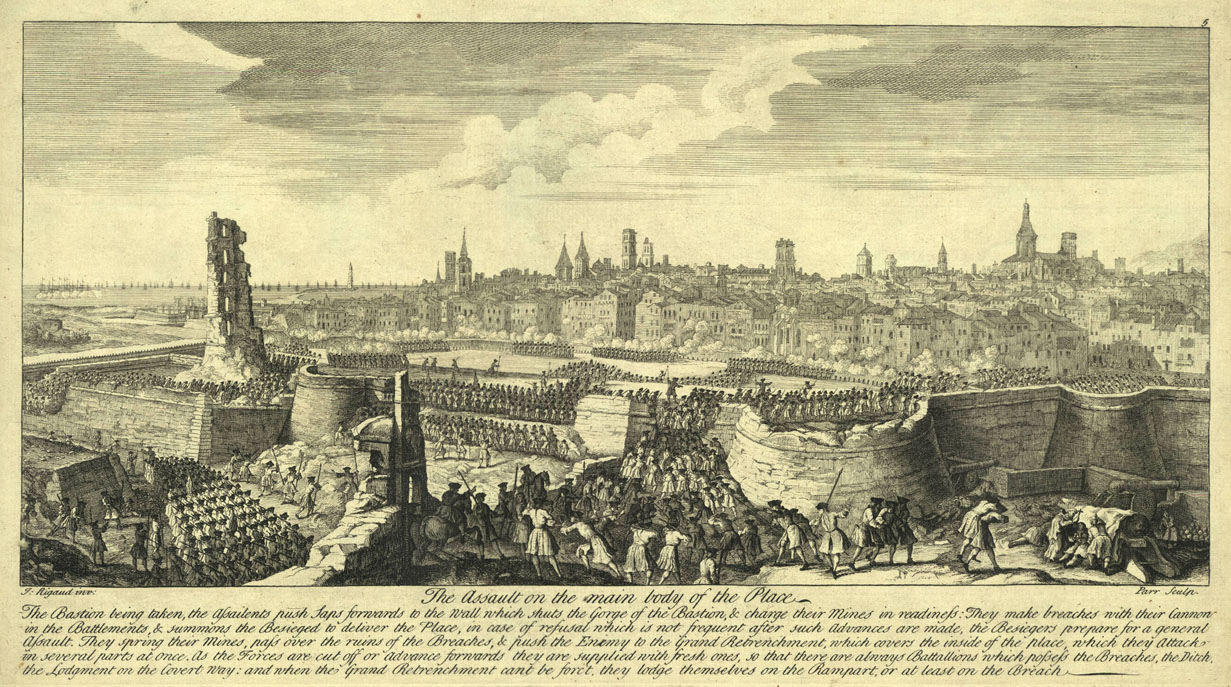
Assalt final de les tropes borbòniques sobre Barcelona l'11 de setembre de 1714.

El 1700, la mort sense descendència del rei Carles II va provocar un conflicte successori que va donar origen a la Guerra de Successió (1701-1714), on van intervenir les principals potències europees: França en defensa del pretendent Felip de Borbó —futur Felip V—, i el Sacre Imperi Romanogermànic, Gran Bretanya, Països Baixos i Portugal a favor de Carles d'Àustria —futur emperador Carles VI.

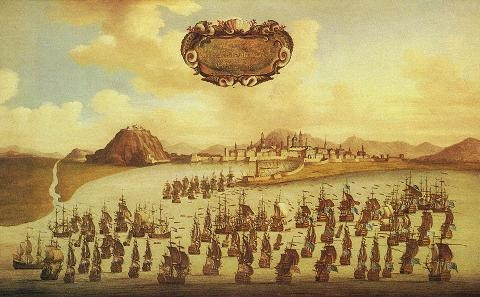
Setge de Barcelona (1706).

Catalunya va optar inicialment per Felip, el qual va jurar les constitucions catalanes davant les Corts (1701). El 1704 hi va haver un intent de desembarcament aliat a Barcelona, comandat per Jordi de Darmstadt, el qual va fracassar. Malgrat tot, alguns excessos comesos pel virrei Francisco Antonio de Velasco —entre ells, l'expulsió del bisbe de Barcelona, Benet de Sala— va provocar un gir en les simpaties d'alguns dirigents catalans, els quals el 1705 es van passar al bàndol de Carles. La majoria eren nobles, eclesiàstics i comerciants rics, generalment antifrancesos i partidaris d'un sistema no absolutista, amb un model econòmic inspirat en el capitalisme holandès. Un prohom barceloní, Antoni de Peguera, al costat de membres del partit austriacista de Vic —els anomenats vigatans—, van signar amb Anglaterra el pacte de Gènova, que comprometia a aquesta a ajudar-los militarment a canvi del seu suport a l'arxiduc. El 1705, les tropes aliades van ocupar Barcelona, després de prendre el castell de Montjuïc i assetjar i bombardejar la ciutat durant un mes. En la batalla va haver-hi contingents catalans per tots dos bàndols, fet que va continuar durant tota la guerra, que va ser de nou una guerra civil en el context del Principat. El 1706 l'arxiduc va ser proclamat rei Carles III per les Corts Catalanes.
Felip V va intentar denodadament recuperar la capital catalana i, el 1706, va comandar personalment un exèrcit que va assetjar Barcelona per terra i mar; després d'un mes d'intensos combats va aconseguir capturar el castell de Montjuïc, però quan començava a assaltar les muralles de la ciutat va ser atacat per mar per una flota aliada i obligat a retirar-se. Malgrat tot, l'èxit de l'ofensiva francesa en les batalles d'Almansa (1707), Brihuega i Villaviciosa (1710), amb l'ocupació de València i Aragó, i la retirada del pretendent austríac després de la seva entronització com a emperador el 1711 (tractat d'Utrecht, 1713), van deixar sola Catalunya. Barcelona va sofrir un setge perllongat (14 mesos), però va mantenir una forta resistència malgrat els seus escassos efectius —uns 5500 homes, d'ells solament 500 soldats, al costat de voluntaris castellans, aragonesos i valencians, a més de la Coronela, una milícia gremial que comptava amb uns 3.000 efectius—, liderada pel conseller en cap Rafael de Casanova i el general Antoni de Villarroel. Finalment, la ciutat va ser presa l'11 de setembre de 1714, data que va ser triada posteriorment (des del 1901) com diada nacional. Les baixes entre els defensors van ser d'uns 7000 homes, i el posterior clima de repressió va provocar nombrosos exilis.

### Barcelona borbònica

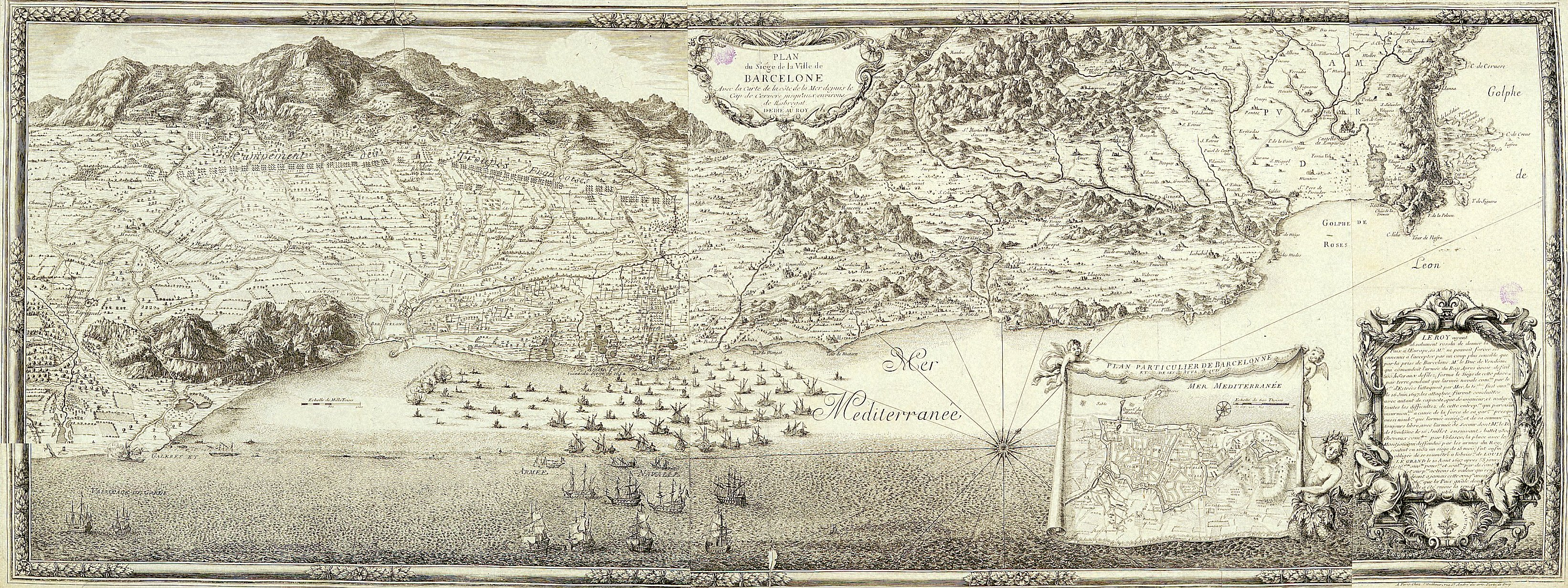
Plànol francès de Barcelona (1698).

La derrota va suposar per a Barcelona la pèrdua dels seus furs i els seus òrgans d'autogovern: amb els Decrets de Nova Planta (1716) es van abolir les Corts, la Generalitat i el Consell de Cent. Es va suprimir la figura del virrei, que va ser substituïda pel capità general, que reunia la figura de cap de l'exèrcit, governador i president de la Reial Audiència. El govern de la ciutat va passar al nou Ajuntament, dirigit per una junta de 24 regidors, presidida per un corregidor, tots de designació reial i generalment de caràcter vitalici i, de vegades, hereditari —el càrrec es podia llogar en la figura del «tinent»—; el primer ajuntament es va constituir el 6 de desembre de 1718. També es van suprimir les vegueries, i el Principat va ser dividit en dotze corregiments, un d'ells amb seu a Barcelona, que tenia una demarcació similar a l'antiga vegueria, a la qual tan sols s'havia segregat el Maresme. Les poblacions de l'entorn de Barcelona —excepte Gràcia— es van deslligar de la jurisdicció de la ciutat, i van establir ajuntaments propis. En aquesta època es va crear el cos de Mossos d'Esquadra, una força d'ordre públic.
Es va clausurar la universitat (l'Estudi General), i es van traslladar els estudis superiors —excepte medicina— a la Universitat de Cervera, ciutat que s'havia mantingut fidel a Felip V. Tanmateix, es va prohibir l'ús de l'idioma català a nivell de l'administració pública i la justícia i, mig segle després, de l'ensenyament. El propi rei va enviar instruccions als corregidors per a la imposició del castellà:
| « | Pondrá el mayor cuidado en introducir la lengua castellana, a cuyo fin dará las providencias más templadas y disimuladas para que se consiga el efecto, sin que se note el cuidado. | » |

Mapa de corregiments de Catalunya (1719).

En l'àmbit econòmic, es va instaurar el Reial Cadastre, un impost sobre les propietats immobles i les activitats econòmiques. La Taula de Canvi es va convertir en un banc privat, i el Consolat de Mar va continuar com a entitat, però perdent gairebé tots els seus recursos financers. El canvi de moneda al ral espanyol va comportar un greu perjudici a l'economia ciutadana, provocant la caiguda de preus i salaris.

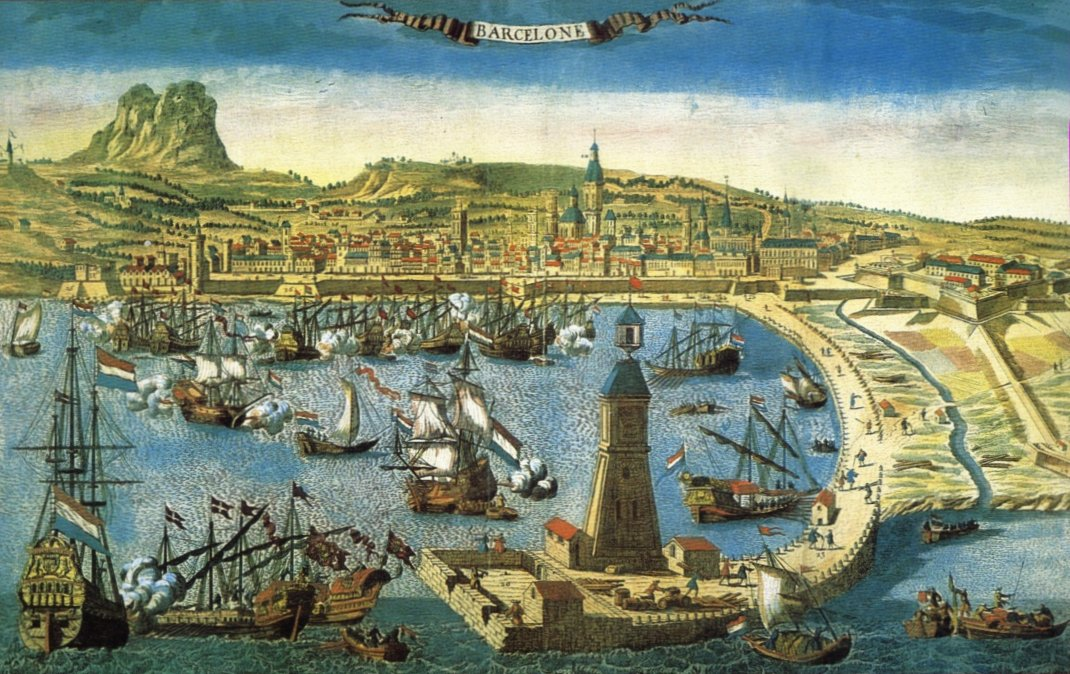
Port de Barcelona, gravat francès del.

Amb la finalitat de controlar militarment la ciutat i sufocar possibles aldarulls, es va reconstruir el castell de Montjuïc i es va aixecar una nova fortalesa, la Ciutadella, per la qual es van enderrocar 1200 cases del barri de la Ribera —quedant 4500 persones sense casa i sense indemnització—, així com els convents de Sant Agustí i Santa Clara, i es va desviar el Rec Comtal. Va ser construït pels presoners que havien participat en la defensa de la ciutat. Obra de Joris Prosper Van Verboom, era un baluard emmurallat de forma pentagonal, amb una fossa de protecció i una esplanada de 120 metres de separació entre les muralles i les construccions del voltant. Enderrocat en la Revolució de 1868, en el seu perímetre es va instal·lar el parc de la Ciutadella. També, el 1720, es va crear la Reial Acadèmia Militar de Matemàtiques, per a la formació d'enginyers militars; i, en el recinte de l'Hospital de la Santa Creu, es va fundar el Col·legi de Cirurgia.
Malgrat tot, durant aquesta centúria es va produir una creixent reactivació econòmica, basada en el creixement demogràfic (de 30 000 habitants el 1717 a 130 000 a la fi de segle) i en els nous procediments industrials que va comportar la Revolució Industrial, de la qual Catalunya va ser pionera en la península. També va coadjuvar la millora de les tècniques agrícoles, com l'especialització i la rotació de conreus, fet que va permetre generar excedents i allunyar el perill de les fams. Va créixer l'exportació de productes a tot l'àmbit nacional, preferentment vi, aiguardent, fruits secs i manufactures (teixits, barrets i paper). Va començar en aquest període la industrialització dels processos tèxtils, el primer sector que va incorporar nous processos de fabricació basats en les noves tecnologies i l'ús intensiu de mà d'obra de la classe obrera. La primera fàbrica d'indianes (teixits de cotó estampats) va ser creada el 1737 per Esteve Canals, a la qual van seguir moltes altres durant aquesta centúria i la següent.
| «                                                           | L'esplendor i la riquesa de Barcelona es deu principalment a la seva activitat i a les seves nombroses fàbriques. Les més notables són les d'indianes, de les quals es compten cent cinquanta. Les d'encaixos, blondes, cintes i teles de fil ocupen a dotze mil obrers, i sengles es dediquen a treballar la seda, produint galons, cintes i teixits diversos. | » |
| — Un passeig per Espanya, Jean-François de Bourgoing, 1789. | |   |

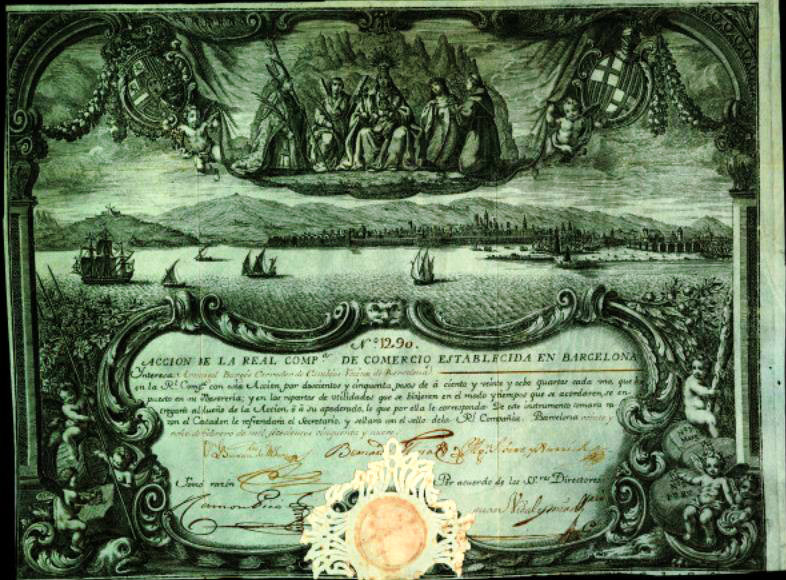
Acció de la Reial Companyia de Comerç de Barcelona (1759).

Un altre factor que va ajudar l'economia va ser l'obertura del comerç amb Amèrica, que va resultar molt fructuós per a la ciutat: el 1745, la fragata Nostra Senyora de Montserrat va ser la primera nau catalana a recalar a Amèrica. El 1756 es va fundar la Reial Companyia de Comerç de Barcelona, que va obtenir el monopoli comercial amb Puerto Rico, Santo Domingo i l'illa Margarita i, el 1764, la Junta Particular de Comerç, que va aconseguir de Carles III l'autorització de comerciar directament amb el Carib i, posteriorment, amb Louisiana (1765) i tota Amèrica (1778), donant origen a una intensa relació comercial sobretot amb l'illa de Cuba, on molts comerciants catalans —coneguts com a indians— es van fer rics, una riquesa que van portar de tornada a la ciutat. Barcelona exportava productes agrícoles i manufactures tèxtils, i importava sucre, cafè, cacau, cotó i tabac. D'altra banda, la pau signada per Carles III amb l'Imperi Otomà el 1785 va permetre l'arribada de mercaderies procedents de la Xina. El 1763 es va inaugurar un servei bisemanal de diligències entre Barcelona i Madrid. A la fi de segle es va crear igualment la Reial Companyia de Pesca de Barcelona, que va establir factories a Patagònia.

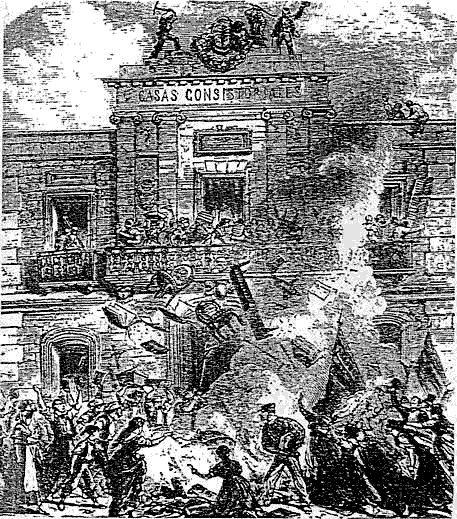
Avalot de les quintes de Barcelona (1773).

A l'últim quart de segle va haver-hi algunes revoltes populars: el 1773 es va produir una revolta anomenada Avalot de les quintes, motivada per l'intent del govern central d'instaurar un sistema de lleves per a l'exèrcit basat en quintes per sorteig —fins llavors l'exèrcit es nodria solament de voluntaris. El 4 de maig, un grup de joves va entrar en la catedral i va tocar a sometent; la revolta es va estendre per la ciutat i, quan un grup de rebels va intentar sortir de la ciutat, va ser tirotejat per guàrdies del Portal Nou, causant diversos morts. Posteriorment va intervenir l'ajuntament, que va enviar una queixa al govern, el qual va fer marxa enrere en la mesura. Igualment, el 1789, unes males collites van provocar l'augment del preu del pa, pel que es va produir una revolta popular coneguda com Rebomboris del pa: es van cremar diversos despatxos de pa i, al crit de Visca el Rei, mori lo general, la multitud es va dirigir cap al Pla de Palau, on es trobaven les principals institucions estatals de la ciutat; tot i que el capità general, el comte de l'Asalto, s'havia refugiat a la Ciutadella, va haver-hi diversos enfrontaments amb la tropa, que van provocar la mort d'un soldat i un sergent, així com nombrosos ferits. Finalment, després de dos dies de rebel·lió, es va imposar l'ordre, amb una dura repressió que va causar un centenar de deportats i sis condemnats a mort.

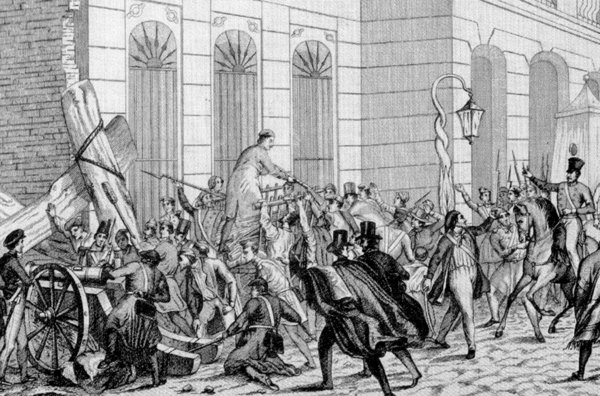
Rebomboris del pa (1789).

A final de segle, les conseqüències de la Revolució francesa van arribar a la península: després d'entrar Espanya en la coalició antirevolucionària, el 1793 França li va declarar la guerra. La Guerra Gran (1793-1795) va tenir diferents ofensives i contraofensives, fins a desembocar en la Pau de Basilea (1795), per la qual Espanya va passar a ser aliada de França. Aquest gir va provocar dues guerres contra l'anterior aliat, Gran Bretanya (1796-1801 i 1804-1808), que van afectar greument a l'economia catalana.
En l'àmbit urbà, cal remarcar la construcció el 1753 del barri de la Barceloneta, promoguda pel marquès de la Mina, el qual també va reparar i ampliar el port i va fomentar la instal·lació del primer enllumenat públic amb llum d'oli. El barri de la Barceloneta es va emplaçar en una petita península de terrens guanyats al mar, amb un traçat dissenyat per l'enginyer Pedro Martín Cermeño, caracteritzat per una trama de carrers ortogonals i illes de cases de planta allargada, que va suposar un clar exponent de l'urbanisme acadèmic barroc. Entre 1776 i 1778 es va efectuar la reurbanització de la Rambla, un antic torrent que durant l'edat mitjana marcava el límit occidental de la ciutat, que es va anar poblant des del segle xvi, principalment per teatres i convents. En aquestes dates es va enderrocar la muralla interior, es van realinear els edificis i es va dissenyar un nou passeig enjardinat, a l'estil del boulevard francès. També es van projectar els passejos de Sant Joan i de Gràcia, tot i que no es van dur a terme fins al canvi de segle el primer i 1820-1827 el segon. Durant aquest segle es van establir els mercats del Born i la Boqueria com els dos únics de proveïment general i, el 1752, es van regular aspectes com a pesos i mesures per a la comercialització de productes alimentaris, a més del carbó.
El 1769 es va fer una reforma administrativa de la ciutat per la qual es van crear cinc quarters subdividits cadascun en vuit barris: I-Palau comprenia el port i el nou barri de la Barceloneta; II-Sant Pere era una zona eminentment industrial; III-Audiència es corresponia amb el centre de la ciutat; IV-Casa de la Ciutat era una zona sobretot residencial; i V-Raval acollia el terreny a l'oest de la Rambla.

### Societat

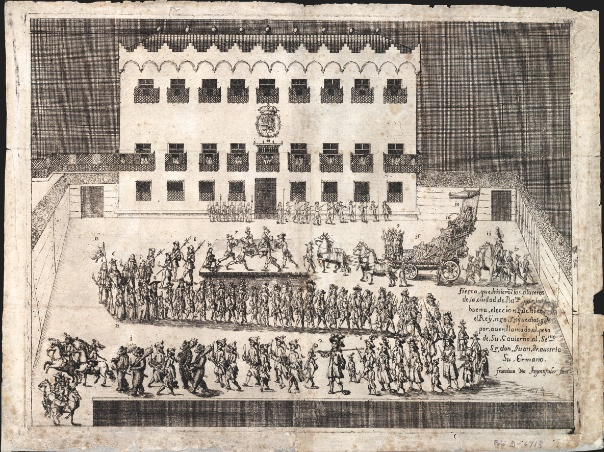
Festa dels argenters (1677), aiguafort de Francesc Via.

Els inicis de l'Edat Moderna van estar marcats per les grans diferències socials procedents del període medieval, tot i que a poc a poc va començar a instaurar-se un cert ascens vertical originat en la prosperitat econòmica. Durant el segle xvi la classe alta seguia estant formada per la noblesa d'origen terratinent, el clergat i els prohoms de la ciutat, mentre va anar creixent una certa classe mitjana, formada per mercaders i artesans; a la classe baixa es trobaven obrers i peons, a més de certs grups socials aliens als estaments clàssics, com els esclaus, els gitanos i els estrangers i, més a baix encara, pobres i marginats.
En el segle xviii la societat va experimentar importants canvis en les seves estructures socials: malgrat la pervivència dels tres estaments d'origen medieval (noblesa, clergat i tercer estat), en aquest últim va començar a haver-hi certes diferenciacions, ja que alguns segments van començar a destacar-se del poble menut, tals com comerciants, fabricants, camperols acomodats, funcionaris i professionals liberals; aquest seria el germen de la burgesia, la nova classe social que adquiriria el predomini en el segle xix. Igualment, dins del tercer estament va sorgir una capa intermèdia formada per botiguers, menestrals i camperols autosuficients. Finalment, en les capes inferiors es trobaven obrers, peons, jornalers, criats i marginats socials.

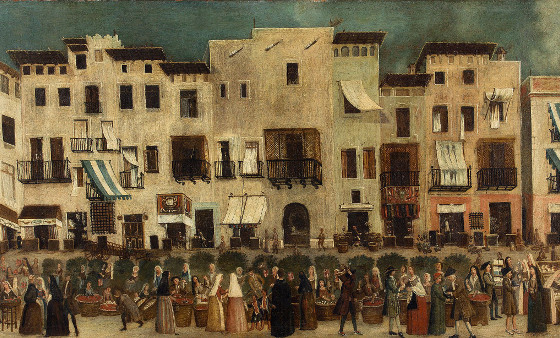
El mercat del Born al.

Pel que fa a costums socials, en el segle xviii la moda era elegant i ostentosa: els homes vestien casaca, camisa, xarreteres, calces i mitjes fins al genoll; les dones, cotilla, cosset i vestit, i era usual portar perruques, generalment empolsades. La noblesa solia fumar pols de tabac (rapè), mentre que les classes populars fumaven cigars i pipes. En la seva obra Viatge a Espanya (1787), l'escriptor anglès Henry Swinburne va testimoniar que:
| « | A Barcelona no es permet que la gent porti armes pel carrer, (…) està prohibit l'ús de barrets caiguts i capes llargues de color fosc; (…) es pot transitar pels carrers a qualsevol hora, sense armes i sense cap por, a condició que es porti un fanal, atès que de no ser així es corre el risc de ser detingut per la patrulla. | » |

El 1520 es va imprimir a la ciutat el primer llibre de cuina de la península, el Llibre de Coch, del mestre Robert, que ressenya la cuina catalana de l'època. Durant aquest període es van introduir nombrosos aliments importats d'Amèrica, com la patata, el tomàquet i la xocolata. També es van establir diversos cuiners francesos i italians, que van popularitzar nombrosos plats d'aquests països, al mateix temps que l'arribada d'emigrants del camp a la ciutat incorporava a la gastronomia barcelonina plats de totes les comarques catalanes.
Durant aquest període una de les festes més populars era la de Carnestoltes, en la qual se celebraven balls, mascarades i moixigangues. Segons el diari de la ciutat, l'any 1702 Felip V va participar en la rua de la Rambla. El baró de Maldà va descriure detalladament aquesta festa al seu Calaix de sastre; detalla per exemple els més de 90 saraos que va haver-hi el 1778. Pel que fa a espectacles, un dels més populars era el de la tauromàquia, del que es tenen notícies a la ciutat des de l'edat mitjana tardiua: el 1387 el rei Joan I va organitzar una corrida de braus al pati del seu palau (actual plaça del Rei). Durant aquest període hi ha referències esporàdiques: el 1560 va haver-hi un toreig a cavall a la plaça de l'Àngel amb motiu de les noces de Felip II; el 1629 va haver-hi un correbou a la plaça de Sant Agustí Vell per celebrar el naixement del príncep Baltasar Carles. Fins al segle xviii la majoria de corrides es feien al passeig del Born, fins que, el 1758, es va construir una plaça de toros a la Barceloneta.

### Cultura

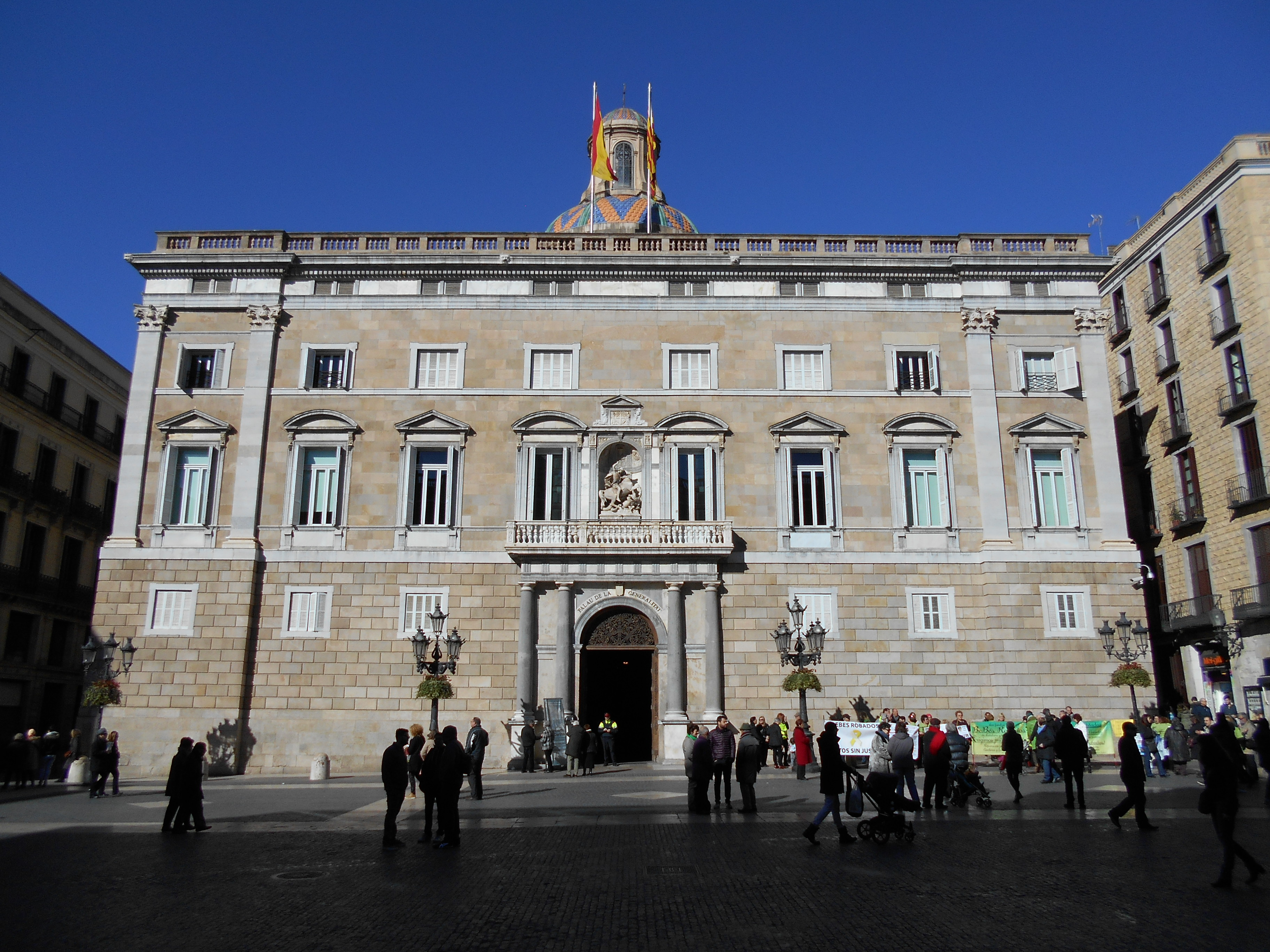
Façana del Palau de la Generalitat (1596-1619), de Pere Blai.

Aquest període va contemplar dos principals estils artístics: el Renaixement i el Barroc. Les innovacions del Renaixement italià van arribar tard, cap al final del segle xvi i, mentrestant, van perviure les formes gòtiques. En arquitectura, les principals obres van ser: el convent dels Àngels i del Peu de la Creu (1562-1566), la Pia Almoina —actual Museu Diocesà de Barcelona—, el Palau del Lloctinent (1549-557) —actual Arxiu General de la Corona d'Aragó—, i la nova façana del Palau de la Generalitat (1596-1619), de Pere Blai. L'escultura i la pintura també mostren una síntesi de l'estil gòtic amb les noves influències italiana, flamenca i francesa. En aquest període van treballar alguns artistes estrangers, com el brabantí Aine Bru, el portuguès Pere Nunyes o l'alsacià Joan de Burgunya. En escultura destaquen el burgalès Bartolomé Ordóñez (cor de la Catedral de Barcelona, 1515-1520), i Agustí Pujol, autor del retaule del Roser de la Catedral de Barcelona.

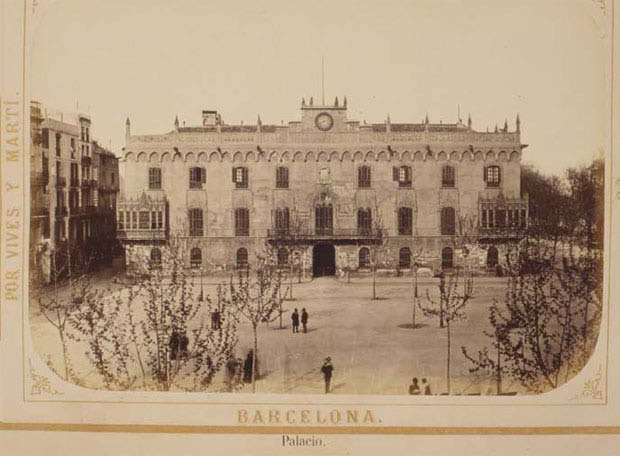
Palau del Virrei (1668-1688), de Fra Josep de la Concepció.

Com va passar amb les innovacions renaixentistes, el Barroc va anar penetrant gradualment, amb pervivència de les tipologies anteriors i una nova barreja estilística en l'execució de les obres. Pràcticament fins al 1660 va perviure el classicisme renaixentista, que va ser substituït per un Barroc «salomònic decorativista» fins al 1705, data en què l'arquitectura es va anar tornant més acadèmica, fins a desembocar en el neoclassicisme. Entre les obres més destacades caldria citar: la Casa de Convalescència de l'Hospital de la Santa Creu (1629-1680), l'església de Betlem (1681-1732) i l'església de Sant Sever (1698-1705), així com el Palau del Virrei -Hala dels Draps- (1668-1688) i l'església de la Mare de Déu de Gràcia i Sant Josep (1687), obres de Fra Josep de la Concepció. Al segle xviii cal esmentar les esglésies de Sant Felip Neri (1721-1752), Sant Miquel del Port (1753) i de la Mercè (1765-1775), així com el Col·legi de Cirurgia de Barcelona (1762-1764), el palau de la Llotja (1774-1802), el palau de la Virreina (1772-1778) i la Duana (1790-1792). De final del segle xviii procedeix el jardí més antic que es conserva a la ciutat, el parc del Laberint d'Horta, d'estil neoclàssic.
L'escultura barroca es va emmarcar en el treball gremial i dins d'escoles o de dinasties familiars, com els Tramulles, Grau, Costa, Pujol, Rovira, Sunyer i Bonifaç. Entre les obres més importants estan l'altar-baldaquí de Santa Maria del Mar (1772-1783), de Salvador Gurri; i el sepulcre de Sant Oleguer de la Catedral de Barcelona (1678), de Francesc Grau i Domènec Rovira el Jove. El 1673 es va erigir a la plaça del Pedró el monument públic més antic que es conserva a la ciutat en el seu emplaçament original, el Monument a Santa Eulàlia, obra de Llàtzer Tramulles i Lluís Bonifaç. La pintura barroca té en el segle xvii escassa rellevància, en ser substituïda en els retaules pel relleu escultòric policromat. Destaca Pere Cuquet, autor dels murals de les estances de la Casa de la Ciutat de Barcelona (1647-1648). Al segle xviii, en canvi, va cobrar més importància, sobretot en l'àmbit civil i de l'encàrrec privat. La figura cabdal de la primera meitat de segle va ser Antoni Viladomat i, després, destaquen noms com Francesc Tramulles, Pere Pau Muntanya i Francesc Pla el Vigatà.
En aquesta època van proliferar gràcies al projecte il·lustrat les institucions culturals, fet que es va concretar en la fundació de diverses acadèmies: Reial Acadèmia de Bones Lletres de Barcelona (1729), Reial Acadèmia de Medicina de Catalunya (1754), Reial Acadèmia de Ciències i Arts de Barcelona (1764) i Acadèmia de Jurisprudència i Legislació de Catalunya (1777).

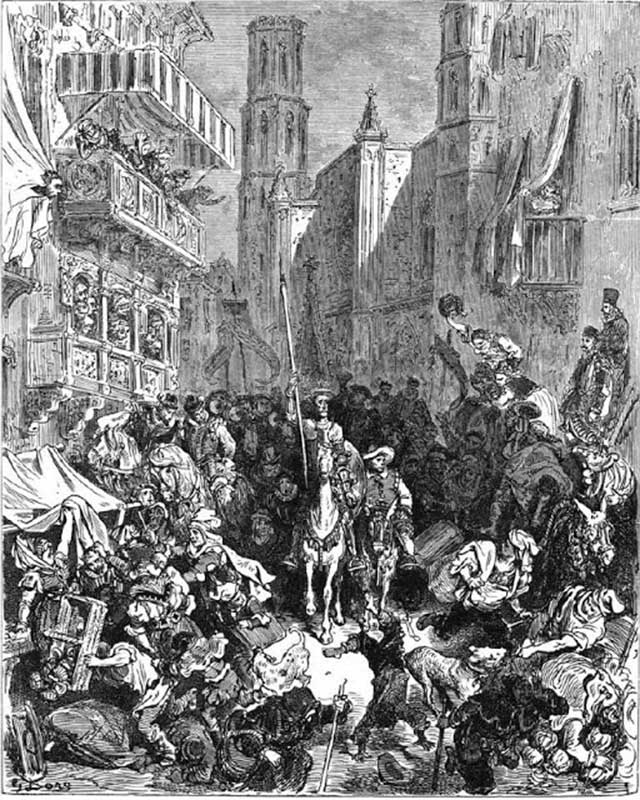
El Quixot a Barcelona, gravat de Gustave Doré (1863).

La literatura a l'inici d'aquest període va ser predominantment en català, tot i que es va anar introduint el castellà en l'ambient literari, com en l'obra de Joan Boscà. Durant els segles xvi i xvii el castellà va guanyar prestigi gràcies al Segle d'Or de les lletres hispanes, i va ser dominant entre l'aristocràcia i la burgesia, mentre que el català va quedar arraconat a l'àmbit familiar, pastoral, epistolar, docent i de la literatura popular. Entre els autors barrocs es troben Pere Serafí, Francesc Fontanella, Josep Romaguera, Narcís Feliu de la Penya, el baró de Maldà i Antoni de Capmany. Hi ha indicis de què Miguel de Cervantes va visitar almenys un cop la ciutat i, en la seva obra El ingenioso hidalgo Don Quijote de la Mancha (segona part, 1615), es fa esment a Barcelona, en un to bastant elogiós:
| « | Archivo de la cortesía, albergue de los extranjeros, hospital de los pobres, patria de los valientes, venganza de los ofendidos y correspondencia grata de firmes amistades, y en sitio y en belleza única; y aunque los sucesos que en ella me han sucedido no son de mucho gusto, sino de mucha pesadumbre, los llevo sin ella, sólo por haberla visto. | » |

Durant aquest període la música va estar relegada a les capelles musicals dels centres religiosos, de les quals destacaven, a més de la de la catedral, les de les esglésies de Santa Maria del Mar, Santa Maria del Pi i Sant Just; també cal citar la del Palau de la Comtessa (Palau Reial Menor). El mestre de capella solia exercir de compositor, director musical i professor i, a més de les composicions per a oficis litúrgics, en llatí, componia algunes peces en llengua romanç per a algunes festivitats, entre les quals destaquen els villancets. Entre els compositors més famosos cal esmentar a: Pere Alberch, Joan Pau Pujol, Lluís Vicent Gargallo, Francesc Valls i Carles Baguer. Al segle xviii es va introduir la música secular i l'òpera, terreny en el qual va destacar el compositor Domènec Terradellas, autor d'una dotzena d'òperes serioses i un altre tant de còmiques.

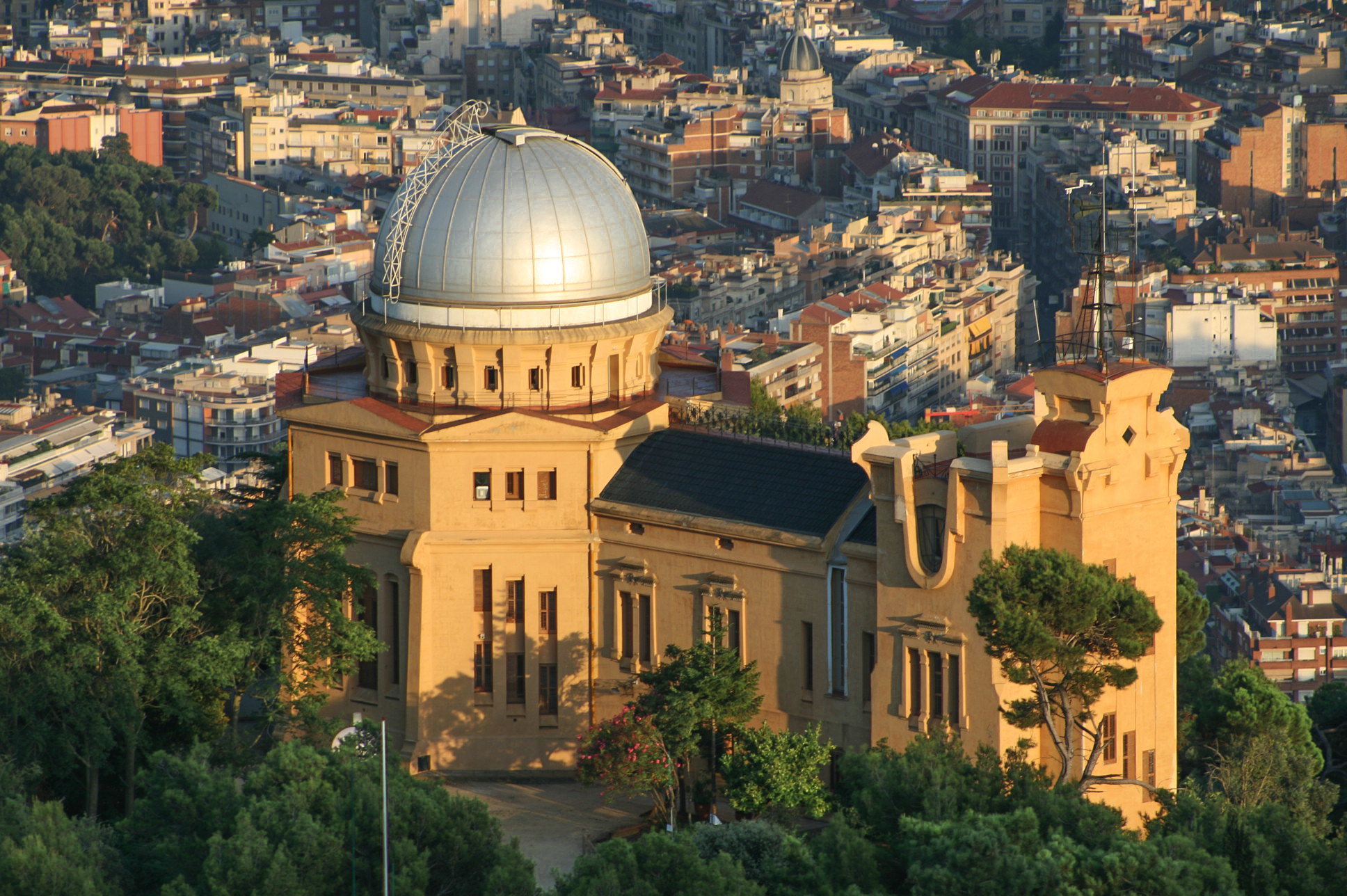
Observatori Fabra.

La ciència va adquirir un gran impuls durant aquest període, gràcies a la nova concepció del món i de l'ésser humà afavorida per l'humanisme i, posteriorment, per la Il·lustració. Tot i que el 1714 Barcelona va perdre la seva universitat, va mantenir els estudis de medicina a l'Hospital de la Santa Creu, on el 1761 es va crear el Col·legi de Cirurgia. El 1736 es va fundar també l'Acadèmia de Matemàtiques. Entre els diversos científics d'aquesta època es pot esmentar a: Jaume Salvador, botànic; Antoni de Martí, Francesc Salvà i Francesc Santponç, físics; Carles de Gimbernat, geòleg; Tomàs Cerdà, matemàtic; i Francesc Carbonell, químic. En el camp de la medicina, Joan d'Alós va defensar la idea de la circulació de la sang de Harvey (De corde hominis disquisitio, 1694), i Jaume Solà va ser un dels propulsors de la transfusió sanguínia; altres reconeguts metges van ser Pere Virgili i Antoni de Gimbernat.
Finalment, convé recordar la data de l'1 d'octubre de 1792 com la de l'aparició del primer periòdic editat a la ciutat, el Diario de Barcelona. Inicialment tan sols publicava notícies de l'estranger i de cort científic, així com avisos i anuncis, proclames oficials, informació meteorològica, moviments del port i similars; en canvi, estaven censurats els comentaris polítics. En principi es va publicar en castellà, tot i que al cap del temps va incloure alguns poemes en català; durant l'ocupació napoleònica es va editar en català i francès, per tornar després al castellà.

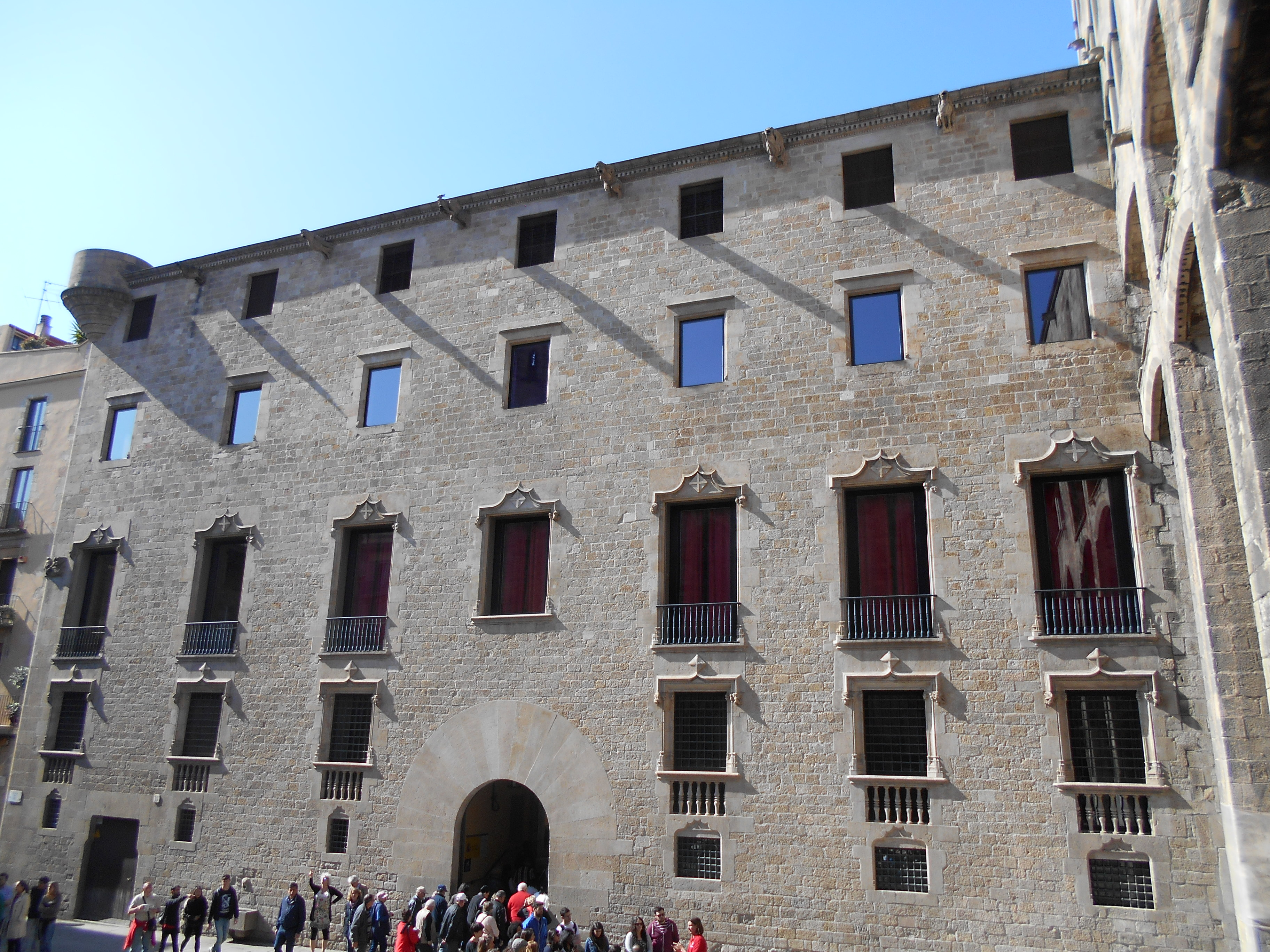
Palau del Lloctinent (1549-1557), d'Antoni Carbonell.
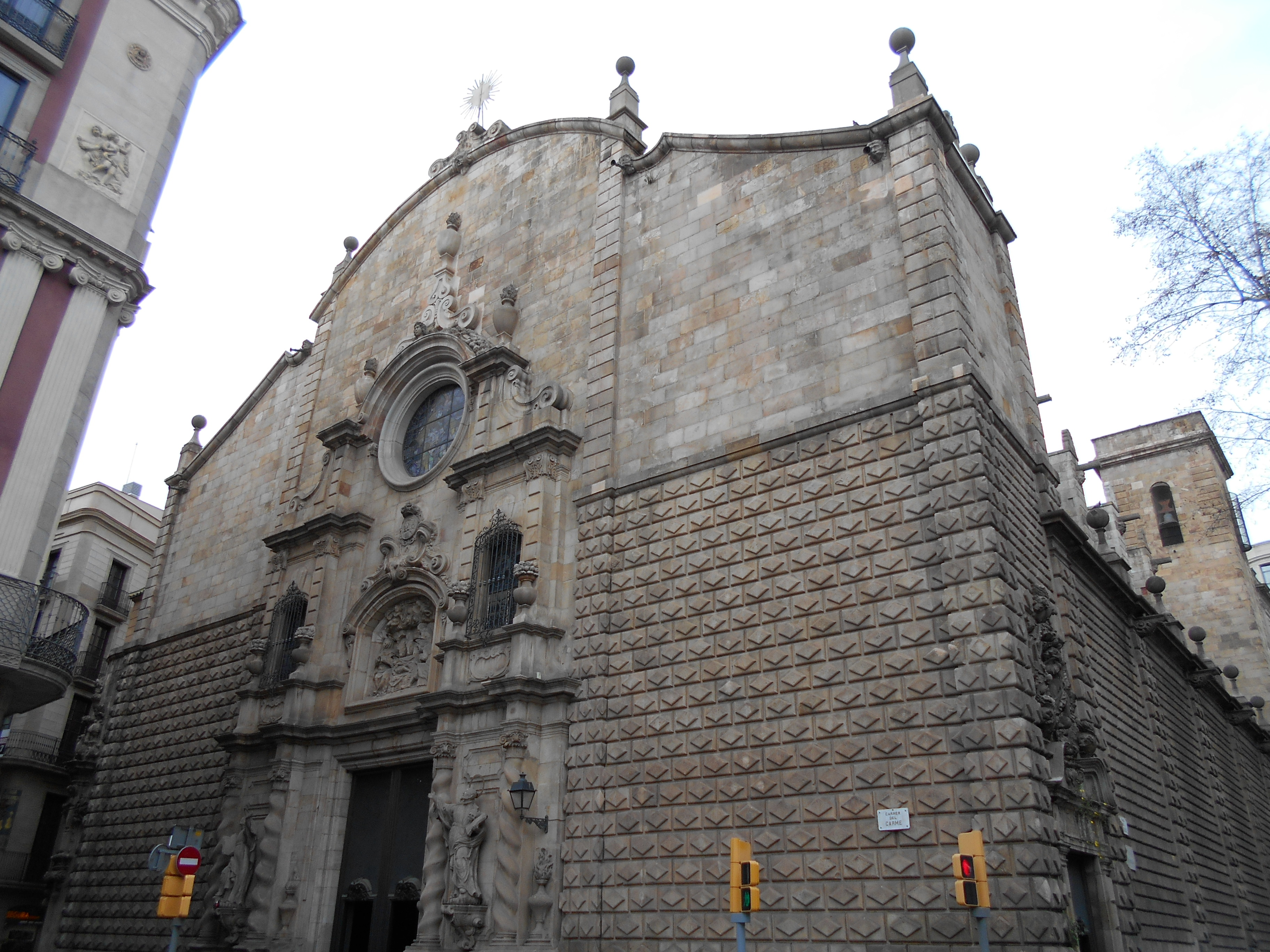
Església de Betlem (1681-1732), de Josep Juli.
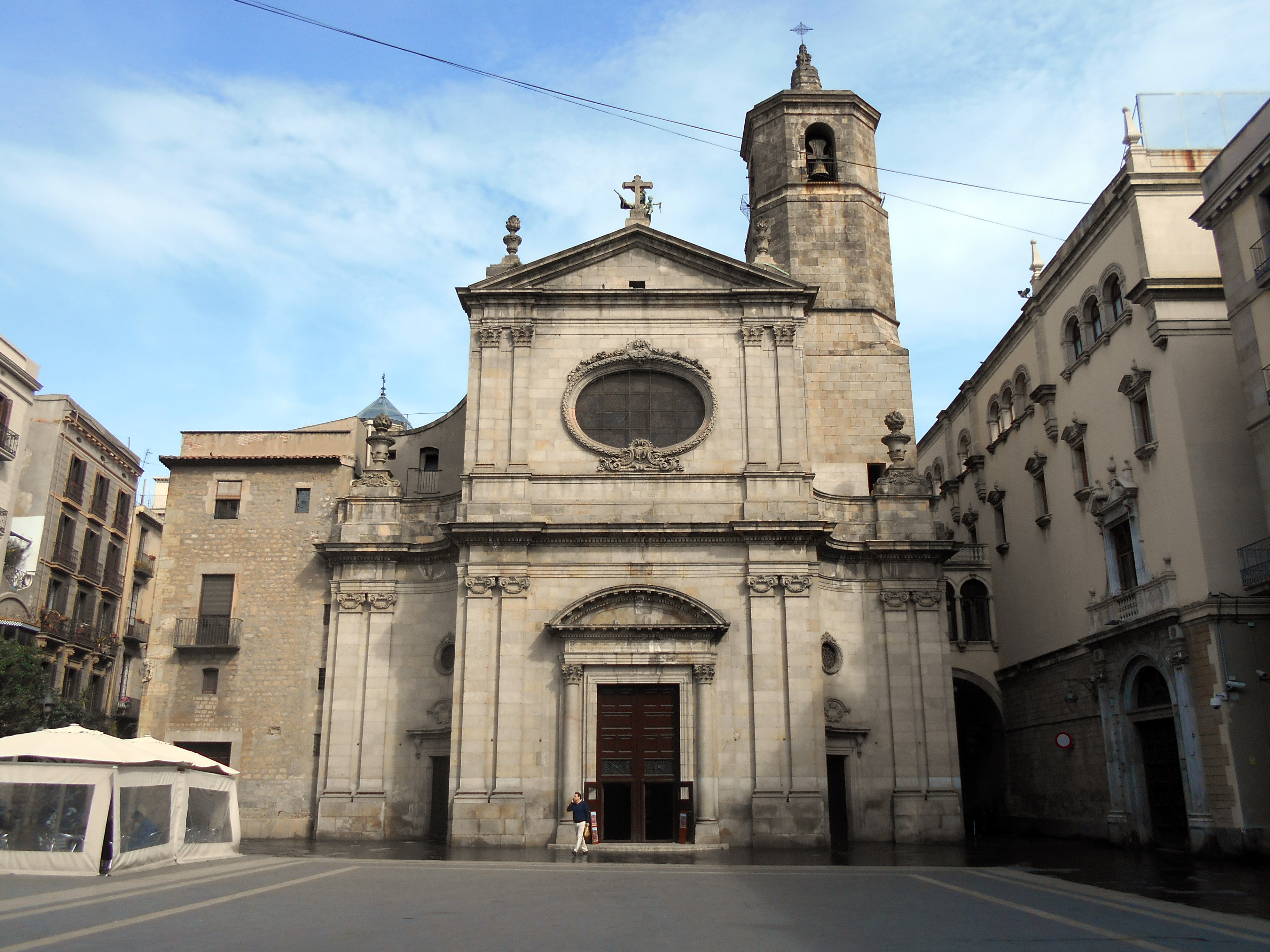
Església de la Mercè (1765-1775), de Josep Mas i Dordal.
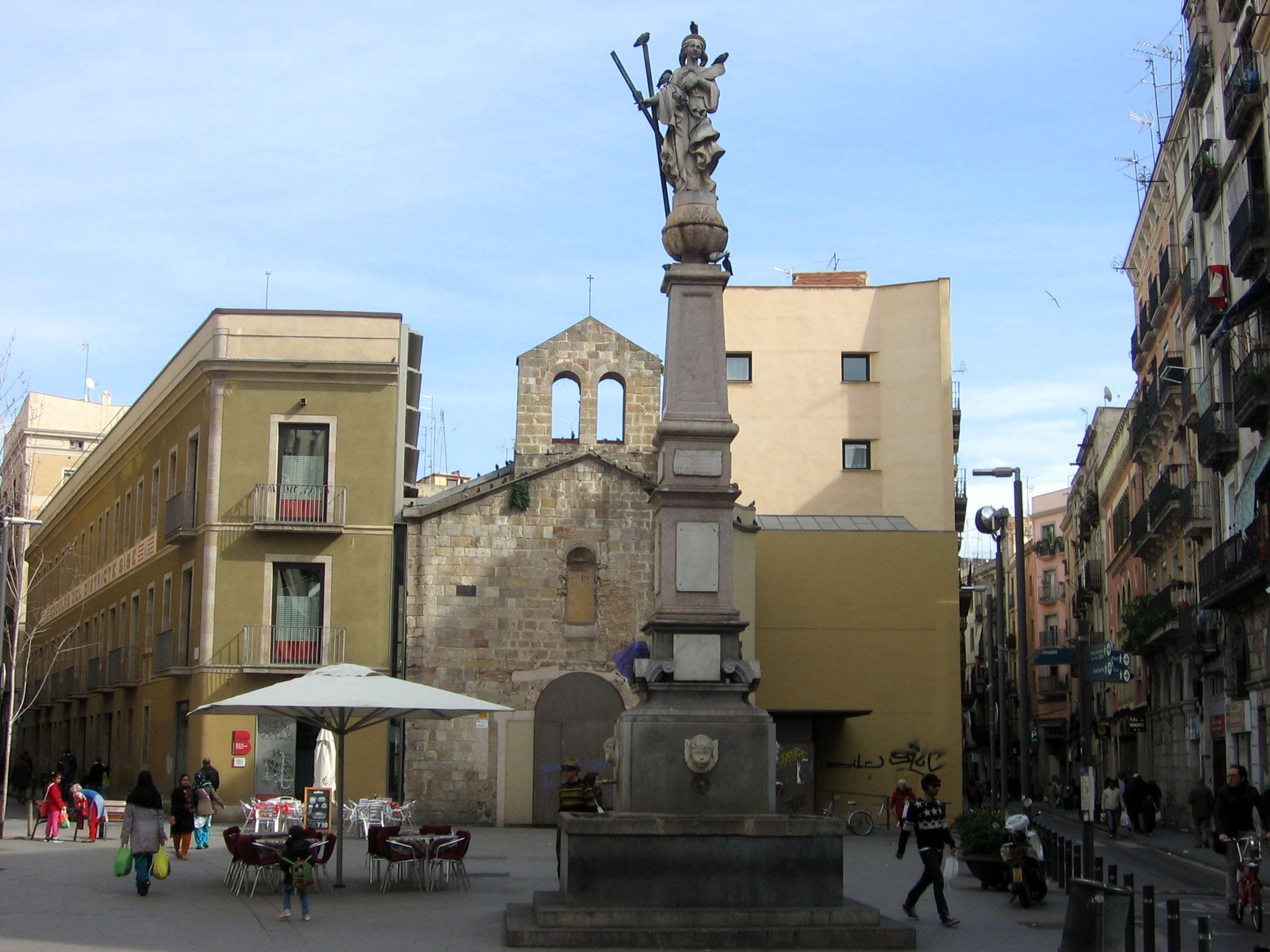
Monument a Santa Eulàlia (1673), de Llàtzer Tramulles i Lluís Bonifaç.
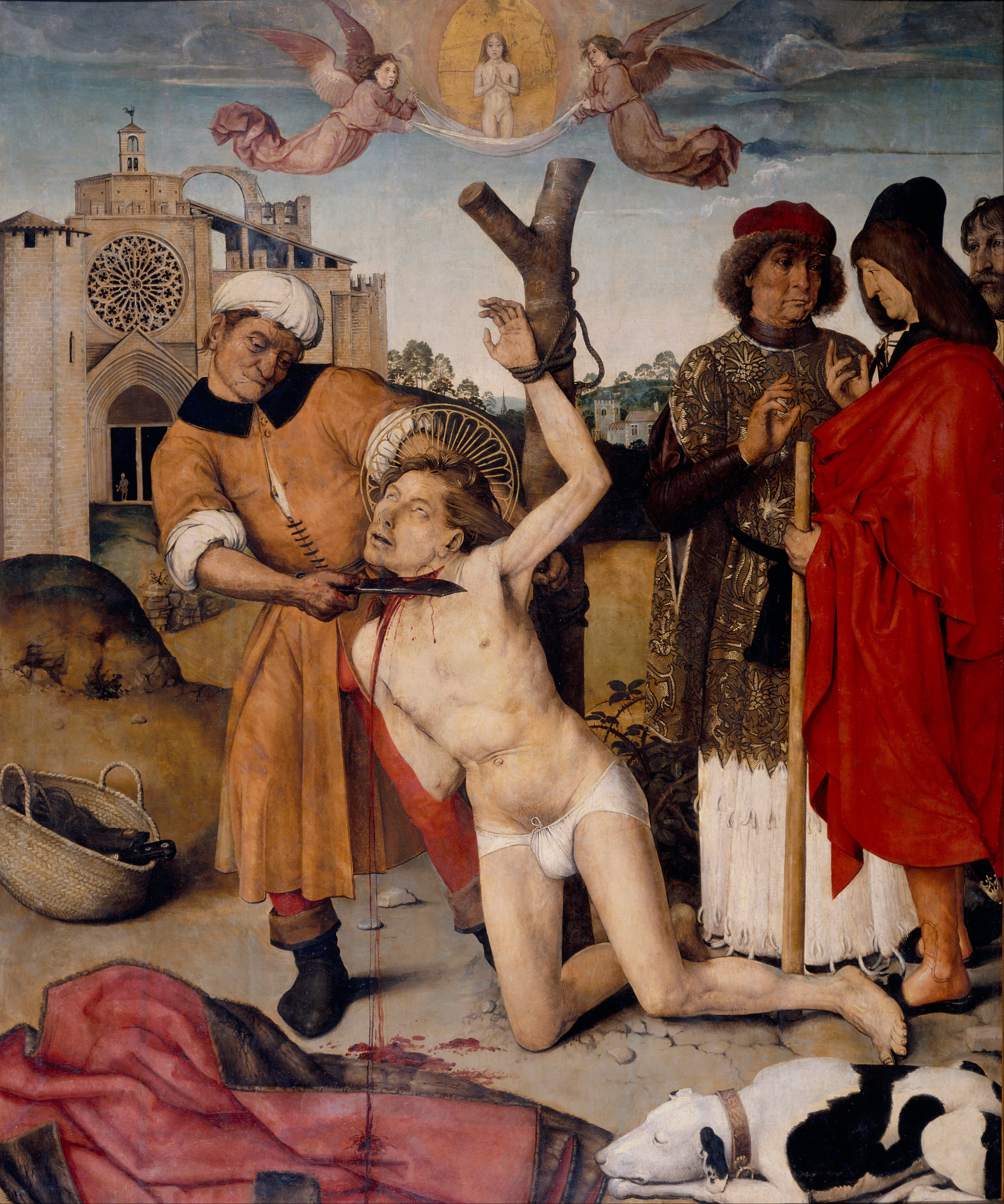
Degollació de Sant Cugat (1504-1507), d'Aine Bru, MNAC.
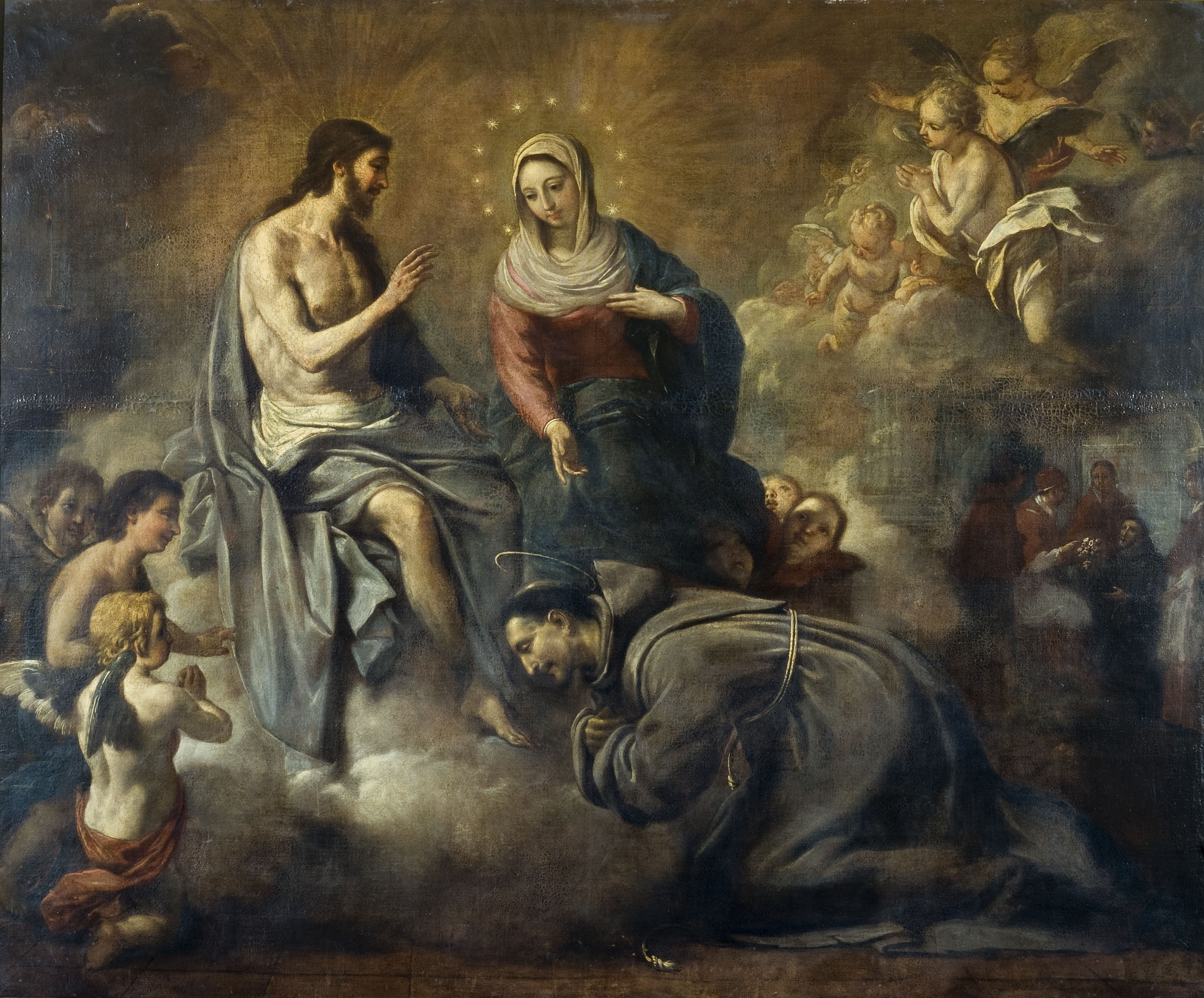
Jesús concedeix a Sant Francesc la indulgència de la Porciúncula (1722-1724), d'Antoni Viladomat, MNAC.
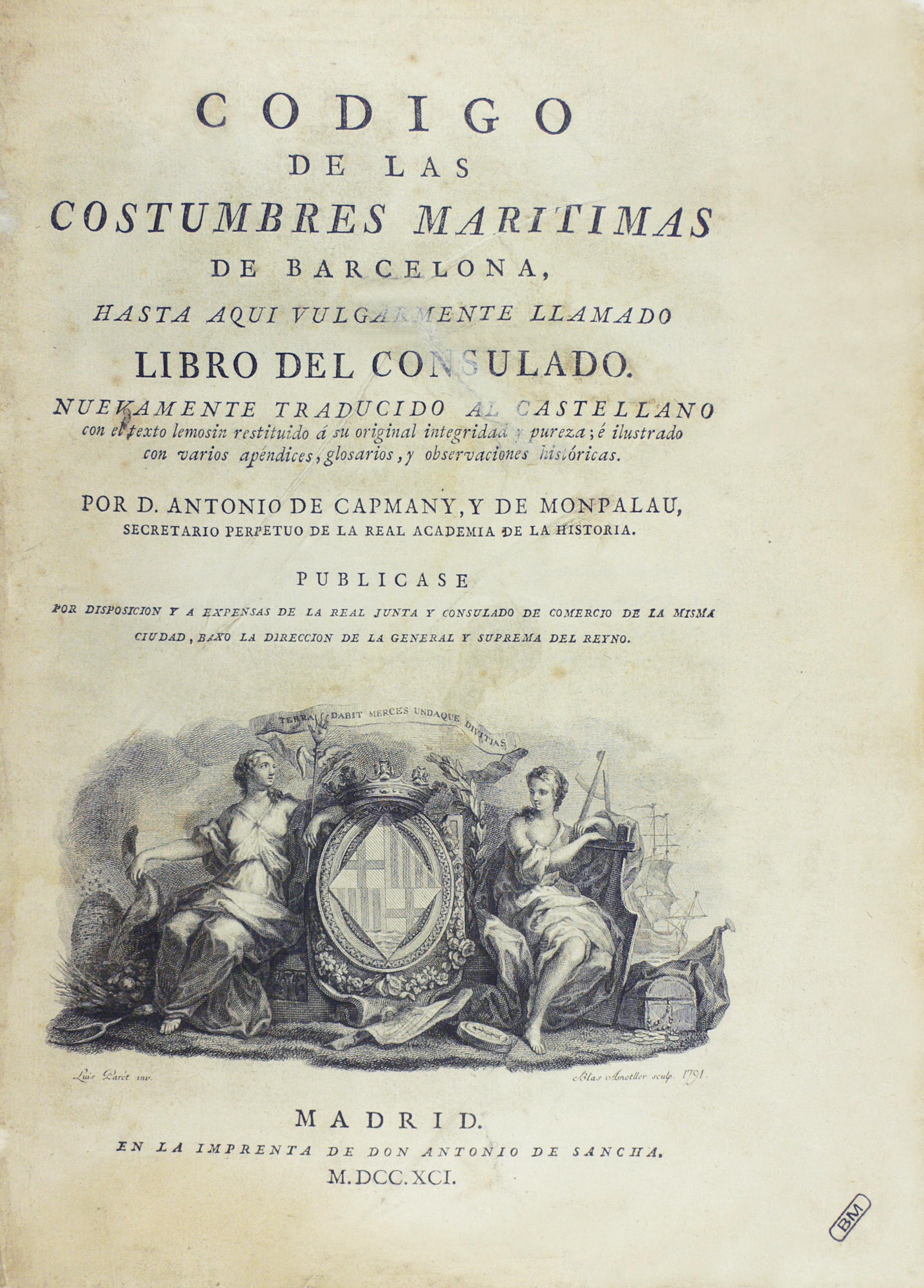
Codi dels costums marítims de Barcelona (1783), d'Antoni de Capmany.

## Segle XIX

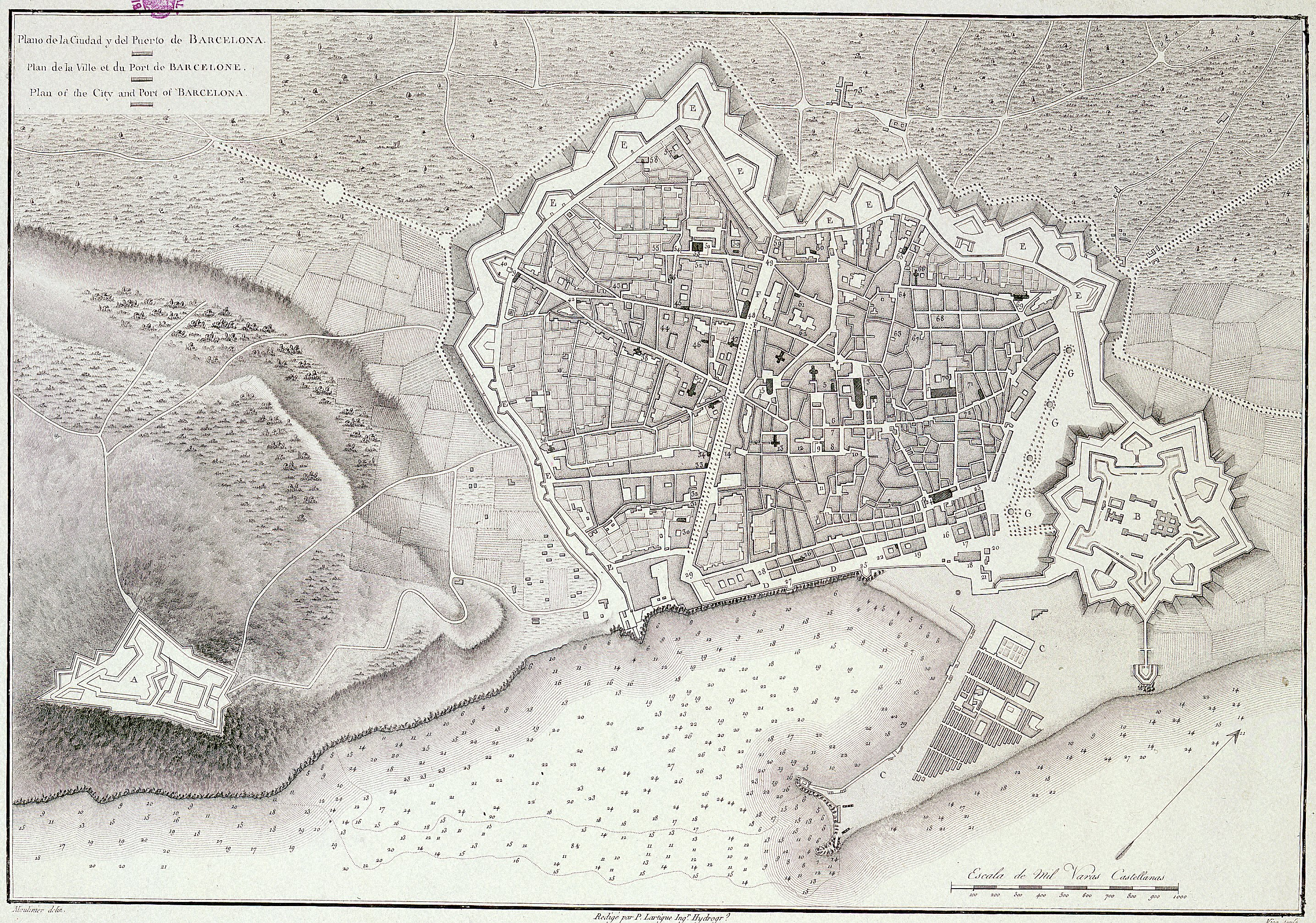
Plànol de Barcelona (1806).

En aquest període va haver-hi una gran revitalització econòmica, lligada a la Revolució Industrial —especialment la indústria tèxtil—, fet que va comportar al temps un renaixement cultural. Entre 1854 i 1859 es va produir l'enderrocament de les muralles, pel que la ciutat va poder expandir-se, motiu pel qual es va impulsar el projecte d'Eixample, elaborat per Ildefons Cerdà el 1859. Tanmateix, gràcies a la revolució de 1868, es va aconseguir l'enderrocament de la Ciutadella, els terrenys de la qual van ser transformats en un parc públic. La població va anar creixent, especialment gràcies a la immigració de la resta de l'estat, arribant a la fi de segle als 400 000 habitants.

### Guerra del Francès i fi de l'Antic Règim

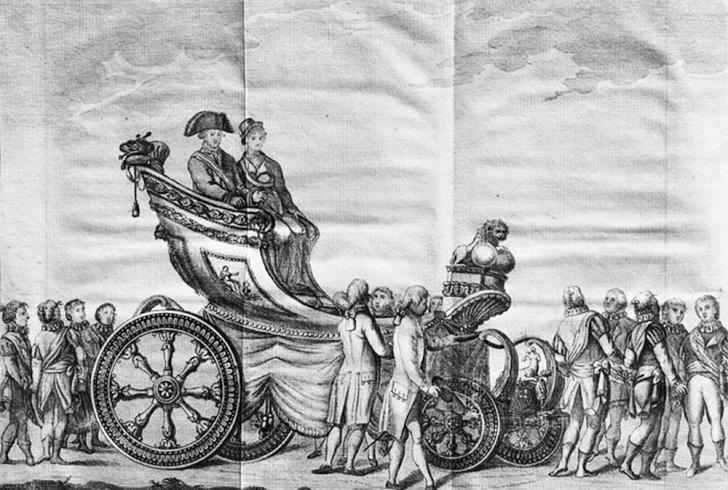
Carles IV a Barcelona (1802).

El segle va començar amb la crisi econòmica derivada de la guerra amb França i, posteriorment, Gran Bretanya, fet que va provocar la paralització de la indústria, l'augment de l'atur i l'increment de la mendicitat. Malgrat tot, el 1802, la ciutat va acollir amb entusiasme l'arribada de la família reial per als enllaços matrimonials del príncep d'Astúries, Ferran, amb Maria Antònia de Borbó-Dues Sicílies, i de la infanta Maria Isabel amb Francesc Gener de les Dues Sicílies. Per a l'esdeveniment es van engalanar els carrers, es van dur a terme obres públiques, i es van organitzar balls, representacions teatrals, mascarades, desfilades amb carrosses, focs artificials i ascensions amb globus.
El 1808 les tropes de Napoleó van entrar a Espanya amb el pretext d'avançar cap a Portugal. Malgrat tot, el que semblava una operació entre aliats es va convertir en una ocupació de la península, fet que va donar origen a la Guerra del Francès (1808-1814). El 13 de febrer d'aquest any el general Duhesme va ocupar pacíficament Barcelona. Aviat es van succeir les revoltes populars, que també van cobrar tints socials contra el ja moribund sistema de l'Antic Règim, sota el lema «si no tenim rei, no hem de pagar». A la fi del 1808 (3 de novembre-17 de desembre) Barcelona va ser assetjada pel general Joan Miquel de Vives, que comptava amb el suport per mar de la Royal Navy anglesa, la qual va bombardejar la ciutat el 19 de novembre; malgrat tot, van ser derrotats en les batalles de Cardedeu (16 de desembre) i Molins de Rei (17 de desembre) pels reforços francesos comandats per Saint-Cyr.

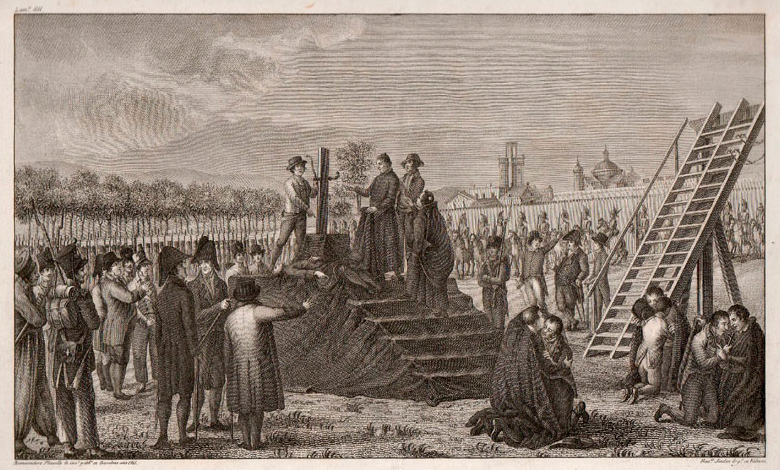
Execució dels revoltats en el complot de l'Ascensió (3 de juny de 1809), gravat de Bonaventura Planella.

Un altre episodi va succeir el 9 de març de 1809, quan la ciutat era a punt de ser alliberada per Joan Pau Clarós, quan un temporal va obligar a la flota anglesa que li recolzava a retirar-se. Poc després es va produir l'anomenat complot de l'Ascensió (12 de maig de 1809), un intent de revolta frustrat per la delació d'un dels conspiradors, que va comportar penes de mort a cinc detinguts; el dia de la seva execució, tres ciutadans van repicar les campanes cridant a sometent, pel que també van ser ajusticiats. Però excepte petits conats com aquests, la ciutat no va oposar molta resistència a l'invasor. L'ocupació francesa es va fer efectiva gradualment i, el 1812, Catalunya va ser annexionada directament a França. Es va fer una nova divisió territorial en departaments, a l'estil francès, en què Barcelona va ser capital del departament de Montserrat (1812). Amb la fi de la guerra i la derrota napoleònica, el 28 de maig de 1814 les tropes franceses van abandonar la ciutat.
Durant l'ocupació, es va encunyar a Barcelona una moneda de 2 1/2 pessetes (1808), i, a l'any següent, una de 5 pessetes, de la mida i pes de les de 8 rals, que van funcionar fins al final de la guerra. El 1868 la pesseta va passar a ser la moneda oficial en tot el país.

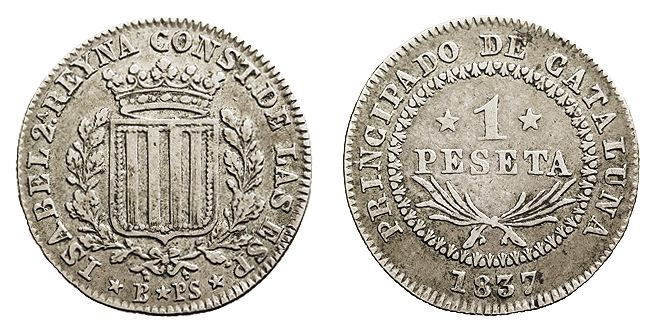
Pesseta encunyada a Barcelona el 1837, durant el regnat d'Isabel II.

En l'àmbit nacional, el 1810 es van reunir les Corts de Cadis, que van redactar la primera constitució espanyola el 1812; Catalunya va aportar 15 diputats, entre ells dos barcelonins, Antoni de Capmany i Ramon Llàtzer de Dou. La nova constitució va suposar la modernització de les estructures de l'estat; entre altres coses, va donar pas a la creació dels moderns ajuntaments, presidits per la figura de l'alcalde, d'elecció popular. Però les expectatives creades per la nova constitució es van veure frustrades i, després de la derrota de les tropes napoleòniques, el regnat de Ferran VII va suposar la reinstauració de l'absolutisme.
Malgrat tot, les idees liberals aportades pels francesos van calar en la població i, des de llavors, Barcelona va ser un important centre difusor del liberalisme. El 1817 el general Lacy va protagonitzar una fracassada revolta que li va costar la vida. Però, el 1820, el pronunciament de Rafael del Riego va tenir el seu reflex a la Ciutat Comtal, i una revolta popular al Pla de Palau va obligar el general Castaños a proclamar la Constitució. Es va iniciar llavors el Trienni Liberal (1820-1823), que va comportar la llibertat d'impremta, l'abolició de la Inquisició i, entre altres coses, la provisional restauració de la Universitat de Barcelona —revertida al final del trienni. Va sorgir també llavors el primer ajuntament constitucional, el primer alcalde del qual, triat el 24 de març de 1820, va ser Narcís Sans i de Rius. D'aquesta etapa cal assenyalar un fort brot de febre groga viscut a la ciutat el 1821, que va deixar més de 8000 morts.

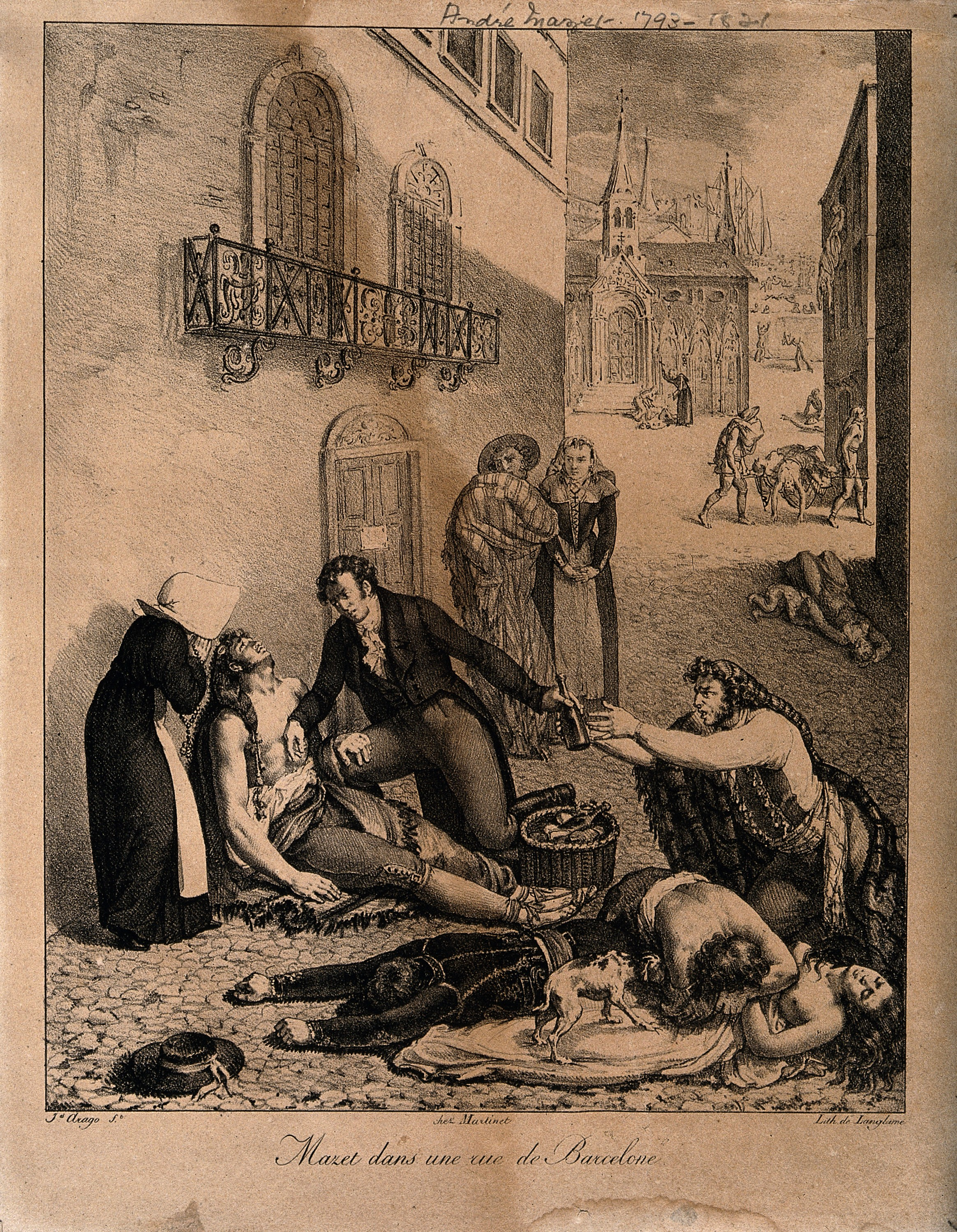
Febre groga del 1821.

La situació va canviar el 1823, quan el rei va retornar de nou a l'absolutisme, amb ajuda francesa (els Cent Mil Fills de Sant Lluís). Barcelona va ser ocupada per tropes franceses, que es van aquarterar a la ciutat durant quatre anys. Paradoxalment, això va suposar un cert benestar per a la societat, perquè en la resta del país les revenges contra els sectors liberals van ser cruentes. Però, el 1827, després de la retirada dels francesos, va ser nomenat capità general de Catalunya el comte d'Espanya, qui va iniciar una brutal repressió contra els liberals, amb centenars d'execucions i milers d'empresonaments, generalment sense judici ni proves. Aquest mateix any, el rei va iniciar un tímid aperturisme, amb algunes reformes moderades, que malgrat tot no van ser de l'agrat dels sectors conservadors, els quals van protagonitzar una revolta anomenada Guerra dels Malcontents (març-setembre de 1827). Per acontentar-los, el rei va visitar Barcelona, i va fer algunes concessions, tot i que els dirigents malcontents van ser ajusticiats. Ferran VII va residir mig any a la ciutat, des del 4 de setembre de 1827 al 9 d'abril de 1828.
La Dècada Ominosa (1823-1833) va evidenciar malgrat tot el caduc d'un sistema superat per nous factors socials com l'auge de la burgesia i l'inici de l'era industrial, que succeïa al sistema preferentment agrari en què es basava l'Antic Règim. Finalment, l'adveniment d'Isabel II, recolzada pels sectors liberals enfront dels més conservadors de la facció carlina que es va oposar a la seva entronització, va afavorir l'avanç social i la democratització del sistema polític. Una de les primeres mesures del nou règim liberal va ser una nova divisió administrativa en províncies, que va oferir quatre per a Catalunya: Barcelona, Tarragona, Lleida i Girona. El 1835 es va reprendre la línia constitucional d'alcaldes de la ciutat —amb la figura de Josep Marià de Cabanes—, ininterrompuda des de llavors. D'altra banda, el 1836 es va aconseguir el definitiu restabliment de la Universitat de Barcelona, que s'emplaçaria en un nou edifici construït per Elies Rogent.

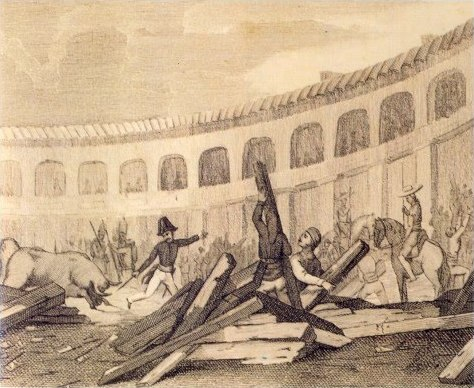
Bullanga de 1835.

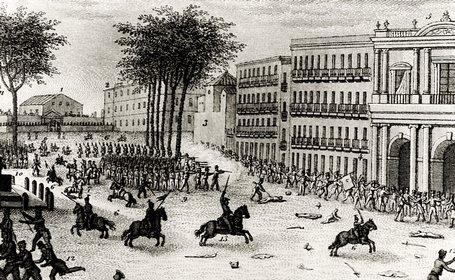
Bullanga de 1837.

No obstant això, les disputes entre els sectors moderats i progressistes dins del partit liberal van provocar diversos enfrontaments. A Barcelona, aquest clima de tensió va produir nombrosos aldarulls —coneguts com a bullangues—, que se solien traduir en una oberta hostilitat cap a la noblesa i el clergat: el 1835, arran d'una protesta popular per la mala qualitat dels toros d'una corrida, els revoltats van cremar els convents de Santa Caterina, Sant Josep, Sant Francesc, Sant Agustí, els Trinitaris i el Carme, així com la fàbrica Bonaplata (El Vapor), i van assassinar al general Bassa. El 1836, les notícies arribades a la ciutat dels excessos comesos pels carlins van conduir a la multitud a assaltar la presó de la Ciutadella i matar uns cent presoners de guerra carlins. El 13 de gener de 1837, alguns batallons de la Milícia Nacional es van revoltar a favor de la Constitució de 1812, però la revolta va ser sufocada pel capità general, baró de Meer. El 1842, sent regent el general Baldomero Espartero, un petit incident al burot de Portal de l'Àngel va provocar la intervenció de l'exèrcit, que va ocupar la plaça de Sant Jaume; es va iniciar llavors una reacció popular que va obligar a l'exèrcit a sortir de la ciutat, i es va reclamar la dimissió d'Espartero, la convocatòria de Corts Constituents i la defensa del proteccionisme. Barcelona va ser assetjada per l'exèrcit, que es va negar a qualsevol negociació i, després de l'arribada d'Espartero a la ciutat, aquest va ordenar el bombardeig des del castell de Montjuïc (3 i 4 de desembre de 1842), que va durar dotze hores i va destruir 462 cases. Igualment, el 1843, una nova revolta coneguda com la Jamància va provocar un altre bombardeig de la ciutat, des del 7 de setembre fins al 19 de novembre, a càrrec del general Prim, que no va cessar fins que es va rendir la Junta que havia pres el poder a la ciutat; els tres mesos de setge van deixar un saldo de 335 morts, a més de nombrosos danys materials.

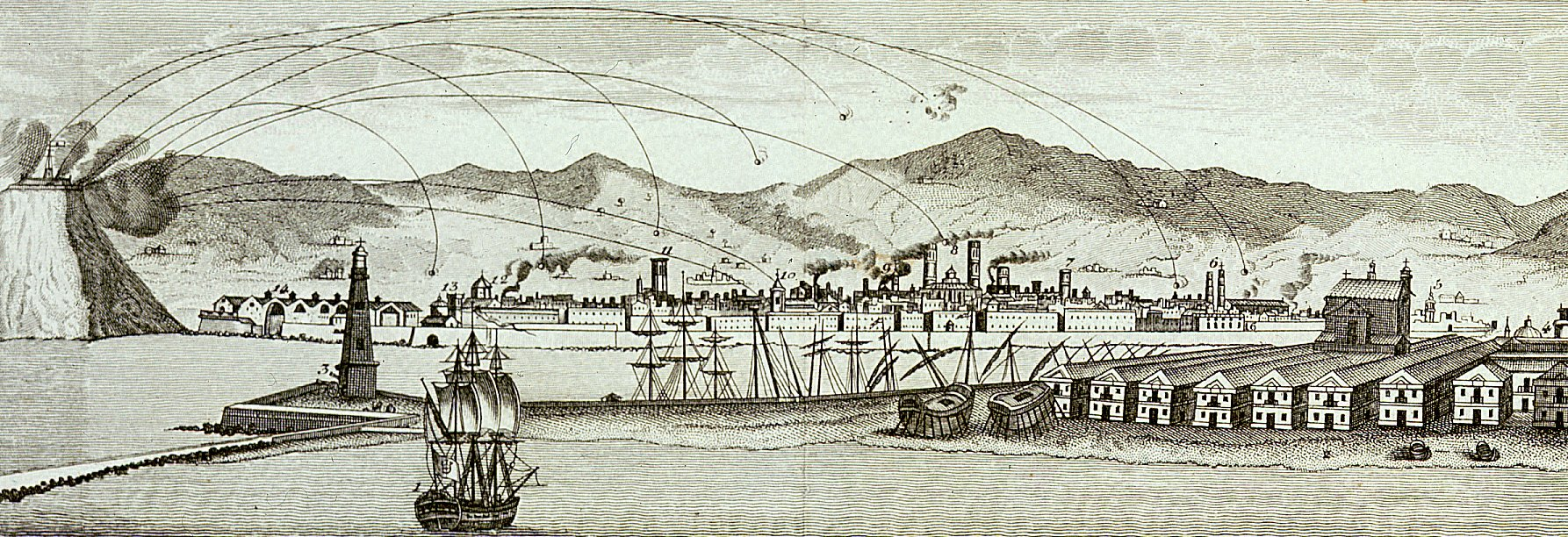
Bombardeig des del castell de Montjuïc el 3 de desembre de 1842.

Entre 1844 i 1854 es va viure l'anomenada Dècada Moderada, per ser aquest sector el que es va mantenir en el poder. El 1845 es va promulgar una nova constitució bastant més conservadora i centralista, ben rebuda per la burgesia catalana —aglutinada en l'Institut Agrícola Català de Sant Isidre—, però impopular entre les classes baixes, que es van veure desfavorides, més especialment des de la crisi econòmica de 1846, la qual va afavorir l'esclat de la Segona guerra carlina (1846-1849), circumscrita a l'àmbit català. La política del govern central amb Catalunya en aquest període va ser criticada pel general Prim, qui en un discurs en les Corts pronunciat el 1851 va manifestar que:
| « | A no ser así, ciertamente hubiérais encontrado el medio de gobernar en Cataluña y haceros con el cariño y las simpatías de los catalanes, y no os creeríais en la triste necesidad de perseguirlos y de matarlos. Y si no, volvamos la vista atrás, y en los hechos tiránicos y salvajes de épocas no muy remotas encontraremos la justificación de nuestras quejas. | » |

El període moderat va acabar per un nou aixecament protagonitzat pel general O'Donnell el 1854, que va ser secundat per les classes populars barcelonines, descontentes amb els baixos salaris i l'escassetat d'ocupació. Es va iniciar llavors el Bienni Progressista (1854-1856), que va suposar la tornada al poder d'Espartero. Però, a causa dels continus amotinaments i falta d'estabilitat, el 1856 va tornar el poder a les mans dels moderats, liderats per Narváez (1856-1858), al que va succeir O'Donnell (1858-1863). Malgrat tot, la burgesia catalana, desencantada ja amb els moderats, i influïda pel romanticisme i l'inici de la Renaixença cultural, s'aniria decantant cap a un regionalisme conservador, que derivaria a la fi de segle en el catalanisme.

### Industrialització

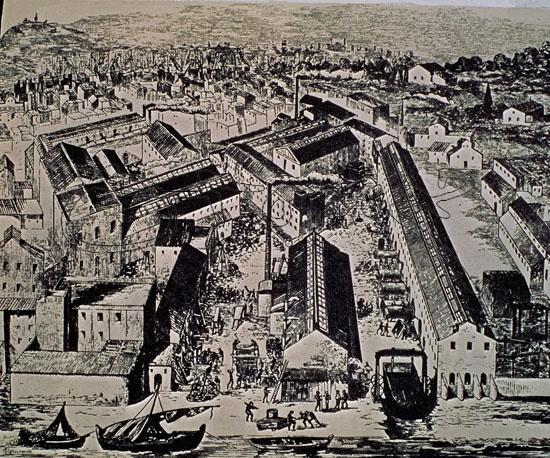
La Maquinista Terrestre i Marítima.

La Revolució Industrial va tenir una ràpida implantació a Catalunya, sent pionera al territori nacional en la implantació dels procediments fabrils iniciats a Gran Bretanya en el segle xviii. El 1737 es va crear a Barcelona la primera fàbrica de manufactures tèxtils, la d'Esteve Canals. A aquesta van succeir diverses fàbriques instal·lades al Raval i extramurs, com la d'Erasme de Gònima, que va arribar a tenir mil treballadors. A la fi de segle es van introduir noves màquines mogudes per energia hidràulica. El 1800 hi havia a Barcelona 150 fàbriques del ram tèxtil, entre les quals destacava El Vapor, fundada per Josep Bonaplata. El 1849 es va obrir a Sants el complex L'Espanya Industrial, propietat dels germans Muntadas. La indústria tèxtil va tenir un continu creixement fins a la crisi de 1861, motivada per l'escassetat de cotó deguda a la Guerra de Secessió nord-americana. També va anar cobrant importància la indústria metal·lúrgica, potenciada per la creació del ferrocarril i la navegació a vapor. El 1836 va obrir la foneria i drassana Nuevo Vulcano, a la Barceloneta; i, el 1841, va arrencar La Barcelonesa, antecedent de La Maquinista Terrestre i Marítima (1855), una de les més importants fàbriques de la història de Barcelona.
A mitjans de segle, l'augment de la industrialització a la ciutat es va veure frenat per la falta d'espai, ja que les noves fàbriques requerien amplis terrenys per instal·lar-se, i la ciutat ja estava saturada. Fora de les muralles estava prohibit construir a una distància d'un tir de bala de canó des de la muralla (1200 m), a causa de la consideració de plaça militar de la ciutat. Així que les noves indústries van començar a instal·lar-se als pobles de l'entorn, que van experimentar llavors un fort desenvolupament urbà, principalment Sants, Gràcia, San Andreu i Sant Martí.

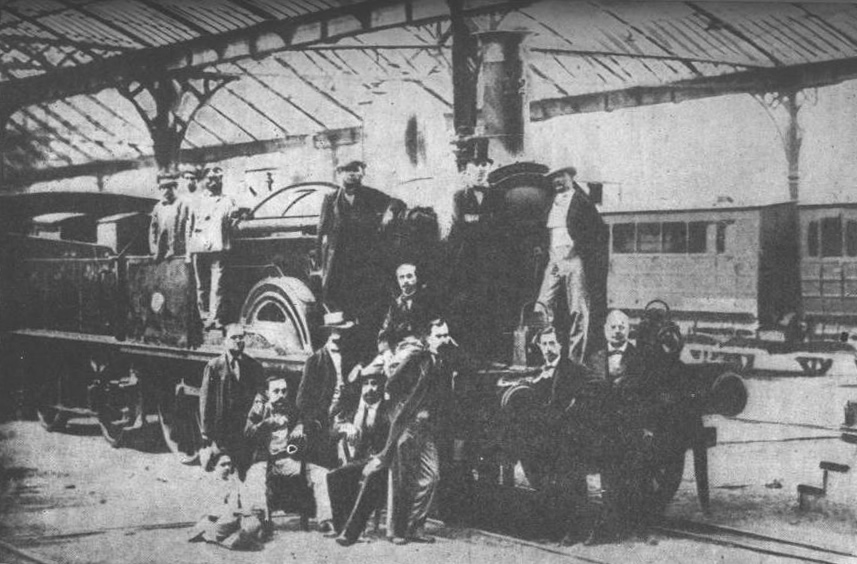
Locomotora número 12 de la línia Barcelona-Mataró (1848).

La proliferació de noves indústries va comportar un auge del sector financer, afavorit també per l'arribada de fortunes forjades en les colònies —principalment Cuba—, les dels anomenats indians. El 1844 es va crear el Banc de Barcelona i, el mateix any, la Caixa d'Estalvis i Mont de Pietat de Barcelona i la Banca Vilalta i Mas; el 1852, la Societat Garriga Germans i Fills; el 1856, el Crèdit Mobiliari Barceloní i la Caixa Catalana Industrial i Mercantil; el 1876, el Banc Hispano Colonial; el 1881, el Banc de Catalunya; i, el 1886, el Banc Garriga Nogués. També es van fundar la Societat Catalana General de Crèdit (1856) i la Catalana General d'Assegurances.

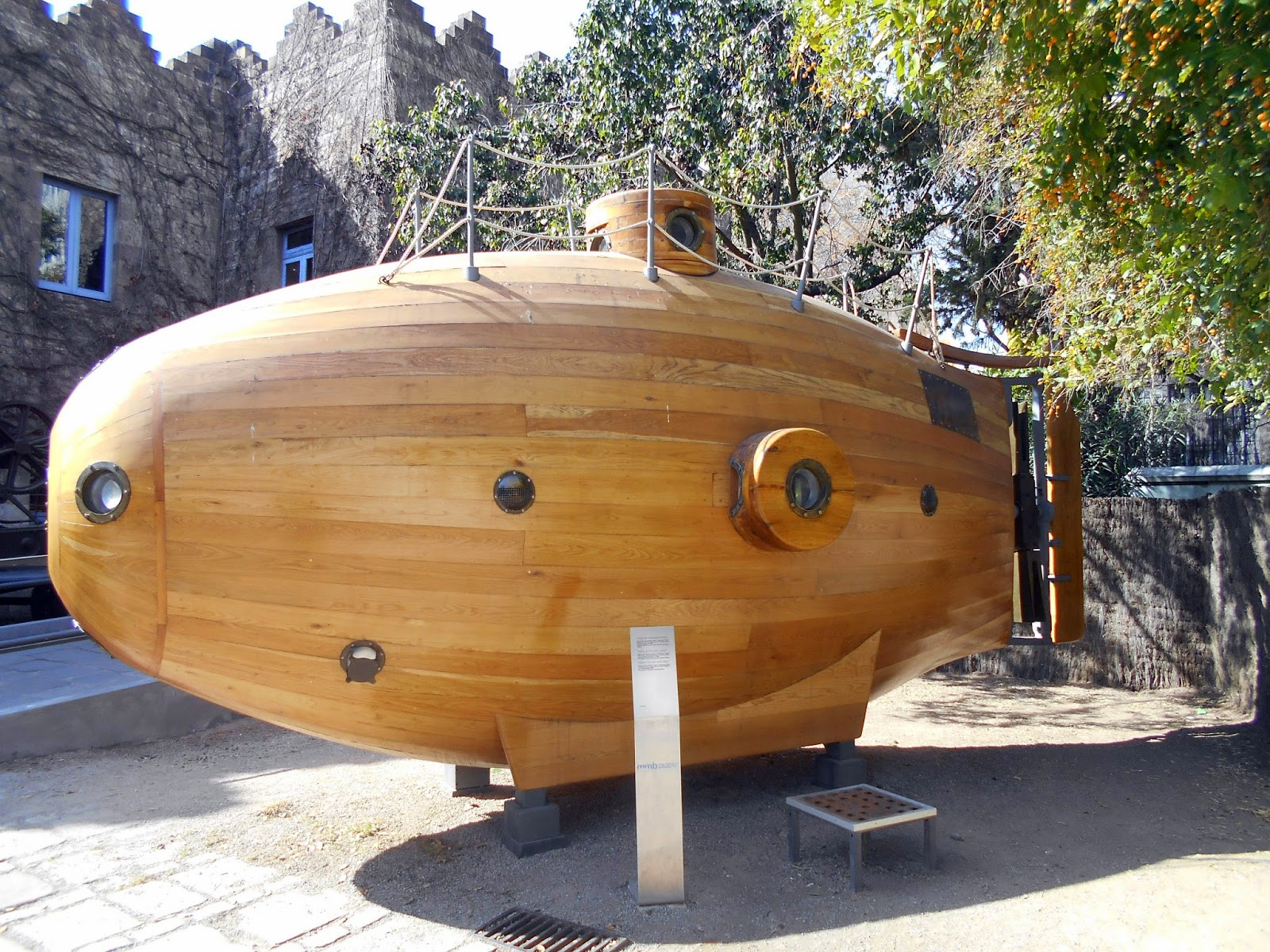
El primer submarí, l'Ictíneo I, de Narcís Monturiol.

Un dels majors factors de dinamització de la ciutat com a capital d'un ampli entorn metropolità va ser l'arribada del ferrocarril: de Barcelona va partir el 1848 la primera línia de ferrocarril de l'Espanya peninsular, que comunicava la Ciutat Comtal amb la vila de Mataró. Es van crear llavors les estacions de França (1854), Sants (1854) i del Nord (1862). La capital catalana es va convertir en el centre d'una xarxa ferroviària en forma de 8 —l'anomenat «vuit català»—, formada per dues anelles que es creuen a la ciutat. En els anys 1880 hi havia ja enllaços amb França, Madrid, Saragossa i València, a més de la resta de capitals de província catalanes. Operaven en aquesta època dues companyies: Ferrocarril del Nord i MZA (Madrid-Saragossa-Alacant), integrades el 1941 en RENFE. D'altra banda, al port de Barcelona es va submergir per primer cop un submarí, l'Ictíneo I, creat per Narcís Monturiol, el qual va ser botat el 28 de juny de 1859. Es va presentar al públic el 23 de setembre, data en què es va submergir durant 2 hores i 20 minuts a una profunditat de 20 metres.

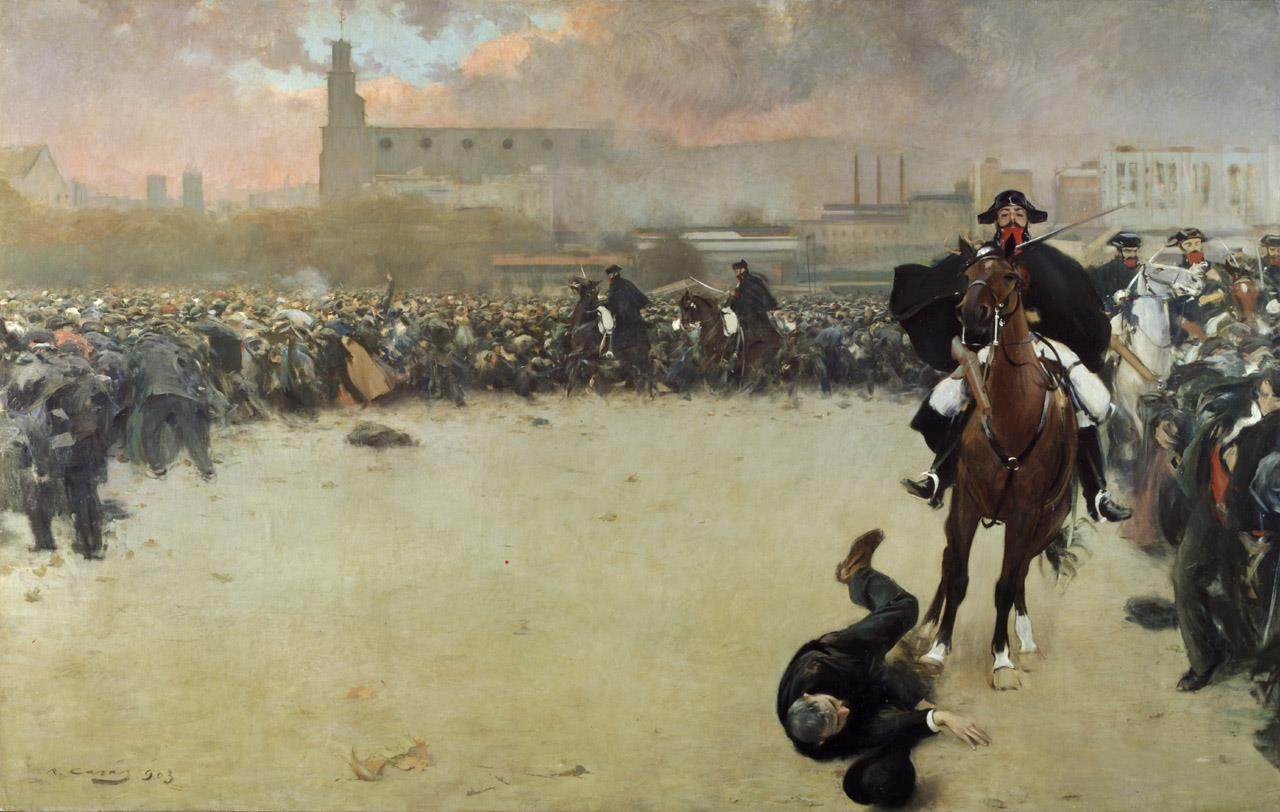
Una imatge de la conflictivitat social: La càrrega (1899), de Ramon Casas, Museu de la Garrotxa, Olot.

Els nous processos industrials van suposar un augment de la conflictivitat laboral, ja que els treballadors temien ser substituïts per les noves màquines. Així, per exemple, el 14 de juliol de 1854, a l'abric d'una nova revolta liberal, diversos obrers van saquejar fàbriques i van cremar maquinària industrial (Conflicte de les selfactines). A poc a poc va anar guanyant terreny un nou sentiment de classe que va propiciar l'associacionisme obrer: el 1840 es va fundar l'Associació Mútua d'Obrers de la Indústria Cotonera, primera entitat que tenia per objectiu millorar les condicions de vida i laborals dels treballadors. El 1854 es va crear la Unió de Classes, primera associació que va promoure l'ús de la vaga com a mesura de pressió. El 1855, amb motiu de l'execució del dirigent obrer Josep Barceló, es va declarar la primera vaga general, al mateix temps que una revolta ciutadana va ser violentament sufocada pel governador militar.
La industrialització va comportar importants canvis en l'urbanisme de la ciutat, a causa de les noves necessitats dels sectors econòmics de sistema capitalista, que requerien una forta concentració de mà d'obra i de serveis auxiliars. Barcelona va sofrir així un important salt a la modernitat, caracteritzada per tres factors: la migració poblacional del camp a la ciutat, la vinculació entre els avanços industrials i els urbanístics, i una millor articulació del territori mitjançant una àmplia xarxa de carreteres i ferrocarrils, que portaria a Barcelona a convertir-se en una metròpoli colonitzadora del seu entorn territorial.
En aquelles dates, Barcelona començava a ser una ciutat moderna comparable a altres ciutats europees, com testifiquen alguns testimonis de l'època: el 1835 el viatger francès Charles Didier va escriure que «Barcelona és a Espanya allò que Milà és a Itàlia»; el 1872, el baró Jean-Charles Davillier opinava que «ha estat nomenada amb justícia el Manchester de la Península»; i l'historiador francès Louis Teste comentava el 1872 que era «la més bella de les ciutats modernes, la més activa i la més rica d'Espanya». També Hans Christian Andersen la va definir com «el París d'Espanya».

### Transformacions urbanes

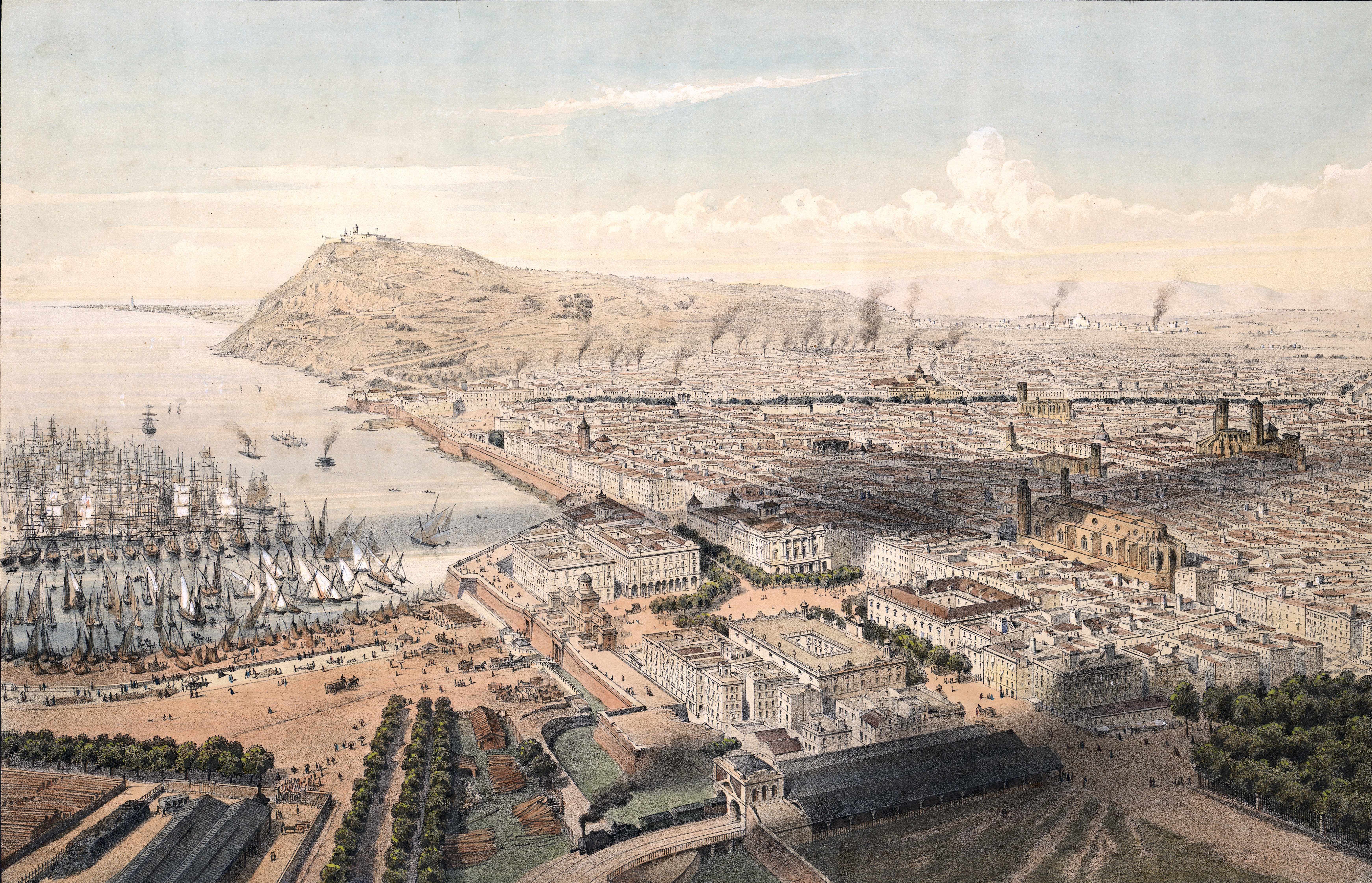
Vista del port de Barcelona amb la muntanya de Montjuïc al fons (1850), gravat d'Alfred Guesdon.

Paral·lelament als processos industrials, Barcelona va viure al llarg del segle xix una àmplia sèrie de transformacions urbanes: es va obrir el carrer de Ferran el 1827, entre la Rambla i la plaça de Sant Jaume, amb una posterior continuació cap al Born amb els carrers de Jaume I (1849-53) i Princesa (1853). El 1833 es va iniciar l'ampliació del Pla de Palau, que en aquells temps era el centre neuràlgic de la ciutat, a causa de la presència del Palau Reial, la Llotja i la Duana; es va ampliar la plaça i es va construir el Portal de Mar (1844-1848), un monumental pòrtic d'accés a la Barceloneta des del nucli antic, obra de Josep Massanès, que va ser derrocat el 1859 conjuntament amb les muralles de la ciutat. Massanès va ser autor també d'un pla d'eixample el 1838 que no va ser dut a terme, que comprenia el triangle situat entre Canaletes, la plaça de la Universitat i la plaça Urquinaona, i que ja esbossava el que seria la plaça de Catalunya, situada al centre del triangle.
Un altre factor que va afavorir l'urbanisme d'aquests anys va ser la desamortització de 1836, que va deixar nombrosos solars que van ser edificats o convertits en espais públics, com els mercats de la Boqueria i Santa Caterina, el Gran Teatre del Liceu i dues places traçades per Francesc Daniel Molina: la plaça Reial i la plaça del Duc de Medinaceli. D'igual forma, les noves disposicions sanitàries promulgades en aquesta època van suposar la desaparició de nombrosos cementiris parroquials, els solars dels quals es van urbanitzar com a noves places públiques: van sorgir així places com la de Santa Maria, del Pi, de Sant Josep Oriol, de Sant Felip Neri, de Sant Just, de Sant Pere i de San Jaume. Aquesta darrera es va convertir en el cor polític de la ciutat, ja que es troben allí l'Ajuntament de Barcelona i la Generalitat de Catalunya. D'altra banda, la desaparició dels cementiris parroquials va comportar la creació d'un nou cementiti situat fora de la ciutat, el cementiri de l'Est o de Poblenou, basat en un projecte de 1773 però que es va construir principalment entre 1813 i 1819; li va seguir el 1883 el cementiri del Sud-oest o de Montjuïc, mentre que ja en el segle xx es va construir el del Nord o de Collserola (1969).

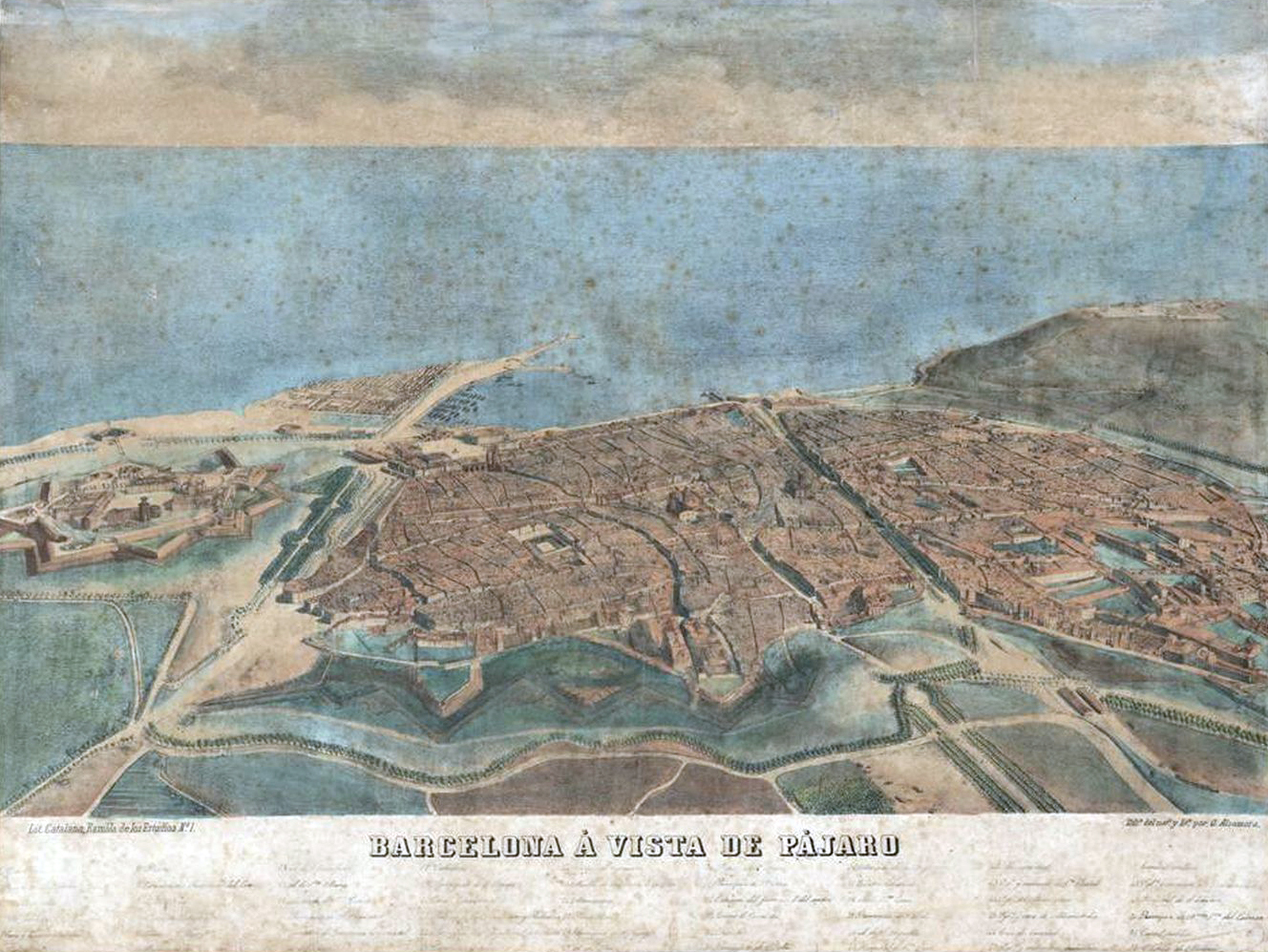
Barcelona a vol d'ocell (1857), d'Onofre Alsamora.

El 1842 es va donar inici a un dels més clars factors de modernitat derivats dels nous avanços científics, la il·luminació de gas. Els primers carrers il·luminats van ser la Rambla, el carrer de Ferran i la plaça de Sant Jaume, concretament amb gas produït per destil·lació seca de l'hulla (gas ciutat). Aquest any es va crear la Societat Catalana per a l'Enllumenat per Gas, rebatejada el 1912 com Catalana de Gas i Electricitat. En aquests anys es va condicionar el port, cada cop més important com a arribada de matèria primera —sobretot cotó i carbó—, amb la construcció d'un nou moll i el dragatge del port, a càrrec de l'enginyer Josep Rafo, qui va presentar el seu projecte el 1859.
Cal remarcar també que en aquest segle van aparèixer els primers parcs públics, ja que l'augment dels entorns urbans a causa del fenomen de la Revolució Industrial, sovint en condicions de degradació del medi ambient, va aconsellar la creació de grans parcs i jardins urbans, que van córrer a compte de les autoritats públiques. El primer jardí públic de Barcelona es va crear el 1816: el Jardí del General, una iniciativa del capità general Castaños; estava situat entre l'actual avinguda Marquès de l'Argentera i la Ciutadella —davant d'on avui es troba l'estació de França—, i tenia una extensió de 0,4 ha, fins que va desaparèixer el 1877 durant la urbanització del parc de la Ciutadella.

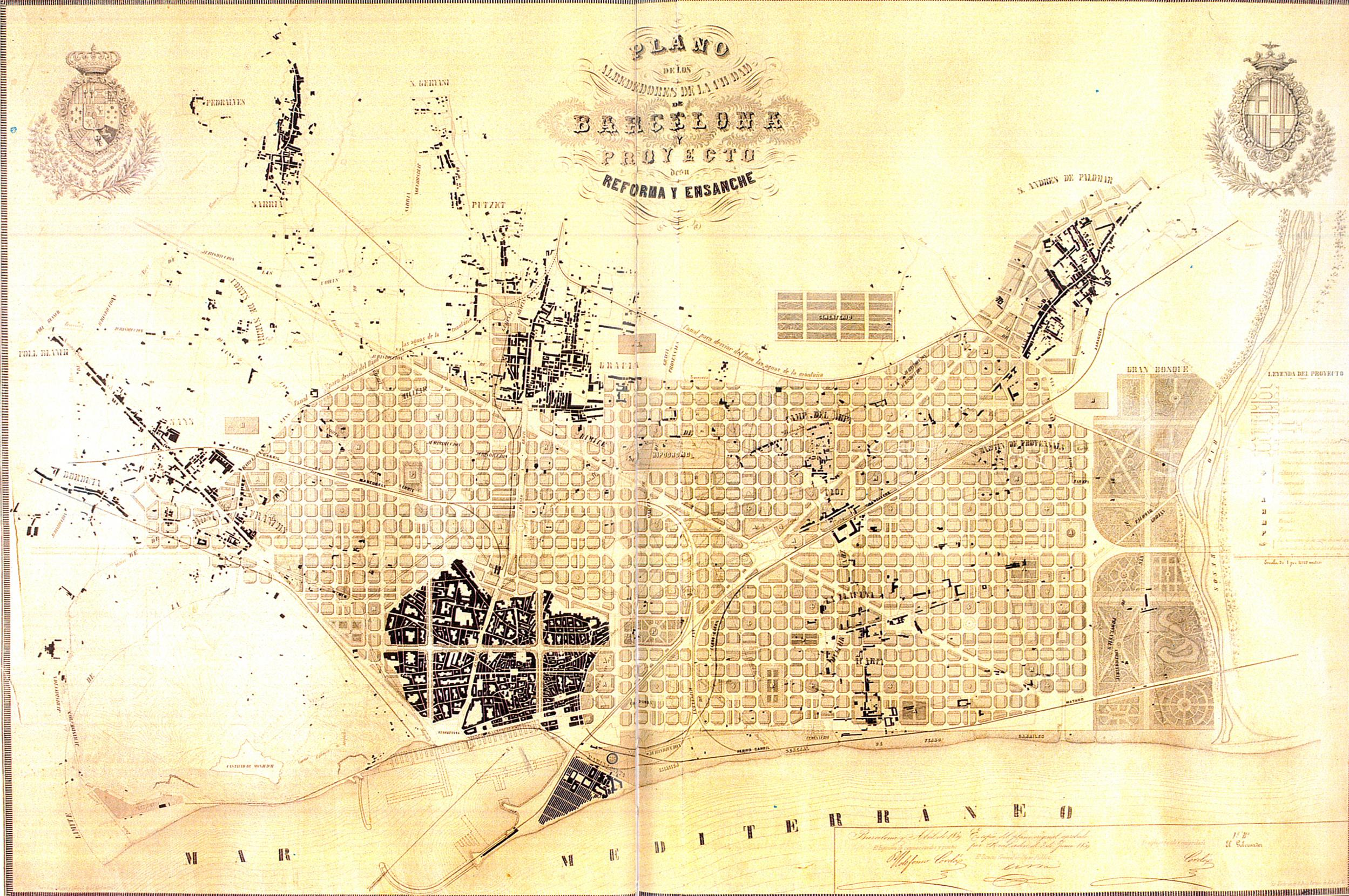
Pla dels voltants de la ciutat de Barcelona i del projecte per a la seva millora i ampliació, d'Ildefons Cerdà (1859).

A mitjans de segle es va produir un fet transcendental que va canviar per complet la fisonomia de la ciutat, l'enderrocament de les muralles. Durant els segles xviii i xix la població va anar creixent constantment (de 34 000 habitants a principis del segle xviii a 160 000 a mitjans del xix), fet que va comportar un augment de la densitat poblacional alarmant (850 habitants per hectàrea), posant en risc la salubritat de la ciutadania. Malgrat tot, a causa de la seva condició de plaça forta, el govern central s'oposava a l'enderrocament de les muralles. Va començar llavors un fort clam popular, liderat per Pere Felip Monlau, qui el 1841 va publicar la memòria Abajo las murallas, en la qual defensava la seva destrucció per evitar malalties i epidèmies. Per fi, el 1854 es va donar el permís per al seu enderrocament, amb el que es va donar la via de sortida per a l'expansió territorial de la ciutat.
L'enderrocament de les muralles va afavorir el projecte d'Eixample, elaborat per Ildefons Cerdà el 1859. El Pla Cerdà instituïa un traçat ortogonal entre Montjuïc i el Besòs, amb un sistema de carrers rectilinis d'orientació nord-oest-sud-est, de 20 metres d'amplària, tallats per altres d'orientació sud-oest-nord-est paral·lels a la costa i a la serra de Collserola. Quedaven així delimitades una sèrie d'illes de planta quadrada de 113,3 m de costat, de les quals Cerdà tenia previst edificar solament dos costats i deixar els altres espais per a jardins, tot i que aquest punt no es va complir i finalment es va aprofitar pràcticament tot el sòl edificable; les edificacions es van projectar amb una planta octogonal característica de l'Eixample, amb uns xamfrans que afavorien la circulació. El plànol preveia la construcció de diverses avingudes principals: la Diagonal, la Meridiana, el Paral·lel, la Gran Via i el passeig de Sant Joan; així com diverses grans places en les seves interseccions: Tetuan, Glòries, Espanya, Verdaguer, Letamendi i Universitat. Tanmateix, contemplava una sèrie de noves rondes que circumval·larien la ciutat antiga, al lloc deixat per les muralles: les rondes de San Pau, Sant Antoni, Universitat i Sant Pere.

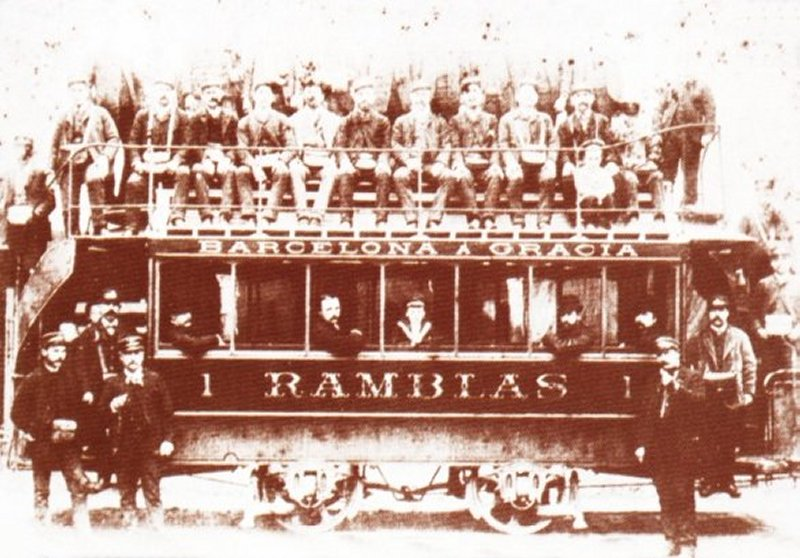
Tramvia de la línia Barcelona-Gràcia (1872).

En aquestes dates van aparèixer també els primers serveis de bombers i policia propis de la ciutat. El 1843 es va crear la Guàrdia Urbana de Barcelona, encarregada de la defensa de la seguretat ciutadana; el 1938 van assumir també el control del tràfic i la circulació urbana. D'altra banda, el 1849 va sorgir la Societat de Socors Mutu contra Incendis, una empresa privada que el 1865 va ser substituïda per la Societat d'Extinció d'Incendis i Salvament de Barcelona, el primer servei públic de bombers gestionat per l'Ajuntament. D'altra banda, el 1855 es va iniciar el servei de telègraf, amb una xarxa de caràcter radial centrada a Madrid, que a partir de 1920 es va estendre de forma perifèrica amb València, Sevilla i La Corunya. Controlada per l'estat, el servei va ser incorporat al de correus, creant-se la Direcció general de Correus i Telègrafs.
D'aquesta època cal destacar també la introducció del tramvia per al transport urbà. El 1860 s'havia obert una línia d'òmnibus que recorria la Rambla, però la lentitud dels carruatges feia poc viable aquest mitjà de transport. El 1872 es van col·locar rails per a la seva tracció, fet que va alleugerir el transport, amb cotxes de model imperial —d'origen anglès—, tirats per dos o quatre cavalls. La línia es va allargar des del port (Drassanes) fins a la vila de Gràcia, i posteriorment des de les Drassanes fins a la Barceloneta. Una de les primeres línies a operar va ser l'anglesa Barcelona Tramways Company Limited. El 1899 els tramvies van ser electrificats.

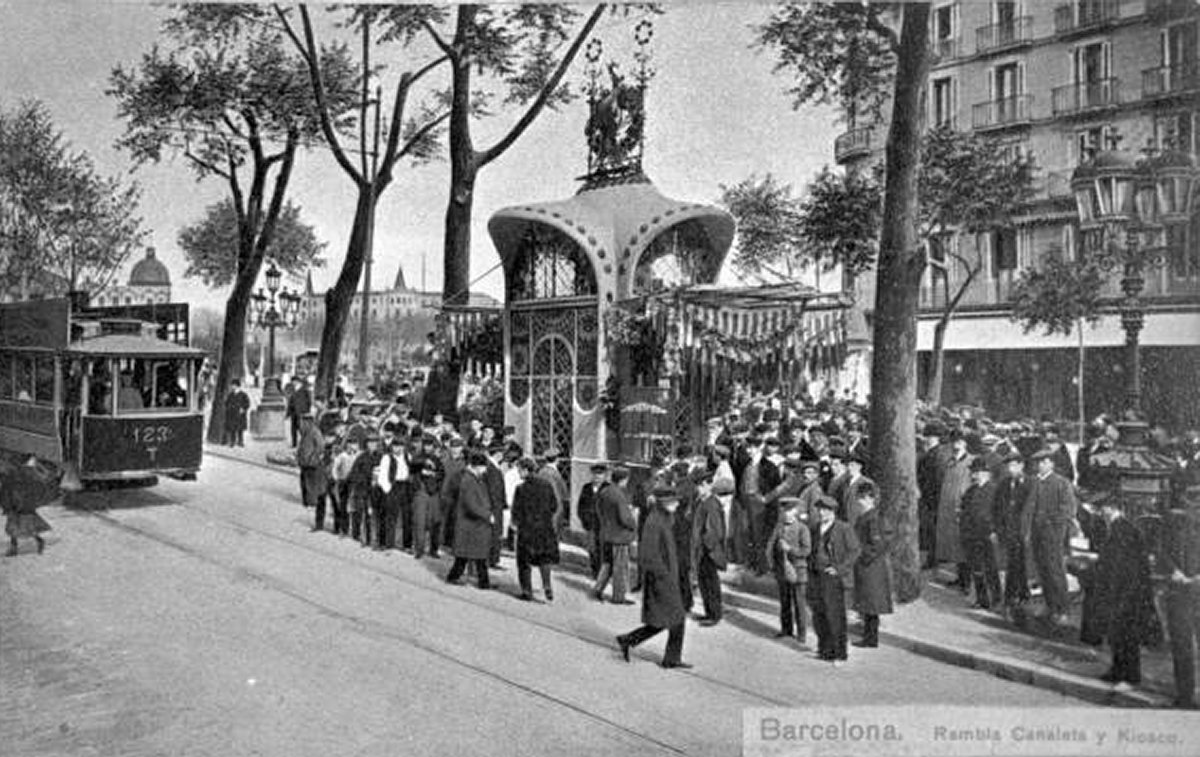
El quiosc de Canaletes, exemple de mobiliari urbà.

En aquests anys va anar creixent també el mobiliari urbà, especialment des de la designació el 1871 d'Antoni Rovira i Trias com a responsable d'Edificacions i Ornamentació de l'Ajuntament, així com del seu successor, Pere Falqués, els qui van posar un especial interès a conjuminar estètica i funcionalitat per a aquest tipus d'elements urbans. L'increment d'elements com a fanals, fonts, bancs, quioscs, baranes, jardineres, bústies i altres serveis públics es va veure afavorit per l'auge de la indústria del ferro, que permetia la seva fabricació en sèrie i resultava de major resistència i durabilitat.
En els anys 1880 va començar la instal·lació d'il·luminació elèctrica, que va anar substituint gradualment a la de gas en les vies públiques. El 1882 es van col·locar els primers fanals a la plaça de Sant Jaume i, entre 1887 i 1888, es van electrificar la Rambla i el passeig de Colom. Malgrat tot, la generalització de la llum elèctrica no es va produir fins a inicis del segle xx, amb la invenció de la bombeta, i no es va concloure fins al 1929.

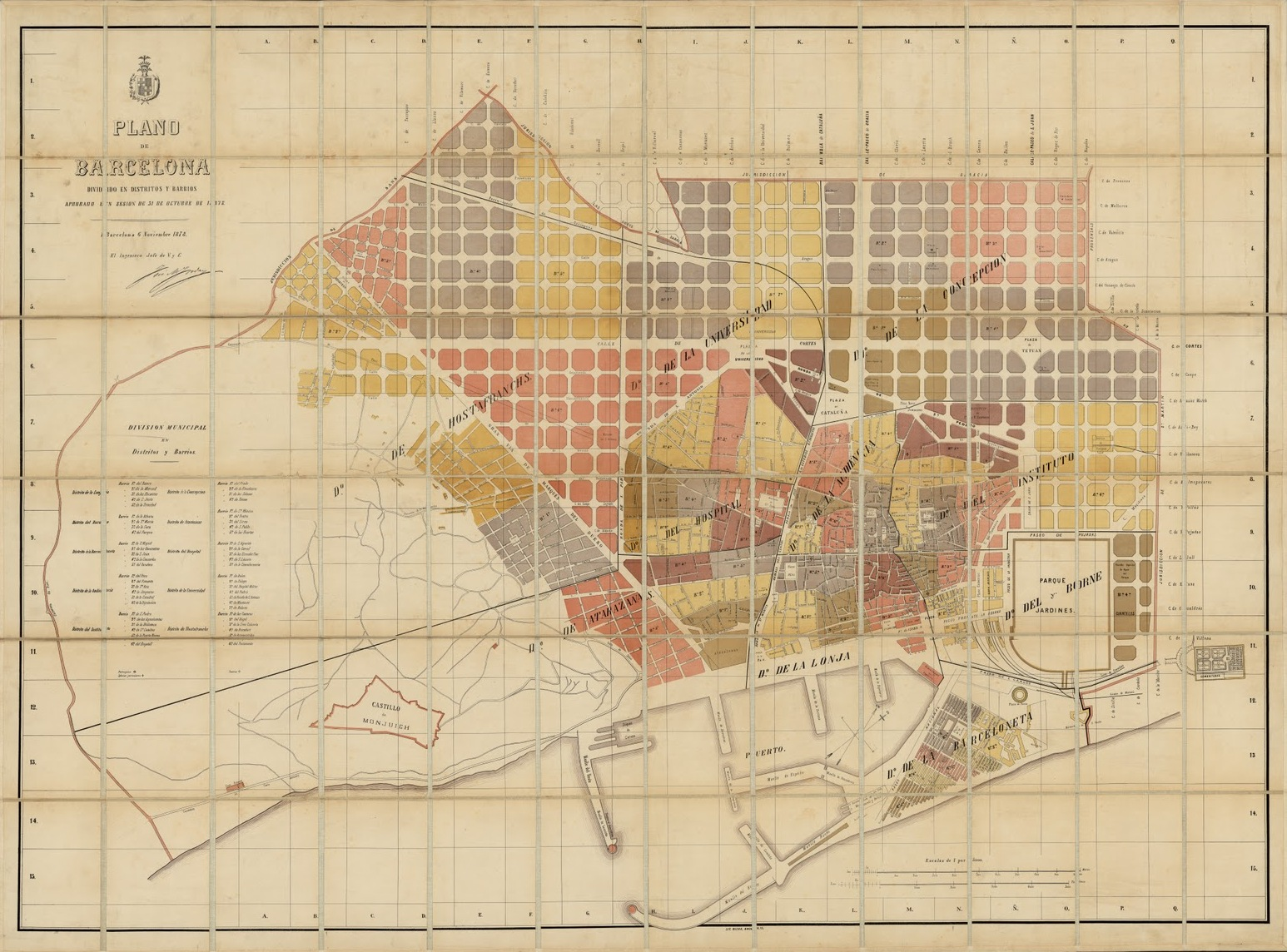
Pla de Barcelona dividit en districtes i barris aprovat en sessió de 31 d'octubre de 1878, gravat anònim.

Un altre dels serveis que va sorgir a la fi de segle va ser el telèfon. A Barcelona es va produir la primera comunicació telefònica de tota la península, efectuada el 1877 entre el castell de Montjuïc i la fortalesa de la Ciutadella. Aquest mateix any es va realitzar la primera transmissió interurbana entre Barcelona i Girona, a càrrec de l'empresa Dalmau i Fills, pionera en la instal·lació de línies a la Ciutat Comtal. El 1884 es va establir el monopoli estatal del servei, però dos anys després es va autoritzar la seva explotació a l'empresa Societat General de Telèfons de Barcelona, que va ser posteriorment absorbida per la Companyia Peninsular de Telèfons. El 1925 el servei va ser nacionalitzat per la dictadura de Primo de Rivera, i es va crear la Compañía Telefónica Nacional de España.
Cal assenyalar també que durant el segle xix l'augment de la població i les noves necessitats industrials van comportar un augment del consum d'aigua, fet que va requerir una major xarxa de captació i distribució d'aquest element. Així, a la fi de segle es va construir una nova canalització des de Dosrius (Maresme), amb una galeria de 17 km i un aqüeducte de 37 km que portava l'aigua a la ciutat. Van aparèixer llavors les primeres empreses comercialitzadores, la principal de les quals va ser la Societat General d'Aigües de Barcelona (AGBAR), creada el 1882.
A la fi de segle es va començar a urbanitzar els carrers amb voreres de panots i calçada de llambordes, substituïts en els anys 1960 per asfalt. Les llambordes solien ser de pedra de Montjuïc, de 25 cm de diàmetre, mentre que els panots per a voreres solien ser de morter de ciment, en rajoles de 20 x 20 cm, amb diversos dissenys entre els quals destaquen un de flors creat per Josep Puig i Cadafalch o un de motius marins ideat per Antoni Gaudí.
En l'àmbit administratiu, en aquest segle es van realitzar nombroses divisions, la majoria efectuades per motius polítics, ja que els districtes marcaven també les circumscripcions electorals. Les més destacades van ser les de 1837, en què la ciutat va quedar dividida en quatre districtes (Llotja, Sant Pere, Universitat i Sant Pau); i la de 1878, després de l'enderrocament de les muralles, en què es van establir 10 districtes: I-La Barceloneta, II-Born, III-Llotja, IV-Drassanes, V-Hospital, VI-Audiència, VII-Institut, VIII-Universitat, IX-Hostafrancs i X-Concepció.

### Sexenni Democràtic i Restauració

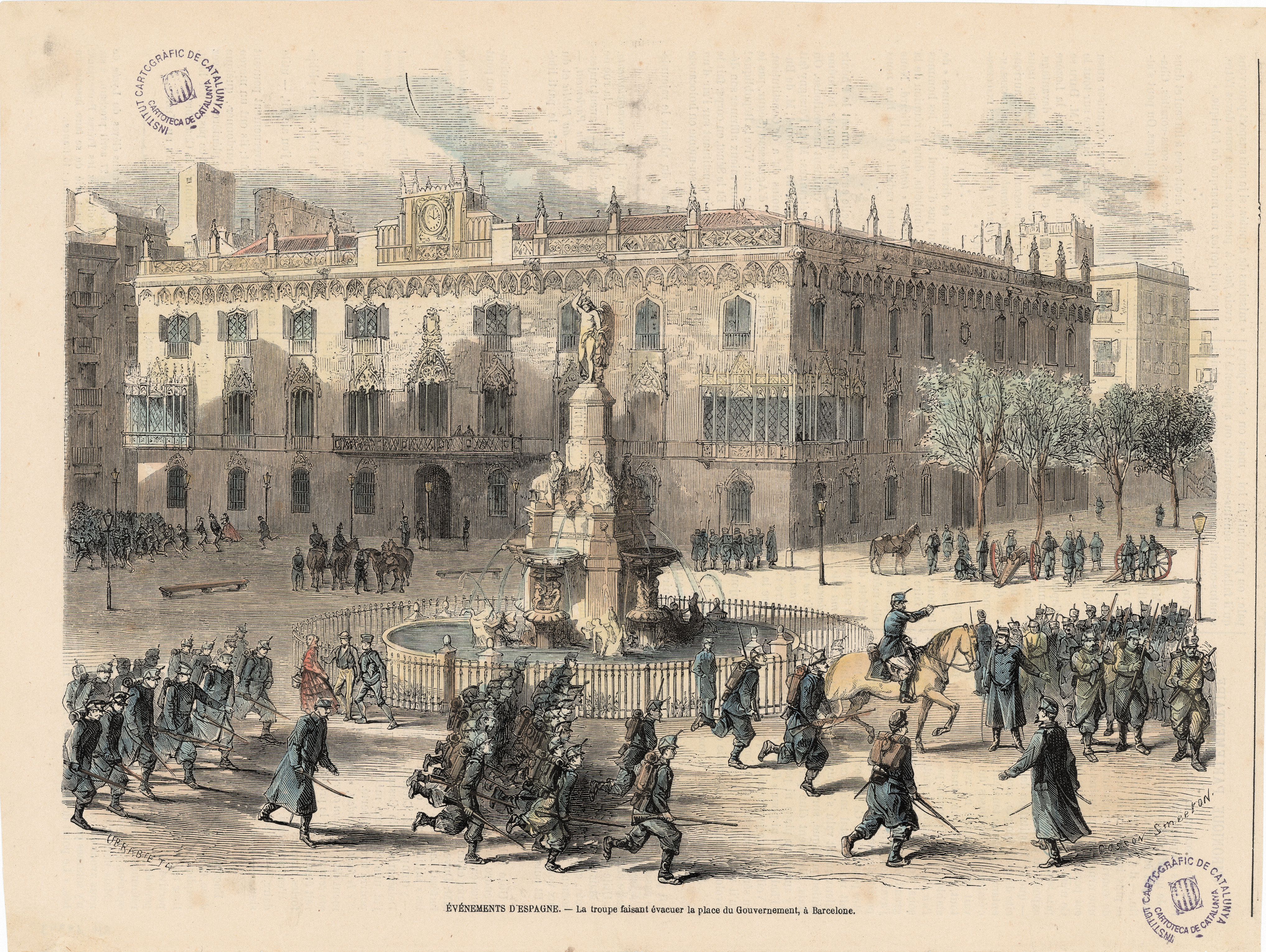
Desallotjament del Pla de Palau (1870): Événements d'Espagne: la troupe faisant évacuer la place du Gouvernement, à Barcelona, de Vicente Urrabieta.

La crisi econòmica que vivia Espanya des del 1866 i la falta d'alternança política entre moderats i progressistes van propiciar el 1868 una revolució —anomenada la Gloriosa—, iniciada amb el pronunciament de l'almirall Topete a Cadis el 17 de setembre, que va donar començament a l'anomenat Sexenni Democràtic (1868-1874). La reina Isabel II es va exiliar a França, i va prendre el poder un govern provisional dirigit pels generals Prim i Serrano. A Barcelona es va fer càrrec del poder una junta revolucionària, la qual, entre altres mesures, va iniciar l'enderrocament de la fortalesa de la Ciutadella. El 1869 es van celebrar unes eleccions a Corts Constituents, les primeres per sufragi universal, i es va promulgar una nova constitució, la qual, malgrat el seu caràcter liberal i democràtic, mantenia la monarquia i el centralisme, fet que va provocar el descontentament dels sectors federalistes. Per això, a l'octubre de 1869, es va iniciar una rebel·lió per tota Catalunya, que va ser sufocada pel capità general Gaminde. El 1870 va haver-hi una nova revolta popular en contra de les lleves de soldats per la Guerra de Cuba, un dels principals focus de la qual va estar en la llavors vila de Gràcia —avui un barri de la ciutat—, que va ser bombardejada pel general Gaminde durant quatre dies.

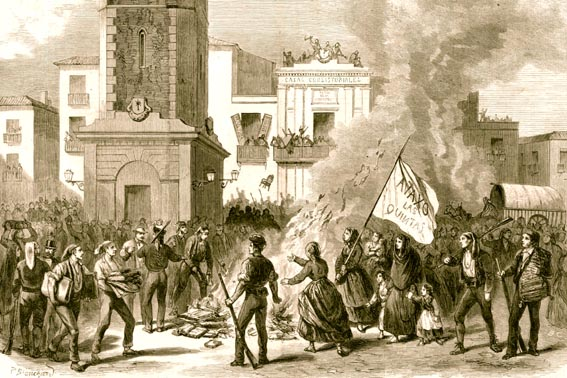
Revolta de Gràcia (1870).

El 1870 es va designar rei a Amadeu de Savoia, qui es va enfrontar a creixents dificultats, com la Tercera Guerra Carlina o la insurrecció cubana, fins que finalment va abdicar el 1873. Així, l'11 de febrer d'aquell any, es va proclamar la Primera República, presidida per un barceloní, Estanislau Figueras, al que va succeir un altre fill de la Ciutat Comtal, Francesc Pi i Margall. Malgrat tot, l'experiència republicana va ser de curta durada, ja que un cop d'estat protagonitzat pel general Pavía, el 3 de gener de 1874, va instaurar un govern provisional del general Serrano, mentre que un altre cop el 29 de desembre, del general Martínez Campos, va obrir el camí de la restauració monàrquica, en la persona d'Alfons XII. El monarca va arribar a Espanya a través de Barcelona, on va recalar el 9 de gener de 1875 a bord de la fragata Navas de Tolosa, procedent de Marsella. El poble barceloní li va dispensar un entusiasta acolliment.

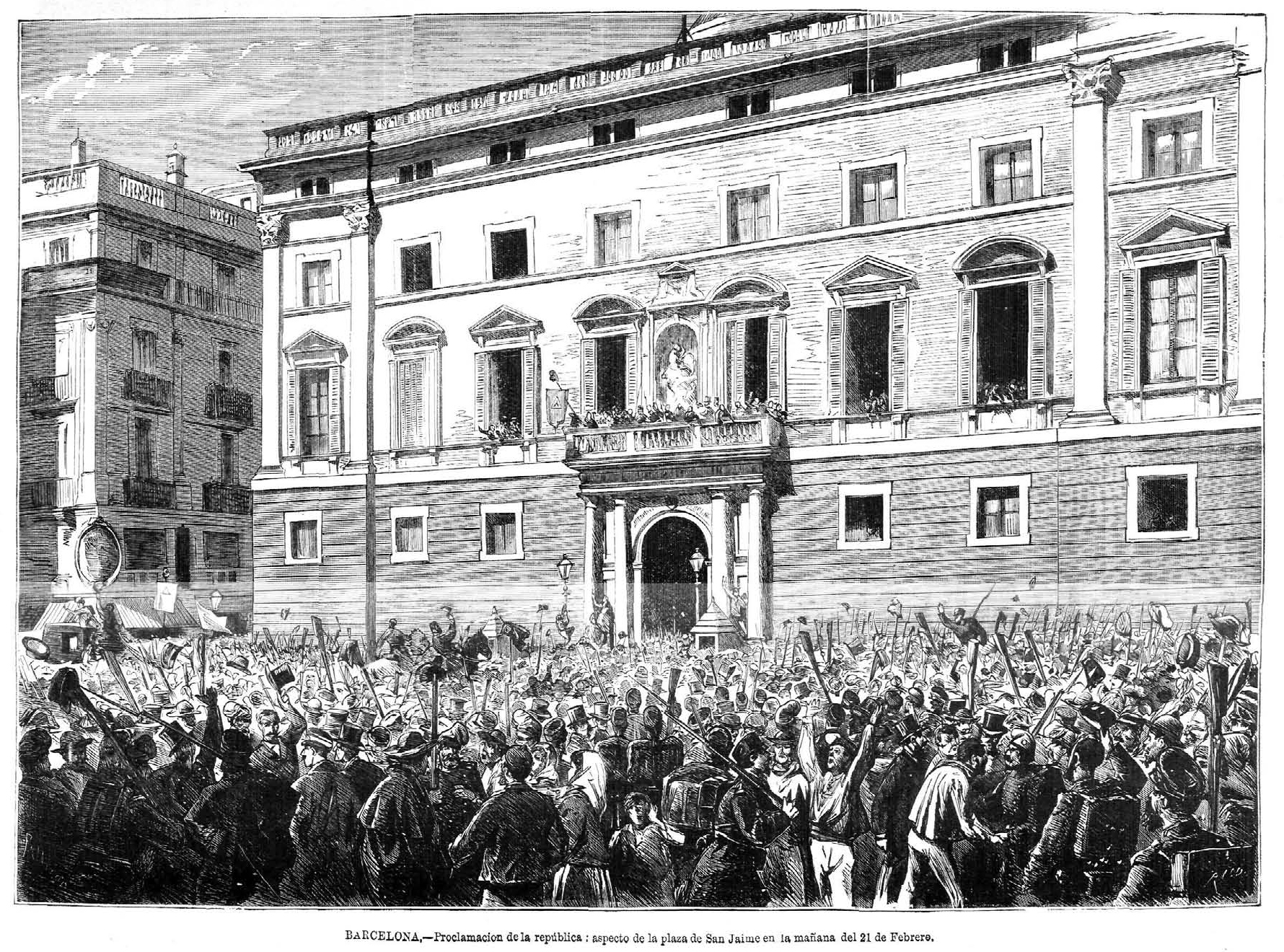
Proclamació de la Primera República en la plaça de Sant Jaume (1873).

La Restauració borbònica va obrir un període d'estabilitat política gràcies a l'alternança de conservadors (Cánovas del Castillo) i liberals (Sagasta), gràcies a un sistema pactista forjat als despatxos, que s'escudava en unes eleccions per sufragi que solien ser manipulades, fet que va afavorir el clientelisme electoral. A Barcelona, aquest sistema va estar representat pel conservador Manuel Planas i Casals i el liberal Josep Comas i Masferrer.

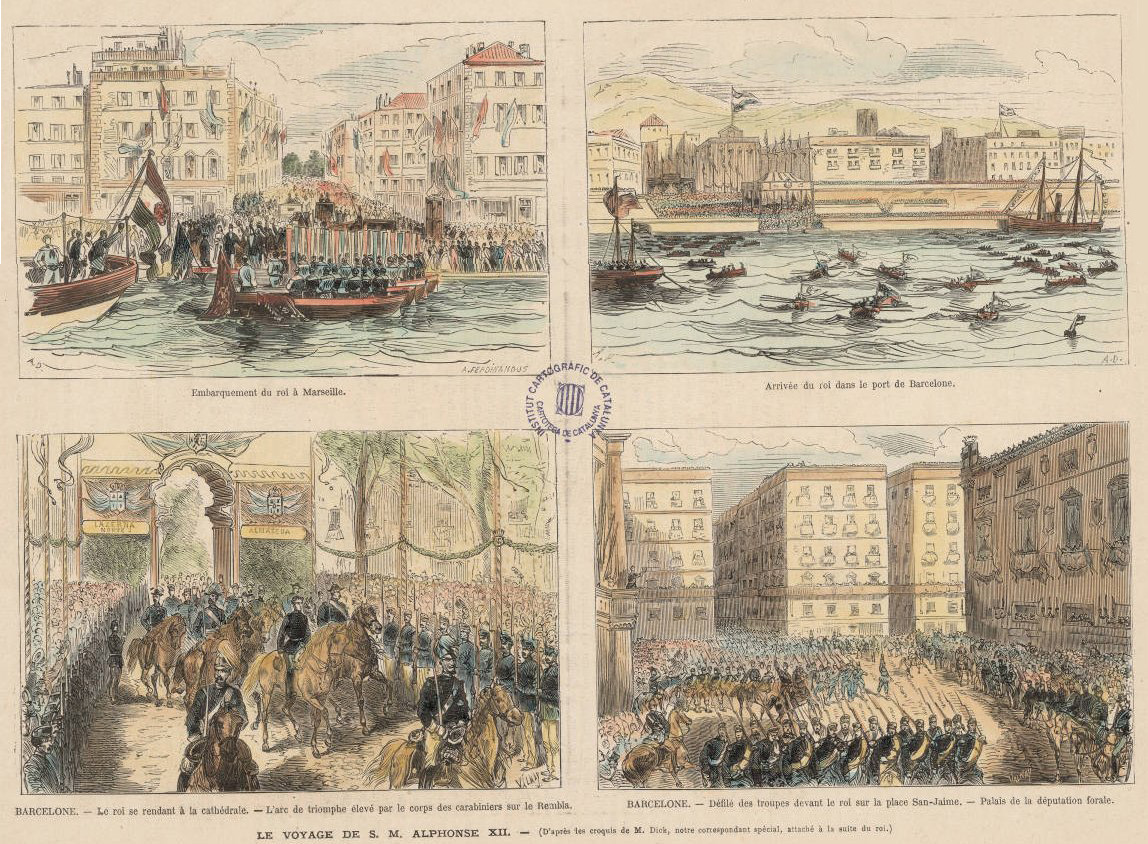
Arribada d'Alfons XII a Barcelona (1875).

Durant aquest període es va viure l'anomenada Febre d'Or (1876-1886), una etapa de bonança econòmica sorgida en un clima d'especulació financera a través de les societats de crèdit. Es va iniciar amb l'auge del mercat vinícola propiciat per l'aparició de la fil·loxera a França i, paradoxalment, va acabar amb l'arribada de la fil·loxera a Catalunya. D'altra banda, va continuar l'expansió de la indústria tèxtil i metal·lúrgica, van sorgir noves empreses energètiques (gas i electricitat) i grans navilieres com la Companyia Transatlàntica (1881), pertanyent a l'indià Antonio López y López, fundador també a la ciutat de la Compañía General de Tabacos de Filipinas (1881). El 1886 es va fundar la Cambra de Comerç de Barcelona, que fomentava els interessos dels empresaris i industrials catalans.
Accionistes locals van fundar el 1881 la Societat Espanyola d'Electricitat i, d'acord amb la premsa tècnica de l'època, Barcelona va ser la vuitena ciutat del món i la sisena europea amb distribució pública d'electricitat, després de Berlín, Sant Petersburg, Londres, Brussel·les i Amsterdam a Europa, i Chicago i Nova York a Amèrica. La primera central elèctrica s'instal·là al carrer Cid i poc després ja es disposava d'il·luminació elèctrica al passeig de Colom, per continuar poc després per la Rambla i la plaça de Catalunya.
Al temps, es van anar introduint les noves ideologies obreres, el comunisme i l'anarquisme: el 1870 es va celebrar a l'Ateneu Obrer de Barcelona el Primer Congrés Obrer Espanyol, que va suposar el triomf de la doctrina anarquista i va comportar la creació del sindicat Federació Regional Espanyola de l'AIT. El 1888 es va fundar el sindicat Unió General de Treballadors (UGT), de signe socialista, el qual va patrocinar a la ciutat el primer congrés del Partit Socialista Obrer Espanyol, fundat a Madrid el 1879 per Pablo Iglesias.

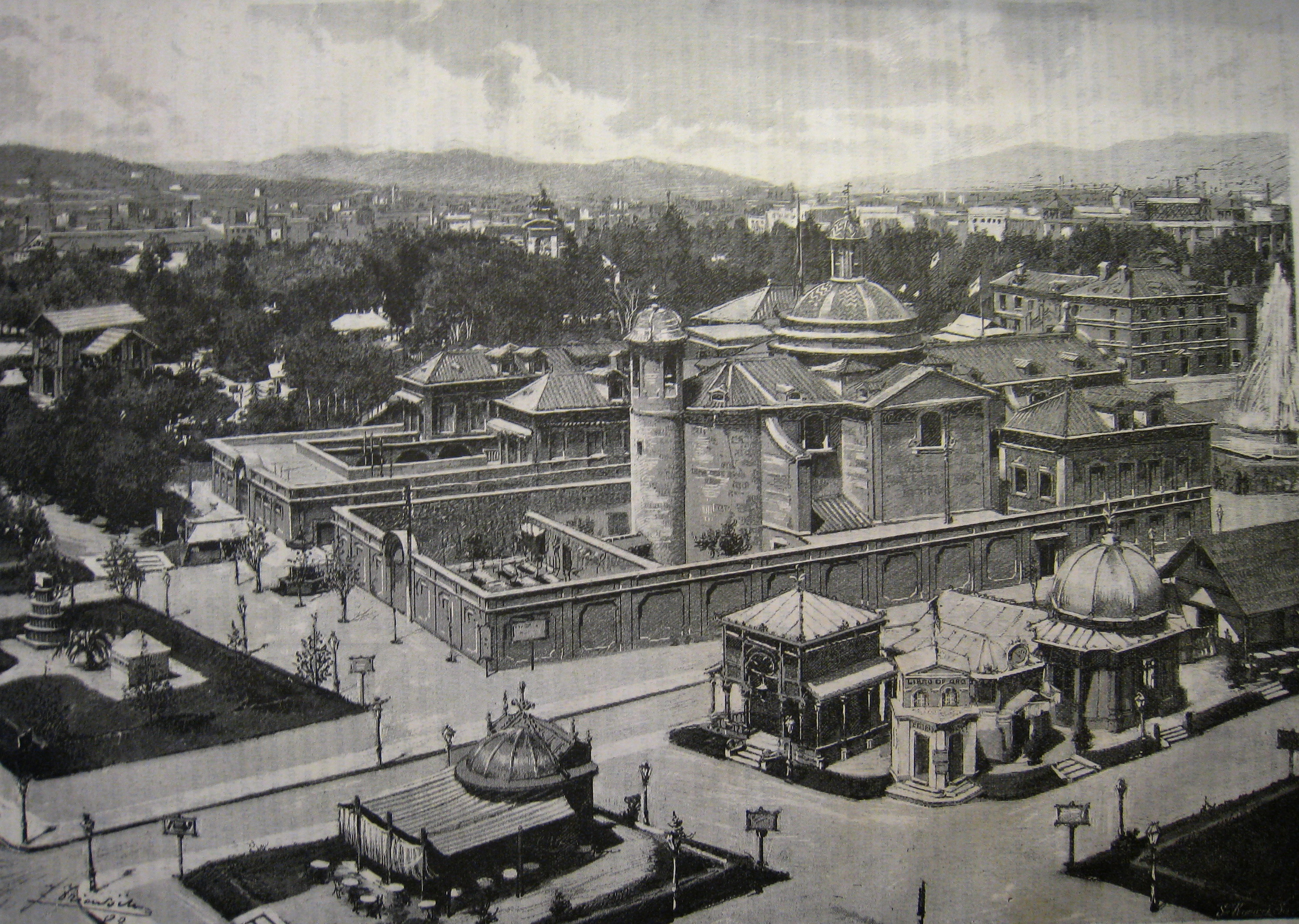
Vista general de l'Exposició Universal de Barcelona (1888).

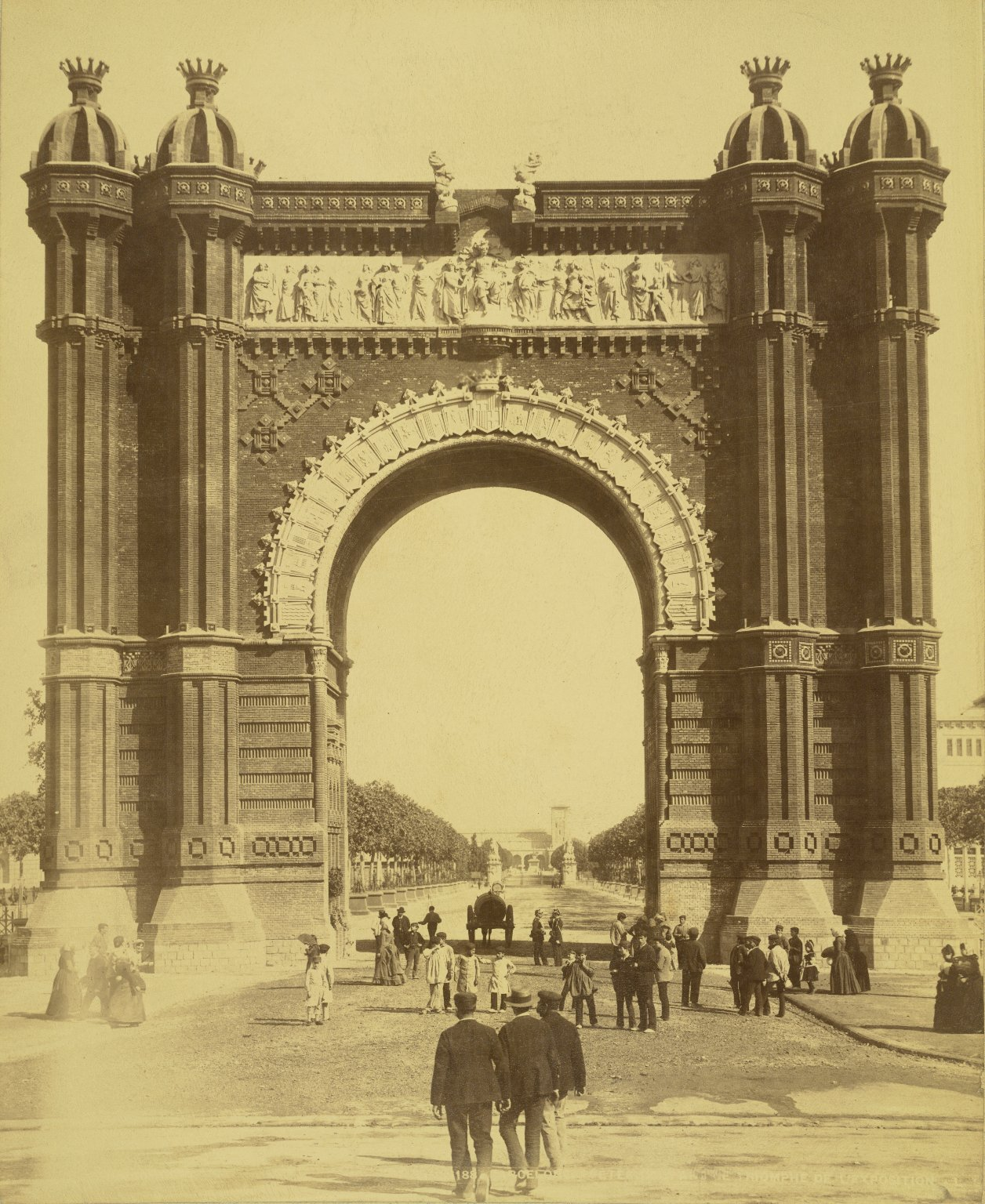
Arc de Triomf.

D'aquest període cal destacar la celebració de l'Exposició Universal de 1888, un gran esdeveniment urbanístic i social gràcies al qual es va urbanitzar una gran extensió de terreny que comprenia des del parc de la Ciutadella —després de l'enderrocament de la fortalesa militar i la cessió dels terrenys a la ciutat el 1869— fins a la Barceloneta, i es van millorar infraestructures en tota la ciutat. L'exposició es va poder veure des de l'11 d'abril fins al 9 de desembre, i va comptar amb l'assistència de dos milions de visitants. Estava formada per diversos edificis oficials i nombrosos pavellons, amb una àmplia representació internacional i de les principals empreses de la Ciutat Comtal. Després del seu tancament, van quedar en peu diversos edificis, com el Castell dels Tres Dragons (actual Museu de Zoologia), l'Hivernacle i l'Umbracle, així com l'Arc de Triomf que servia d'entrada a l'exposició i el Monument a Colom. També es van construir altres edificis, com el Palau de Justícia, el mercat del Born i la seu de Correus. Amb aquesta celebració, Barcelona va aprendre que l'organització de grans esdeveniments internacionals no només li facilitava la urbanització de la ciutat, sinó que li reportava multitud de visitants i projecció internacional.
Per a l'esdeveniment es van realitzar nombroses obres i millores per tota la ciutat: es va finalitzar la urbanització de tot el front marítim de la ciutat, entre el parc de la Ciutadella i les Rambles, a través de la remodelació del passeig de Colom i un nou moll, el de la Fusta; es va cobrir la Riera d'en Malla, donant lloc a la rambla de Catalunya; es va iniciar l'avinguda del Paral·lel; i es va perllongar el passeig de Sant Joan cap a Gràcia i la Gran Via cap a ponent. També es va començar a urbanitzar la plaça de Catalunya, procés que culminaria el 1929 gràcies a una altra exposició, la Internacional d'Indústries Elèctriques; pràcticament des del canvi de segle la nova plaça va passar a ser el centre neuràlgic de la ciutat, desplaçant al Pla de Palau. D'altra banda, va aparèixer al port el servei de golondrinas, unes embarcacions que ofereixen des de llavors un passeig pel port de la ciutat i s'han convertit amb el temps en un popular focus d'atracció turística. Cal remarcar també que per a l'Exposició es va instaurar la figura del sereno, un vigilant nocturn armat de pica i sabre, amb un fanal i les claus de les portes de la seva zona de la ciutat.

### Fi de segle: inestabilitat política i expansió territorial

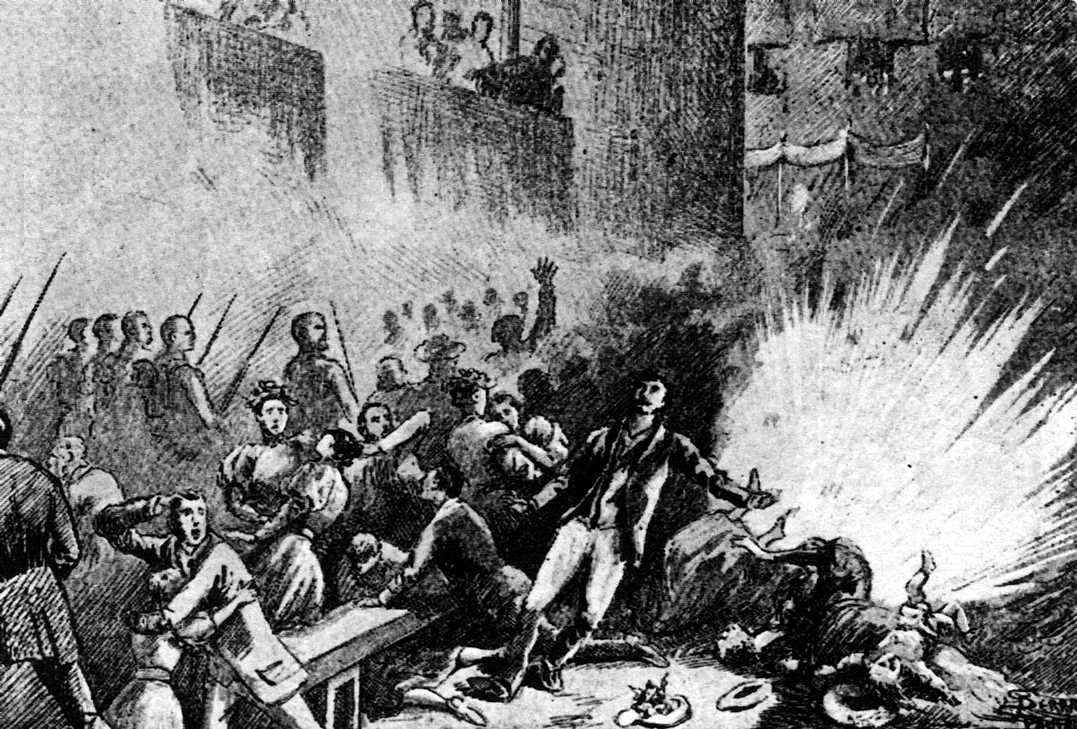
Bomba en la processó de Corpus (7 de juny de 1896).

En l'àmbit polític, la fi de segle va ser una època turbulenta i de gran agitació social: es va consolidar el catalanisme, amb la publicació del Diari Català per Valentí Almirall (1879), la celebració el 1880 del Primer Congrés Catalanista, el lliurament el 1885 al rei Alfons XII del Memorial de greuges, la fundació el 1887 de la Lliga de Catalunya, el 1891 de la Unió Catalanista i, finalment, el 1901, de la Lliga Regionalista d'Enric Prat de la Riba. La progressiva difusió del regionalisme, que es tornava a poc a poc en nacionalisme català, va ser mal vista pels sectors conservadors espanyols i, sobretot, l'exèrcit: el 1905 un grup d'oficials va assaltar la seu del diari La Veu de Catalunya i del setmanari satíric Cu-Cut! i, en comptes de ser represos per la seva acció, el govern central va declarar l'estat de guerra a Catalunya.
Al pas del segle xix al xx es van succeir les revoltes i van proliferar els atemptats amb bomba: el 24 de setembre de 1893 un anarquista va atemptar contra el general Martínez Campos, que va resultar ferit, alhora que moria un guàrdia civil. L'autor de l'atemptat, Paulí Pallàs, va ser afusellat, fet que va comportar la represàlia d'un altre anarquista, Santiago Salvador Franch, el qual, el 7 de novembre de 1893, va llançar una bomba a l'interior del Teatre del Liceu, causant 20 morts. Igualment, el 7 de juny de 1896, l'anarquista Tomàs Ascheri va fer explotar una bomba en la processó de Corpus, amb un resultat de 12 morts, fet que va causar una dura repressió, el conegut com a Procés de Montjuïc. Aquests atemptats van provocar que Barcelona fos coneguda com la «ciutat de les bombes».

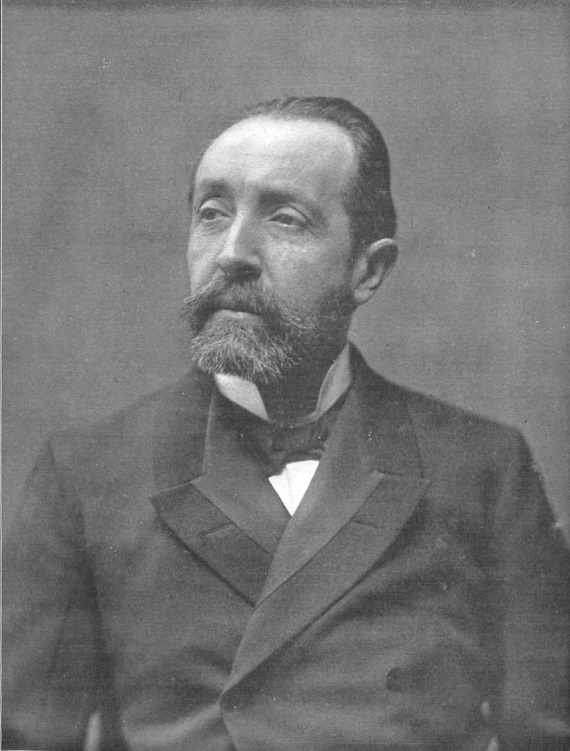
Bartomeu Robert.

D'altra banda, la primera commemoració del Primer de maig com a reivindicació obrera el 1890 va derivar en una vaga general fomentada per sectors anarquistes, fet que va motivar la declaració de l'estat de guerra pel govern, i es van succeir durs enfrontaments entre els manifestants i la Guàrdia Civil. El segle va acabar amb un nou enfrontament entre Catalunya i el govern central: el 1899 es va donar l'anomenat «tancament de caixes», una protesta de comerciants i industrials contra la pujada d'impostos del gabinet Silvela, que va ser liderada per l'alcalde de Barcelona, Bartomeu Robert. El conflicte es va saldar amb la suspensió de garanties constitucionals i diverses detencions, a més de la dimissió de l'alcalde; tot i que també va comportar la dimissió dels ministres Polavieja i Duran i Bas del govern central.

Pla de Barcelona i els seus voltants el 1890, J.M. Serra. Es poden apreciar al voltant del nucli antic els municipis que van ser agregats entre al pas al.

El 1897, per una Reial ordre de 27 d'abril, Barcelona es va annexionar sis poblacions limítrofes, fins llavors independents: Sants, Les Corts, Sant Gervasi de Cassoles, Gràcia, Sant Andreu de Palomar i Sant Martí de Provençals. Igualment, el 1904 va ser annexionat Horta; el 1921, Sarrià i Santa Creu d'Olorda (un petit terreny de Collserola segregat de Molins de Rei); el 1924, Collblanc i la Marina d'Hospitalet, on es va fer la Zona Franca; i, el 1943, El Bon Pastor i Baró de Viver, segregats de Santa Coloma de Gramenet. La ciutat va passar de 15,5 km² a 77,8 km², i d'una població de 383 908 habitants a 559 589.
Es va realitzar llavors una nova reordenació administrativa, per la qual es van establir deu districtes: I-Barceloneta i Poble Nou, II-Sant Pere, III-Llotja i Audiència, IV-Concepció, V-Drassanes i Hospital, VI-Universitat, VII-Sants, Les Corts i Hostafrancs, VIII-Gràcia i Sant Gervasi, IX-Horta i Sant Andreu de Palomar, X-Sant Martí de Provençals. L'annexió dels nous municipis va plantejar la necessitat d'un pla d'enllaços de la ciutat, que va sortir a concurs públic el 1903 (Concurs Internacional sobre avantprojectes d'enllaços de la Zona d'Eixample de Barcelona i els pobles agregats entre si i amb la resta del terme municipal de Sarrià i Horta), en el qual va resultar guanyador l'urbanista francès Léon Jaussely. El Pla Jaussely es basava principalment en tres criteris: un esquema viari d'eixos principals (cinc radials i dos anells de circumval·lació), la zonificació d'activitats i la sistematització dels espais verds. El projecte preveia grans infraestructures viàries (bulevards, grans places, passejos de ronda, diagonals, passejos marítims), parcs i jardins, enllaços ferroviaris —amb les línies interiors soterrades—, edificis públics i col·lectius en els punts centrals de les traces viàries, equipaments i àrees de serveis. El projecte es va realitzar tan sols parcialment i, el 1917, es va reformular amb l'anomenat Pla Romeu-Porcel; no obstant això, l'innovador de les seves idees va deixar una profunda petjada i va inspirar l'urbanisme barceloní durant gran part del segle.
En aquests anys es van anar perfilant les diferències socials entre les diverses zones de la ciutat: Les Corts, Sarrià, Sant Gervasi i part d'Horta van passar a ser els principals llocs de residència de la burgesia, mentre que Sants, Sant Andreu i Sant Martí van quedar com a centres industrials i d'allotjament de la classe obrera; Gràcia va mantenir un caràcter intermedi entre la menestralia i la industrialització. Cal destacar que, malgrat l'agregació, la vida dels antics municipis no va variar substancialment, i els seus habitants no tenien sensació de pertinença a la ciutat; així, fins a ben avançat el segle xx, quan es traslladaven al centre sovint deien «vaig a Barcelona».

### Renaixement cultural

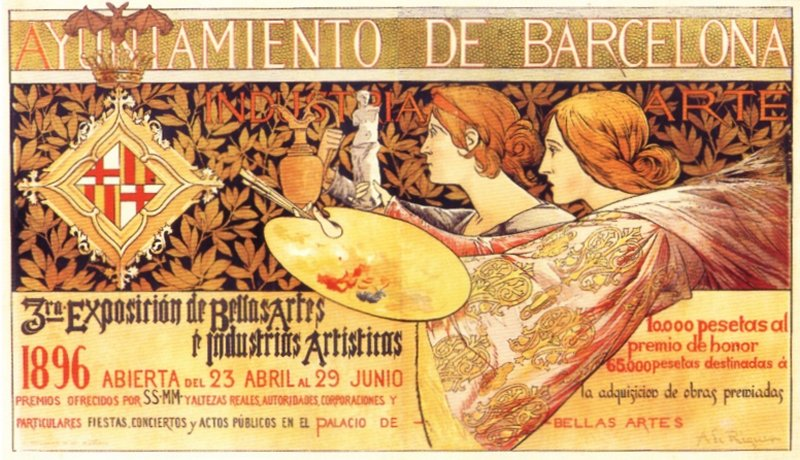
Cartell de la III Exposició de Belles Arts, d'Alexandre de Riquer (1896).

La prosperitat econòmica i la puixança social de la ciutat en aquest segle van afavorir un ressorgiment de la cultura catalana, l'anomenada Renaixença. Aquest moviment cultural es va desenvolupar aproximadament entre 1830 i 1880, i va tenir com a punt de partida l'Oda a la Pàtria de Bonaventura Carles Aribau (1833), un poema escrit en català que va prestigiar novament aquest idioma per a la literatura culta. A causa de la influència del romanticisme, es va revaloritzar la llengua catalana com a vehicle d'expressió propi, fet que va comportar un nou sentiment de consciència nacional i d'especificitat de la cultura catalana. La literatura va ser incentivada amb la creació dels Jocs Florals, un concurs de poesia promogut per l'Ajuntament de Barcelona que es va començar a celebrar el 1859. També van difondre el moviment noves publicacions com Calendari Català, Lo Gay Saber i La Renaixensa. Autors com Aribau, Joaquim Rubió i Ors, Víctor Balaguer, Manuel Milà i Fontanals i Antoni de Bofarull van asseure les bases del ressorgiment literari català.
La literatura de l'últim quart de segle va estar dominada per tres grans figures, cadascuna en un gènere diferent: en poesia, Jacint Verdaguer (L'Atlàntida, 1877; Canigó, 1886); en teatre, Àngel Guimerà (Mar i cel, 1888; Terra baixa, 1896); i, en novel·la, Narcís Oller (La papallona, 1882; La febre d'or, 1893). A aquests va succeir una generació que va viure a cavall entre els dos segles, formada per Joan Maragall, Raimon Casellas, Joaquim Ruyra, Pere Coromines, Prudenci Bertrana i Santiago Rusiñol.

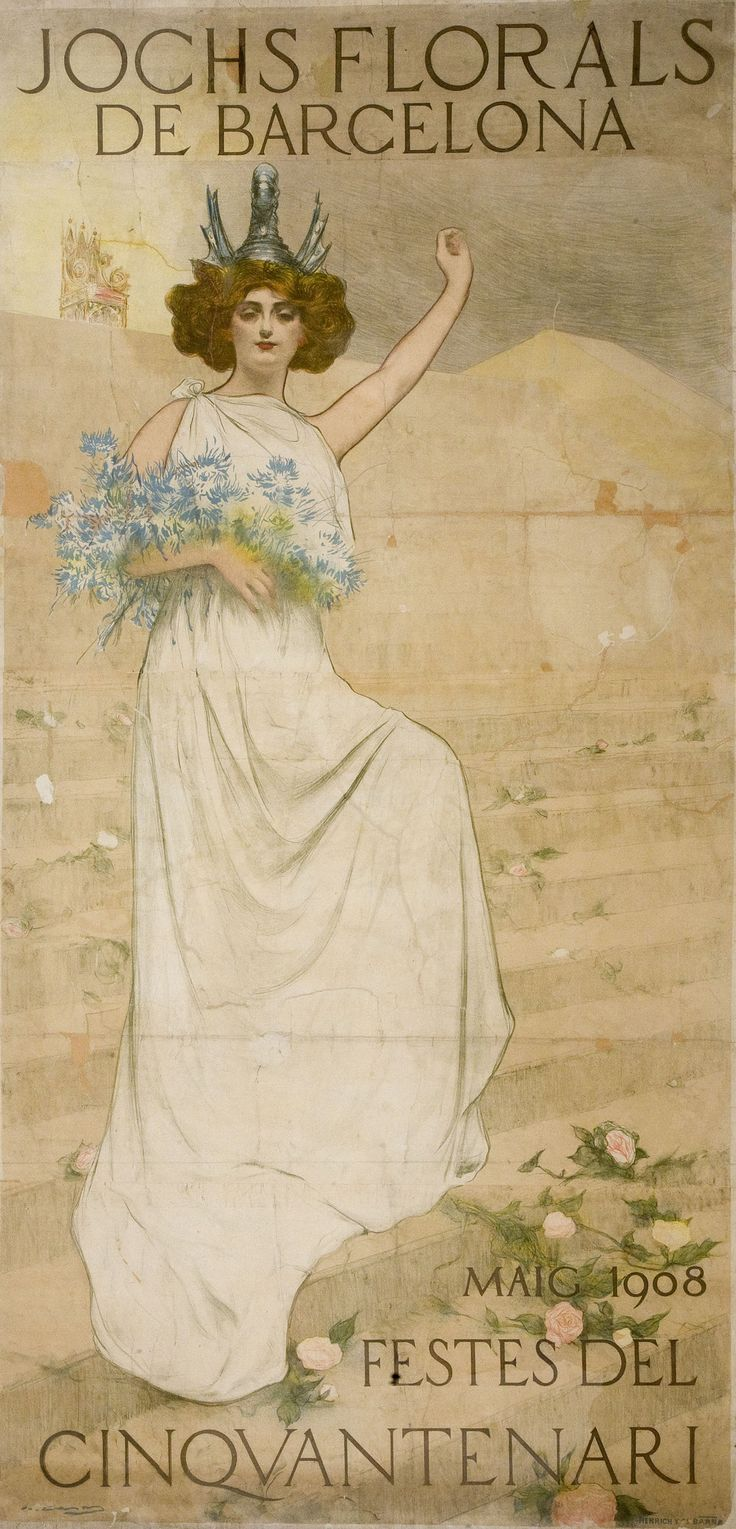
Cartell del cinquantenari dels Jocs Florals.

Es va desenvolupar notablement la filosofia, revitalitzada amb la fundació el 1815 de la Societat Filosòfica de Barcelona i l'aparició de l'anomenada «escola filosòfica catalana», representada inicialment per Ramon Martí d'Eixalà i Francesc Xavier Llorens i Barba, propulsors d'un nou ideari de to psicologista i allunyat de l'escolàstica. També va desenvolupar la seva obra a la ciutat el teòleg vigatà Jaume Balmes. A mitjans de segle es va rebre la influència del positivisme, com es denota en Marià Cubí, Pere Mata, Josep de Letamendi i Ramon Turró.
També va augmentar l'edició i difusió periodística, amb diaris en català (Lo verdader catalá, 1843; Diari Català, 1879; La Veu de Catalunya, 1899) i castellà (El Telégrafo, 1858; El Correo Catalán, 1876; La Publicidad, 1878; El Diluvio, 1879; La Vanguardia, 1881; El Noticiero Universal, 1888; Las Noticias, 1896). Es va continuar editant el Diario de Barcelona que, sota la direcció de Joan Mañé i Flaquer, va ser un dels principals referents de tot l'estat. El 1880 va néixer La Ilustració Catalana, la primera revista gràfica en català.
La primera meitat de segle va ser encara una època d'escasses realitzacions a nivell artístic. Des de la fi del segle xviii i a principi del segle xix es va donar el neoclassicisme, impulsat per l'Escola de Belles Arts de Barcelona (la Llotja), les principals realitzacions de la qual van ser la nova façana de la Casa de la Ciutat (1830), la Casa Xifré (1835-1840), i el Teatre Principal (1847). La pintura neoclàssica va tenir un primer moment d'influència francesa a causa de la presència de l'artista provençal Joseph Flaugier, mentre que després es troben noms com Vicenç Rodés i Salvador Mayol. En escultura destaquen Damià Campeny i Antoni Solà.
El romanticisme es va donar especialment en les arts visuals: la pintura romàntica té la seva primera figura capital en Lluís Rigalt, a més de Claudi Lorenzale i Pelegrí Clavé. En escultura, van continuar les formes neoclàssiques vinculades a l'academicisme, però amb una renovació temàtica i major èmfasi en l'expressivitat, on destaca l'obra de Josep Bover. En arquitectura, el seu equivalent va ser l'historicisme, un corrent que propugnava la revitalització d'estils arquitectònics passats (neoromànic, neogòtic, neomudèjar). Es van crear llavors obres com la Universitat de Barcelona (1862-1873), el Gran Teatre del Liceu (1862), i la nova façana de la Catedral de Barcelona (1887-1890).
Cap a mitjans de segle, i per influència francesa, es va imposar el realisme, amb noms com Marià Fortuny, Ramon Martí i Alsina, Benet Mercadé, Modest Urgell i Apel·les Mestres. En escultura van destacar els germans Agapit i Venanci Vallmitjana, al costat d'Andreu Aleu, Rossend Nobas, Joan Roig i Solé, Josep Reynés, Manuel Fuxà i Rafael Atché. El 1850 es va fundar l'Acadèmia Provincial de Belles Arts de Barcelona, que el 1928 va passar a denominar-se Reial Acadèmia Catalana de Belles Arts de Sant Jordi. A la seva seu compta amb un museu de referència quant a la producció pictòrica i escultòrica del neoclassicisme, del romanticisme i del realisme catalans.

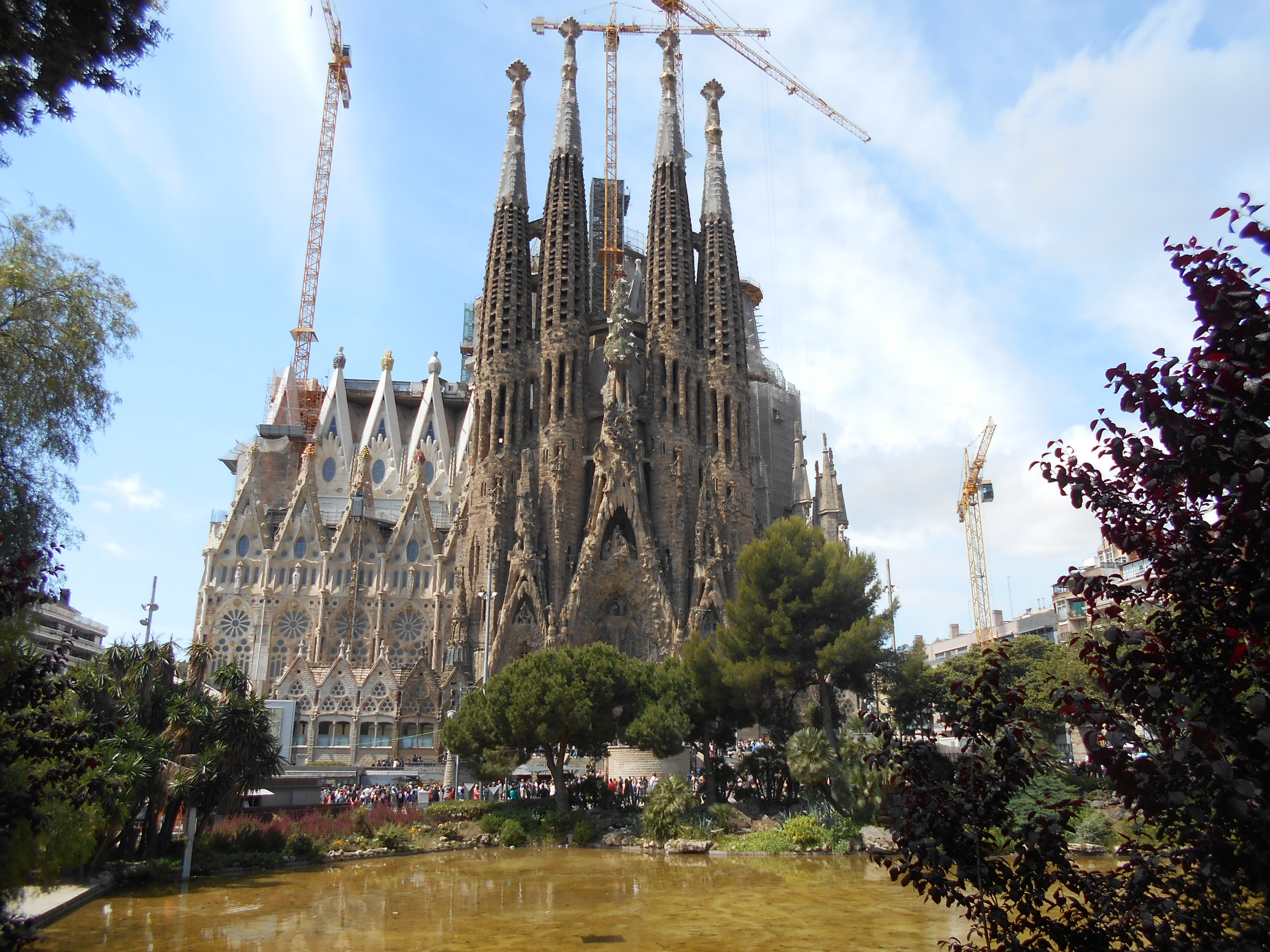
Temple Expiatori de la Sagrada Família, d'Antoni Gaudí. Declarat el 2005 Patrimoni de la Humanitat per la Unesco, és el monument més visitat de Barcelona.

A la fi de segle va sorgir un moviment que seria el principal vehicle d'expressió de la societat catalana de l'època: el modernisme. Desenvolupat entre els segles xix i xx, va ser un moviment heterogeni, amb moltes diferències entre artistes, cadascun amb el seu segell personal, però amb un mateix esperit, un afany de modernitzar i europeïtzar Catalunya. L'obra d'Antoni Gaudí (Temple Expiatori de la Sagrada Família, 1883-en construcció; casa Batlló, 1904-1906; casa Milà, 1906-1910), Lluís Domènech i Montaner (Hospital de la Santa Creu i Sant Pau, 1902-1913; Palau de la Música Catalana, 1905-1908) o Josep Puig i Cadafalch (casa Amatller, 1898-1900; casa Terrades, 1903-1905) va suposar un gran impuls per a la imatge de la ciutat.
La pintura modernista va estar representada principalment per Ramon Casas i Santiago Rusiñol; més tard es va rebre la influència del simbolisme francès, practicat per artistes com Alexandre de Riquer, Adrià Gual, Joan Llimona, Dionís Baixeras i Eliseu Meifrèn. En un anomenat «postmodernisme» es troben noms com Joaquim Mir, Isidre Nonell, Hermenegild Anglada i Camarasa i Francesc Gimeno, i és de remarcar la presència d'un jove Pablo Picasso, que es va endinsar en l'ambient modernista barceloní al voltant de l'any 1900, fet que suposaria un canvi en la seva trajectòria i la seva adscripció a l'art d'avantguarda. L'escultura és hereva del monumentalisme dels Vallmitjana, si bé amb posterioritat va rebre la influència del simbolisme francès, especialment de l'obra d'Auguste Rodin. Destaquen els noms d'Eusebi Arnau, Josep Llimona, Miquel Blay, Agustí Querol i Enric Clarasó. El modernisme va destacar també quant a disseny, i va generar un gran nombre d'obres de gran qualitat en terrenys com el cartellisme, la impressió (llibres, revistes, postals), joies, ceràmica, mobles, forja, vidrieria, mosaic, etc.

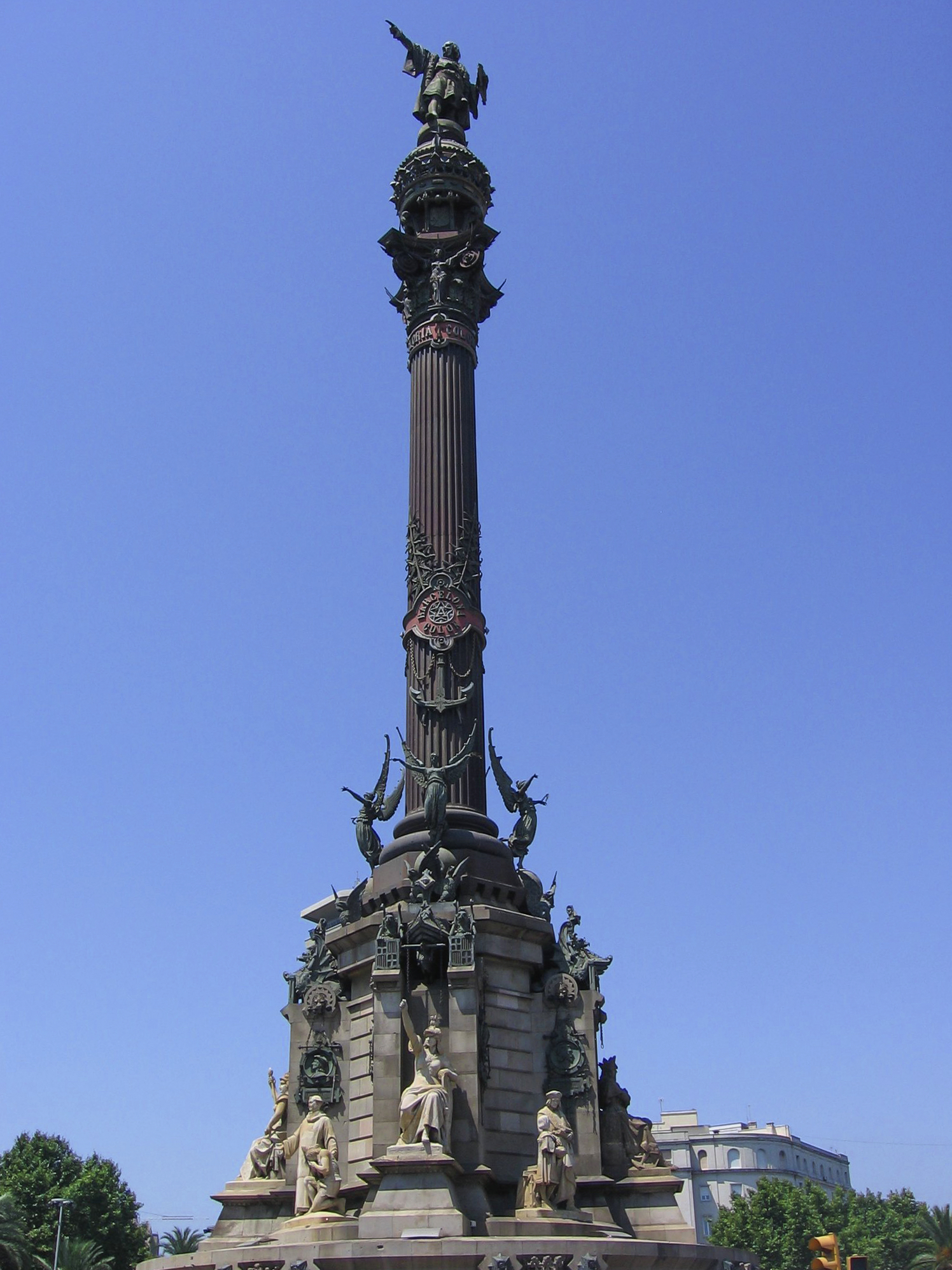
Monument a Colom (1888).

En aquest segle va tenir un gran auge l'art públic: convé esmentar la Font d'Hèrcules, situada a la cruïlla del passeig de Sant Joan amb el carrer Còrsega, obra de 1802 realitzada per Josep Moret sobre un projecte de Salvador Gurri, la qual és considerada com l'estàtua pública de confecció original més antiga de Barcelona; posteriorment cal destacar el Monument a Colom (1888), a la plaça del Portal de la Pau, obra de Gaietà Buïgas, amb l'estàtua de Colom de l'escultor Rafael Atché; i la Font de Canaletes (1892), a la Rambla amb la plaça de Catalunya, obra de Pere Falqués, que amb el temps s'ha convertit en un símbol de la ciutat i sol ser lloc de reunió dels afeccionats del Futbol Club Barcelona en les celebracions de l'equip.
La música va tenir gran rellevància durant aquesta centúria, potenciada pel sorgiment de les orquestres simfòniques. El principal corrent musical d'inicis de segle va ser el romanticisme, representat per compositors com Ferran Sor, Ramon Carnicer, Mateu Ferrer, Ramon Vilanova i Marià Obiols. El 1844 es va fundar la Societat Filharmònica de Barcelona, que va presentar a Franz Liszt a la ciutat. El 1886 es va fundar el Conservatori Municipal de Música de Barcelona, així com la Banda Municipal de Barcelona. A la fi de segle, i en paral·lel al fenomen modernista, va sorgir el «lied català», que tindria un gran auge fins a mitjans del segle xx. Un dels seus primers exponents va ser Felip Pedrell, qui a més va investigar la música popular i va ser pioner del nacionalisme musical català i espanyol; deixebles seus van ser Isaac Albéniz i Enric Granados. El 1891, Lluís Millet i Amadeu Vives van fundar l'Orfeó Català. En aquest període es va popularitzar també la música coral, especialment amb els anomenats «cors de Clavé», que aglutinaven la música amb la fraternitat obrera. A la fi de segle es va popularitzar una cançó que amb el temps es convertiria en l'himne català, Els segadors, una antiga cançó popular que va ser adaptada entre 1892 (música, Francesc Alió) i 1899 (lletra, Emili Guanyavents). Tot i que en principi no tenia cap connotació reivindicativa ni patriòtica, va ser adoptada com a himne nacional pel catalanisme, sense reconeixement oficial fins a la seva consagració per la Generalitat el 1993.
L'òpera va tenir una gran popularitat durant aquesta centúria, representada inicialment al Teatre de la Santa Creu (Teatre Principal des del 1838) i, des del 1847, al Gran Teatre del Liceu, que es convertiria en el cor de la lírica barcelonina. Entre els principals intèrprets cal citar als baixos Agustí Rodas, Josep Mirall i Jaume Ballescà; els barítons Adolf Gironella, Joan Cuyàs i Ramon Blanchart; els tenors Rossend Dalmau, Enric Bertran i Francesc Viñas; la contralto Emerenciana Wehrle; i les sopranos Manuela Rossi-Caccia, Carmelina Poch, Dionísia Fité i Andreua Carrera. També durant aquest segle va tenir molt èxit la sarsuela, representada fonamentalment al Teatre Principal, així com en altres escenaris, com el Teatre del Bosque, el Nou, el Tívoli i l'Odeon.

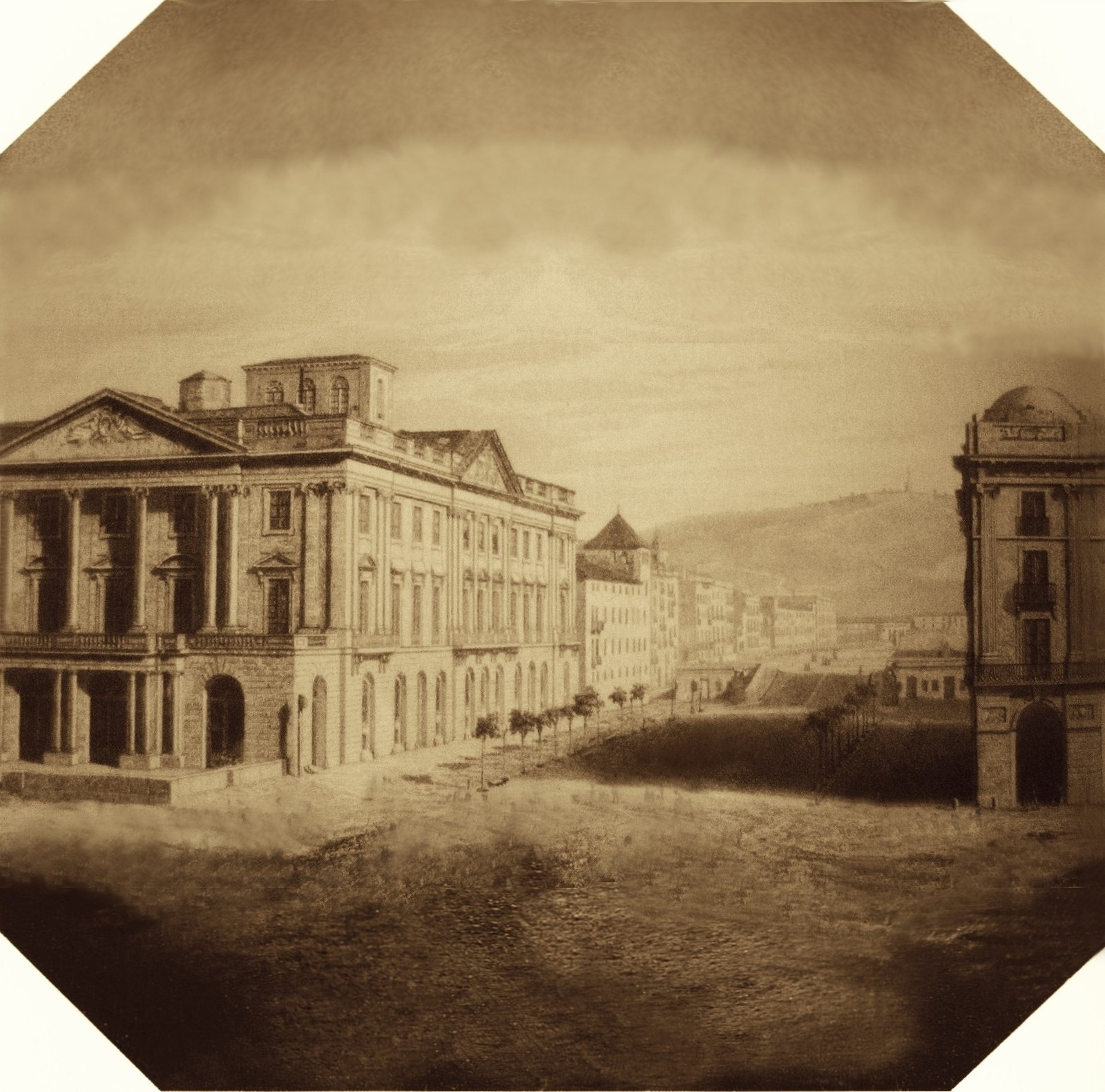
Primera fotografia realitzada a Espanya, el 10 de novembre de 1839, per Ramon Alabern. Es pot contemplar la casa Xifré i la Llotja de Mar.

La dansa clàssica (o ballet) es va desenvolupar notablement en aquesta centúria, amb dos escenaris principals: el Gran Teatre del Liceu i el Teatre Principal. Van destacar especialment els ballarins Joan Camprubí i Pere Mauri, les ballarines Roseta Mauri i Pauleta Pàmies, i els coreògrafs Josep Alsina i Ricard Moragas. En aquest segle van arribar a la ciutat les primeres companyies circenses internacionals: el 1800 va presentar el seu espectacle el circ italià de Frescara i Chiarini, el qual va retornar els anys següents a causa del seu èxit entre el públic barceloní. El 1827 es va instal·lar el circ eqüestre de Louis Auriol al solar on després es construiria el Teatre del Liceu. El 1855 es va presentar la família Franconi i, el 1863, el funàmbul Blondin. En canvi, l'espectacle del Salvatge Oest de Buffalo Bill no va tenir molt èxit el 1890.
La ciència també va adquirir un notable avanç en aquest segle, especialment gràcies a la teoria positivista. El 1805 es va crear l'Escola de Química, el 1807 la de Botànica i, el 1808, la de Mecànica. El 1842 va retornar la Universitat de Barcelona. El 1882 es va fundar el Museu de Ciències Naturals de Barcelona (Museu Martorell). El 1886 l'Ajuntament va crear el Laboratori de Microbiologia, dirigit per Jaume Ferran i Clua. El 1887 es van construir dues torres per a l'estudi de l'astronomia, i una altra per a la meteorologia. Com noms propis, cal destacar a: Francesc Xavier de Bolòs, farmacèutic i naturalista; Joan Francesc Bahí, Antoni Cebrià Costa i Joan Cadevall, botànics; Estanislau Vayreda i Vila, botànic i farmacèutic; Pere Marcer, físic; Josep Antoni Llobet, físic i geòleg; Lluís Marià Vidal, enginyer i geòleg; Artur Bofill, geòleg i naturalista; Jaume Almera, geòleg; Francesc Martorell, naturalista; Rafael Roig, enginyer agrícola; i Jaume Arbós, químic. En medicina, van destacar, a més de Jaume Ferran: Àlvar Esquerdo, cirurgià; Jaume Pi i Sunyer, fisiòleg; Miquel Àngel Fargas, ginecòleg; Lluís Suñé, otorrinolaringòleg; Bartomeu Robert, internista; i Ramon Turró, bacteriòleg.
En aquest segle va sorgir la fotografia: a Barcelona es va realitzar la primera fotografia de tot Espanya, presa amb un daguerreotip el 10 de novembre de 1839 al Pla de Palau per Ramon Alabern. La majoria dels primers fotògrafs que van treballar a la ciutat van ser estrangers, com Alexandre Gobinet de Villecholes, Charles Chavan o Eugène Lorichon. Malgrat tot, aviat van sorgir fotògrafs autòctons, com Severo Bruguera o Antonio Fernández “Napoleón”. Des del 1850, amb l'aparició de la tècnica positiu-negatiu, el procediment es va popularitzar. Van sorgir llavors nombrosos estudis, com Moliné i Albareda, Rafael Arenyes, Frank i Wigle, Gustavo Larauza i Juan Martí. Amb l'Exposició Universal de 1888 es van consagrar dues rellevants figures del nou art: Antoni Esplugas i Pau Audouard.

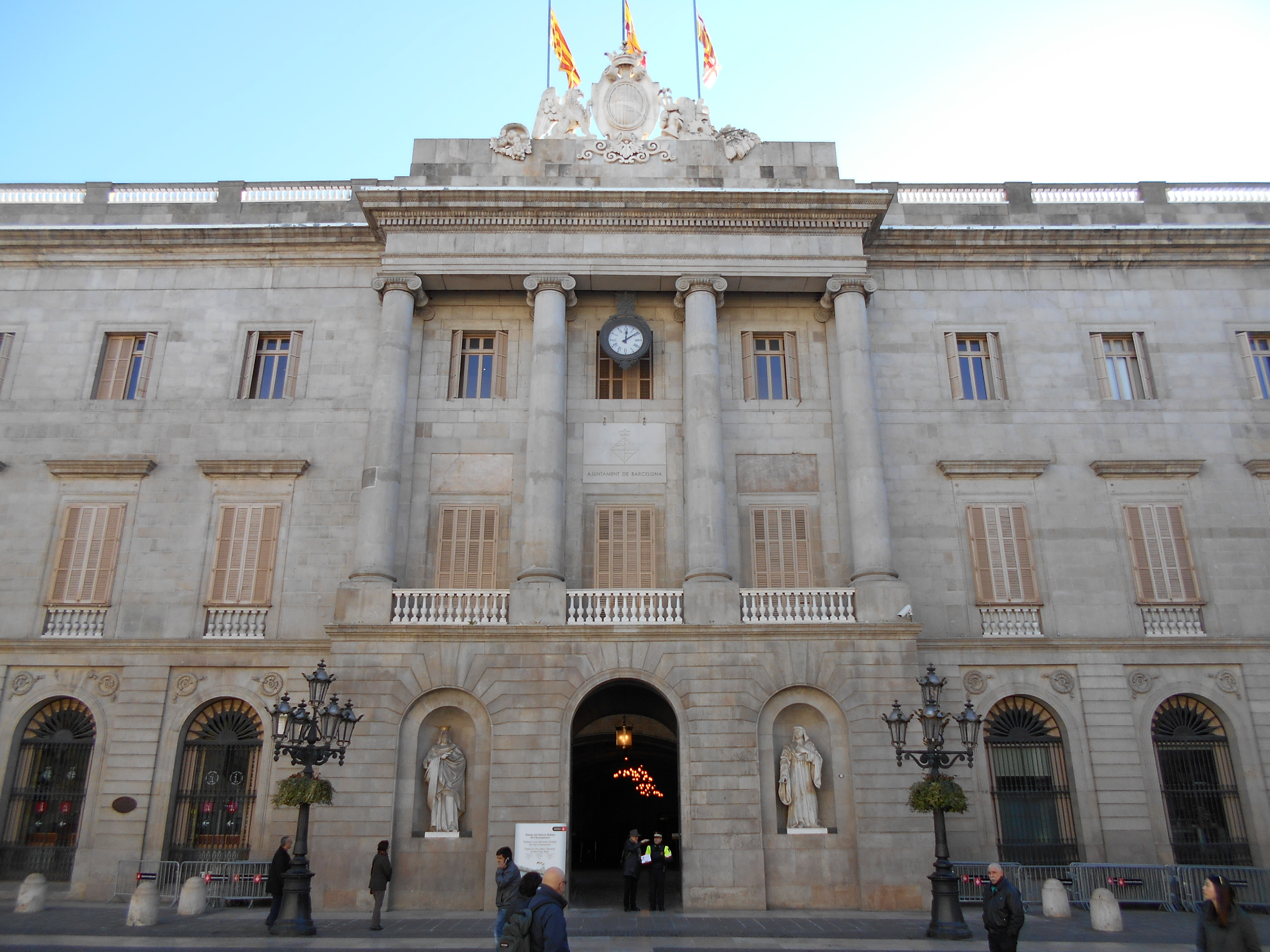
Façana de la Casa de la Ciutat (1830).
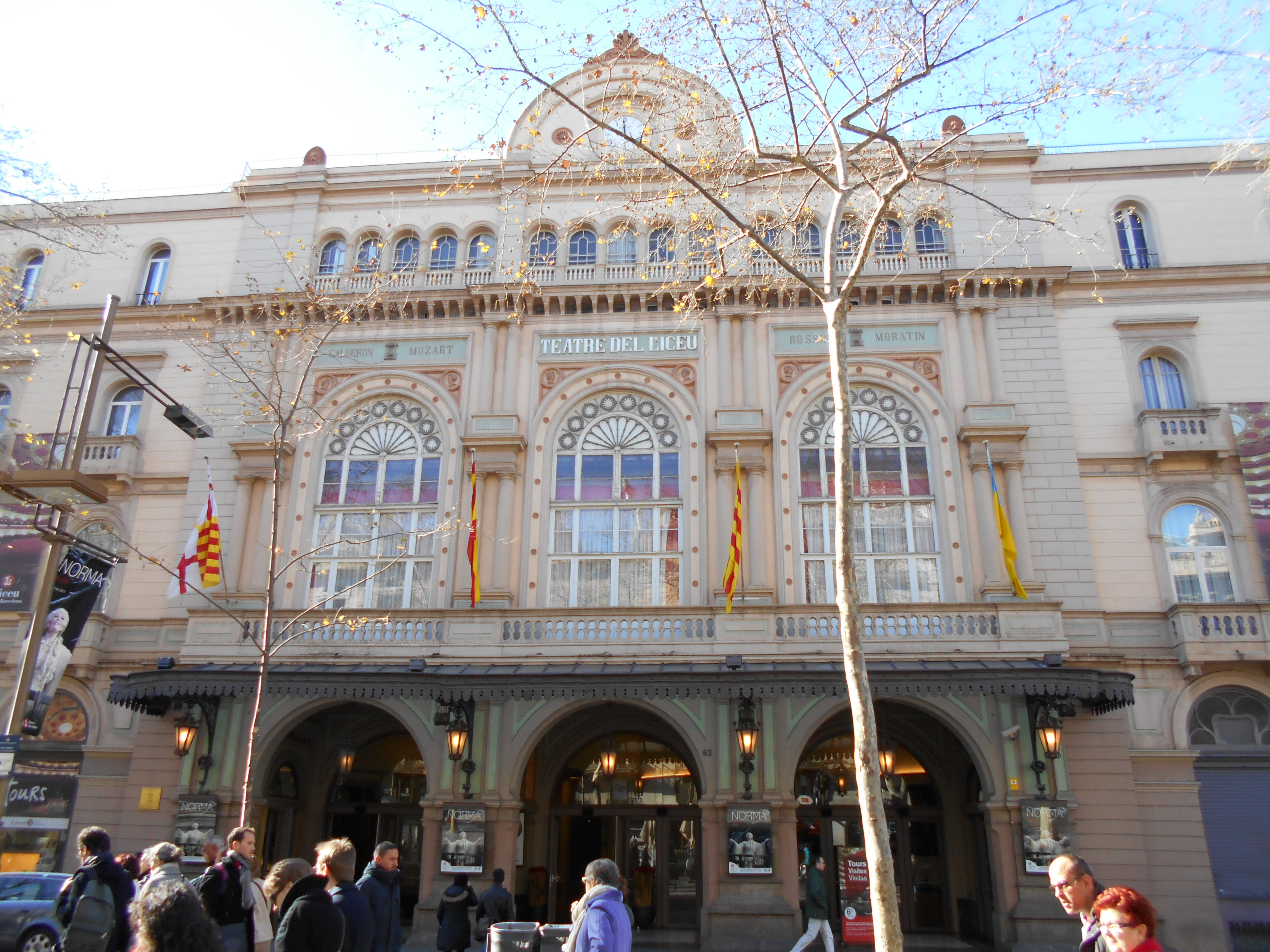
Gran Teatre del Liceu (1862), de Josep Oriol Mestres.
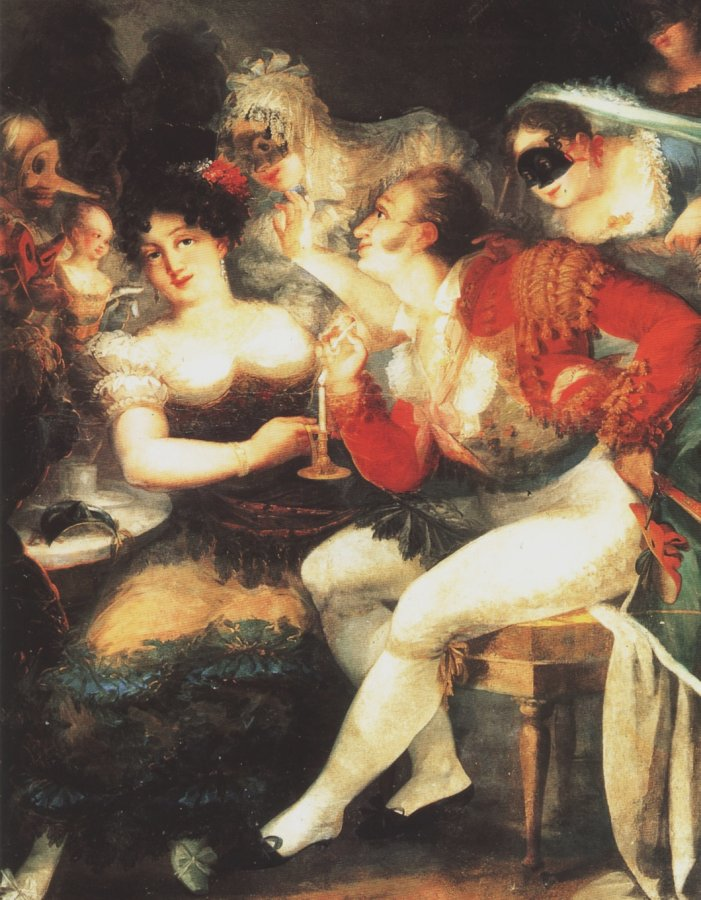
Un cafè en carnaval (1825), de Salvador Mayol, MNAC.
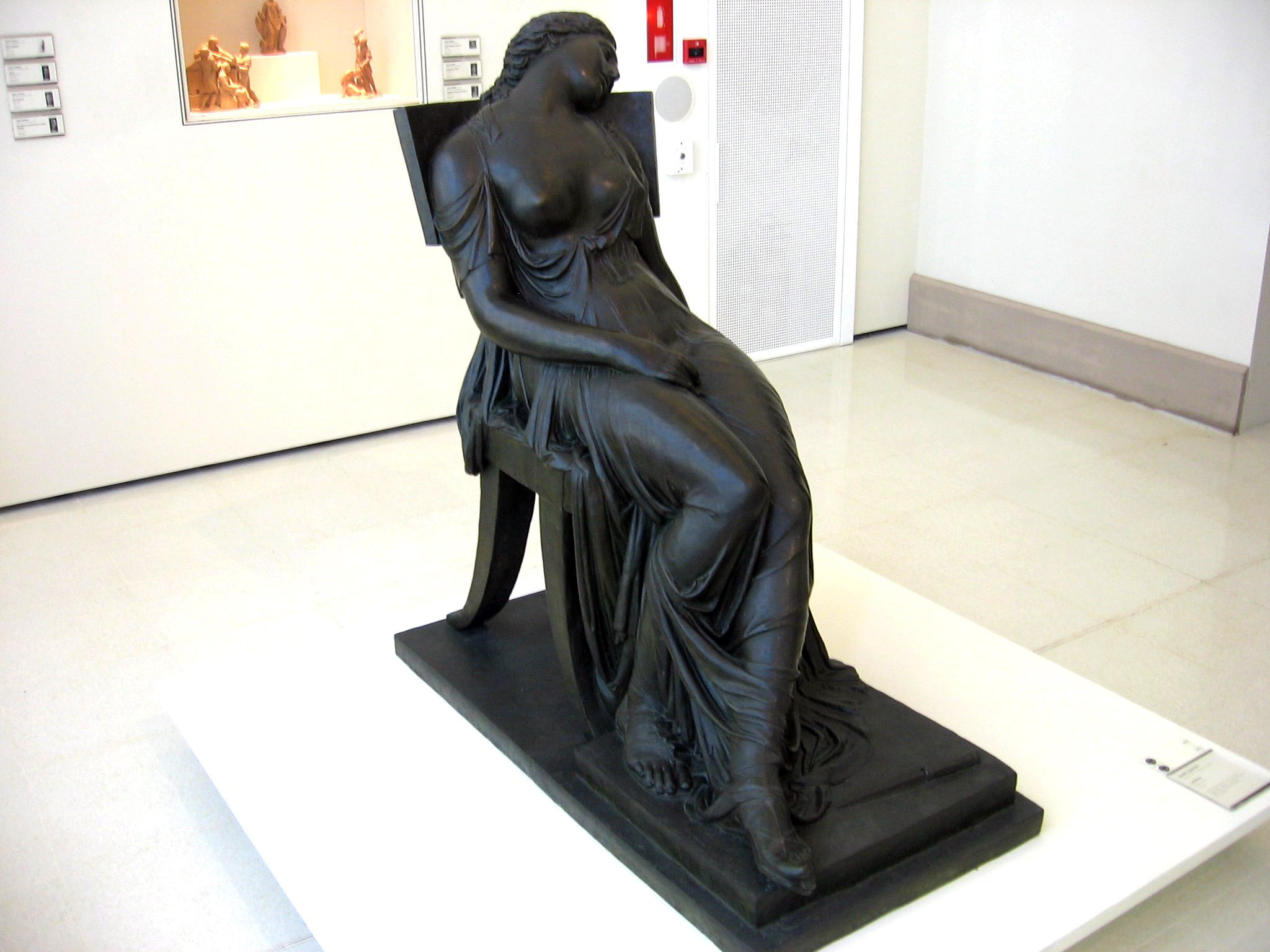
Lucrècia moribunda (1804), de Damià Campeny, MNAC.
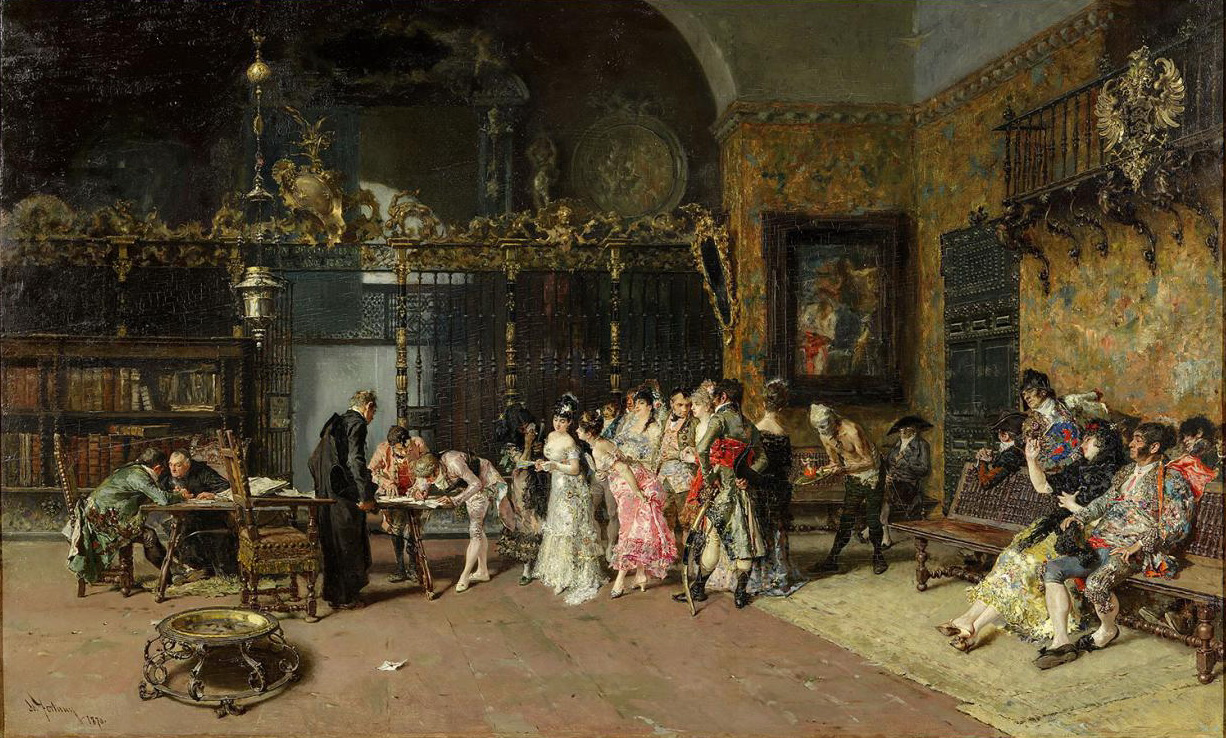
La vicaria (1870), de Marià Fortuny, MNAC.
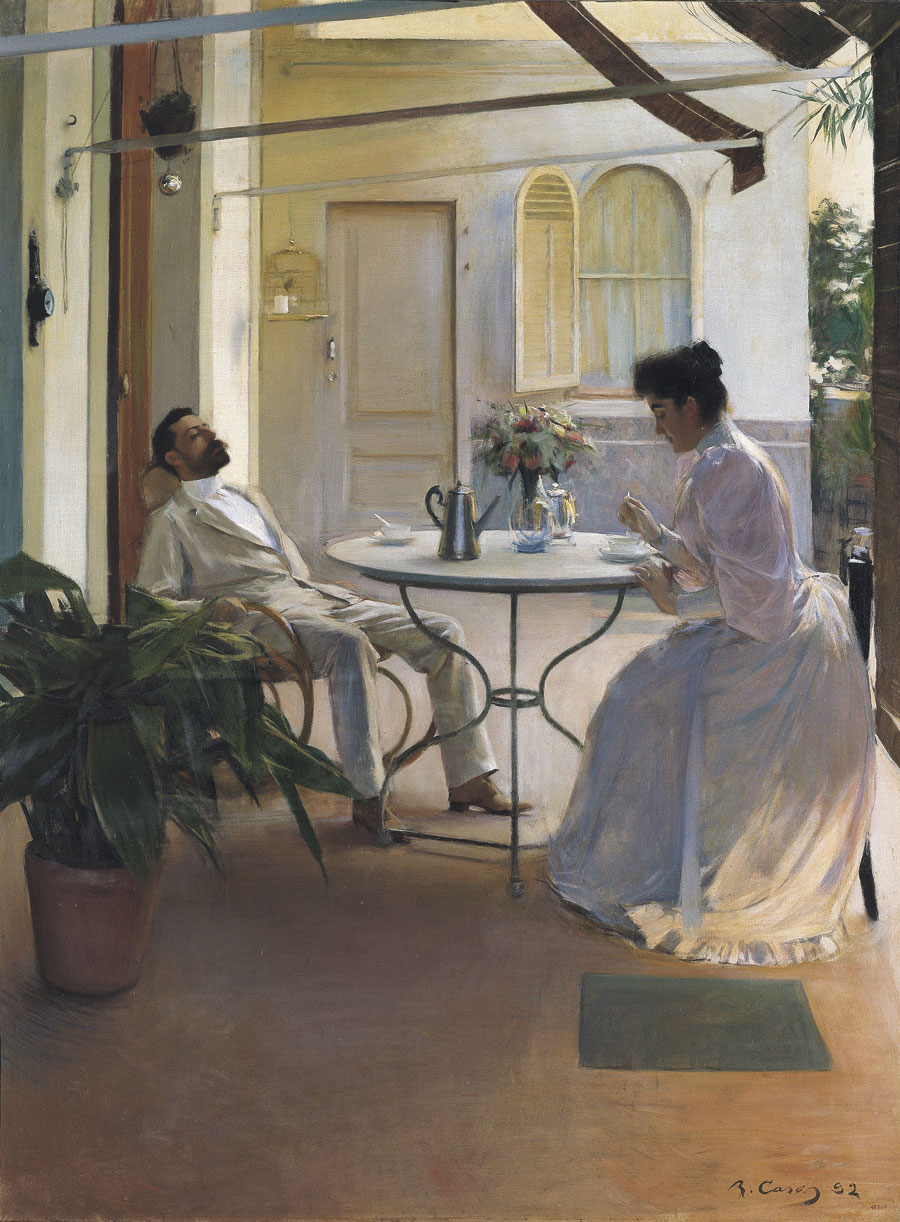
Interior a l'aire lliure (1892), de Ramon Casas.
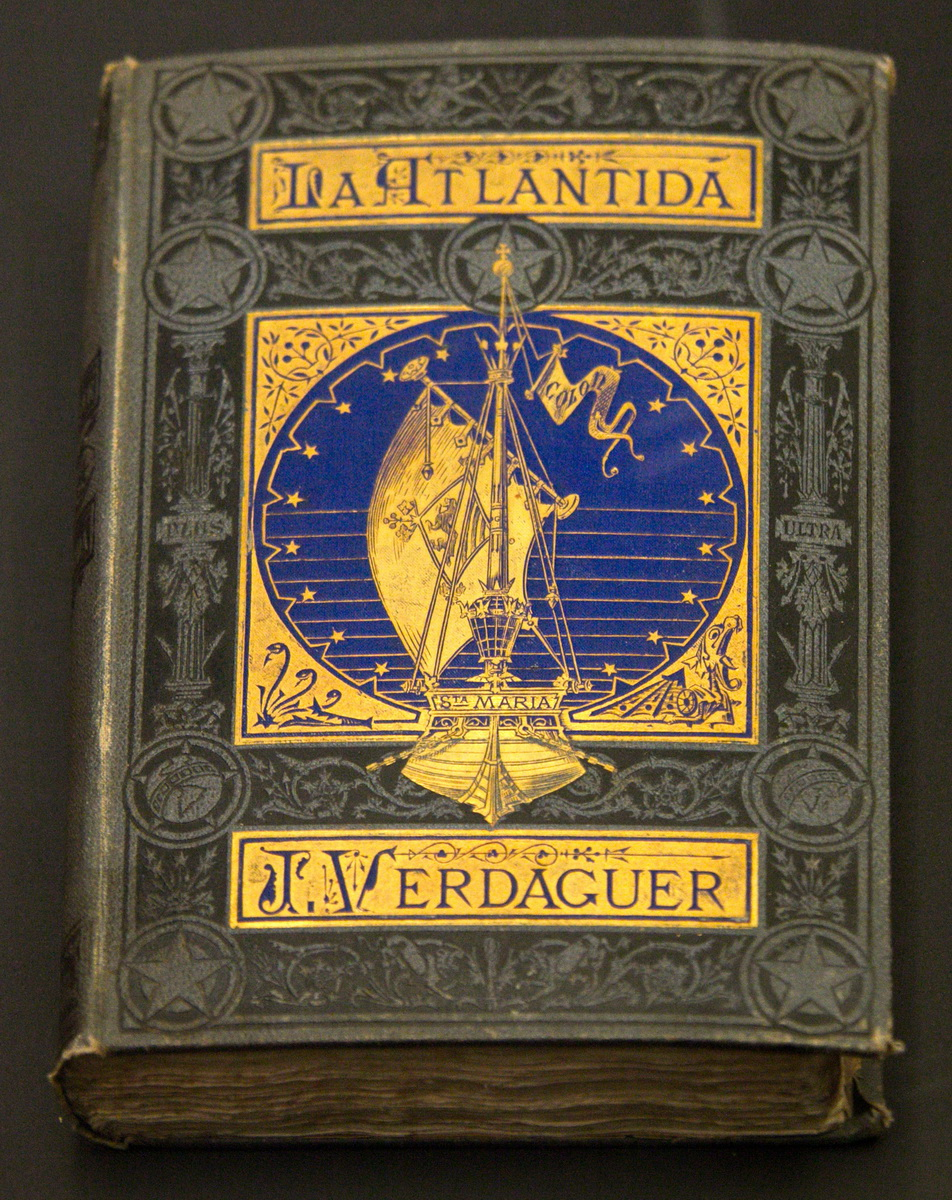
L'Atlàntida, de Jacint Verdaguer (1877).

### Societat

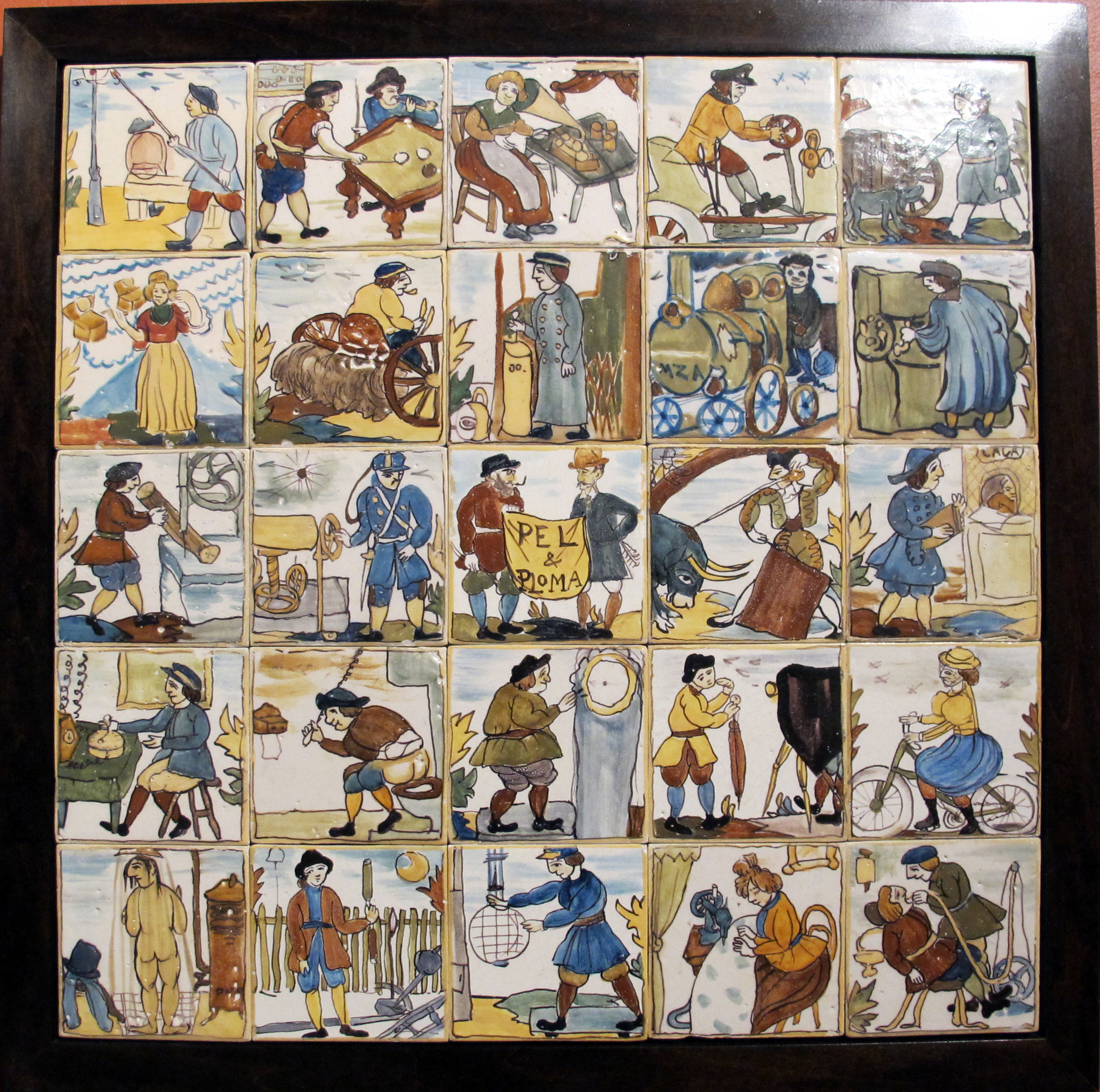
Escenes de la vida quotidiana, ceràmica de Ramon Casas (1902).

Des del final del segle xviii es va sorgir una distinció entre la burgesia: a l'antiga burgesia de tipus comercial, d'origen medieval, es va supeditar la nova burgesia de tipus industrial, sorgida dels nous procediments econòmics derivats del capitalisme i l'inici de la industrialització. Aquesta nova burgesia aniria ascendint fins a gairebé desplaçar l'antiga aristocràcia terratinent, en adquirir títols nobiliaris —moltes vegades comprats—, com seria el cas del fabricant tèxtil Joan Pau Canals, nomenat el 1777 baró de Vallroja per Carles III. L'estament que va continuar sense gairebés variacions va ser l'eclesiàstic: a començaments del segle xix hi havia a Barcelona més de 25 convents i uns 200 sacerdots, que tenien un gran ascendent sobre la població. L'Església estava a més molt present en el terreny educatiu i el cultural.
D'altra banda, el procés d'industrialització va comportar la creació d'un nou tipus de classe social de baix estament: el proletariat, un conjunt d'obrers no especialitzats de caràcter urbà, que va anar creixent a la ciutat entorn de les fàbriques en les quals treballaven. També va créixer notablement la mendicitat. Amb el temps, les diferències socials es van engrandir, especialment per la desaparició de la classe artesana de tipus gremial: les noves mesures estatals afavoridores de la llibertat d'indústria preses entre el final del segle xviii i començament del segle xix van comportar la desaparició dels privilegis gremials, fet que va provocar la gradual desaparició dels gremis.

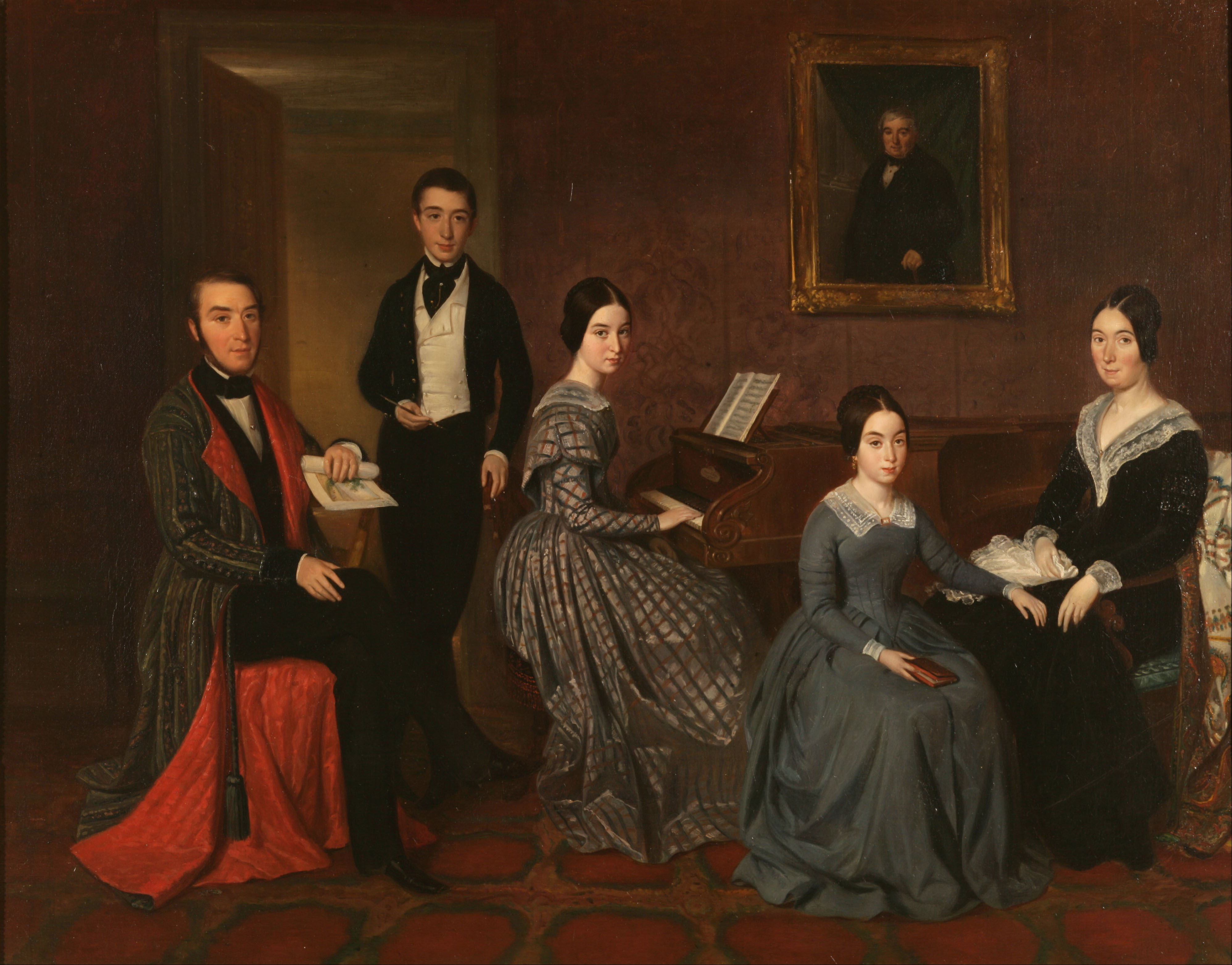
Retrat d'una família burgesa de l'època: La família de Jordi Flaquer (1845), de Joaquim Espalter, Museu del Romanticisme (Madrid).

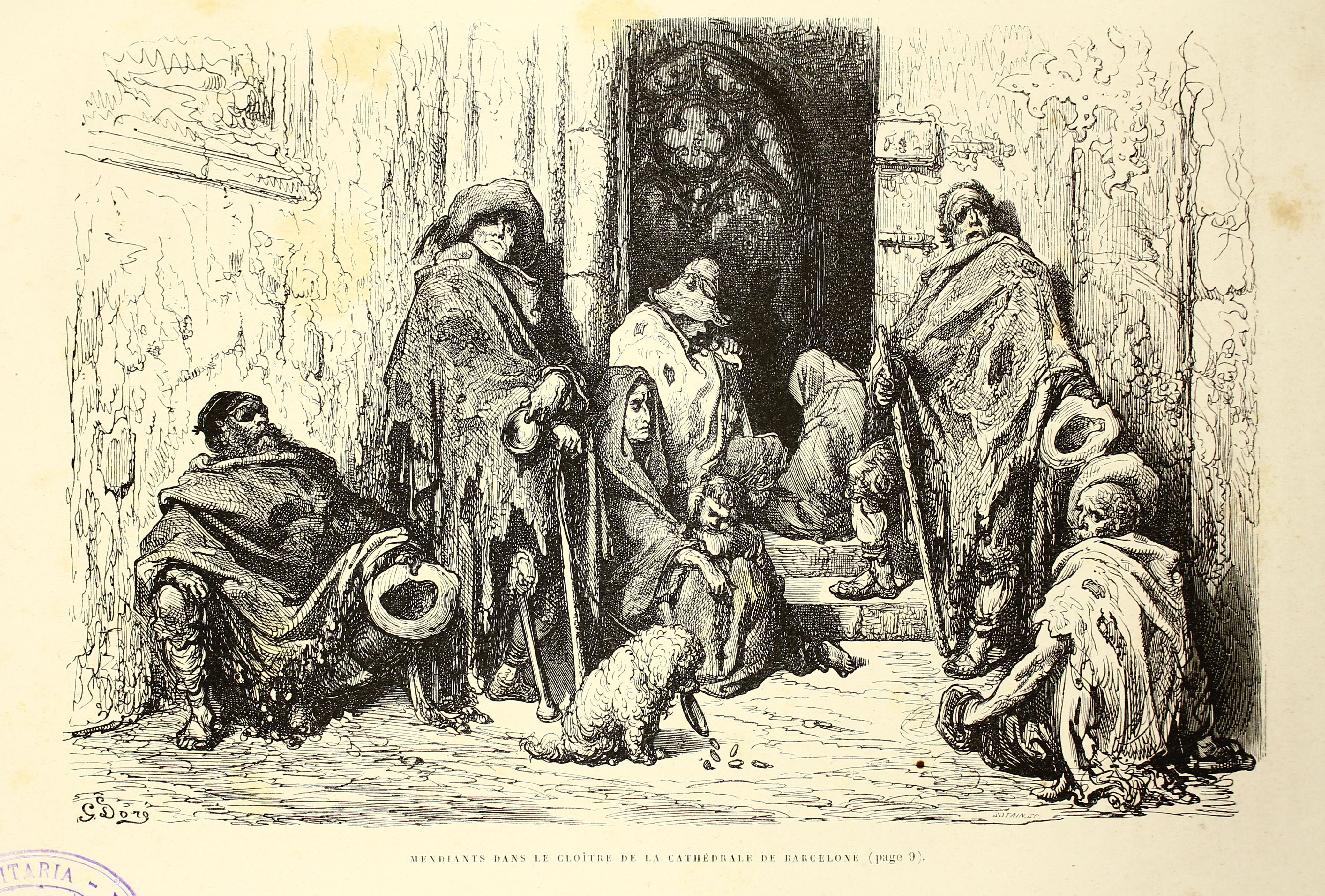
Captaires en el claustre de la Catedral de Barcelona, gravat de Gustave Doré (1874).

Les condicions de la classe obrera en aquesta època eren de misèria, amb jornades de 16 hores diàries de dilluns a dissabte, sense vacances, jubilació ni segur mèdic, sense cap estabilitat contractual, i en pèssimes condicions de salubritat. La majoria d'obrers residia als barris d'El Raval i Sant Pere, prop de les fàbriques, de les quals els arribava la contaminació fins a la llar. La dieta alimentària de les classes populars se centrava en fècules (pa, llegums i patates), bacallà i sardines. Per això la desnutrició, al costat del tifus i la tuberculosi, eren els principals problemes de salut que solien tenir els treballadors. En aquesta època l'esperança de vida era baixa: en la seva Monografia estadística de la classe obrera (1867), Ildefons Cerdà assenyalava que l'esperança de vida era de 38,3 anys per als rics i 19,7 per als pobres. Cal assenyalar que a mitjans de segle hi havia un índex d'analfabetisme del 46,5 %, major en el segment femení que en el masculí.
Les noves condicions de vida van impulsar en la societat civil l'associacionisme: durant aquesta època van sorgir multitud de clubs i associacions de tota classe, tant en el terreny polític com el cultural, o simplement el cívic. Les principals van sorgir al voltant de moviments com les societats corals, els centres excursionistes, els ateneus i agrupacions científiques (Ateneu Barcelonès, Ateneu Català de la Classe Obrera), certàmens literaris com els Jocs Florals o cercles artístics com el de Sant Lluc o el Reial Cercle Artístic de Barcelona.

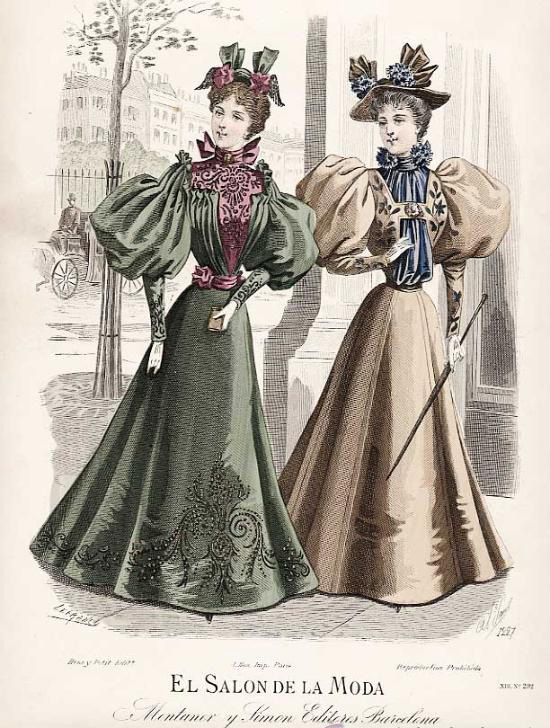
El Saló de la Moda, Montaner i Simon Editors.

Durant aquesta centúria la moda va seguir preferentment els corrents internacionals més en voga a cada moment: a principis de segle dominava la moda Imperi procedent de França, influïda per la estatuària grecoromana, amb vestits rectes i vaporosos; en els anys 1830, el romanticisme va posar de moda un tipus d'indumentària popular i castissa, amb vestits amples i pesats; a la fi de segle es va posar de moda el polisson. Quant a indumentària masculina, durant gairebé tot el segle es va seguir el patró anglès de pantalons llargs, armilla i levita. El 1876 es va formar La Confiança Societat de Mestres Sastres de Barcelona. Pel que fa a la perruqueria, va evolucionar des de la professió de barber-perruquer cap a la nova coiffure d'influència francesa; el 1892 va obrir un luxós establiment Tomás Cebado, situat a la Rambla. En l'àmbit de la gastronomia, el 1835 es va publicar el receptari La cuynera catalana, d'autor desconegut, un manual de la cuina catalana del moment.

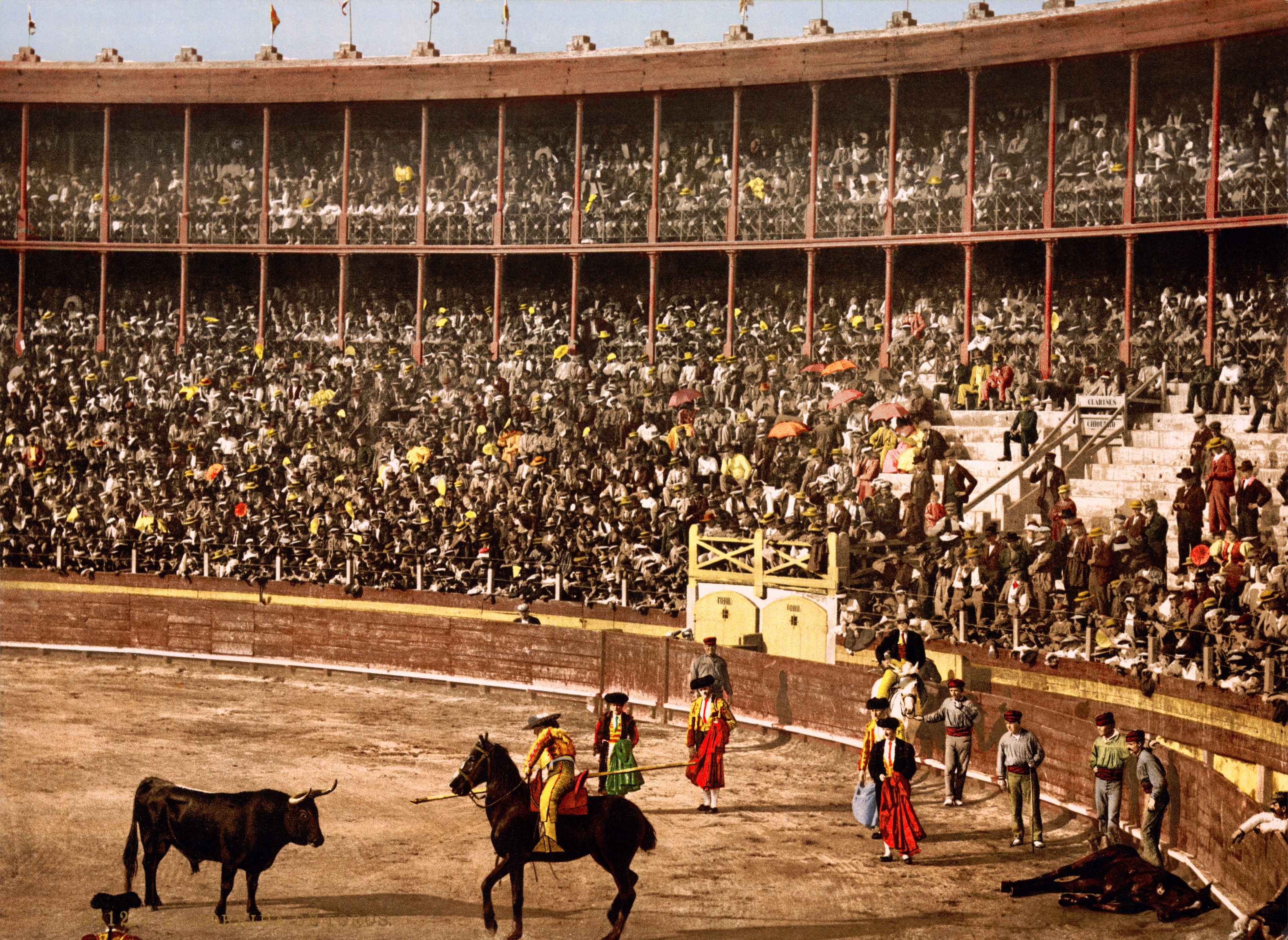
Corrida de toros a Barcelona (1890).

En aquest segle, els principals espectacles a la ciutat eren la sarsuela, el sainet, la revista i el vodevil, a més del flamenc i els toros. El 1834 es va construir una plaça de toros a la Barceloneta, El Torín, que va substituir l'anterior plaça de fusta; el 1887 es va establir un reglament taurí propi, el segon de l'estat. En aquest període, el torero més famós va ser el cordovès Lagartijo. Entre els balls tradicionals es trobaven el ball de deu, el ball del vano i el ram i el ball d'en Serrallonga, que es ballaven a les festes majors, tot i que a poc a poc van anar decaient a mesura que s'introduïen els balls de saló d'origen europeu. La vida nocturna se centrava en els teatres, sales de ball i tavernes. La prostitució era clandestina, ja que els prostíbuls estaven prohibits des del 1623; malgrat tot, l'ambient de marginalitat derivat de la prostitució de carrer i l'augment de malalties venèries van portar el 1863 a fer un reglament per a la pràctica d'aquesta activitat. El 1888 va obrir el bordell Madame Petit, que va tenir molta fama.

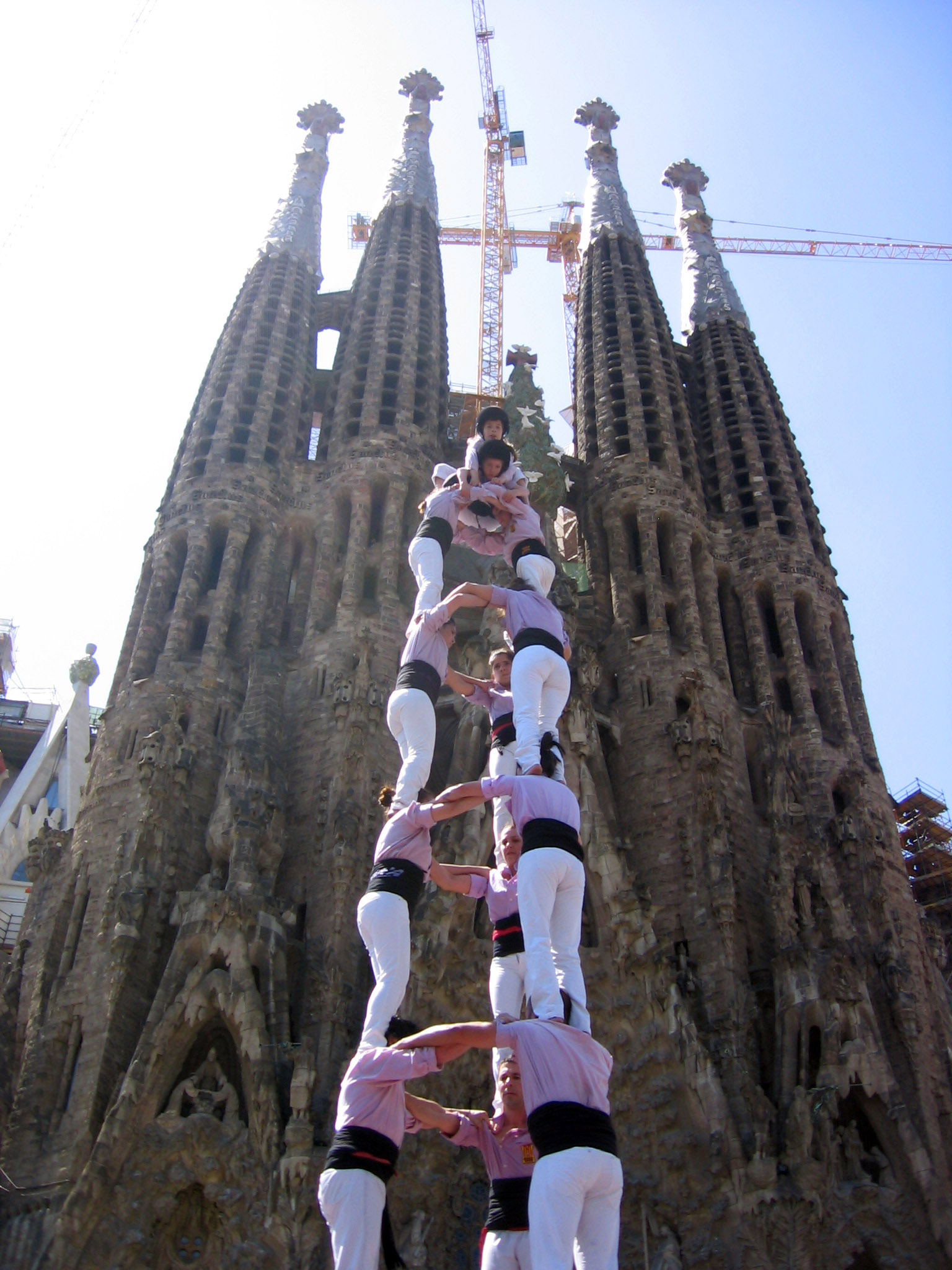
Elevació d'un castell enfront de la Sagrada Família.

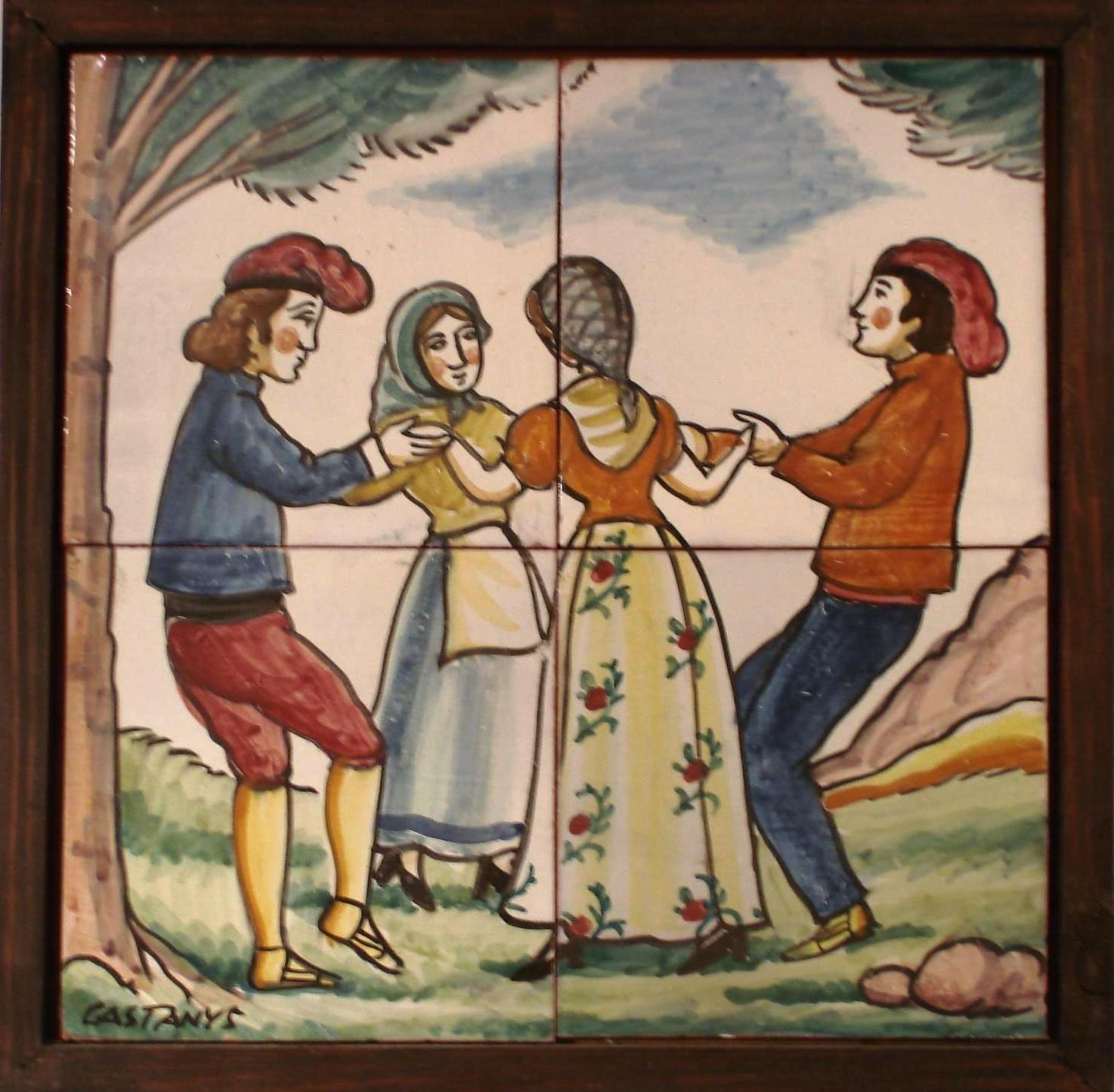
Rajoles representant una sardana.

Les tradicions populars van experimentar una gran revitalització durant aquest segle gràcies al renaixement cultural propiciat per la Renaixença, la revaloració del folklore afavorida pel romanticisme i l'embranzida donada als elements culturals propis pel catalanisme. Això es va reflectir principalment en dos components culturals que, malgrat no tenir tradició a la Ciutat Comtal, van arrelar profundament des de llavors: la sardana i els castells. La primera, un ball popular en grup dansat al ritme de la cobla, era originària de l'Empordà. Es va introduir a la ciutat des del 1871, i va anar creixent en popularitat en el trànsit amb el segle xx; el 1921 es va crear l'associació Foment de la Sardana de Barcelona. Per la seva banda, els castells eren unes torres humanes originàries del Camp de Tarragona i el Penedès, que es van introduir a la ciutat a la fi de segle: el 1877 consta la participació en les festes de la Mercè d'una colla barcelonina, que no tenia un nom establert; el 1902 hi ha referències a una Colla Nova de Gràcia, tot i que durant la primera meitat del segle xx l'afició va devallar, fins que el 1958 es va formar la colla de Castellers de Barcelona, a la qual van seguir diverses als diferents barris de la ciutat.

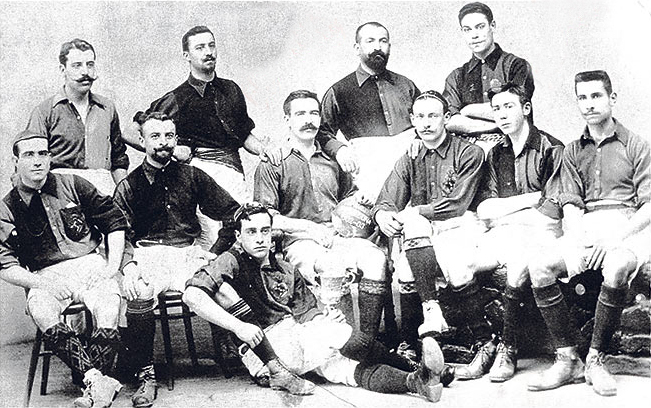
Equip del Futbol Club Barcelona (1903).

Pel que fa a festivitats, la més popular seguia sent el Carnestoltes, en la qual se celebraven rues, balls i mascarades; sovint servien per ridiculitzar a les autoritats, actuant com a vàlvula de fuita política, i també es feien concursos literaris humorístics, com el Certamen Polilingüe Moixiganesc. Durant tot aquest segle i fins a mitjans del segle xx un costum molt popular era la fontada, un tipus d'excursió campestre que consistia a acudir a alguna de les diverses fonts situades als afores de la ciutat, especialment en paratges de Montjuïc i Collserola (com la Font del Gat o la del Lleó), i organitzar algun menjar o berenar; a vegades servien per a algun acte de tipus cultural o polític, com els organitzats per corals claverianes, agrupacions sardanistes o concentracions obreres del Primer de Maig.
D'altra banda, a la fi del segle xix els barcelonins van començar a experimentar la proliferació de noves formes de vida, oci i relació social que tenien en l'esport i la pràctica d'activitat física la seva màxima expressió. Una de les primeres aficions dels barcelonins va ser el muntanyisme, aglutinada en l'Associació Catalana d'Excursions Científiques (1876), posterior Centre Excursionista de Catalunya (1890). Li van seguir esports com l'atletisme (Cursa Jean Bouin), el ciclisme, la boxa, el rugbi o l'automobilisme. En els últims anys del segle la ciutat va veure néixer els primers gimnasos, així com una gran quantitat de clubs de natació, tennis o futbol, que tindrien una gran importància en el segle xx en la vida social dels barcelonins i en la projecció exterior de la ciutat. Clubs com el Futbol Club Barcelona (fundat el 1899), l'RCD Español (1900), el Reial Club de Tennis Barcelona o el Club Natació Barcelona van cobrar de seguida una gran popularitat a la ciutat, i van convertir a Barcelona en la gran capital de l'esport espanyol de començaments del segle xx. El mateix baró de Coubertin, pare dels Jocs Olímpics moderns, va comentar en una visita a la ciutat a començaments del segle xx: «creia saber el que era una ciutat esportiva abans de visitar Barcelona, però estava equivocat; ara sí ho sé».

## Segle XX

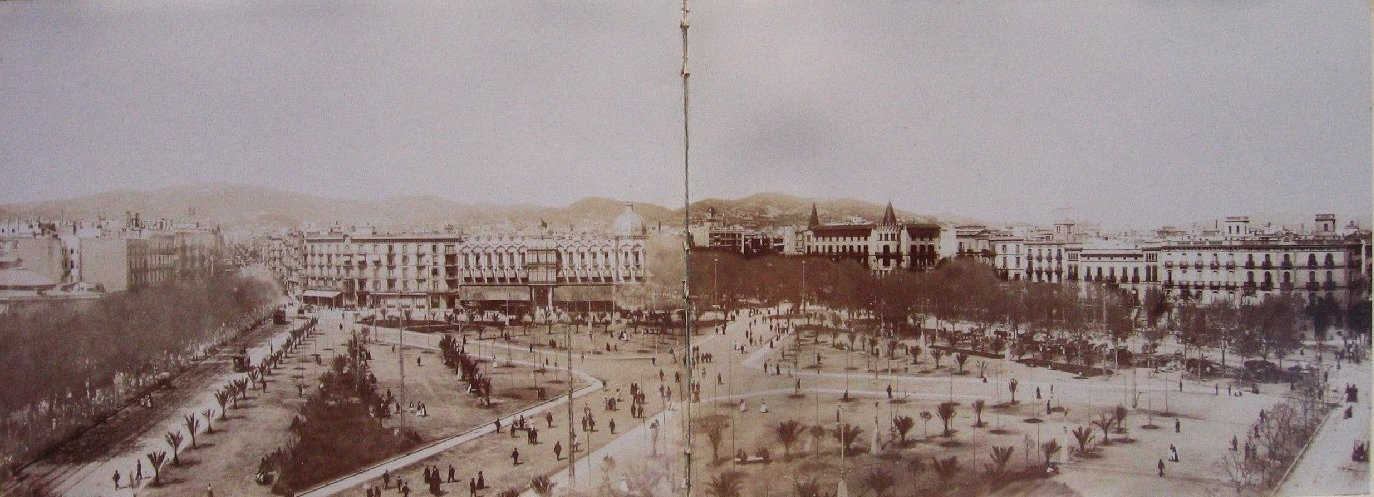
Vista de la plaça de Catalunya (1900).

El segle xx va estar condicionat per la convulsa situació política, amb la dictadura de Primo de Rivera (1923-1930), la fi de la monarquia el 1931 i l'arribada de la Segona República, finalitzada amb la Guerra Civil i substituïda per la dictadura franquista, fins al restabliment de la monarquia i l'arribada de la democràcia. El continu progrés tant econòmic com social va portar a la ciutat a ser una urbs de gran rellevància tant en el context espanyol com europeu, mentre que diversos esdeveniments socials, com els Jocs Olímpics de 1992, van situar a Barcelona com una metròpoli de reconegut prestigi internacional. Socialment, aquest segle va veure l'arribada massiva d'immigració a la ciutat, amb el conseqüent augment de la població: si el 1900 hi havia 530 000 habitants, el 1930 gairebé s'havien doblat (1 009 000 hab), per arribar entre 1970 i 1980 al pic màxim (1 754 900) i a la fi de segle a 1 500 000 habitants.

### Inici de segle convuls: la Setmana Tràgica

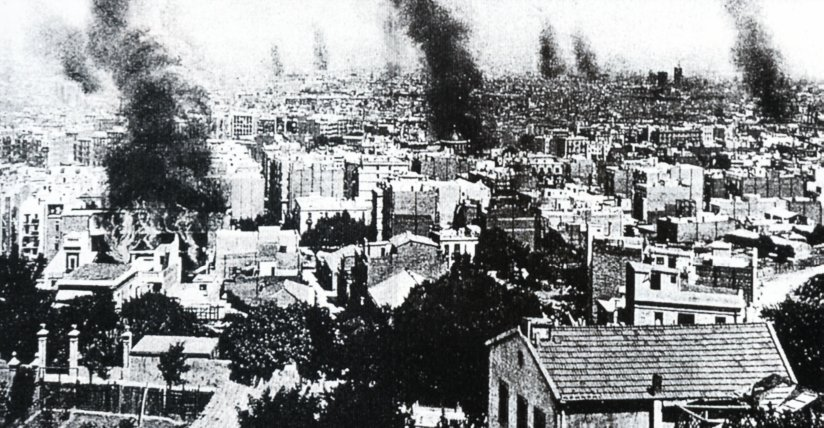
Barcelona durant la Setmana Tràgica (1909).

Amb el canvi de segle es va obrir un nou escenari polític marcat per la pèrdua de les colònies a Amèrica i Àsia i l'auge de la Lliga Regionalista, dirigida per polítics com Francesc Cambó, Enric Prat de la Riba i l'arquitecte Josep Puig i Cadafalch, els qui van manifestar el seu desig de situar a Barcelona en la primera línia internacional, al nivell de ciutats com París, Nova York, Berlín o Viena. Era el model de la «Barcelona Imperial» plantejat per Prat de la Riba, o de la «Nova París del Migdia» comentada per Puig i Cadafalch. Van sorgir en aquest sentit projectes de millores de les infraestructures, els ferrocarrils, els transports i els equipaments, la creació d'un port franc, l'atenció a les necessitats d'una societat cada cop més industrialitzada, la cerca de mecanismes per acollir l'augment de la població i satisfer aspectes fins ara poc atesos com l'educació, la cultura i els espais verds.
El segle es va iniciar en el mateix ambient de confrontació social que havia caracteritzat la societat barcelonina els anys anteriors. El 17 de febrer de 1902 va començar una vaga general que va durar diversos dies, secundada per uns cent mil treballadors, que va acabar amb fortes represàlies i sense concessions per part de la patronal. Es va obrir una subscripció pública per als ferits i familiars dels vaguistes, que va donar origen a la creació de la Caixa de Pensions per a la Vellesa i d'Estalvis de Catalunya i Balears (1905). Malgrat tot, l'economia seguia en puixança i, el 1904, es va crear la fàbrica d'automòbils Hispano-Suiza, situada inicialment en la cantonada dels carrers Floridablanca i Calàbria, però traslladada el 1911 a una nova factoria a La Sagrera. Els automòbils d'aquesta marca van gaudir de gran fama internacional, sobretot per la seva mecànica, i van participar en diverses competicions, guanyant la Coupe de l'Auto el 1910 i la carrera d'Indianàpolis el 1928.

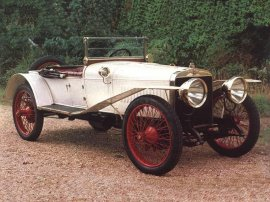
Hispano-Suiza Alfons XIII (1908).

La visita del rei Alfons XIII a Barcelona el 1904, acompanyat del president del govern, Antonio Maura, va ser aprofitada per la Lliga Regionalista per a exposar al monarca les reivindicacions de la societat catalana. Malgrat tot, el rei no va prendre en consideració les seves peticions, davant el que es va iniciar una escissió en el partit entre el sector més conservador i el més republicà. Va prendre la primacia l'ala conservadora, partidària d'una política possibilista amb el govern central, amb el qual volien arribar a un acord de tipus federalista, com va expressar Prat de la Riba el 1906:
| « | Conseqüència de tota la doctrina aquí exposada és la reivindicació d'un Estat català, en unió federativa amb els estats de les altres nacionalitats d'Espanya. Així el nacionalisme català, que mai ha estat separatista, que sempre ha sentit intensament la unió de germanor de les nacionalitats ibèriques dins de l'organització federativa. | » |

El 1908, Alejandro Lerroux va crear a Barcelona el Partit Republicà Radical que, amb les seves soflames de fort contingut demagògic i radical, anticatalanista i anticlerical, va exacerbar els ànims a les classes populars. En aquest ambient, el 1909 es va produir la Setmana Tràgica: les successives derrotes de l'exèrcit espanyol al Marroc van obligar el govern a reclutar noves lleves per enviar al front, que es van nodrir sobretot de gent humil, atès que les classes afavorides podien comprar la dispensa per una mòdica quantitat de diners. Aquest fet va provocar un aixecament popular a la Ciutat Comtal, que va canalitzar la ira i frustració de la classe obrera per la seva situació marginal. Entre el 26 de juliol i el 2 d'agost de 1909 els revoltats van aixecar barricades i es van dedicar a la crema d'esglésies i convents (uns 80). Finalment, la revolta va ser sufocada per l'exèrcit, amb un saldo de 2500 detinguts, dels quals 1725 van ser jutjats militarment. Es van dictar 59 sentències de cadena perpètua i 17 de mort, de les quals es van efectuar cinc, entre ells el pedagog Francesc Ferrer i Guàrdia, que va servir de cap de turc.

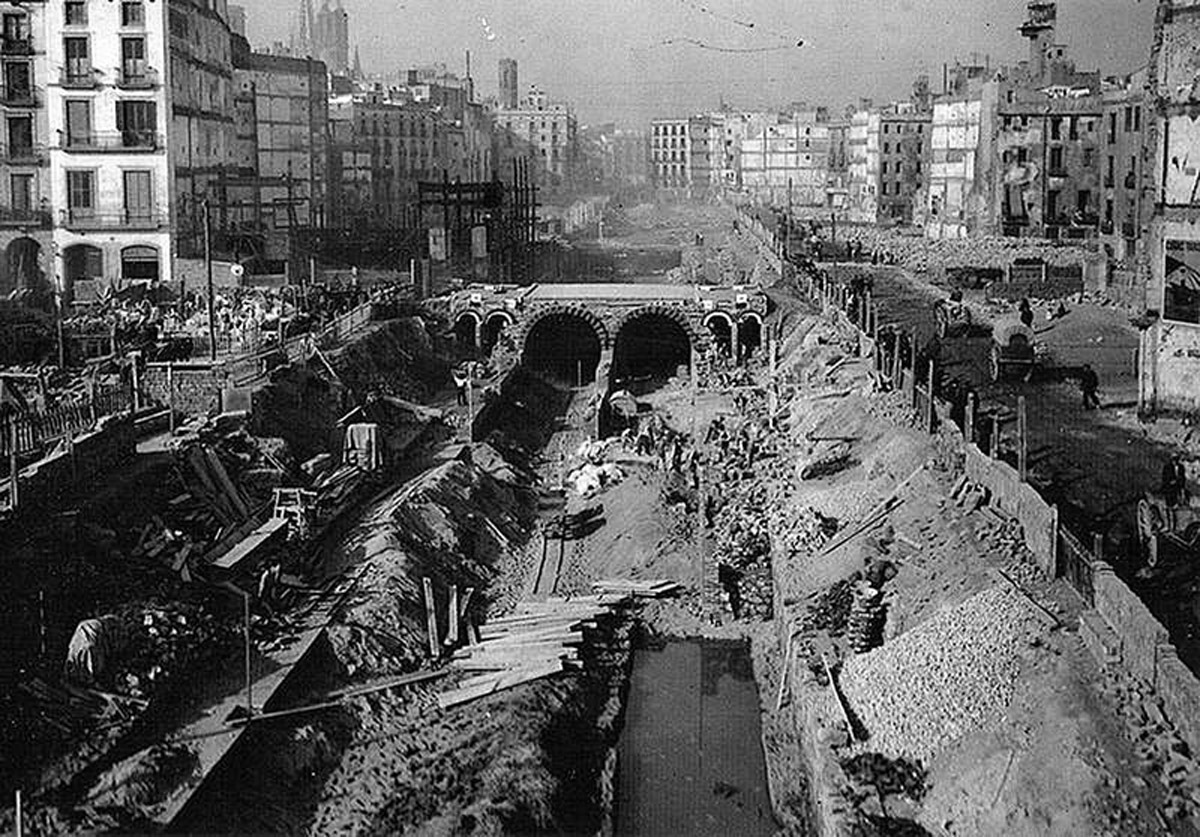
Obertura de la Via Laietana (1912).

Els successos de la Setmana Tràgica van comportar un viratge radical en el si del catalanisme, que va canviar d'opció política: després de la visualització de la violència obrera, la burgesia catalanista es va decantar definitivament cap a un conservadorisme estatalista que creia podria defensar els seus interessos; en canvi, la classe obrera, cansada de veure com el govern central desatenia de forma sistemàtica les seves necessitats més bàsiques, es va decantar per un catalanisme de signe més republicà, que preconitzava un canvi de règim, donant origen al catalanisme d'esquerres que, després de diversos projectes polítics d'escassa envergadura, s'aglutinaria en Esquerra Republicana de Catalunya. D'altra banda, la Setmana Tràgica va comportar un auge de l'associacionisme obrer, que es va plasmar en la creació el 1910 del sindicat Confederació Nacional del Treball (CNT), de signe anarcosindicalista.

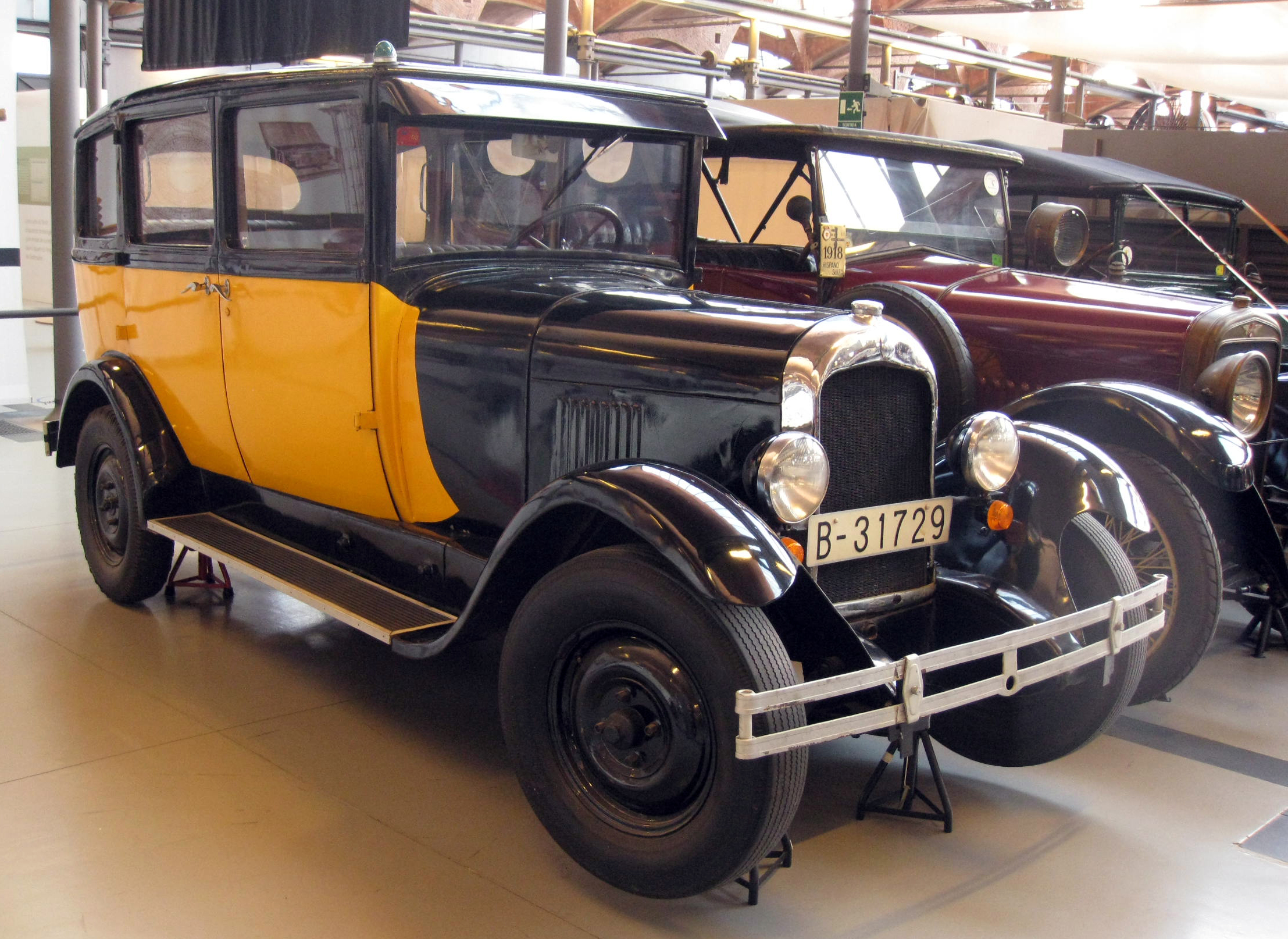
Taxi de Barcelona.

En l'àmbit urbanístic, l'actuació més important en aquests anys va ser l'obertura de la Via Laietana, que connectava l'Eixample amb el mar, projectada amb la lletra A en el Pla Baixeras de 1878. Les obres es van realitzar finalment el 1908, amb un finançament conjunt entre l'Ajuntament i el Banc Hispano Colonial. La nova via es va dissenyar amb la voluntat de crear una avinguda d'aspecte uniforme, fet pel qual la majoria d'edificis són d'aspecte noucentista, amb certa influència de l'Escola de Chicago. Les crítiques a les obres d'obertura d'aquesta via, que van comportar nombrosos enderrocaments de cases —alguns edificis de valor artístic van ser traslladats—, van paralitzar la construcció dels altres dos vials prevists per Baixeras, tot i que amb posterioritat es van fer algunes intervencions puntuals en aquests llocs, conforme als projectes d'Antoni Darder (1918), Joaquim Vilaseca (1932, Pla de Reforma, urbanització i enllaç entre els punts singulars del Casc Antic) i Soteras-Bordoy (1956, Pla parcial d'Ordenació del Casc Antic de Barcelona).

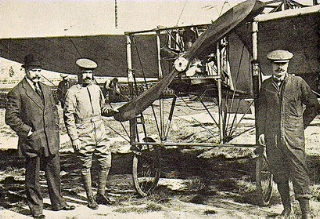
Primer vol en aeroplà d'Espanya (1910), pel pilot francès Julien Mamet, hipòdrom de Can Tunis.

També en els primers anys del segle es va urbanitzar la vessant del Tibidabo, amb una àmplia avinguda que unia l'avinguda de Sant Gervasi amb la muntanya, que va ser ocupada per cases unifamiliars a l'estil de les ciutats-jardí angleses. Per al transport es va instal·lar un tramvia a l'avinguda i un funicular per ascendir a dalt de la muntanya (1901), on es va emplaçar el Parc d'Atraccions del Tibidabo. El 1906 es va obrir també el funicular de Vallvidrera. Un altre projecte similar va ser l'impulsat per Eusebi Güell a la finca Can Muntaner de Dalt, al vessant del turó del Carmel, el projecte de la qual va encarregar a Antoni Gaudí; malgrat tot, el projecte d'urbanització de cases unifamiliars va fracassar, i posteriorment es va convertir en un parc públic, el parc Güell.
Durant els primers anys del segle es va efectuar una ampliació del port, amb un projecte elaborat per Julio Valdés i realitzat entre 1905 i 1912: es va perllongar el dic de l'est i es van construir un contradic i els molls interiors. Aquestes obres van donar al port pràcticament la seva fisonomia actual, exceptuant la construcció del moll sud i la dàrsena interior el 1965. A començaments de segle van aparèixer també els primers autobusos: el 1906 es va crear la primera línia entre la plaça de Catalunya i la de Trilla, a Gràcia, operada per la companyia La Catalana, amb cinc cotxes Brillié-Schneider. El servei es va suprimir el 1908 per les protestes de les companyies de tramvies, per les quals era una clara competència, però el 1916 van aparèixer algunes línies suburbanes, que feien el trajecte entre Barcelona i Sant Just Desvern, Santa Coloma de Gramenet, Hospitalet, Badalona, El Prat, Sant Boi, Gavà i Sant Climent de Llobregat. El 1922 es van restablir els autobusos urbans, a càrrec de la Companyia General d'Autobusos de Barcelona (CGA), que posteriorment va ser absorbida per Tramvies de Barcelona, la qual va passar a operar tots dos transports. També en aquesta època van aparèixer els primers taxis: el 1910 es va atorgar la llicència als 21 primers vehicles; el 1920 ja hi havia mil taxis, amb 64 parades per tota la ciutat. El 1928 es va incorporar la llum verda com a senyal de «lliure» i, el 1931, es va establir el color negre i groc com a distintiu de la ciutat. Cal remarcar que a Barcelona es va produir el primer vol d'un aeroplà de tota la península, realitzat el 12 de febrer de 1910 pel pilot francès Julien Mamet a bord d'un Blériot XI amb motor de 25 CV, el qual va sobrevolar l'hipòdrom de Can Tunis.

### Mancomunitat

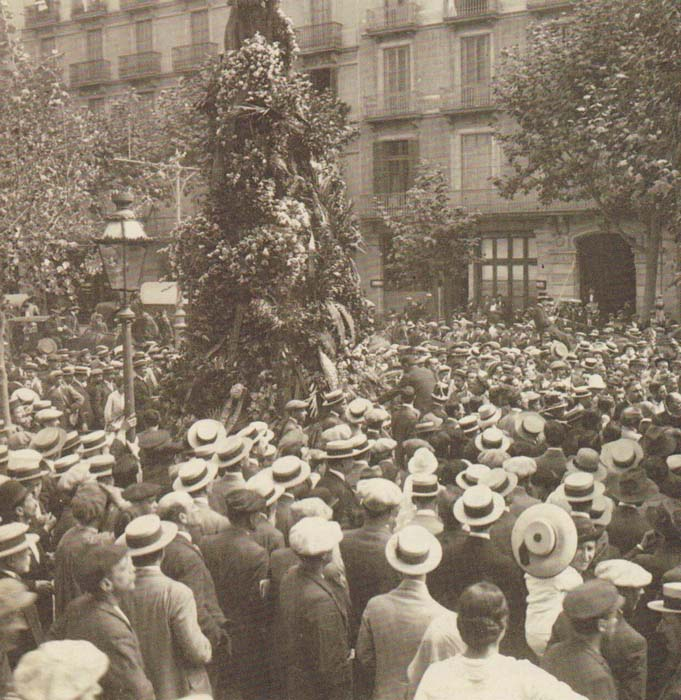
Homenatge a Rafael de Casanova en la diada de 1914.

El 1914 es va crear la Mancomunitat de Catalunya, dirigida per la Lliga Regionalista i presidida en primer lloc per Enric Prat de la Riba. Amb atribucions reunides de les quatre diputacions provincials, tenia competències sobre certs àmbits administratius i de foment cultural. Entre altres actuacions, va ser la responsable de la creació de l'Escola Industrial, l'Escola del Treball, l'Escola Superior de Bells Oficis, l'Institut d'Orientació Professional i les escoles d'Infermeres i Bibliotecàries, va reorganitzar l'Escola d'Administració Local i l'Escola Catalana d'Art Dramàtic, i va impulsar la Biblioteca de Catalunya i l'Institut d'Estudis Catalans. Al costat de l'Ajuntament, el qual va crear el 1922 el Patronat Escolar, van fomentar l'educació laica, bilingüe i de renovació pedagògica, i van impulsar un ambiciós pla de construccions escolars, entre les quals destaquen les edificades en estil noucentista per Josep Goday (col·legis Ramon Llull, Collaso i Gil, Lluís Vives, Milà i Fontanals, Baixeras i Pere Vila). També van crear una càtedra de Llengua Catalana a la Universitat de Barcelona, dirigida per Pompeu Fabra.

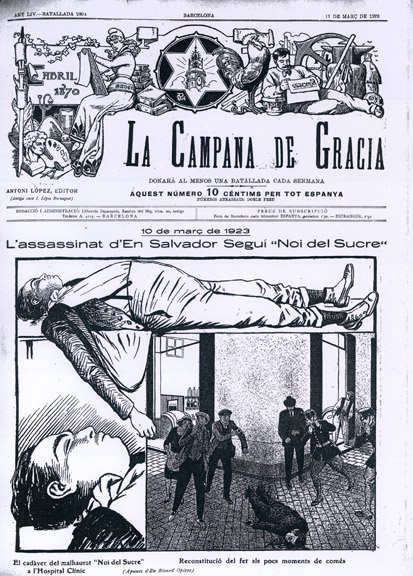
Assassinat de Salvador Seguí, portada de La Campana de Gràcia, 10 de març de 1923.

El sistema polític de la Restauració va començar a esquerdar-se el 1917: aquest any, la creació de les Juntes de Defensa militars va provocar el tancament de les Corts per part del govern d'Eduardo Dato. A Barcelona, la Lliga Regionalista va convocar als parlamentaris espanyols per iniciar unes noves Corts que estudiessin la reorganització de l'estat. Va aconseguir reunir a 69 diputats i senadors, principalment republicans, socialistes i catalanistes; malgrat tot, aquesta Assemblea de Parlamentaris va ser dissolta per la policia. A l'agost d'aquest any es va produir una nova vaga general, convocada per UGT i CNT, la qual va ser reprimida violentament per l'exèrcit. D'altra banda, la fi de la Primera Guerra Mundial i la contracció del mercat europeu van portar a una crisi econòmica, que va provocar el 1920 la fallida del Banc de Barcelona.
La crisi derivada de la fi de la guerra mundial i la decepció provocada per la campanya autonomista de 1918-1919 van fer aflorar per primer cop el sentiment independentista en un petit sector de la societat catalana, especialment en el si del sindicat Centre Autonomista de Dependents del Comerç i de la Indústria (CADCI). El 1919 es va fundar la Federació Democràtica Nacionalista, liderada per Francesc Macià, la qual es convertiria el 1922 en el partit Estat Català.
Durant aquests anys va prosseguir l'agitació social: el 1919 es va produir la vaga de La Canadenca —com era coneguda l'empresa elèctrica Barcelona Traction, Light and Power—, motivada per l'acomiadament de diversos obrers únicament per estar sindicats. S'hi va mostrar per primer cop la força de la CNT: el 5 de febrer de 1919 es va declarar la vaga del ram de gas i electricitat, amb el que Barcelona va quedar a les fosques i es va paralitzar l'activitat industrial. L'exèrcit va intervenir reprenent el subministrament, amb el que la vaga es va generalitzar. Es va declarar l'estat de guerra, i van ser detinguts 3.000 vaguistes. El conflicte va continuar, fins que el 14 d'abril es va arribar a un acord en el qual, entre altres coses, el govern va acceptar la jornada laboral de vuit hores. Malgrat tot, la patronal, descontenta, va realitzar un tancament de dotze dies, que va afectar cent mil obrers que van quedar en atur. Des de llavors es va exasperar l'enfrontament entre obrers i empresaris, i es va iniciar un clima de violència que va generar una sèrie d'atemptats i assassinats —el pistolerisme— que van portar el terror als carrers. En poc temps va haver-hi 230 morts violentes a Barcelona, entre elles les de l'advocat sindicalista Francesc Layret (1920) i el dirigent anarquista Salvador Seguí (1923), mentre que en el sector governamental va ser assassinat el cap de la policia, Manuel Bravo Portillo.
En els anys 1920 es va millorar el transport urbà amb la construcció del Metro de Barcelona. Les obres van començar el 1920 amb la instal·lació de dues línies: la 3 (Lesseps-Liceu), inaugurada el 1924, i la 1 (Bordeta-Catalunya), posada en servei el 1926. La xarxa es va anar expandint progressivament, i en l'actualitat Barcelona compta amb 11 línies. Inicialment estava explotat per tres companyies: Gran Metropolità de Barcelona (L3), Metropolità Transversal (L1) i Ferrocarril de Sarrià a Barcelona (actual Ferrocarrils de la Generalitat de Catalunya); les dues primeres es van fusionar el 1957 en la companyia Ferrocarril Metropolità de Barcelona, que, al costat de la companyia d'autobusos Transports de Barcelona, va formar el 1979 la companyia Transports Metropolitans de Barcelona (TMB).

### Dictadura de Primo de Rivera

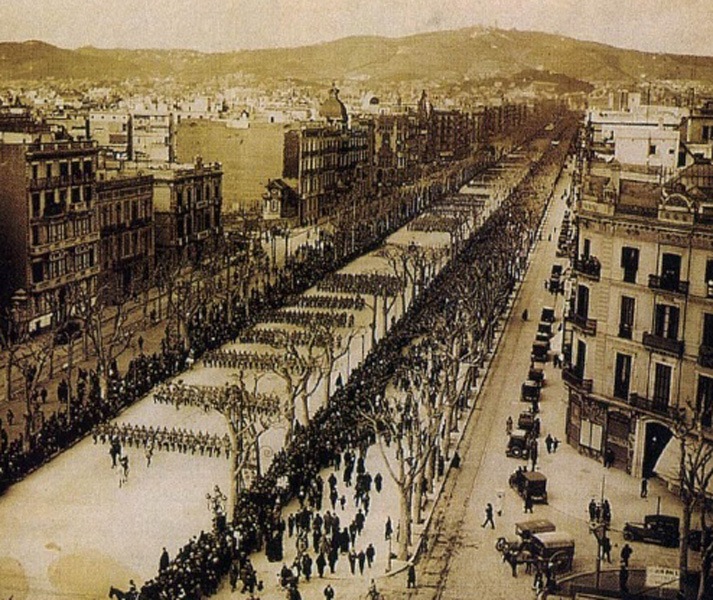
Desfilada militar al passeig de Gràcia (1925).

L'ambient de conflictivitat social viscut entre els anys 1910 i primers 1920 —especialment l'assassinat del cap de govern, Eduardo Dato, assassinat a Madrid per anarquistes catalans— va propiciar un cop d'estat el 13 de setembre de 1923, realitzat pel capità general de Catalunya, Miguel Primo de Rivera, que va comptar amb el suport del rei Alfons XIII. La nova dictadura va eliminar les institucions democràtiques, i va iniciar una feroç repressió de les organitzacions sindicals. Va suprimir la Mancomunitat de Catalunya i va prohibir l'ús de l'idioma català i de la bandera catalana. Es van clausurar institucions com l'Orfeó Català, i fins i tot el Futbol Club Barcelona va ser suspès per sis mesos. També es va dissoldre el consistori barceloní, i va ser nomenat alcalde per Reial Ordre el tinent coronel Fernando Álvarez de la Campa, al que va succeir el 1924 Darius Rumeu i Freixa, baró de Viver. El març de 1924 José Calvo Sotelo va redactar un nou estatut municipal, pel qual es configurava un executiu consistorial format per l'alcalde i el tinent d'alcalde, i restava protagonisme al ple de l'Ajuntament.
La resistència contra la dictadura va portar a diversos complots que van ser desbaratats, com l'intent d'atemptat contra Alfons XIII en la seva visita a Barcelona al maig de 1925, planejat per la Bandera Negra, un grupúscul del partit Estat Català. També va haver-hi un intent insurreccional de la CNT el 1924, a les Drassanes, però, en general, el moviment obrer va estar reprimit.

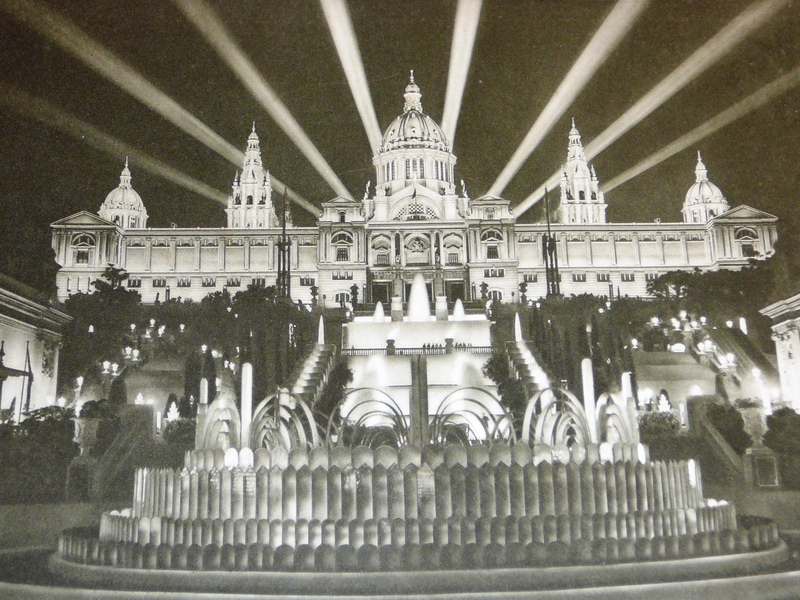
Exposició Internacional de Barcelona (1929).

El principal esdeveniment d'aquesta època va ser l'Exposició Internacional de 1929, celebrada a Montjuïc. Per a aquest esdeveniment es va urbanitzar tota la zona de la plaça d'Espanya, i es van construir els pavellons que acullen actualment la Fira de Barcelona. L'Exposició va tenir lloc del 20 de maig de 1929 al 15 de gener de 1930, sobre una superfície de 118 ha, i va tenir un cost de 130 milions de pessetes. A més del recinte firal, la mostra va deixar nombrosos edificis i instal·lacions, alguns dels quals s'han convertit en emblemes de la ciutat, com el Palau Nacional, la Font Màgica, el Teatre Grec, el Poble Espanyol i l'Estadi Olímpic, a més d'un exponent de l'arquitectura internacional d'avantguarda com el Pavelló d'Alemanya de Ludwig Mies van der Rohe.

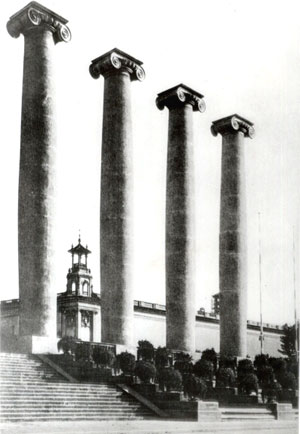
Les Quatre Columnes, obra de l'arquitecte Josep Puig i Cadafalch. Situades on posteriorment es va situar la Font Màgica, representaven la senyera catalana, fet pel qual van ser enderrocades per Primo de Rivera.

Com va ocórrer el 1888, l'Exposició de 1929 va suposar un gran impacte per a la ciutat de Barcelona en l'àmbit urbanístic, no només a la zona de Montjuïc, per tota la ciutat es van realitzar obres de millora i condicionament: es van enjardinar les places de Tetuan, Urquinaona i Letamendi; es va construir el pont de Marina; es va urbanitzar la plaça de Catalunya; i es van perllongar l'avinguda Diagonal cap a l'oest i la Gran Via cap al sud-oest. També es van realitzar diverses obres públiques: es va millorar l'asfaltat de carrers i el clavegueram, es van instal·lar lavabos públics i es va substituir la il·luminació de gas per l'elèctrica. També es van instal·lar les primeres papereres públiques, del model Tulipa, així com els primers semàfors. Tanmateix, es van remodelar diversos edificis, com la Casa de la Ciutat o el Palau de la Generalitat de Catalunya —on es va construir el pont flamíger que creua el carrer Bisbe—, i es van acabar l'edifici de Correus i l'Estació de França, que portaven diversos anys en obres; també es va construir el Palau Reial de Pedralbes, com a residència de la família reial.

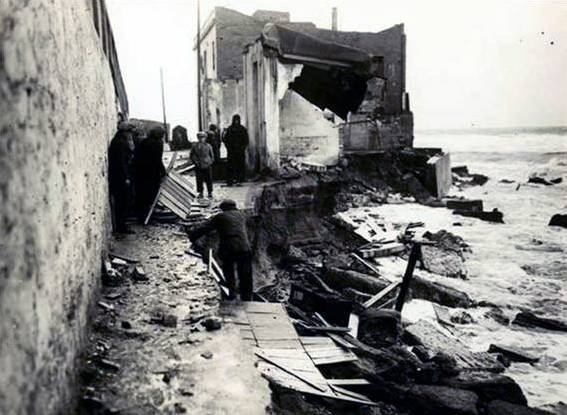
Barri de Pequín (1932).

Es van millorar les comunicacions de la ciutat, amb la construcció de l'Aeroport de Barcelona-El Prat, la millora dels enllaços amb els barris perifèrics, la supressió dels passos a nivell dins de la ciutat, el soterrament de les vies del tren a l'interior urbà —en carrers com Aragó, Balmes i Via Augusta— i l'electrificació dels tramvies públics. També es va construir un funicular per accedir fins a dalt de la muntanya de Montjuïc —amb un segon tram per ascendir fins al castell, que el 1970 va ser substituït per un telecabina—, així com un telefèric per accedir a la mateixa des del port de Barcelona, una obra de Carles Buïgas que per un retard en les obres va ser inaugurada el 1931.
Totes aquestes obres públiques van comportar una forta demanda d'ocupació, que va provocar un gran augment de la immigració cap a la Ciutat Comtal, provinent de tot arreu d'Espanya. Aquest augment de població va comportar la construcció de diversos barris obrers de cases barates, com el grup Eduardo Aunós a Montjuïc (desaparegut), el de Ramon Albó a Horta (actual Can Peguera) i els grups Milans del Bosch (actual Bon Pastor) i Baró de Viver al Besòs. Malgrat tot, un dels seus pitjors efectes va ser l'augment del barraquisme, ja que molts dels immigrants que no podien accedir a un habitatge van recórrer a l'autoconstrucció, amb edificacions precàries realitzades amb materials de deixalla (canya, fusta, llautó), en espais únics per a la família d'uns 25 m². El 1930 hi havia unes 30 000 barraques a Barcelona, principalment a Sant Andreu, la muntanya de Montjuïc i les platges de la Barceloneta i el Poblenou, on encara es recorden barris com el de Pequín, la Perona i el Somorrostro.

### Segona República

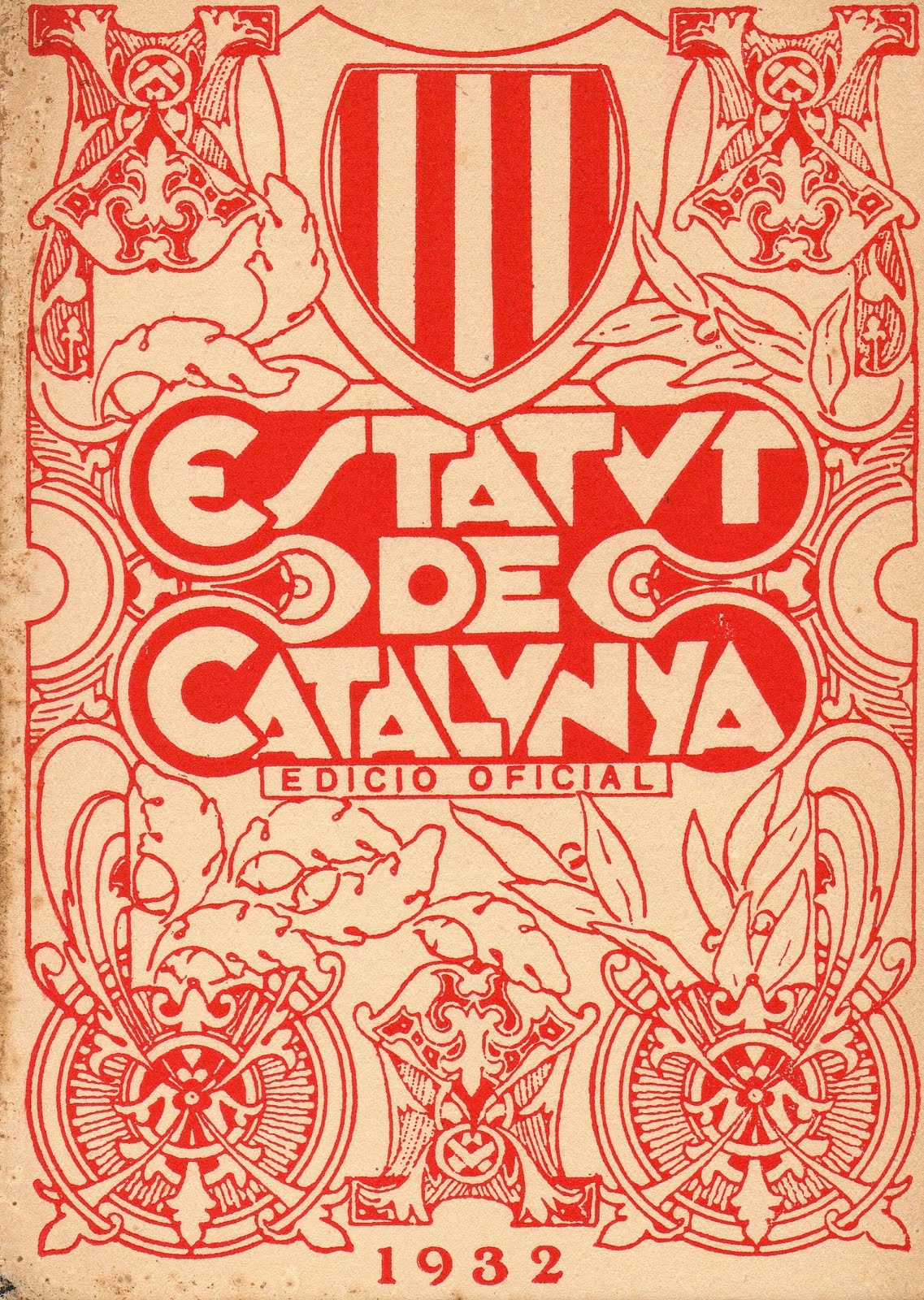
Portada de l'Estatut de Núria.

Vers la fi dels anys 1920 la dictadura de Primo de Rivera va anar perdent suports, tant de la corona com de part de l'exèrcit i la burgesia, fins que va presentar la seva dimissió al rei el 28 de gener de 1930. Després dels governs efímers de Berenguer i Aznar, el 12 d'abril de 1931 es van celebrar eleccions municipals, que van suposar la fi de la monarquia. A Barcelona, va guanyar majoritàriament el partit nacionalista Esquerra Republicana de Catalunya, amb un total de 25 regidors, i va ser elegit alcalde Jaume Aiguader. El 14 d'abril, dia que es va proclamar la República, el dirigent republicà Francesc Macià va instaurar un govern provisional a Catalunya i, des del balcó del palau de la Diputació, va proclamar la «República Catalana com a part integrant de la Federació Ibèrica». Malgrat tot, tres dies després el govern central va aconseguir la renúncia a aquest propòsit a canvi de la restauració de la Generalitat i d'un estatut d'autonomia.
La primera redacció de l'anomenat Estatut de Núria definia a Catalunya com «un estat autònom dins de la República espanyola», establia el català com a única llengua oficial i regulava nombroses competències transferides des del govern central; va ser refrendat pels ajuntaments catalans durant la segona quinzena de juliol, així com a través d'una consulta popular el 2 d'agost, que va donar un 99 % de vots positius. Malgrat tot, després del seu pas per les Corts espanyoles, el text va sofrir algunes modificacions, com la definició de «regió autònoma dins de l'estat espanyol» i la cooficialitat de castellà i català, a més d'algunes competències retallades; el text definitiu va ser aprovat el 9 de setembre de 1932. D'altra banda, el 20 de novembre de 1932 es van celebrar les primeres eleccions al Parlament de Catalunya, que va guanyar ERC, amb el que, el 14 de desembre, Macià va ser nomenat president de la restaurada Generalitat. Després de la seva defunció el 1933, va ser succeït per Lluís Companys.

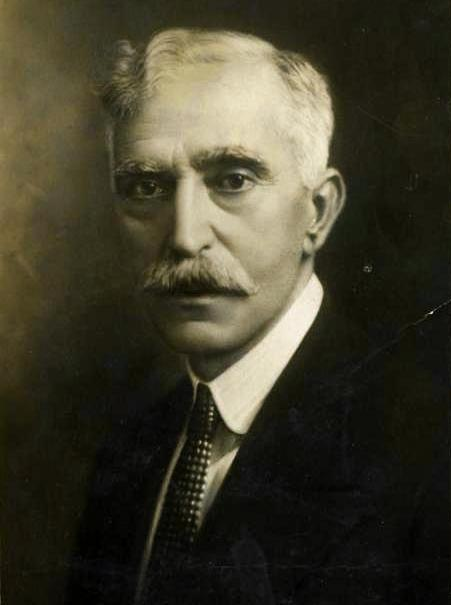
Francesc Macià, primer president de la reinstaurada Generalitat de Catalunya.

Els primers anys de la Segona República van significar una profunda transformació social, gràcies a l'aprovació de nombroses lleis de signe progressista que van millorar les condicions de les classes més desfavorides. Malgrat tot, aquests primers anys van ser de penúria econòmica, motivada per la crisi internacional de 1929, que va provocar l'augment de l'atur i la baixada de salaris. El 1933 es van produir 66 vagues, secundades per més de 150 000 treballadors.
En les eleccions de 1933 va triomfar la dreta de la CEDA, fet que va suposar un increment de la tensió social. En les eleccions municipals de gener de 1934 va sortir elegit alcalde Carles Pi i Sunyer, d'ERC. La situació entre la Generalitat i el govern central es va anar tibant i, després de diverses disputes, el president Companys va proclamar el 6 d'octubre de 1934 l'Estat Català, pronunciament que va ser ràpidament sufocat per l'exèrcit. Es va suspendre l'Estatut, i el govern autonòmic va passar directament a les mans de l'administració central. A Barcelona, l'alcalde Pi Sunyer va ser deposat i substituït per un militar, José Martínez Herrero, al qual va succeir el gener de 1935 el dretà Joan Pich i Pon. Malgrat tot, el canvi de govern amb el triomf del Front Popular en les eleccions del 16 de febrer de 1936 va comportar la restauració de la Generalitat i del president Companys. També va retornar a l'alcaldia Carles Pi i Sunyer. La situació va continuar, no obstant això, sent tibant, com es va evidenciar amb l'assassinat el 28 d'abril de 1936 dels germans Josep i Miquel Badia per membres de la FAI —organització anarquista creada a València el 1927—, en venjança per la repressió d'anarquistes duta a terme pels Badia des del seu lloc en la Comissaria General d'Ordre Públic de la Generalitat.

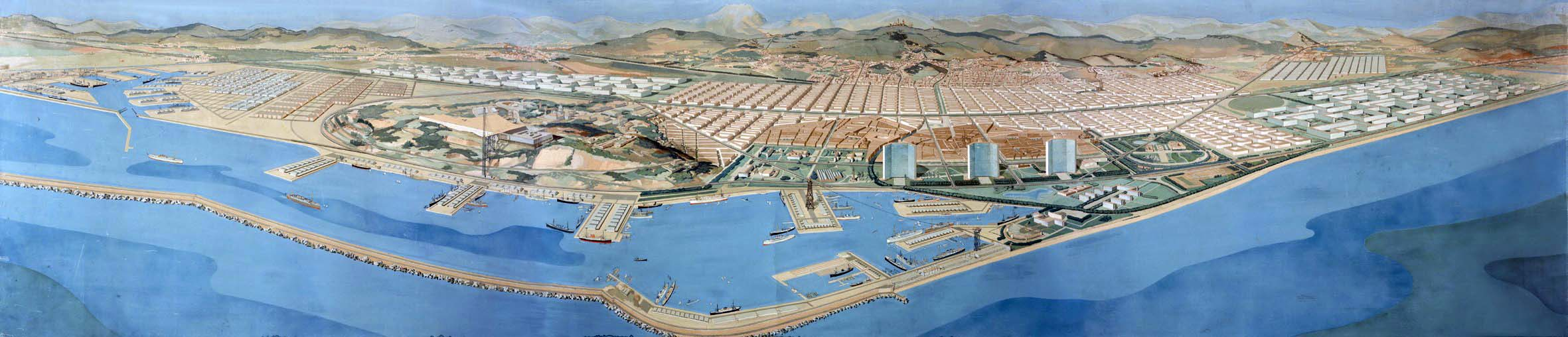
Diorama del Pla Macià, de Josep Torres i Clavé (1932)

Durant els anys de la República es va realitzar un projecte de reestructuració territorial, la Divisió Territorial de Catalunya (1936), a partir d'un treball encarregat per la Generalitat el 1932 a Pau Vila. El projecte buscava una organització espacial amb base en els serveis públics administratius, que es va traduir en una divisió en 9 regions i 38 comarques. La Ciutat Comtal va quedar com la capital de la comarca del Barcelonès, que englobava a l'Hospitalet de Llobregat, Badalona, Santa Coloma de Gramenet i Sant Adrià de Besòs. En aquests anys es va generar un interessant projecte urbanístic, el Pla Macià (1932-1935), elaborat pels arquitectes del GATCPAC, amb Josep Lluís Sert al capdavant, en col·laboració amb l'arquitecte racionalista francès Le Corbusier. El projecte preveia una distribució funcional de la ciutat amb un nou ordre geomètric, a través de grans eixos vertebradors i amb una nova façana marítima definida per gratacels cartesians, a més de la millora d'equipaments i serveis, el foment de l'habitatge públic i la creació d'un gran parc i centre d'oci al costat del delta del Llobregat. Tot i que el Pla Macià no es va dur a la pràctica, el seu disseny innovador i avantguardista ho va convertir en una de les fites de l'urbanisme barceloní, i alguns dels seus aspectes van inspirar l'urbanisme de la ciutat en el període democràtic.
El 1933 es va fer una nova reformulació administrativa de la ciutat, amb deu districtes: I-Barceloneta, II-Poble Sec i Montjuïc, III-Sarrià, Vallvidrera i Sant Gervasi, IV- Sant Pere i Dreta de l'Eixample, V-Raval, VI-Esquerra de l'Eixample, VII-Sants, Les Corts i Hostafrancs, VIII-Gràcia, IX-Horta, Sant Andreu de Palomar, Sagrera i Camp de l'Arpa, X-Sant Martí de Provençals, Clot i Poblenou. Aquests districtes van ser ampliats el 1949 amb dos més: XI-Les Corts i XII-Sagrada Família.

### Guerra Civil

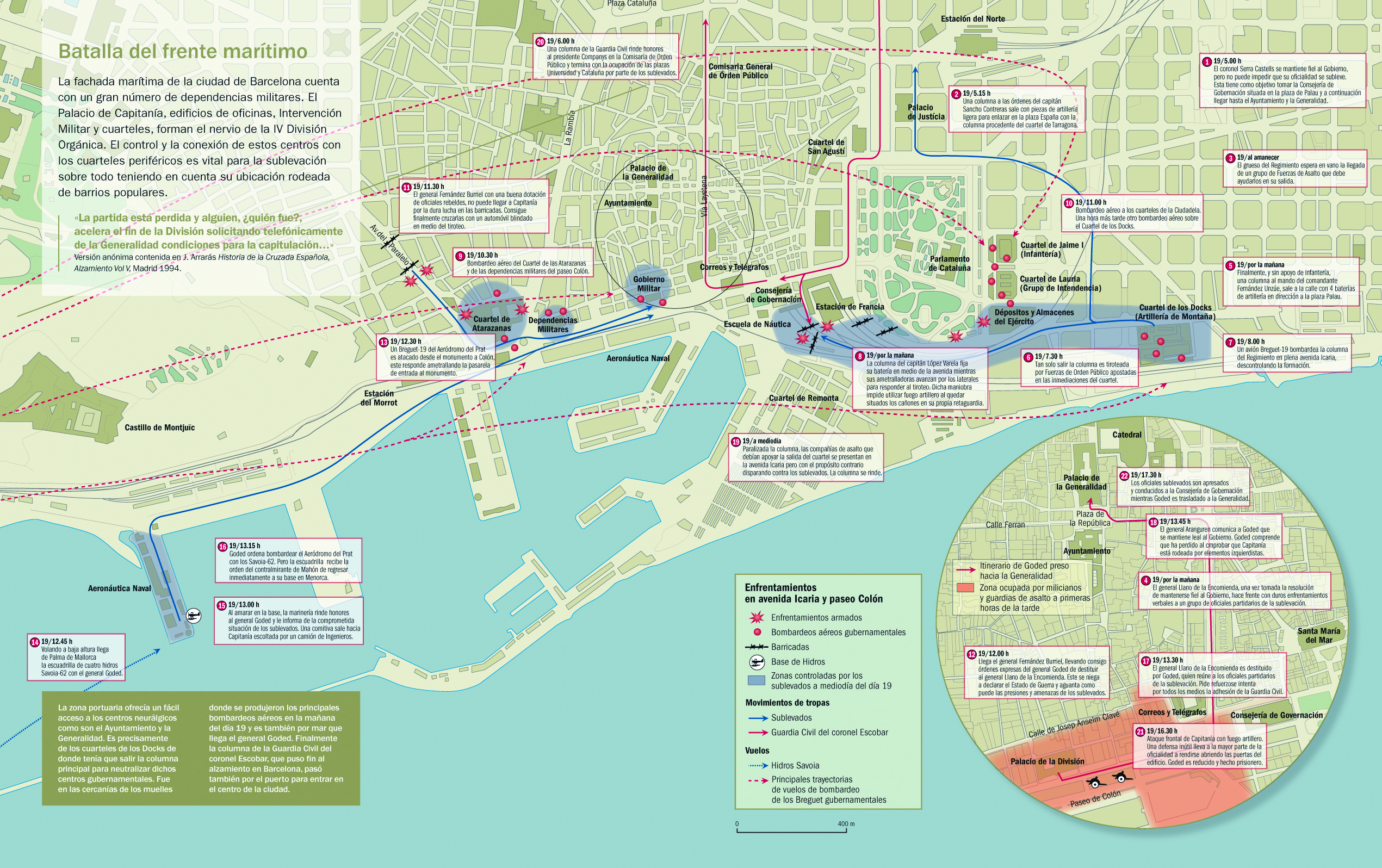
Infografia que narra els combats a Barcelona durant el 19 de juliol de 1936.

En l'estiu de 1936, Barcelona es disposava a organitzar un gran esdeveniment esportiu internacional: l'Olimpiada Popular. Malgrat tot, poc abans que comencés, el 18 de juliol, una part de l'exèrcit va iniciar un cop militar contra la Segona República, que va donar origen a la Guerra Civil. El 19 de juliol diverses columnes militars es van dirigir al centre de la ciutat amb la intenció de prendre els punts més estratègics per aconseguir el control de la població. Però la ferma resistència organitzada per les tropes de la Generalitat, la Guàrdia Civil —que es va mantenir fidel a la República— i les milícies urbanes, van provocar el fracàs de l'aixecament a la Ciutat Comtal. El general Manuel Goded, que havia volat des de Mallorca per fer-se càrrec del govern rebel a Catalunya, va ser detingut i posteriorment afusellat.

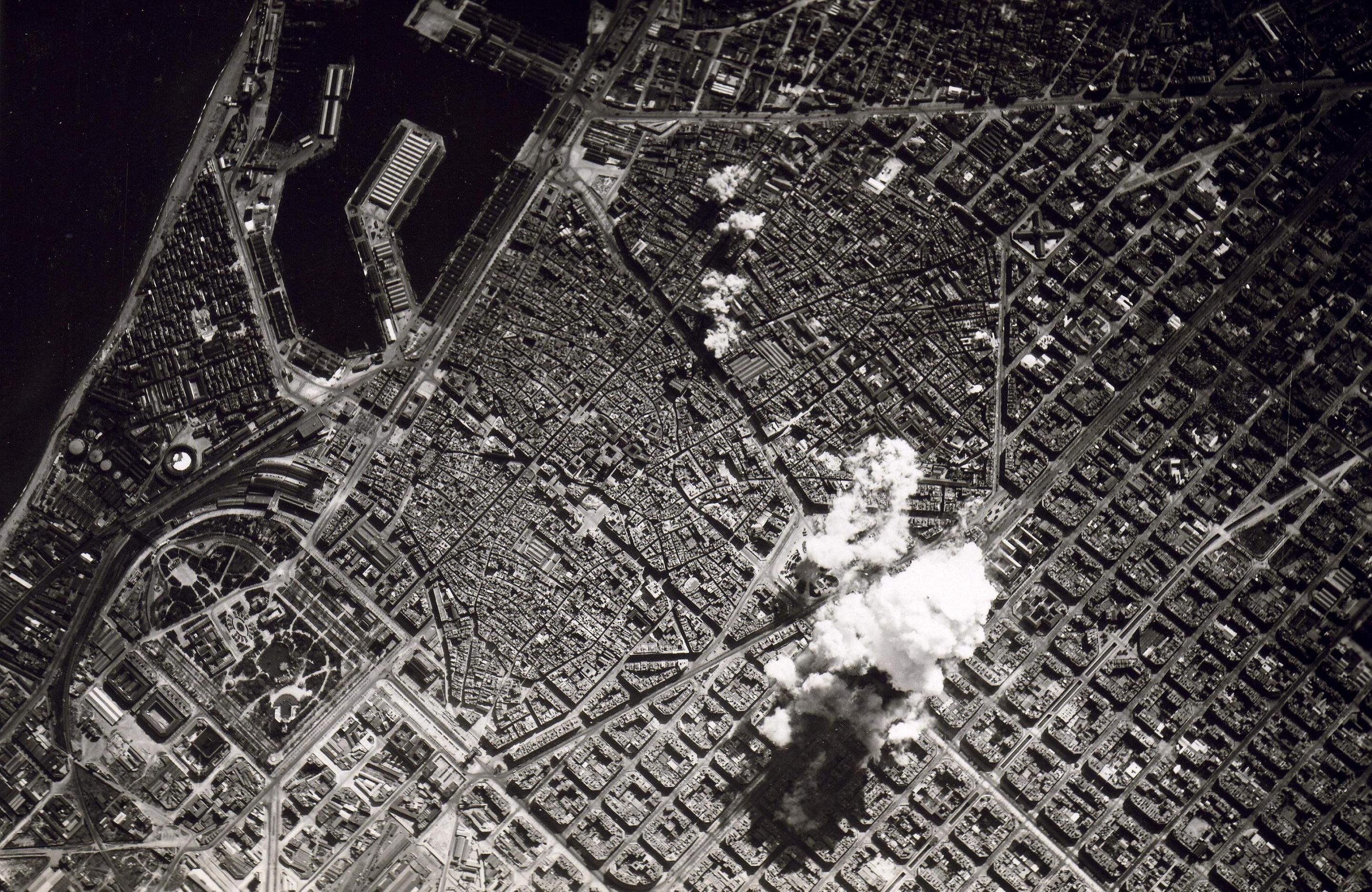
Bombardeig sobre Barcelona el 17 de març de 1938.

A Barcelona es va viure un procés revolucionari mitjançant el qual gran part de les empreses i serveis van ser col·lectivitzats per sindicats com la CNT i la UGT. Pocs dies després del cop, el 23 de juliol, es va fundar el Partit Socialista Unificat de Catalunya (PSUC), d'ideologia comunista. L'autoritat del Govern de la República i la Generalitat era teòrica, ja que els qui controlaven de forma efectiva els carrers eren els anarquistes, els qui van iniciar la revolució i van emprendre un procés de repressió dels sectors dretans i eclesiàstics de la ciutat. En aquestes represàlies van ser assassinades a la ciutat 2328 persones, de les quals un 20 % pertanyien al clergat, entre ells el bisbe Manuel Irurita. Es va crear el Comitè Central de Milícies Antifeixistes, que es va encarregar de reclutar i armar voluntaris per combatre al front d'Aragó al costat de les tropes regulars. George Orwell va comentar sobre la Barcelona d'aquells dies:
| «                                       | Per primera vegada en la meva vida, em trobava en una ciutat on la classe treballadora portava les regnes. Gairebé tots els edificis, qualsevol que fos la seva mida, estaven en mans dels treballadors i coberts amb banderes vermelles o amb la bandera vermella i negra dels anarquistes; les parets ostentaven la falç i el martell i les inicials dels partits revolucionaris; gairebé tots els temples havien estat destruïts i les seves imatges, cremades. Per tot arreu, quadrilles d'obrers es dedicaven sistemàticament a demolir esglésies. En tota botiga i en tot cafè es veien rètols que proclamaven la seva nova condició de serveis socialitzats; fins els enllustradors havien estat col·lectivitzats i les seves caixes estaven pintades de vermell i negre. Cambrers i dependents miraven el client cara a cara i el tractaven com un igual. Les formes servils i fins i tot cerimonioses del llenguatge havien desaparegut. Ningú deia senyor, don ni tampoc vostè; tots es tractaven de «camarada» i «tu», i deien salut! en lloc de bon dia. | » |
| — George Orwell, Homenatge a Catalunya. | |   |

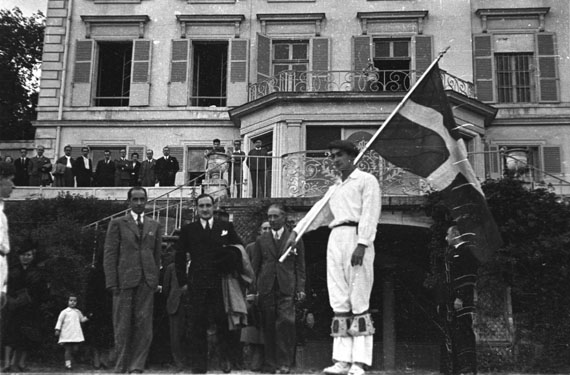
El lehendakari basc, José Antonio Aguirre, i el president Lluís Companys, a Barcelona (octubre de 1938).

Malgrat tot, a partir dels Fets de Maig del 1937, que van enfrontar als comunistes prosoviètics del PSUC i els republicans catalanistes d'ERC —partidaris de guanyar primer la guerra— amb els anarquistes de CNT-FAI i els comunistes de tendència trotskista del POUM —defensors de realitzar primer la revolució social—, la influència dels anarquistes va decréixer. Aquesta petita guerra civil dins de la més gran a nivell estatal va deixar un saldo de 200 morts, entre ells el líder del POUM, Andreu Nin.
Durant la guerra, Barcelona va ser bombardejada en diverses ocasions per l'Exèrcit Nacional: el primer bombardeig va ser del creuer italià Eugenio di Savoia el 13 de febrer de 1937, que va deixar 18 morts. El primer bombardeig aeri va tenir lloc el 29 de maig (60 morts), al que es van succeir nombroses rèpliques a tot el llarg de la guerra, amb especial virulència de l'1 al 30 de gener de 1938. Els bombardejos aeris més intensos i que més baixes van causar van ser els desenvolupats entre el 16 i el 18 de març de 1938. El balanç final va ser d'unes 2500 víctimes, la majoria civils. Especialment cruent va ser el bombardeig d'una escola infantil a la plaça de Sant Felip Neri, el 22 de desembre de 1937, que va deixar 153 morts, 50 d'ells nens; encara queden petjades de la metralla a l'església de Sant Felip Neri.
En els temps finals de la guerra Barcelona va ser la seu del govern espanyol, ja que, a la tardor del 1937, el govern de la República, presidit per Juan Negrín, es va traslladar des de València a Barcelona. També va recalar a la ciutat el govern autònom basc del lehendakari José Antonio Aguirre. La ciutat va ser ocupada per l'exèrcit nacional el 26 de gener de 1939. Una gran part de la població barcelonina va haver de marxar a l'exili. Des de l'exterior va continuar la resistència, aglutinada en el Front Nacional de Catalunya (FNC), fundat el 1940 a França, que va ajudar els aliats durant la Segona Guerra Mundial.

### Dictadura franquista

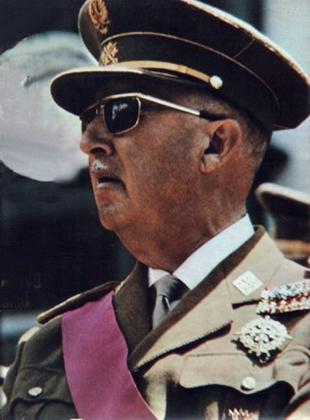
Francisco Franco (1969).

Amb la instauració del nou règim, es va realitzar una purga política que va relegar a qualsevol persona vinculada a la República, al comunisme o al catalanisme. Moltes persones van haver d'exiliar-se, mentre que unes altres van ser empresonades i algunes executades, com el president Companys, afusellat a Montjuïc el 1940. A Barcelona es van instal·lar diversos camps de concentració, com els de Montjuïc, Poblenou i Vall d'Hebron. Els executats eren afusellats al Camp de la Bota i enterrats al Fossar de la Pedrera, on es calcula que es van inhumar uns 1725 represaliats entre 1939 i 1952.  D'altra banda, es van abolir l'Estatut, la Generalitat i altres institucions i organitzacions polítiques, sindicals i culturals, va ser prohibit l'ús del català a nivell públic i oficial, així com la bandera i l'himne catalans, es va canviar el nom dels carrers i es van retirar monuments de signe catalanista o esquerrà, que van ser substituïts per la nova iconografia franquista. El primer alcalde franquista de la ciutat va ser Miquel Mateu i Pla, al qui van succeir Josep Maria Albert i Despujol, Antoni Maria Simarro i Puig, Josep Maria de Porcioles, Enric Masó i Joaquim Viola.
L'anticatalanisme del nou règim es va evidenciar en la marginalització tant política com econòmica, social i cultural amb què va sotmetre a Catalunya durant aquests anys, fins al punt que fins a un franquista notori com l'alcalde de Sabadell, Josep Maria Marcet, va escriure el 1956 al Generalísimo una llista de greuges que eren patents fins per als adeptes al règim. Entre altres coses, deia:
| « | Barcelona fue siempre una ciudad laboriosa, con vida y alegría; ahora se nota como un ambiente de tristeza y pesadez en todas las clases sociales. El contraste con Madrid, de vuelta de la capital, es enervante. Abandono en lo municipal; el alcalde, sin popularidad alguna; (…) suciedad e inactividad urbanística, deficiencia de transporte, malestar y fermento de protesta y desengaño. | » |

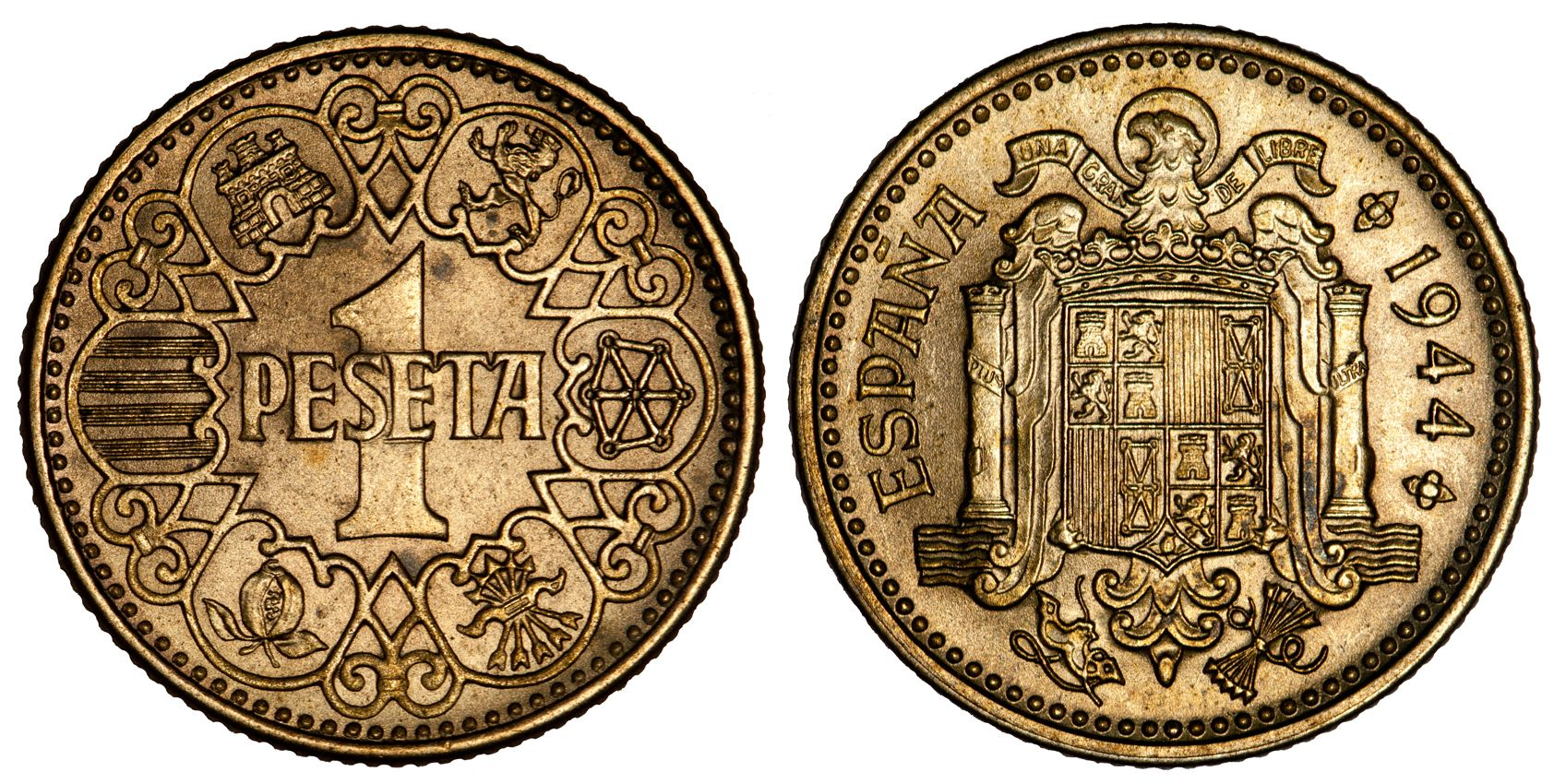
Moneda d'1 pesseta (1944).

La postguerra va ser un període de gran penúria econòmica, pel col·lapse sofert durant la guerra i el posterior aïllament del règim franquista a nivell internacional. El règim va imposar un sistema autàrquic que va implicar un fort racionament de productes bàsics i va afavorir l'especulació, amb l'aparició d'un mercat negre (estraperlo) que va arribar a controlar fins al 50 % de l'economia catalana. Les condicions de vida de les classes populars eren pèssimes: el 1949 hi havia a la ciutat 5000 persones que vivien en coves, 60 000 en barraques i 150 000 reallotjades. Fins als anys 1950, amb l'aliança amb els Estats Units —que comportà l'arribada d'ajuda econòmica— i el Pla d'Estabilització de 1959, no es va reactivar l'economia. Llavors va començar un progressiu desenvolupament, plasmat en la implantació en la Zona Franca barcelonina de l'empresa SEAT, primera gran factoria d'automòbils construïda a Espanya.
Els anys de la dictadura franquista (1939-1975) es van caracteritzar pel desenvolupisme urbà, que va consistir en la construcció desenfrenada d'habitatges barats, en gran part de protecció oficial, per absorbir la immigració procedent de la resta d'Espanya. En dues dècades es va passar dels 1 280 179 habitants el 1950 a 1 745 142 el 1970. Però tot i que es va fomentar l'habitatge protegit, això no va frenar l'especulació. El nou habitatge es va desenvolupar sobretot en la perifèria de la ciutat —una superfície d'unes 2500 ha, el doble de l'Eixample—, amb tres models principals: barris d'expansió suburbana, barris d'urbanització marginal o d'autoconstrucció, i polígons d'habitatge massiu. La construcció d'habitatges es va dur a terme, en molts casos, sense una planificació urbanística prèvia, i utilitzant materials barats que, amb els anys, provocarien problemes diversos, com l'aluminosi. La febre constructora va provocar la creació o expansió de nous barris, com El Carmel, Nou Barris, El Guinardó, La Vall d'Hebron, La Sagrera, El Clot o el Poblenou. El creixement dels suburbis va provocar la connexió ininterrompuda amb els municipis adjacents (Santa Coloma de Gramenet, Badalona, Sant Adrià de Besòs, l'Hospitalet de Llobregat, Esplugues de Llobregat), que al seu torn van créixer enormement, fet que va portar a l'alcalde Porcioles a encunyar el concepte de la «Gran Barcelona». Per a la renovació urbanística de postguerra es va confeccionar un projecte d'ordenació de la ciutat i el seu entorn, el Pla Comarcal del 1953, desenvolupat per Josep Soteras, un intent d'integrar la ciutat amb els municipis adjacents en vies de satisfer la forta demanda d'habitatge, al mateix temps que intentava frenar l'especulació immobiliària i millorar l'entorn urbà. Malgrat tot, el projecte no es va dur a terme íntegrament, i tan sols es van realitzar alguns plans parcials.
Durant els primers anys de la dictadura franquista es van accentuar les diferències entre la burgesia i el proletariat: la primera, adepta al règim, va renunciar al catalanisme i va adoptar la ideologia nacionalcatolicista, si bé alguns empresaris amb el temps criticarien l'intervencionisme estatal en l'economia, tot i que molts d'ells van fer grans fortunes a causa de la conjuntura; la segona, llastrada per la pèrdua de tots els drets socials aconseguits durant la República, va sofrir un període de penúria econòmica, mentre que políticament militaven en la seva majoria en l'antifranquisme. També existia una classe mitjana formada per comerciants, petits propietaris, funcionaris i professionals liberals, que en general tolerava el franquisme però no combregava totalment amb les seves idees.

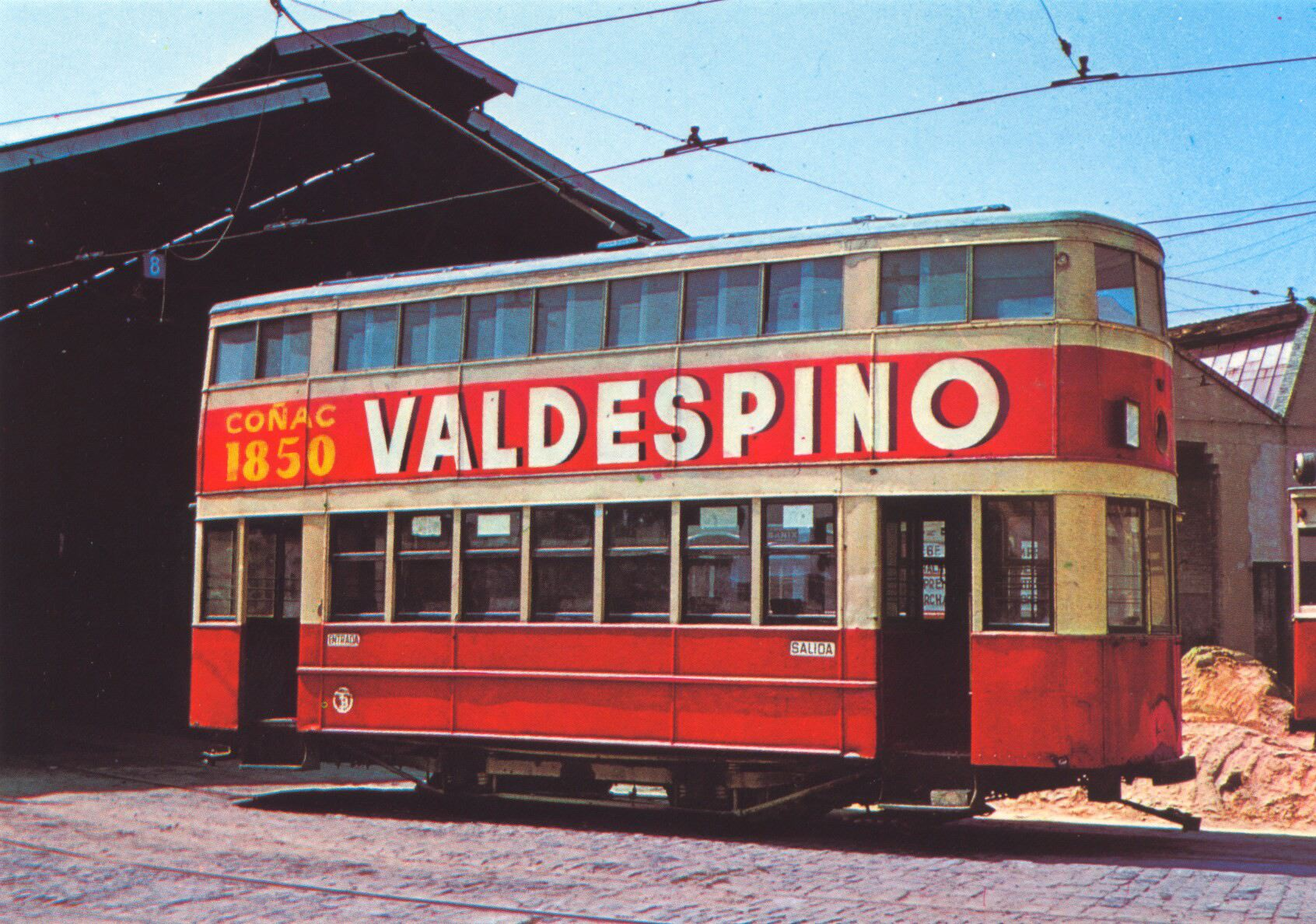
Tramvia a Barcelona en els anys 1950.

A partir dels anys 1950 van sorgir els primers indicis de malestar social, i es va reactivar la lluita obrera, la qual es va evidenciar en la vaga de tramvies de 1951, motivada per l'augment del preu dels bitllets de tramvia i el consegüent increment del cost de la vida. Convertida en vaga general, la pressió popular va aconseguir revertir l'augment de les tarifes. D'altra banda, en aquesta dècada es va produir una certa millora econòmica: el 1952 van desaparèixer les cartilles de racionament i, en els primers anys de la dècada, els salaris van pujar un 30 %. El 1952, Barcelona va acollir el XXXV Congrés Eucarístic Internacional, que va permetre la urbanització d'un nou barri conegut com a Congrés, que incloïa un conjunt d'habitatges, església, escola i diversos equipaments. L'esdeveniment va ser impulsat pel bisbe Gregorio Modrego, qui, el 1964, es va convertir en el primer arquebisbe de la ciutat, en ser aquesta elevada a arxidiòcesi. A mitjans d'aquesta dècada va començar un cert aperturisme del règim: el 1957 Franco va nomenar un nou govern dirigit per tecnòcrates, la majoria vinculats a l'Opus Dei, els quals van iniciar un procés de liberalització de l'economia espanyola, més encaminada al mercat exterior. Així, el 1958, Espanya va entrar en l'Organització Europea de Cooperació Econòmica (OECE) i en el Fons Monetari Internacional (FMI).
En aquests anys va augmentar notablement el tràfic automobilístic, el que va portar a millorar la xarxa viària de la ciutat: es va obrir l'avinguda Meridiana, es va construir el primer cinturó de ronda (Ronda del Mig) i es va planificar el segon, es va iniciar la construcció d'aparcaments subterranis i es va ampliar la xarxa d'autopistes gràcies al projecte de xarxa arterial de 1962, amb un conjunt d'autopistes radials que partien de Barcelona en diversos eixos (Vallès, Llobregat, Maresme). En transports, es van substituir els tramvies per autobusos, i es va ampliar la xarxa de metro; el 1941 van aparèixer els troleibusos, desapareguts el 1968. També es va millorar el subministrament d'aigua amb l'aportació provinent del riu Ter, es va introduir el gas natural i el butà, i es van renovar les xarxes elèctriques i telefòniques. En els anys 1960 es va construir la Zona Franca, un sector industrial situat entre la muntanya de Montjuïc, el port i el Llobregat, que, malgrat el seu nom, provinent d'un projecte inicial de zona franca per al port de Barcelona, va acabar sent un polígon industrial; inclou l'empresa Mercabarna, un mercat central d'alimentació de venda al major que proveeix a tota la ciutat.

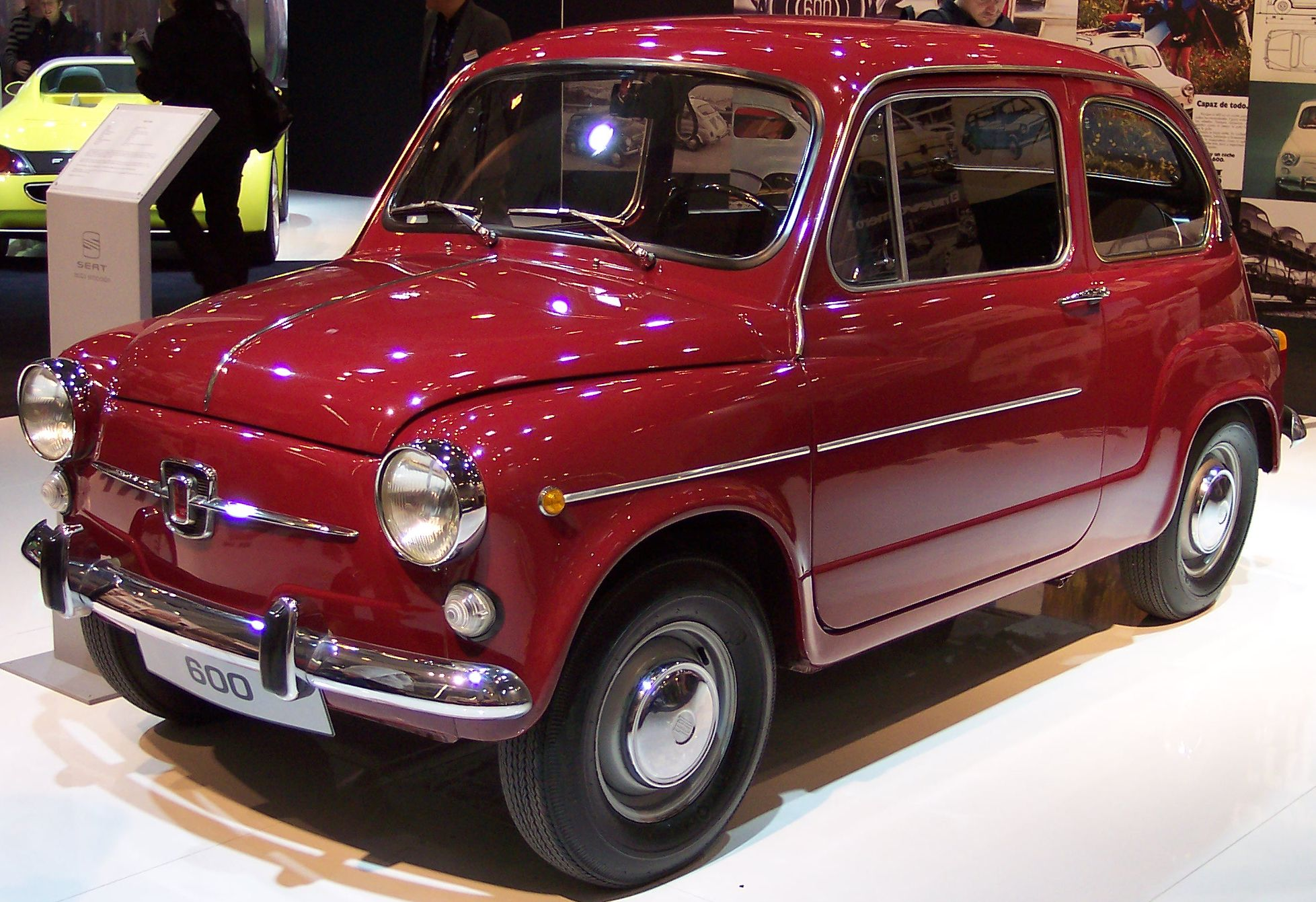
SEAT 600, l'utilitari més característic dels anys 1960.

Entre 1957 i 1973 va ser alcalde Josep Maria de Porcioles, un llarg mandat conegut com l'«era porciolista», que va destacar en urbanisme pel seu desenfrenament especulador, afavorit per la Carta Municipal de 1960, que atorgava a l'Ajuntament amplis poders en nombrosos camps, entre ells l'urbanisme. Porcioles va crear el Patronat Municipal de l'Habitatge, que va patrocinar la creació de grans polígons d'habitatges, com els de Montbau (1958-1961), el Sud-oest del Besòs (1959-1960) o Canyelles (1974). L'economia va millorar gràcies al Pla de Desenvolupament de 1964-1967, que va comportar un increment salarial i l'augment del consum: els ciutadans van tenir llavors un millor accés a productes com electrodomèstics —inclosa la televisió— i automòbils —com el famós 600 de SEAT—, i van poder invertir també en oci, especialment en les vacances, amb un fort increment del turisme intern, sobretot el de platja.
Des dels anys 1960 va créixer el descontent polític amb el règim, que es va manifestar en diversos actes de protesta i moviments associatius de les forces opositores al règim. El 1960 es va donar l'anomenat afer Galinsoga, nom d'un director de La Vanguardia que, en protesta per l'ús del català en una missa, va dir que «tots els catalans són una merda», el que va provocar un boicot a aquest periòdic que va conduir a la seva destitució. El mateix any es van donar els Fets del Palau de la Música, ocorreguts en aquest auditori durant l'estada a la ciutat de Franco en desgreuge pel cas Galinsoga i per promulgar certes concessions a la societat catalana; durant la representació, el públic es va posar a cantar el Cant de la senyera, un himne catalanista prohibit per les autoritats, fet que va portar a la detenció i empresonament de Jordi Pujol, un dels dirigents de la protesta. Una altra confrontació va ser la commemoració de la diada de l'11 de setembre de 1964, que va reunir a 3.000 manifestants, els quals van ser dissolts violentament per la policia. El novembre de 1964 es va fundar a la parròquia de Sant Medir la branca catalana del sindicat Comissions Obreres.
A aquests moviments els van succeir diversos actes reivindicatius, com el tancament en el convent dels Caputxins de Sarrià per constituir un Sindicat Democràtic d'Estudiants (1966); la «marxa contra la tortura» protagonitzada el 1966 per 130 sacerdots als carrers de la ciutat; o l'assalt al rectorat de la Universitat de Barcelona el 1969, que va portar a l'estat d'excepció decretat per les autoritats. El 1968 es va fundar el Partit Socialista d'Alliberament Nacional (PSAN), d'ideologia independentista. El 1971 es va crear a la parròquia de Sant Agustí l'Assemblea de Catalunya, d'on va sorgir la consigna llibertat, amnistia, Estatut d'autonomia. També el 1971 va resultar mort un treballador de SEAT, Antonio Ruiz Villalba, en l'assalt de la policia a aquesta fàbrica, ocupada pels treballadors en defensa dels drets laborals. Una altra execució polèmica va ser la de Salvador Puig Antich, un membre del MIL condemnat a mort per un tribunal militar per l'homicidi d'un sotsinspector de policia en el transcurs d'un tiroteig. A més d'aquestes protestes, amplis sectors de la societat es van anar sumant al descontentament popular, com el món cultural aglutinat en el grup de cantautors Els Setze Jutges, o com un ampli moviment veïnal de denúncia de les condicions urbanes dels barris perifèrics de la ciutat, que es va plasmar en la creació el 1974 de la Federació d'Associacions de Veïns de Barcelona.
Amb la crisi del petroli del 1973, el règim va iniciar un cert aperturisme, fomentat pel nou govern d'Arias Navarro, successor de l'almirall Carrero Blanco —que havia estat assassinat per ETA— i l'alcalde Porcioles va ser substituït per Enric Masó (1973-1975), qui va iniciar un diàleg amb les associacions veïnals i va acceptar algunes de les seves propostes per millorar la ciutat, com la de soterrar la ronda del Mig sota la plaça de Lesseps perquè aquest espai estigués obert a la ciutadania. També va ser el primer alcalde a presentar el dèficit del consistori i, el 1974, va crear la Corporació Metropolitana de Barcelona. Malgrat tot, la seva abstenció en una votació municipal per subvencionar l'ensenyament del català va provocar la seva caiguda, i el nou alcalde, Joaquim Viola, va revertir la política dialogant del seu predecessor. D'altra banda, finalitzà el fluxe migratori massiu cap a l'àrea metropolitana de Barcelona i es frenà el ritme de creixement urbà viscut des de la dècada de 1950.

### Democràcia

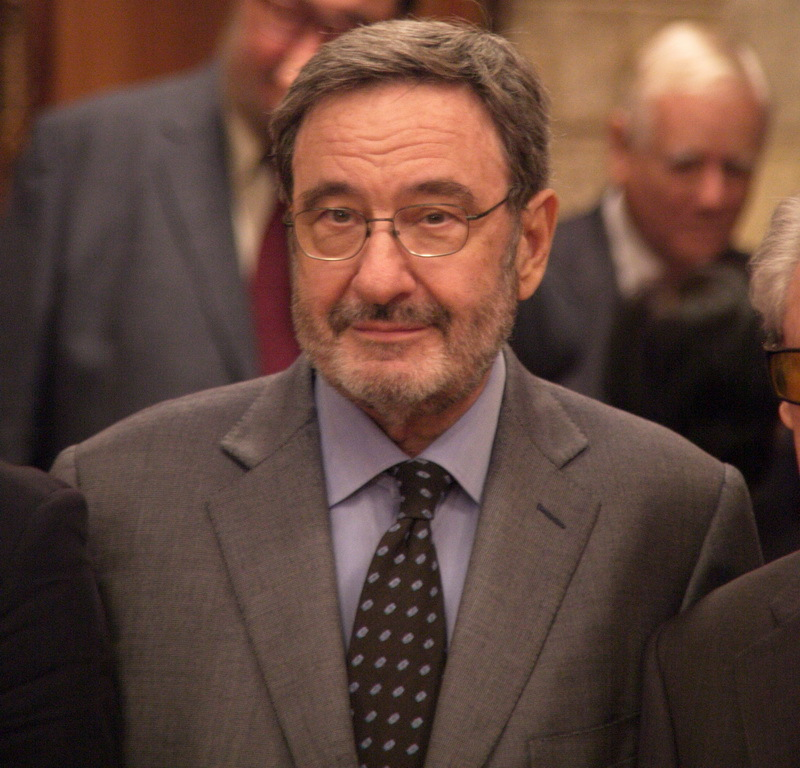
Narcís Serra, primer alcalde de Barcelona triat democràticament.

Després de la mort de Franco, es va iniciar un procés de transició cap a la democràcia. Al dictador li va succeir en la prefectura de l'estat el rei Joan Carles I, qui va visitar Barcelona al febrer de 1976 i va pronunciar un discurs en el Saló del Tinell, una part del qual va ser en català. El rei va ratificar temporalment en el seu càrrec al president de l'últim govern franquista, Carlos Arias Navarro, qui va dimitir al juliol de 1976. El rei va nomenar llavors a Adolfo Suárez, qui va convocar les primeres eleccions generals democràtiques el 15 de juny de 1977, les quals van donar el triomf a la UCD de Suárez. D'altra banda, al desembre de 1976, va ser substituït l'últim alcalde franquista, Joaquim Viola, per Josep Maria Socías, qui va iniciar el camí de la transició a l'Ajuntament. L'11 de setembre de 1977 (diada de Catalunya) es va produir una multitudinària manifestació a Barcelona reclamant un Estatut d'autonomia, secundada per un milió de ciutadans. Aquest fet va precipitar la decisió de Suárez de restaurar la Generalitat el 29 de setembre, el que es va traduir en el retorn del president en l'exili, Josep Tarradellas.
El 1978 es va aprovar per referèndum una nova Constitució, que va consolidar la monarquia parlamentària i va afavorir l'estat de les autonomies. Això va propiciar l'aprovació de l'Estatut d'Autonomia el 18 de desembre de 1979. Així, Barcelona tornava a ser capital de la Catalunya autonòmica i seu del nou parlament i del govern autònom. El 20 de març de 1980 es van produir les primeres eleccions autonòmiques, que van donar el triomf a Jordi Pujol, de CiU, qui es va mantenir en el càrrec fins al 2003. El nou govern català va assumir competències en terrenys com economia, educació i cultura, justícia, sanitat, treball, indústria i energia, consum i turisme, agricultura, ramaderia i pesca, obres públiques, benestar social i medi ambient; el 1983, a més, es va acordar la creació d'una policia autonòmica, els Mossos d'esquadra. En l'àmbit municipal, les primeres eleccions democràtiques van ser el 3 d'abril de 1979, en les quals va ser elegit alcalde el socialista Narcís Serra, qui va reorganitzar l'administració municipal i va desenvolupar un ampli programa de reformes a la ciutat.
El 23 de febrer de 1981 es va produir un intent de cop d'estat del tinent coronel de la Guàrdia Civil Antonio Tejero, que va fracassar davant la negativa del rei Joan Carles a secundar-ho. A Barcelona, el governador civil va convocar la Junta d'Ordre Públic, i l'alcalde va encomanar a la Guàrdia Urbana la vigilància d'edificis públics i de centrals de ràdio i televisió. El coronel José Valdés, del Regiment de Cavalleria Numància de Sant Boi, va rebre pel que sembla ordres de prendre la ciutat amb carros blindats, però es va negar a acatar aquestes ordres.

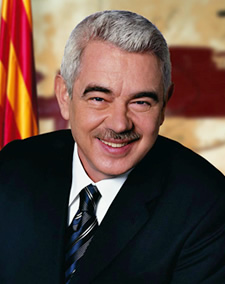
Pasqual Maragall.

Després de la victòria del PSOE en les eleccions generals de 1982, el nou president, Felipe González, va nomenar Serra ministre de Defensa, pel que va ser rellevat en l'alcaldia per Pasqual Maragall. Aquest va continuar les reformes empreses a la ciutat, i va impulsar la candidatura de la Ciutat Comtal pels Jocs Olímpics de 1992, l'adjudicació dels quals va ser anunciada el 1987 pel president del COI, el barceloní Joan Antoni Samaranch. Des del 1979 fins al 2011 el PSC va estar sempre encapçalant el govern de la ciutat: a Maragall va succeir el 1997 Joan Clos i, a aquest, Jordi Hereu el 2006. La dualitat entre la Generalitat convergent i l'Ajuntament socialista va provocar durant aquests anys nombrosos conflictes de competències, que es van materialitzar en l'anul·lació de la Corporació Metropolitana de Barcelona, impulsada pel cinturó d'ajuntaments socialistes de l'entorn barceloní, i que va ser desmantellada pel govern convergent gràcies a la seva majoria parlamentària, ja que veia en la Corporació un contrapoder al govern autonòmic.

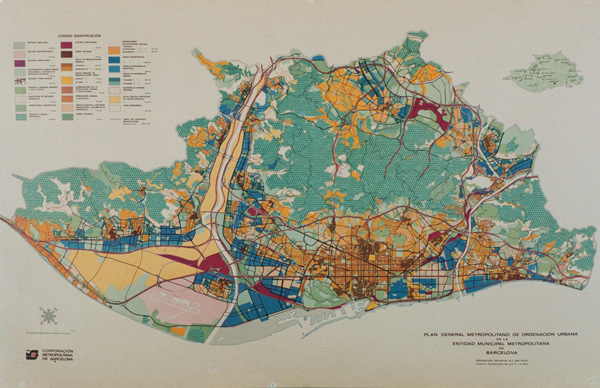
Pla General Metropolità (1976).

Al començament de la transició van sorgir a Catalunya alguns grups terroristes de signe independentista, com l'Exèrcit Popular Català, responsable dels assassinats de l'empresari Josep Maria Bultó (1977) i l'exalcalde Joaquim Viola (1978). El 1978 es va crear Terra Lliure, que va realitzar nombrosos atemptats en oficines bancàries, jutjats i locals de l'administració, així com contra la policia i l'exèrcit, fins a la seva dissolució el 1991. Barcelona va ser també objectiu del terrorisme independentista basc d'ETA, i va ser escenari d'un dels seus atemptats més cruents, el d'Hipercor, el 19 de juny de 1987, que va deixar un saldo de 21 morts. També va ser la responsable de l'assassinat de l'exministre socialista Ernest Lluch, el 21 de novembre de 2000.
L'inici dels anys 1980 va ser de dificultats econòmiques: el 1985 hi havia una taxa de desocupació del 22 %, amb una forta caiguda del PIB que va afectar el poder adquisitiu i, per tant, al consum. El 1984 va fer fallida Banca Catalana, que va ser intervinguda pel Banc d'Espanya; la seva deficient gestió va esquitxar a Jordi Pujol, que havia estat un dels seus principals directius. Malgrat tot, en la segona meitat de la dècada i durant els anys 1990 —excepte una recessió entre 1991 i 1993— va millorar l'economia, amb mig milió de nous llocs de treball creats entre 1985 i 1991, especialment en els sectors de la construcció i serveis. El 1990 es van fusionar la Caixa d'Estalvis i Mont de Pietat de Barcelona i la Caixa de Pensions per a la Vellesa i d'Estalvis, donant lloc a la Caixa d'Estalvis i Pensions de Barcelona. Cal assenyalar que el 1985 Espanya va entrar en la Comunitat Econòmica Europea, gràcies al tractat d'adhesió signat el 12 de juny per Felipe González.

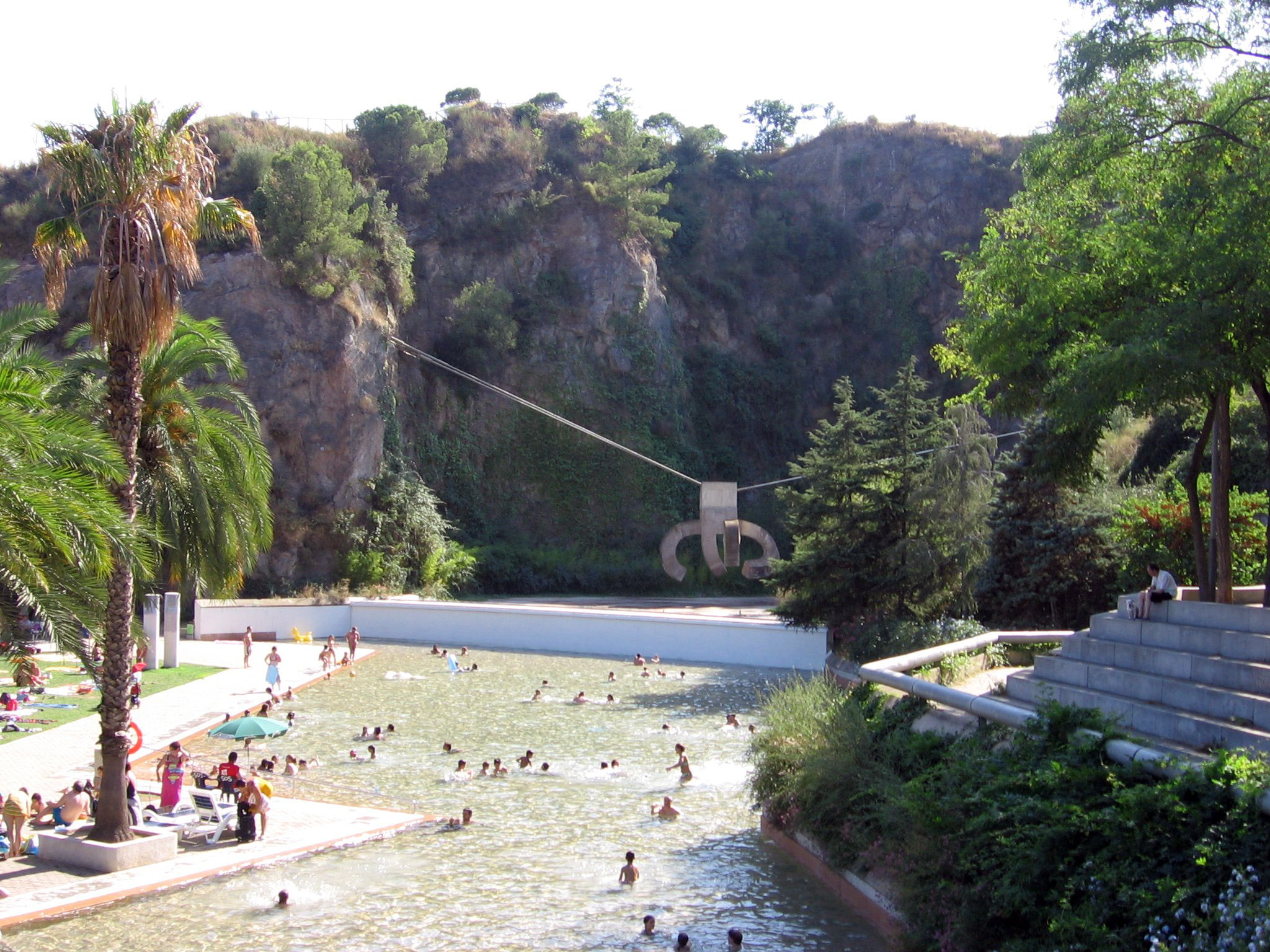
Parc de la Creueta del Coll (1981-1987), de MBM arquitectes, amb l'escultura Elogi de l'aigua d'Eduardo Chillida.

Durant els anys de democràcia la població va descendir lleugerament, a causa de la caiguda de la taxa de natalitat (de 19,7 naixements per cada mil habitants el 1975 a 10 el 1984) i el descens de l'arribada d'immigrants, motivat per la crisi econòmica de la fi dels anys 1970, que va portar a unes cotes d'atur de fins al 22 % de la població activa. D'altra banda, l'augment de l'esperança de vida va comportar un envelliment progressiu de la població: si el 1950 hi havia un 8 % d'habitants majors de 65 anys, el 1988 la taxa es va elevar al 15 %. També cal remarcar el relleu en la nacionalitat dels immigrants, que van passar de ser majoritàriament espanyols a procedir sobretot d'Hispanoamèrica i nord d'Àfrica.

Districtes de Barcelona.

L'arribada de la democràcia va afavorir la renovació urbanística de la ciutat: amb el nomenament d'Oriol Bohigas com a delegat d'Urbanisme, es va iniciar un període de forta inversió pública a la ciutat, que va comportar un canvi radical en la fisonomia urbana. Bona part de les actuacions municipals van consistir en l'adquisició de sòl urbà, fet afavorit per la deslocalització de fàbriques i complexos industrials que es van traslladar fora de la ciutat, gràcies al que es va poder incrementar el nombre d'equipaments, com escoles, parcs i jardins, vies i espais urbans, centres cívics, culturals i esportius. El nou urbanisme es va plasmar en el Pla General Metropolità d'Ordenació Urbana (1976), redactat per Joan Antoni Solans, un intent de frenar l'especulació i rehabilitar els espais urbans més degradats, posant especial èmfasi en els equipaments socials, assistencials i culturals, amb diverses línies d'actuació: rehabilitació urbana a petita escala, reestructuració urbana i reorganització morfològica. Realitzat tan sols parcialment, les seves directrius generals han marcat les actuacions urbanístiques de final del segle xx i començaments del xxi. Entre les actuacions urbanes d'aquest període cal destacar la creació de noves zones verdes: van sorgir nombrosos parcs reconvertits d'antigues instal·lacions municipals, com el parc de Joan Miró (1980-1982), instal·lat en el solar de l'antic escorxador central de Barcelona; o bé en zones industrials (parc de l'Espanya Industrial, 1981-1985; parc de la Pegaso, 1982-1986; parc del Clot, 1982-1986) o d'antigues instal·lacions ferroviàries (parc de Sant Martí, 1985; parc de l'Estació del Nord, 1988). En el solar d'una antiga pedrera es va establir igualment el parc de la Creueta del Coll (1981-1987), obra de l'equip MBM arquitectes.
El 1984 es va aprovar la divisió administrativa de la ciutat en deu districtes, vigent avui dia. Va ser establerta amb l'objectiu de descentralitzar l'Ajuntament, transferint competències als nous consistoris. Els nous districtes van ser establerts buscant el màxim respecte a la seva identitat històrica i morfològica, però procurant també una delimitació pràctica i funcional, que garantís als veïns una àmplia cobertura assistencial. En general, es va procurar respectar les antigues demarcacions procedents de la ciutat antiga, el seu eixample i els municipis agregats, tot i que algunes zones van variar respecte a la seva pertinença històrica: Pedralbes, anteriorment pertanyent a Sarrià, va passar a Les Corts; Vallcarca, abans d'Horta, es va incorporar a Gràcia; El Guinardó, originari de Sant Martí, va ser agregat a Horta; i el nou districte de Nou Barris va ser segregat de San Andreu.

### Jocs Olímpics de 1992

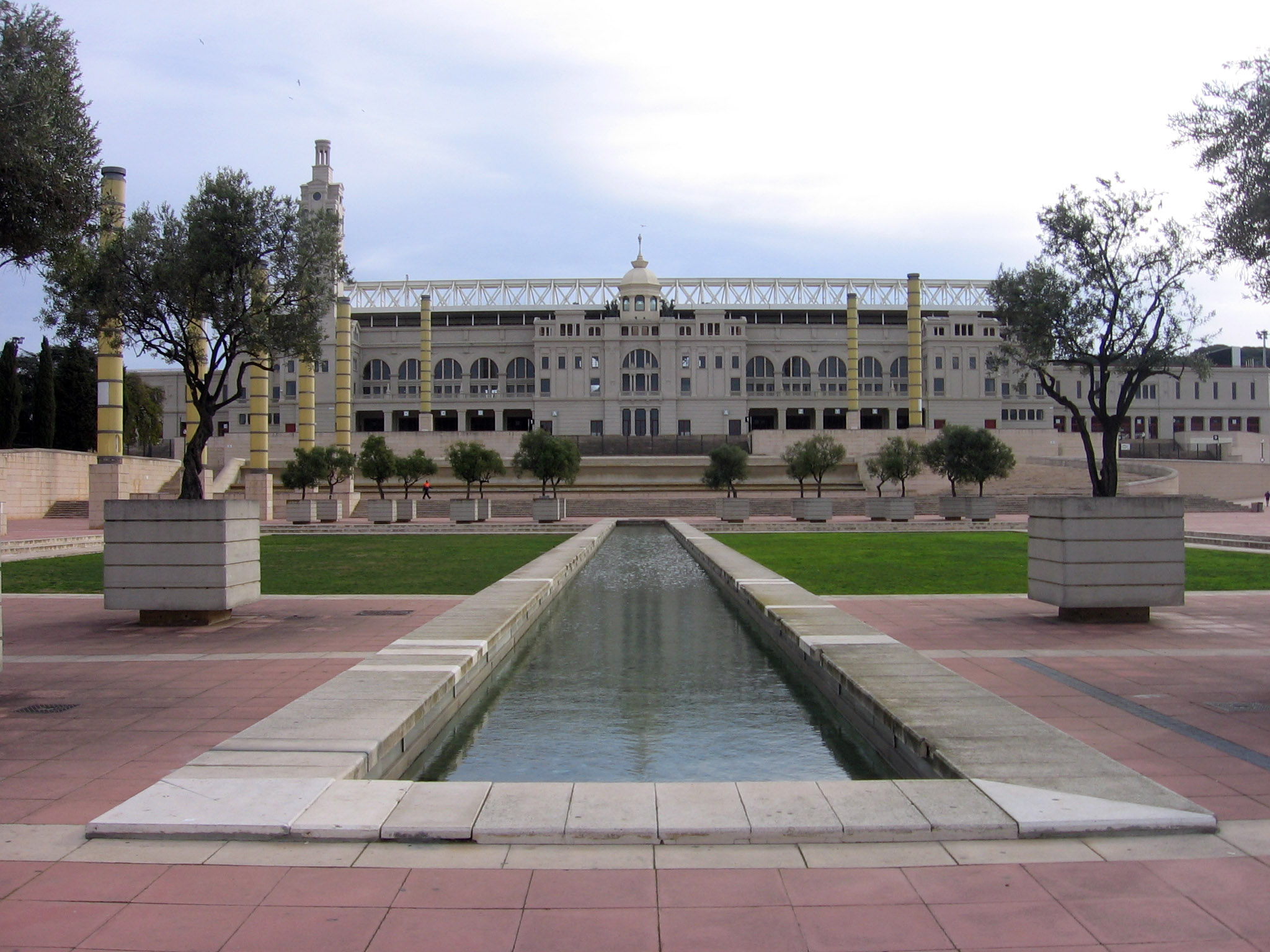
Anella Olímpica de Montjuïc; al fons, l'Estadi Olímpic Lluís Companys.

Barcelona va ser designada el 17 d'octubre de 1987 ciutat organitzadora dels XXV Jocs Olímpics de 1992 (i IX Jocs Paralímpics). Els anys que van transcórrer entre 1987 i 1992 van ser de gran transformació per a la ciutat: no solament es van construir els complexos esportius necessaris (remodelació de l'Estadi Olímpic, construcció del Palau Sant Jordi), sinó que es van dur a terme obres tan importants com la construcció de les rondes de circumval·lació de la ciutat (ronda de Dalt i ronda del Litoral), la recuperació de les platges i tot el front marítim, la construcció de nous barris com la Vila Olímpica, la millora del sistema de transport i modernització del metro, la renovació i ampliació de l'Aeroport de Barcelona, la renovació de la flota de taxis, la neteja de façanes dels edificis de la ciutat (campanya Barcelona posa't guapa), la modernització d'hospitals, la construcció de poliesportius municipals, la multiplicació de places hoteleres, i un llarg etcètera. Els Jocs, a més, van internacionalitzar definitivament la imatge d'una moderna Barcelona davant de tot el món, i van recuperar la il·lusió dels barcelonins, orgullosos de la seva ciutat.

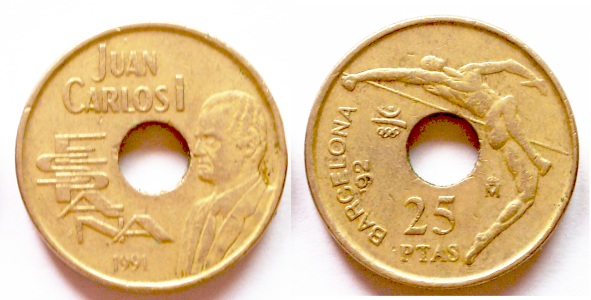
Moneda de 25 pessetes commemorativa dels Jocs.

Els Jocs es van celebrar entre el 25 de juliol i el 9 d'agost de 1992. Van participar 9356 atletes de 169 països, que van competir en 28 esports i 257 especialitats. Posteriorment es van celebrar els Jocs Paralímpics, entre el 3 i el 14 de setembre de 1992. La major part dels esdeveniments esportius es van disputar en instal·lacions de Barcelona ciutat i la seva província, si bé va haver-hi altres seus secundàries, com La Seu d'Urgell (piragüisme en aigües braves) o el llac de Banyoles (rem), a més dels estadis de La Romareda (Saragossa) i Mestalla (València) per a alguns partits de futbol. Durant els Jocs es van batre un total de 32 rècords mundials i 73 olímpics.

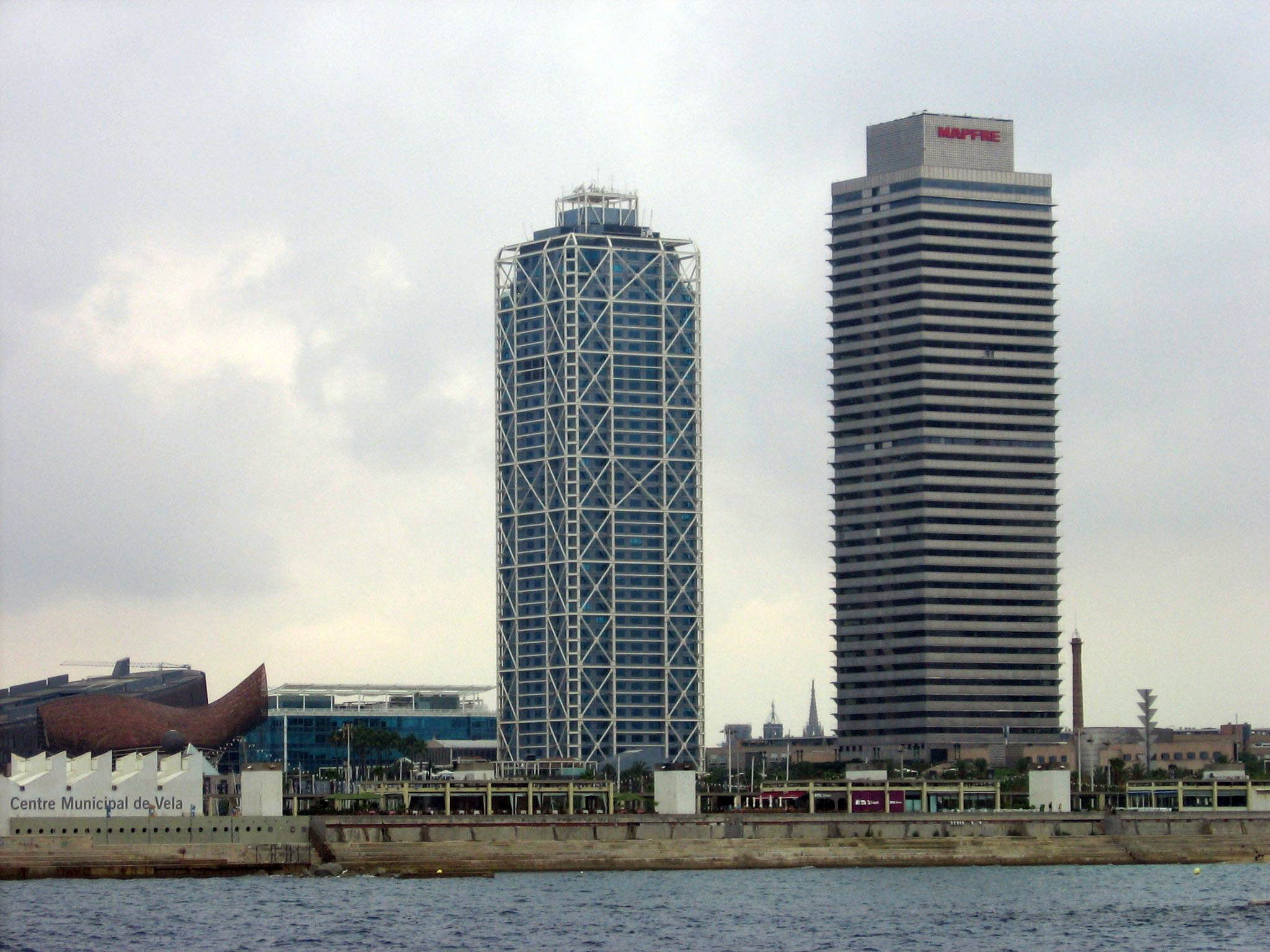
L'Hotel Arts i la Torre Mapfre, els dos gratacels de la Vila Olímpica que van canviar la fisonomia de Barcelona.

Amb motiu dels Jocs es va remodelar també el Port Vell, amb un projecte de Jordi Henrich i Olga Tarrasó. El nou espai es va dedicar a l'oci, amb la creació del centre lúdic Maremàgnum, unit a terra per la rambla de Mar, un pont pivotant dissenyat per Helio Piñón i Albert Viaplana. Per a l'esdeveniment es va instituir també un Pla de Costes amb vista a la regeneració de les platges de la ciutat, bastant erosionades fins llavors, i que van ser renovades totalment i guanyades per al gaudi dels ciutadans. Platges com les de Sant Sebastià, la Barceloneta, Nova Icària, Bogatell, Mar Bella i Nova Mar Bella van ser netejades i emplenades de sorra del fons marí, es van construir depuradores als rius Besòs i Llobregat, i es van col·locar esculls submarins per afavorir la flora i la fauna. D'altra banda, el riu Llobregat va ser desviat en el seu tram final 2,5 km al sud, amb el que es va poder ampliar el port en aquesta direcció. Una altra actuació urbanística va ser al barri d'El Raval, que es va remodelar amb un projecte de Jaume Artigues i Pere Cabrera, que va consistir en l'obertura de la rambla del Raval i l'adequació de l'entorn de la plaça dels Àngels com a centre cultural, on es van situar el Centre de Cultura Contemporània de Barcelona (1990-1993) i el Museu d'Art Contemporani de Barcelona (1987-1996).
Els Jocs també van comportar un avanç en el sector tecnològic, amb noves infraestructures especialment en el sector de les telecomunicacions: es van construir les torres de comunicacions de Collserola (obra de Norman Foster) i de Montjuïc (de Santiago Calatrava), i es van instal·lar 150 km de cablejat de fibra òptica al subsòl de la ciutat.
El canvi de segle va veure també l'increment de projectes plurimunicipals, especialment quant a infraestructures i transports, com l'ampliació del port i l'aeroport, el traçat de l'AVE i el pla per al transport públic, o els projectes de rehabilitació dels deltes del Llobregat i el Besòs. El Pla Director d'Infraestructures (PDI) va marcar l'ampliació i millora dels transports públics, amb una xarxa de metro que abasta tota l'àrea metropolitana, la reintroducció del tramvia en els dos extrems de la Diagonal (Baix Llobregat i Besòs), i la millora de la xarxa d'autobús.

### Societat

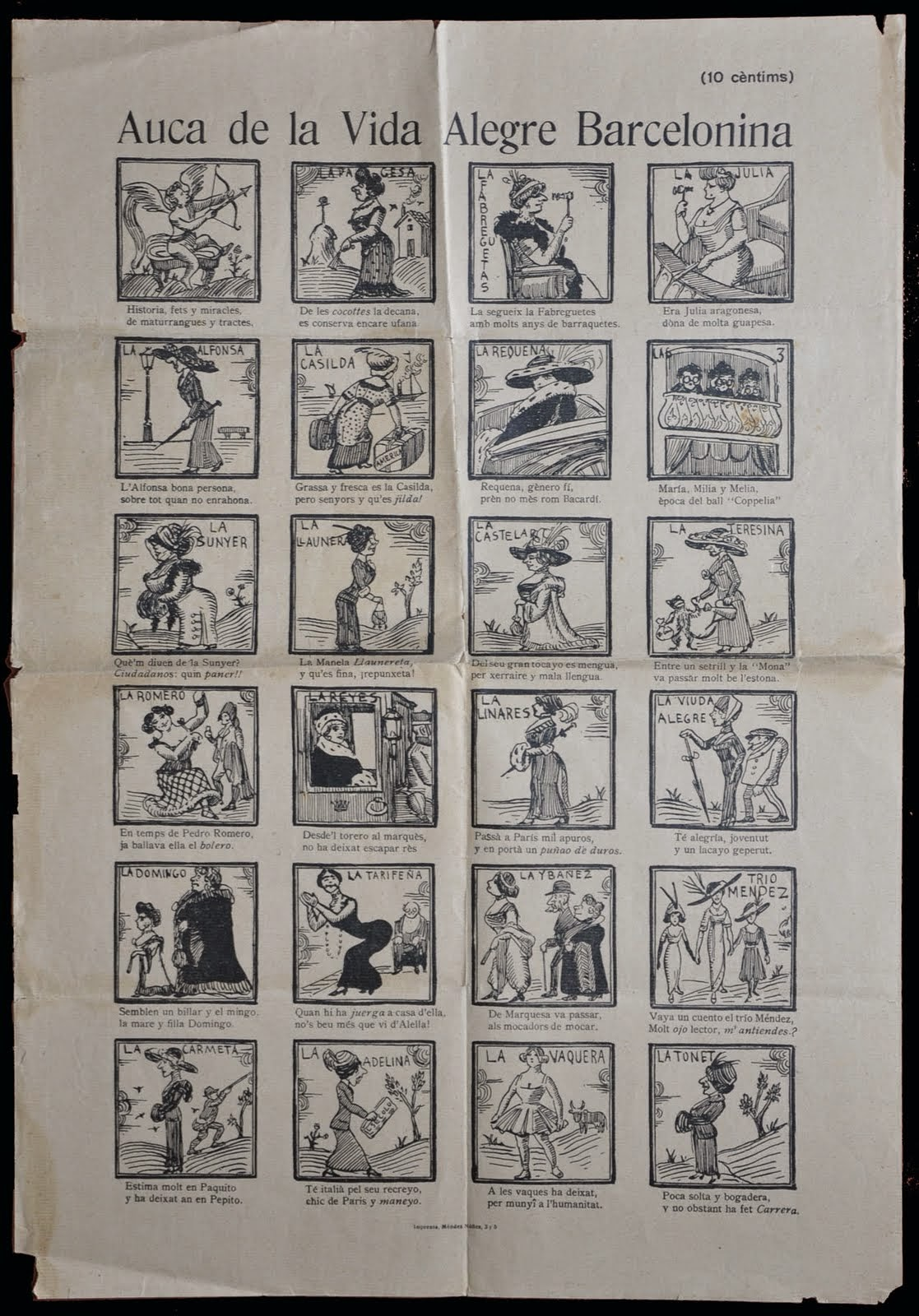
Auca de la vida alegre barcelonina (1911).

La societat de començaments del segle xx no distava molt de la del segle anterior quant a diferències socials, amb una clara diferenciació entre burgesia i proletariat, si bé les cada cop majors mobilitzacions obreres van anar aconseguint amb el pas del temps millores en les condicions de treball i els drets laborals. Durant la dictadura franquista va seguir existint aquesta clara diferenciació social, si bé a poc a poc va anar augmentant la classe mitjana, formada per petits empresaris i comerciants, professionals liberals i funcionaris. Amb l'arribada de la democràcia es van anar pal·liant les diferències socials, i es va incrementar notablement el segment intermedi. Durant el primer terç del segle va disminuir considerablement l'analfabetisme: d'un 48,20 % el 1900 es va passar a un 36,25 % el 1910, un 26,05 % el 1920 i un 21,02 % el 1930. En aquest període es va produir un constant augment de l'esperança de vida: el 1900 era de 31,6 anys; el 1940, de 56,1; el 1980, de 76,4; el 2002, de 79,1 (75,3 per a homes i 82,6 per a dones).
Amb l'augment de la població van créixer les necessitats de logística i distribució d'aliments, pel que va augmentar el nombre de mercats de proveïment; a començaments de segle es consumien a la ciutat 28 000 tones de carn, 8400 de peix, 24 600 de patates, 30 000 de fruites i verdures, 20 000 de llegums i 70 milions d'ous, a més de 71 000 tones de pa i mig milió d'hectolitres de vi. Els anys de la postguerra van ser d'una gran penúria en l'àmbit alimentari: la carn, el peix i la llet eren productes de luxe, i la dieta se centrava en el pa, els llegums, patates, pastes, verdures, ous i saladures. L'aparició de les pastilles de brou de pollastre Avecrem el 1950 —anomenat el «brou dels pobres»— va alleujar en bona part les necessitats nutricionals de la població.

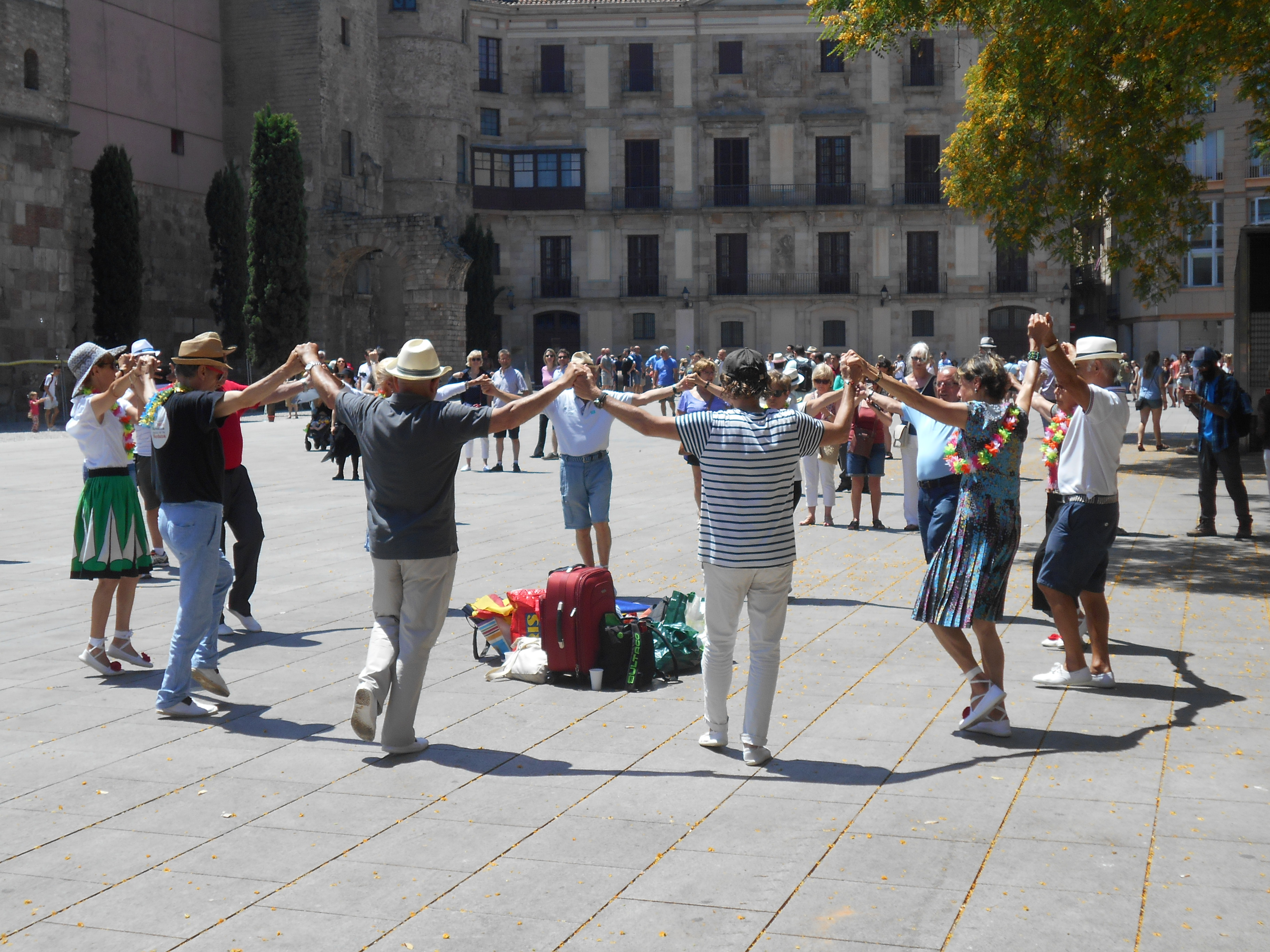
Sardana al pla de la Seu.

L'idioma català va tenir diversos alts i baixos al llarg del segle, en estar prohibit per les dictadures de Primo de Rivera i Franco. Amb l'arribada de la democràcia i la instauració del català com a llengua cooficial es van iniciar polítiques de foment i conservació de l'idioma, que van cristal·litzar amb la política de normalització lingüística en l'ensenyament. El 1985 hi havia un 60,8 % de la població que tenia el castellà com a llengua materna, per un 34,2 % que considerava el català com a llengua pròpia; un 2,4 % es declarava bilingüe. En canvi, l'any 2000 havia crescut el nombre d'habitants que dominaven les dues llengües, un 13,5 %, enfront del 29,8 % de català i el 56,1 % de castellà. En general, la població catalana es concentrava en sectors socials elevats, mentre que el castellà es donava més en sectors populars, procedents majoritàriament de la immigració.

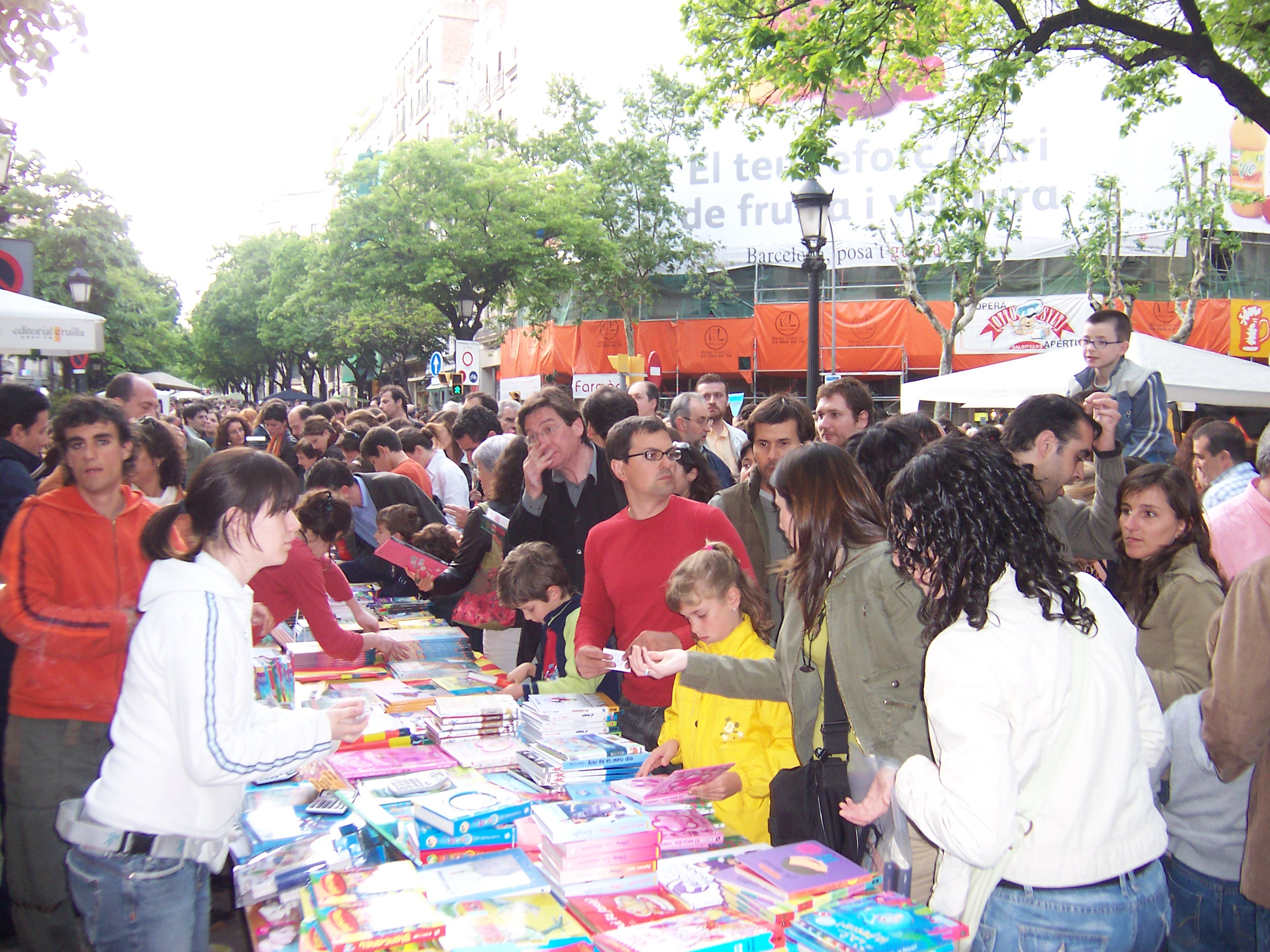
Venda de llibres al carrer el Dia de Sant Jordi, rambla de Catalunya de Barcelona.

Entre les principals minories socials es troba la dels gitanos, documentats a la ciutat des del segle xv. Formen un conjunt heterogeni, amb diversos grups segons la seva procedència, des dels anomenats «gitanos catalans» fins als d'altres zones de l'estat o altres països —principalment Romania, Hongria i Portugal. El 1999 hi havia censats a la capital catalana uns 6620 gitanos, la majoria en els districtes de Sants-Montjuïc, Nou Barris i Sant Martí; el 80 % d'ells eren nascuts a la mateixa ciutat. El 1998 l'Ajuntament va crear el Consell Municipal del Poble Gitano de Barcelona, on estan representades les principals associacions gitanes de la ciutat.
Pel que fa a immigració, si bé des de la fi del segle xix la majoria havia vingut d'altres regions espanyoles, durant el període de la transició a la democràcia va passar a provenir d'altres països, principalment d'Hispanoamèrica i el nord d'Àfrica. Un dels majors becs d'arribada d'immigrants es va produir entre els anys 1960 i 1970, quan van arribar a la ciutat uns 100 000, la majoria procedents d'Andalusia, Extremadura, Múrcia i Galícia. Posteriorment, es va produir un fort increment al pas del segle xx al xxi quan la majoria va ser originària de l'Equador, Perú, Marroc, Colòmbia, Argentina i Pakistan. Si el 1995 hi havia a la ciutat gairebé 30 000 estrangers (un 1,9 % de la població), el 2005 hi havia 230 000 (14,6 %).

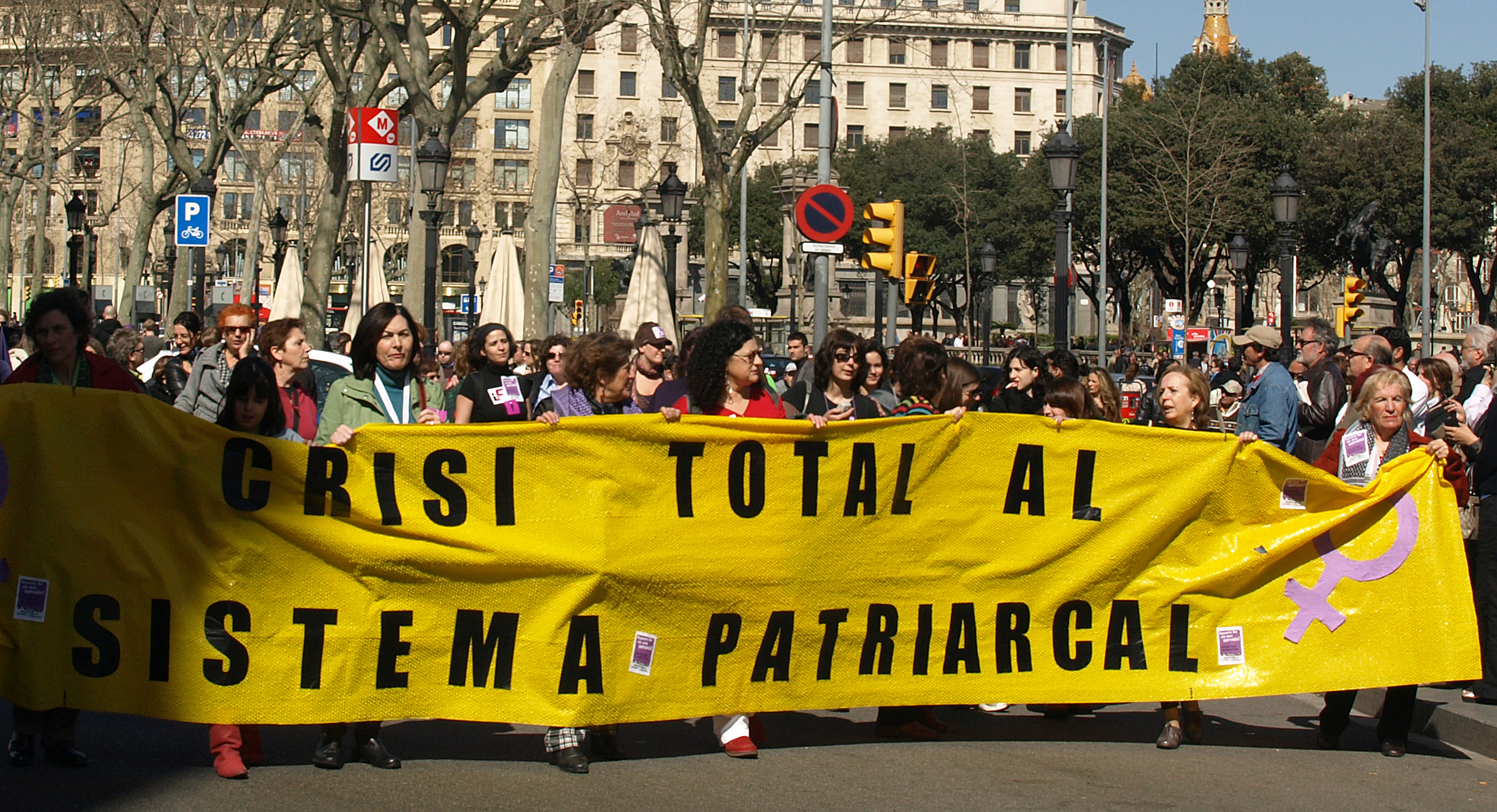
Manifestació a Barcelona pel Dia Internacional de la Dona.

Des de la fi del segle xix van augmentar les reivindicacions de la població femenina, que es van materialitzar en el feminisme com a moviment d'emancipació de gènere. Durant aquesta centúria es van aconseguir nombrosos drets dels quals estaven desproveïdes, com el vot (1931) o l'accés a l'educació, i es van anul·lar nombroses disposicions legals discriminatòries. Durant la Segona República es van aconseguir drets com el divorci (1932) i l'avortament (1936), que van ser revertits per la dictadura franquista, la qual va suposar una reculada dels drets de les dones. El 1976, la celebració de les Primeres Jornades Catalanes de la Dona va rellançar les reivindicacions feministes. La Constitució de 1978 va garantir uns drets essencials, però en la pràctica la desigualtat ha continuat tant a nivell laboral com a social, i continuen aspectes sociològics com el masclisme i la violència de gènere. L'any 2000 hi havia més dones que homes en l'àmbit universitari (un 27 % de la població enfront del 15 % masculí), i l'ocupació femenina al mercat laboral era d'un 56,5 %.
Un altre sector de la població que ha vist reconeguts els seus drets a la fi d'aquesta centúria ha estat el col·lectiu LGBT. Fins a pràcticament l'arribada de la democràcia el 1975, aquest col·lectiu es trobava marginat socialment, i pràcticament abocat a la clandestinitat. El seu aspecte més visible era en els espectacles de cabaret, apart d'alguns cercles artístics i intel·lectuals. Durant la dictadura franquista va haver-hi una forta repressió de l'homosexualitat, que malgrat tot era permesa en els ambients de la prostitució al Raval. El 1970 es va fundar clandestinament a la ciutat el Moviment Espanyol d'Alliberament Homosexual que, el 1975, es va convertir en el Front d'Alliberament Gai de Catalunya. El 28 de juny de 1977 es va produir la primera manifestació del Dia de l'Orgull Gai, la primera feta a Espanya. Aquest any es va crear dins del FAGC el Col·lectiu de Lesbianes. Des de llavors han estat reconeguts els drets d'aquest col·lectiu: el 1988 el Parlament de Catalunya va aprovar la llei d'unions estables de parella —que incloïa les homosexuals— i, el 2005, el govern espanyol va aprovar el matrimoni homosexual.

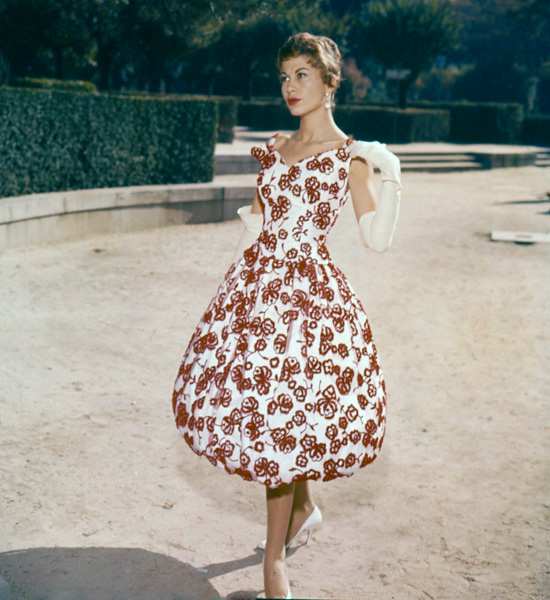
Vestit de Pedro Rodríguez, h. 1954.

La moda va avançar notablement en aquest segle, amb una cada cop més ràpida successió d'estils en voga. A partir dels anys 1910 es va introduir la moda parisenca, revolucionada en aquella època per Coco Chanel. El 1919 Pedro Rodríguez va obrir a la ciutat la primera casa d'alta costura d'Espanya, amb un sistema d'inspiració francesa de confeccionar un catàleg per temporada anual, i de desfilades de models davant la clientela. En els anys 1920-1930 van dominar els estils art déco, noucentista i racionalista. El 1940 es va crear la Cooperativa d'Alta Costura; van destacar en aquesta època Carmen Mir, Asunción Bastida i Manuel Pertegaz. Des dels anys 1970 es van introduir les col·leccions prêt-à-porter, i el món de la moda es va industrialitzar, al mateix temps que es rebia la influència de corrents internacionals com la hippy, la folk o la punk. Entre els últims creadors cal destacar a Margarita Nuez, Kima Guitart, Antonio Miró, Custo Barcelona i Lydia Delgado. En els anys 1980 va néixer la Passarel·la Gaudí, anomenada des del 2006 Barcelona Fashion Week. Pel que fa a perruqueria, entre els anys 1910-1930 va sorgir un estil propi a la ciutat que va portar a parlar d'una «escola barcelonina» de perruqueria, representada per Cecilio Tarruella, Raffel Pagès i uns altres; més endavant cal destacar el nom de Lluís Llongueras, perruquer de fama internacional.
El calendari festiu va evolucionar al llarg del segle i, des de les antigues solemnitats religioses, es va passar en la transició a un model més lúdic i popular. Les més rellevants en època actual són les festes de Carnestoltes, Setmana Santa, Sant Medir, Sant Jordi, Sant Joan, la Mercè i Nadal. A més, cada barri té la seva festa major; les més conegudes i populars són les de Festa Major de Gràcia i Sants. El 1971 va començar per part d'immigrants o persones d'origen andalús —tot i que la festa es va fer extensiva a tothom— la celebració de la Fira d'Abril, la primera setmana de maig; inicialment s'organitzava en terrenys de les rodalies de Barcelona, com Barberà del Vallès, Santa Coloma de Gramenet o Sant Adrià de Besòs, tot i que des del 2001 se celebra a la ciutat, primer a la platja de la Mar Bella i, des del 2004, al parc del Fòrum. També des dels anys 1970 se celebra la romeria del Rocío, amb diferents localitzacions, tot i que des del 2001 se sol celebrar en un bosc entre Ripollet i Montcada i Reixac.
Durant la primera meitat del segle xx l'espectacle favorit dels barcelonins seguia sent els toros, i les tres places de la ciutat s'omplien gairebé diàriament. Al Torín es van afegir les places de toros de Les Arenes i La Monumental, amb el que Barcelona es va convertir, durant el segon terç del segle, en la primera plaça taurina del món. En aquesta època van destacar toreros com Joselito, Belmonte, Manolete i Chamaco, a més de barcelonins com Mario Cabré, Carlos Corpas i Joaquín Bernadó, o bé el torero còmic Charlot, figura destacada de la charlotada o «toreig còmic».
Pel que fa a vida nocturna, a començaments de segle es va posar de moda l'avinguda del Paral·lel, on es van concentrar diversos cafès, teatres i music-halls, com el Teatre Arnau —on va triomfar Raquel Meller—, els teatres Espanyol, Nou, Condal, Apol·lo i Victòria, o el famós cabaret El Molino, inspirat en el parisenc Moulin Rouge. Els balls de moda de l'època van ser el vals i la masurca en despuntar el segle, el xarleston en els anys 1920 i el tango i el jazz en els 1930. En els anys 1920 es va popularitzar l'anomenat Barri xino, un sector d'El Raval de tipus marginal on era abundant la prostitució i el tràfic de drogues; va ser batejat així el 1925 pel periodista Francisco Madrid. Durant el període franquista els cabarets més famosos van ser Bolero, Río, Empórium, Folies, Casablanca i Lamoga, i sales de ball com Cibeles i La Paloma; van destacar en aquesta època la Bella Dorita, Mary Santpere, Carmen de Lirio i Maty Mont. El 1956 es van prohibir els bordells, fet que va originar l'aparició de meublés; alguns van tenir molta fama, com la Casita Blanca o el Diagonal.
En els anys de la democràcia es van donar diversos canvis socials en el sector de la població jove: entre els anys 1980 i 1990 van aparèixer les denominades tribus urbanes (mods, rockers, punkies, heavies, rapers, gòtics, skinheads, rastafaris, etc.), unes subcultures caracteritzades per unes característiques pròpies i diferencials, generalment centrades en un determinat tipus de música, i diferenciades per aspectes com la roba, el pentinat, els tatuatges o els pírcings. Aquestes subcultures van estar lligades sovint al consum d'alcohol i drogues. La vida nocturna se centrava en discoteques com Bikini (1953-1991) i Zeleste (1968-2000). D'altra banda, durant aquests anys va haver-hi un repunt de la delinqüència, vinculada sovint al tràfic de drogues, així com a la delinqüència juvenil i de bandes urbanes. Personatges com El Vaquilla es van convertir en fenòmens sociològics de l'època. També en aquests anys va sorgir el moviment okupa, vinculat generalment a sectors de població propers al marxisme i l'anarquisme —tot i que de forma bastant heterodoxa—, els quals van començar a ocupar cases i pisos abandonats, bé per viure en ells o bé per a la creació de centres socials i culturals.

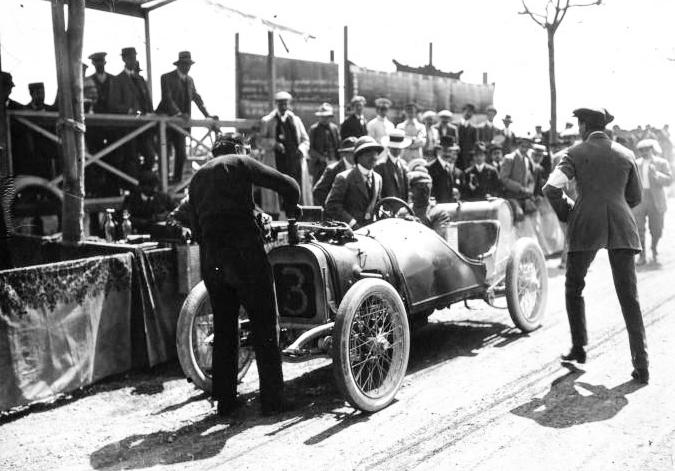
Copa Catalunya d'automobilisme (1909).

Durant aquest segle va créixer l'afició a l'esport com a espectacle, especialment el futbol, la boxa, l'automobilisme i el ciclisme. La boxa va tenir el seu auge de popularitat entre els anys 1920 i 1940, especialment el combat entre Primo Carnera i Paulino Uzcudun a l'estadi de Montjuïc el 1930; com a púgils barcelonins van destacar Josep Gironès i Luis Romero. Quant a l'automobilisme, el 1903 es va fundar el Reial Automòbil Club de Catalunya, impulsor de la Copa Catalunya (1908), la Copa Barcelona (1911) i la Copa Tibidabo (1914); en els anys 1920 es va establir el circuit de Montjuïc per a les competicions automobilístiques, utilitzat fins al 1975; el 1991 la fórmula 1 es va traslladar a Montmeló. El ciclisme va cobrar popularitat gràcies a l'aparició de velòdroms i l'organització de carreres, com la Volta a Catalunya, celebrada des del 1911; com a ciclistes van destacar Mariano Cañardo i Miquel Poblet. El 1924 es va fundar a Barcelona el Comitè Olímpic Espanyol. Barcelona es va postular als Jocs Olímpics de 1924 i 1936, però no va ser triada. Per l'Exposició Internacional de 1929 es va construir l'Estadi Olímpic de Montjuïc, així com la piscina municipal i pistes de tennis. El 1936 es va intentar organitzar una Olimpíada Popular, que va ser frustrada per la Guerra Civil. La postguerra no va ser molt propícia per a la pràctica de l'esport, tot i que en aquests anys cal destacar la celebració el 1955 dels II Jocs Mediterranis, pels quals es va construir el Pavelló Municipal d'Esports. Un referent en aquests anys va ser el gimnasta Joaquim Blume. En la democràcia es va revitalitzar l'esport, cada cop més a nivell popular, com es demostra en esdeveniments multitudinaris com la Cursa de la Mercè. El punt culminant de l'esport a la ciutat va ser amb la consecució dels Jocs Olímpics el 1992.

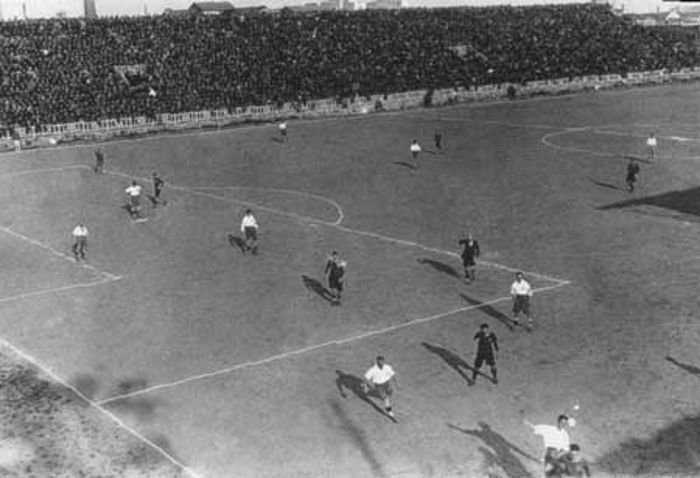
Partit entre el FC Barcelona i Club Nacional de Football (1925).

En aquesta centúria l'esport més popular va passar a ser el futbol, celebrat en grans estadis, com el de Les Corts (1922) del Futbol Club Barcelona (el 1957 va inaugurar el seu nou estadi, el Camp Nou) o el de Sarrià (1923) de l'RCD Español (des del 2009 a Cornellà-El Prat). A començaments de segle van destacar futbolistes com Alcántara, Samitier o Zamora. Durant la dictadura franquista el Barça va comptar amb la mítica figura de Kubala, i la seva afició va aglutinar un important sentiment identitari i d'oposició al règim, fet que es va plasmar en el lema «el Barça és més que un club». Ja en democràcia, el F.C. Barcelona va comptar amb figures com Johan Cruyff, Quini, Schuster, Diego Armando Maradona, Ronald Koeman, Hristo Stoichkov, Romário i Ronaldo, i va viure una època daurada durant l'etapa d'entrenador de Cruyff (1988-1996), en la qual es va forjar l'anomenat Dream Team, un equip que va guanyar quatre lligues, una copa, tres supercopes d'Espanya, una recopa, una supercopa d'Europa i una Copa d'Europa. Per la seva banda, l'RCD Español va comptar amb figures com Marañón, Tintín Márquez, Lauridsen i N'Kono; el 1995 va catalanitzar el seu nom (Espanyol).
En altres esports van destacar: els pilots Sito Pons i Sete Gibernau; en bàsquet, Nacho Solozábal, Joan Creus, Juan Antonio San Epifanio i Rafael Jofresa; en tennis, Sergi Bruguera, Sergio Casal, Àlex Corretja i Arantxa Sánchez Vicario; en handbol, Enric Masip; en atletisme, Javier García Chico; i, en waterpolo, Manel Estiarte. D'altra banda, el 1991 es va crear l'equip de rugbi Barcelona Dragons.
A començaments de segle es va introduir l'escoltisme i, el 1912, es va crear l'associació Exploradors Barcelonesos. Durant l'Exposició Internacional de 1929 es va organitzar una reunió internacional (jamboree) a la qual van assistir 2000 escortes de 14 països. Prohibit inicialment durant el franquisme, el 1957 va ressorgir amb la Delegació Diocesana d'Escoltisme de Barcelona, presidida per Jordi Bonet i Armengol. A la fi de segle hi havia a la ciutat unes seixanta agrupacions escortes.

### Cultura

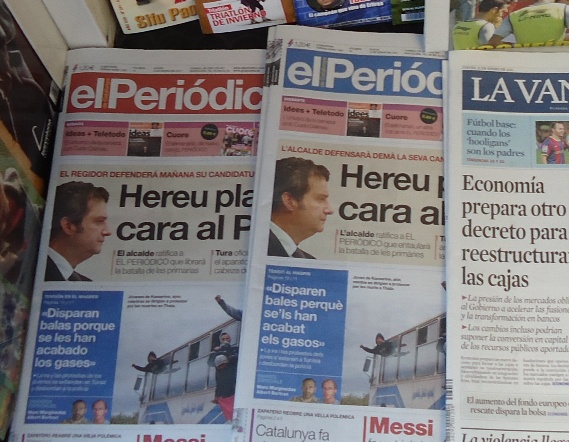
El Periódico de Catalunya: edicions en castellà (capçalera vermella) i en català (capçalera blava).

En l'aspecte cultural, les dictadures de Primo de Rivera i Franco van ser d'una forta repressió sobre la llengua catalana, fet que va provocar una reculada en la seva utilització i difusió. A més, l'arribada massiva d'immigració va multiplicar el nombre d'hispanoparlants en una ciutat en la qual, fins als anys 1930, l'idioma català era la llengua clarament preponderant. El 1961 es va fundar Òmnium Cultural, una associació de difusió de la llengua i la cultura catalana. El 1975 es va fundar el Congrés de Cultura Catalana, encarregat de recuperar i promoure la cultura de Catalunya. En aquest segle es van fundar diverses universitats a la ciutat: la Universitat Autònoma de Barcelona (1968), la Universitat Politècnica de Catalunya (1971), la Universitat Pompeu Fabra (1990), la Universitat Ramon Llull (1990), la Universitat Oberta de Catalunya (1994) i la Universitat Internacional de Catalunya (1997).
En l'àmbit del periodisme, a començaments de segle van aparèixer a la ciutat diversos diaris, com El Poble Català (1905) o Solidaridad Obrera (1907). El 1906 va sorgir Mundo Deportivo, dedicat a l'esport. El 1913 es va crear l'Associació de Periodistes de Barcelona. El 1924 es va crear Ràdio Barcelona, primera emissora de tot Espanya. Durant la dictadura franquista, La Vanguardia va passar a ser La Vanguardia Española, i va sorgir el diari Solidaridad Nacional (1939); també va néixer el fenomen de les revistes del cor (Lecturas, 1941; ¡Hola!, 1944; Pronto, 1972). Les emissions de televisió (TVE) van començar a la Ciutat Comtal el 1959, gairebé tres anys després que a la capital de l'estat, gràcies a l'obertura dels estudis de Miramar, a Montjuïc. El 1968 es va crear l'Escola Oficial de Periodisme de Barcelona. El 1976 es va fundar el diari Avui, en català i, el 1978, El Periódico de Catalunya, en castellà —des del 1997 també en català—; al costat de La Vanguardia i l'edició catalana d'El País són els diaris més venuts a Catalunya en l'actualitat. El 1979 va sorgir Sport, especialitzat en l'esport. El 1983 es va crear la cadena de televisió autonòmica TV3, amb emissions íntegrament en català, així com Catalunya Ràdio. El 1994 es va fundar Barcelona Televisió (BTV), i, el 2001, City TV (actual 8tv), del Grup Godó.
Durant aquest segle es va introduir l'esperantisme, gràcies a la difusió internacional del nou llenguatge creat pel doctor Zamenhof. El 1906 va sorgir el Grup Esperantista de Barcelona, al que van seguir nombroses federacions per tota la ciutat. El 1909 es va organitzar a la ciutat el V Congrés Internacional d'Esperanto, presidit pel mateix Zamenhof i, a l'any següent, es va crear la Kataluna Esperantista Federacio. A la fi de segle hi havia uns quinze grups esperantistes a la ciutat.
Art i arquitectura

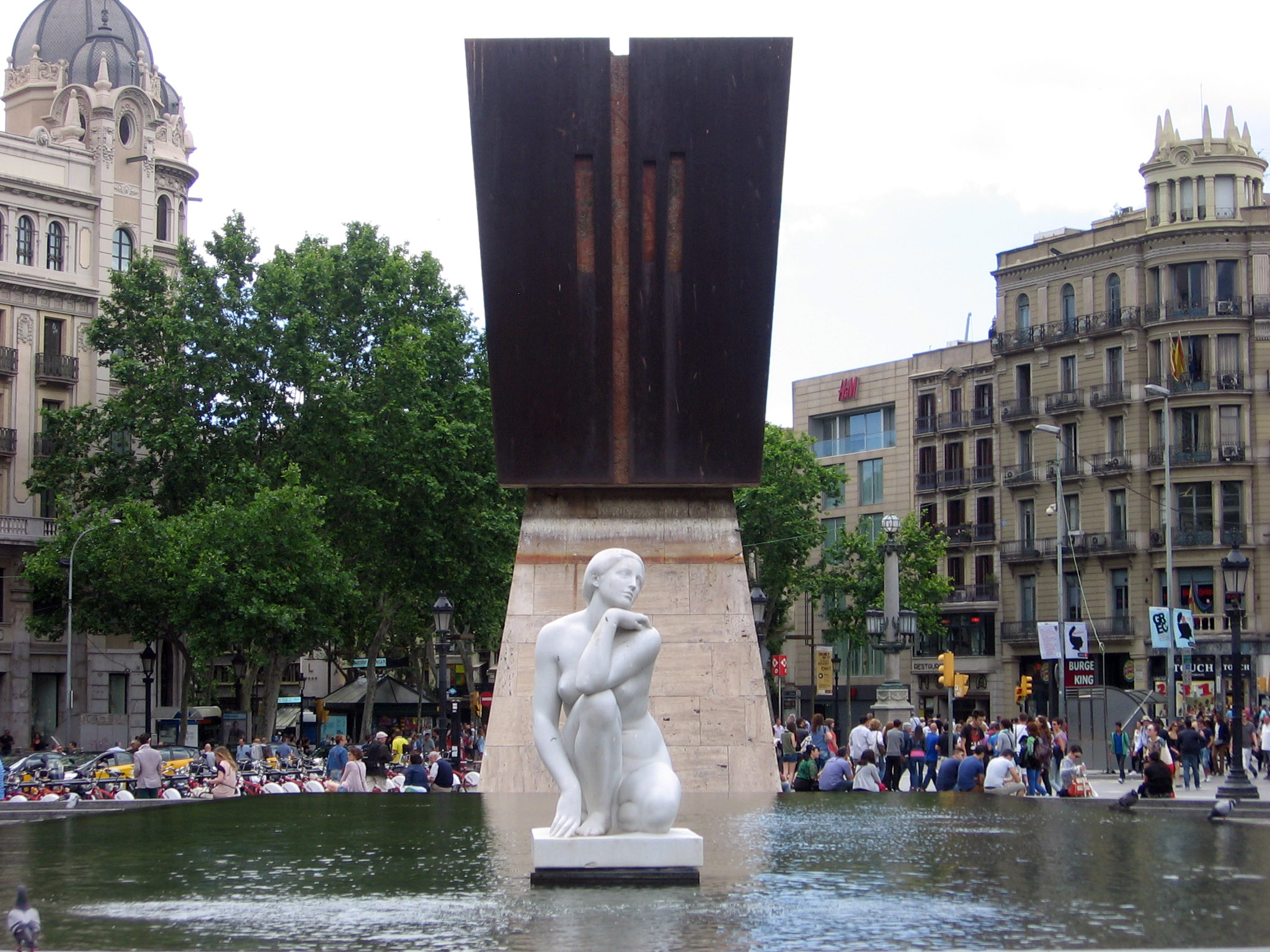
La deessa (1908-1910), de Josep Clarà, MNAC.

El panorama artístic del segle xx va estar marcat per la ràpida successió d'estils i moviments. Al modernisme de la transició entre els segles xix i xx va succeir el noucentisme, on van destacar arquitectes com Joan Rubió, Josep Goday, Nicolau Maria Rubió i Tudurí, Ramon Reventós, Francesc Folguera, Francesc Nebot, Eusebi Bona, Adolf Florensa i Eugenio Cendoya; pintors com l'uruguaià Joaquín Torres García, Joaquim Sunyer, Josep Maria Sert, Xavier Nogués, Josep Aragay i Francesc d'Assís Galí; i escultors com Josep Clarà, Manolo Hugué, Frederic Marès, Enric Casanovas, Julio Antonio i Apel·les Fenosa.
A partir dels anys 1910 es van anar introduint els corrents d'avantguarda: un primer i efímer intent va ser l'Agrupació Courbet, fundada a Barcelona el 1918 i dissolta el 1919, amb noms com Joan Miró, Josep de Togores, Josep Obiols i la georgiana Olga Sacharoff. En els anys 1920 va sorgir el surrealisme, que va donar a Catalunya dos grans noms: Salvador Dalí i Joan Miró. L'escultura va entrar plenament en l'avantguarda amb l'obra de Pau Gargallo i Juli González, a més del grup ADLAN (Amics de l'Art Nou), on van destacar Ángel Ferrant —madrileny però establert a Barcelona entre 1920 i 1934—, Eudald Serra i Ramon Marinel·lo.

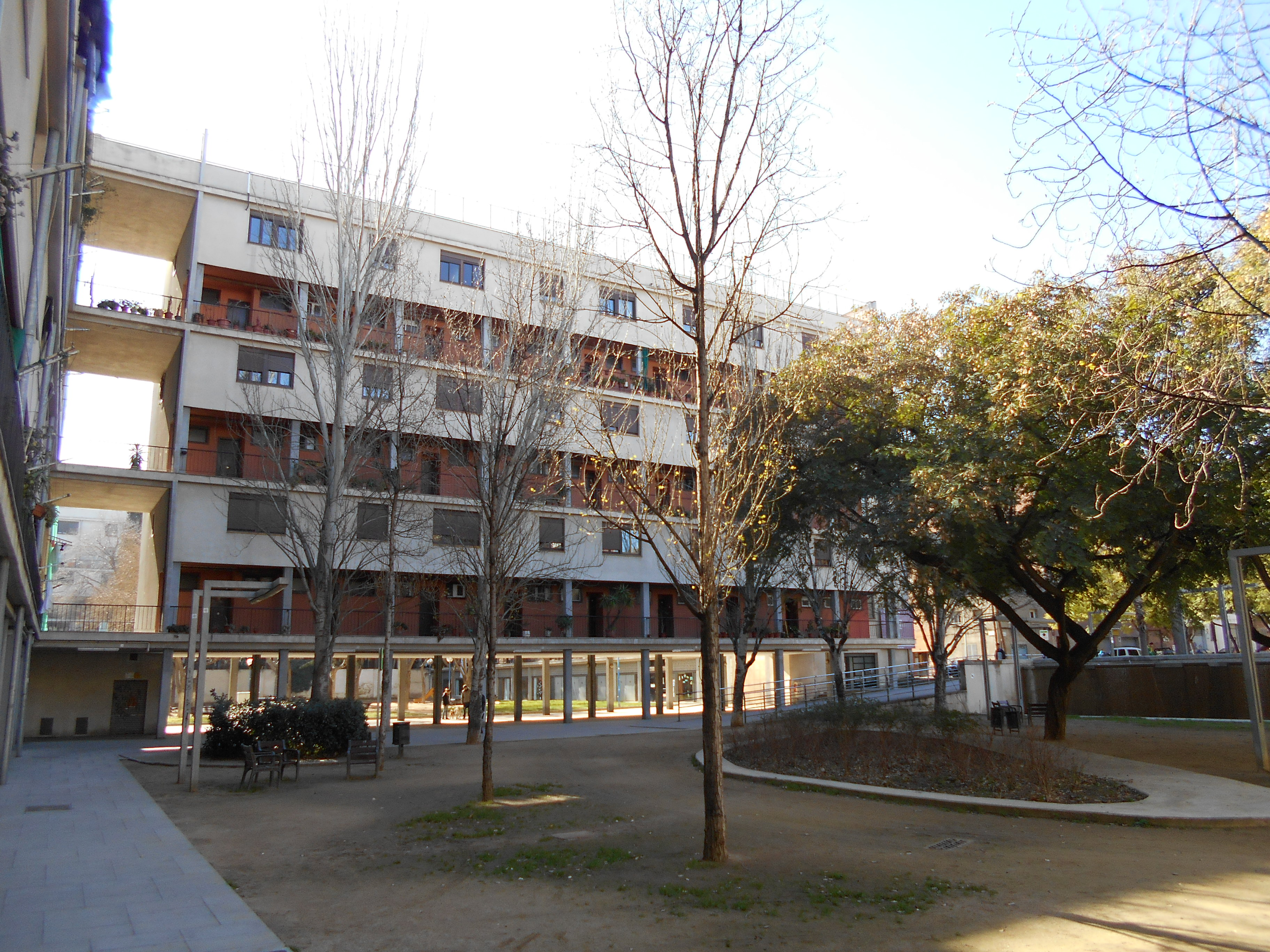
Casa Bloc (1932-1936), de Josep Lluís Sert, Josep Torres Clavé i Joan Baptista Subirana.

Coincidint pràcticament amb la Segona República es va desenvolupar el racionalisme arquitectònic, representat pel grup GATCPAC (Grup d'Artistes i Tècnics Catalans per al Progrés de l'Arquitectura Contemporània), format per Josep Lluís Sert, Josep Torres Clavé, Germán Rodríguez Arias, Sixte Illescas, Ricardo de Churruca i Joan Baptista Subirana.
La postguerra va suposar la tornada a les formes acadèmiques, amb arquitectes com Raimon Duran i Reynals, Lluís Bonet i Garí, Francesc Mitjans, Manuel de Solà-Morales, Francisco Juan Barba Corsini, Pere Benavent de Barberà i Josep Soteras. Malgrat tot, en els anys 1950 va haver-hi una renovació del panorama arquitectònic gràcies al Grup R (1951-1961), representat per Josep Antoni Coderch, Antoni de Moragas, Josep Maria Sostres, Oriol Bohigas i Josep Martorell. Aquesta renovació es va afermar entre els anys 1960 i 1970 amb la denominada Escola de Barcelona, entre els membres de la qual figuraven de nou Oriol Bohigas i Josep Martorell, a més de Federico Correa, Alfons Milà, Ricardo Bofill i el grup Studio PER, format per Lluís Clotet, Òscar Tusquets, Cristian Cirici i Josep Bonet.

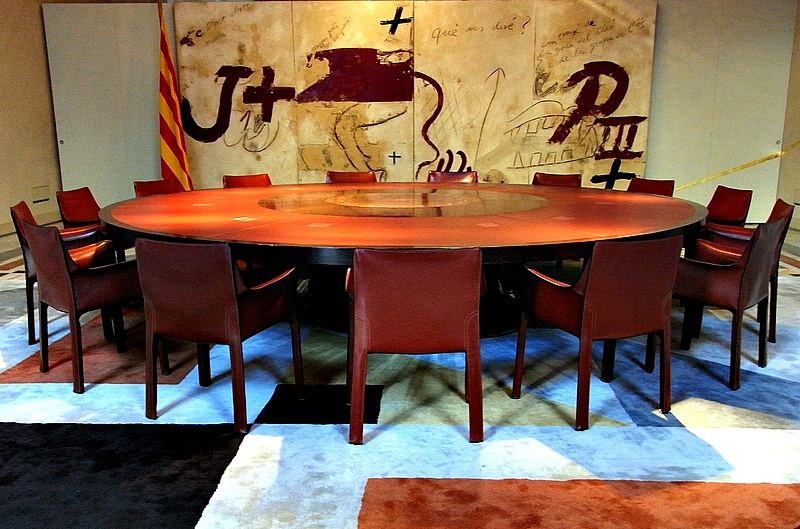
Les quatre cròniques (1991), d'Antoni Tàpies, Palau de la Generalitat de Catalunya.

En les arts visuals, a la fi dels anys 1940 va començar a ressorgir el panorama artístic a través de moviments com el Cercle Maillol o el grup Dau al Set, creat el 1948 per Antoni Tàpies, Modest Cuixart, Joan Brossa, Joan Josep Tharrats, Joan Ponç i Arnau Puig. En els anys 1950 es va imposar l'informalisme, encapçalat per Antoni Tàpies, a més de Modest Cuixart, Josep Guinovart, Albert Ràfols Casamada, Joan Hernández Pijuan i Eduard Arranz Bravo, mentre que en escultura van destacar Joan Brossa, Domènec Fita, Manuel Cusachs, Salvador Aulèstia i Moisès Villèlia.
En el període democràtic va haver-hi una revitalització artística gràcies a la nova política impulsada per l'Ajuntament, especialment en l'àmbit urbanístic, el desenvolupament del qual en aquests anys va portar a parlar d'un «Model Barcelona» d'urbanisme, reconegut amb diversos premis i distincions, com el Premi Príncep de Gal·les d'Urbanisme de la Universitat Harvard (1990), la Medalla d'Or del Reial Institut d'Arquitectes Britànics (RIBA) el 1999 i el premi de la Biennal de Venècia el 2002. En arquitectura, cal citar en aquest període noms com Josep Llinàs, Enric Miralles, Carlos Ferrater, Elies Torres, José Antonio Martínez Lapeña, Helio Piñón i Albert Viaplana. Des del 1988 a Barcelona s'atorga el Premi Mies van der Rohe d'arquitectura contemporània, concedit juntament amb la Unió Europea. Les arts visuals es van endinsar des dels anys 1980 en els corrents internacionals, amb artistes com Francesc Abad o Jordi Benito, adscrits a l'art conceptual;. Des de final del segle xx va predominar l'art postmodern, practicat per Miquel Barceló —artista mallorquí instal·lat a Barcelona—, Joan Pere Viladecans o Ferran García Sevilla. En escultura, el principal nom de la segona meitat del segle xx va ser Josep Maria Subirachs, a més de Xavier Corberó, Susana Solano i Jaume Plensa.

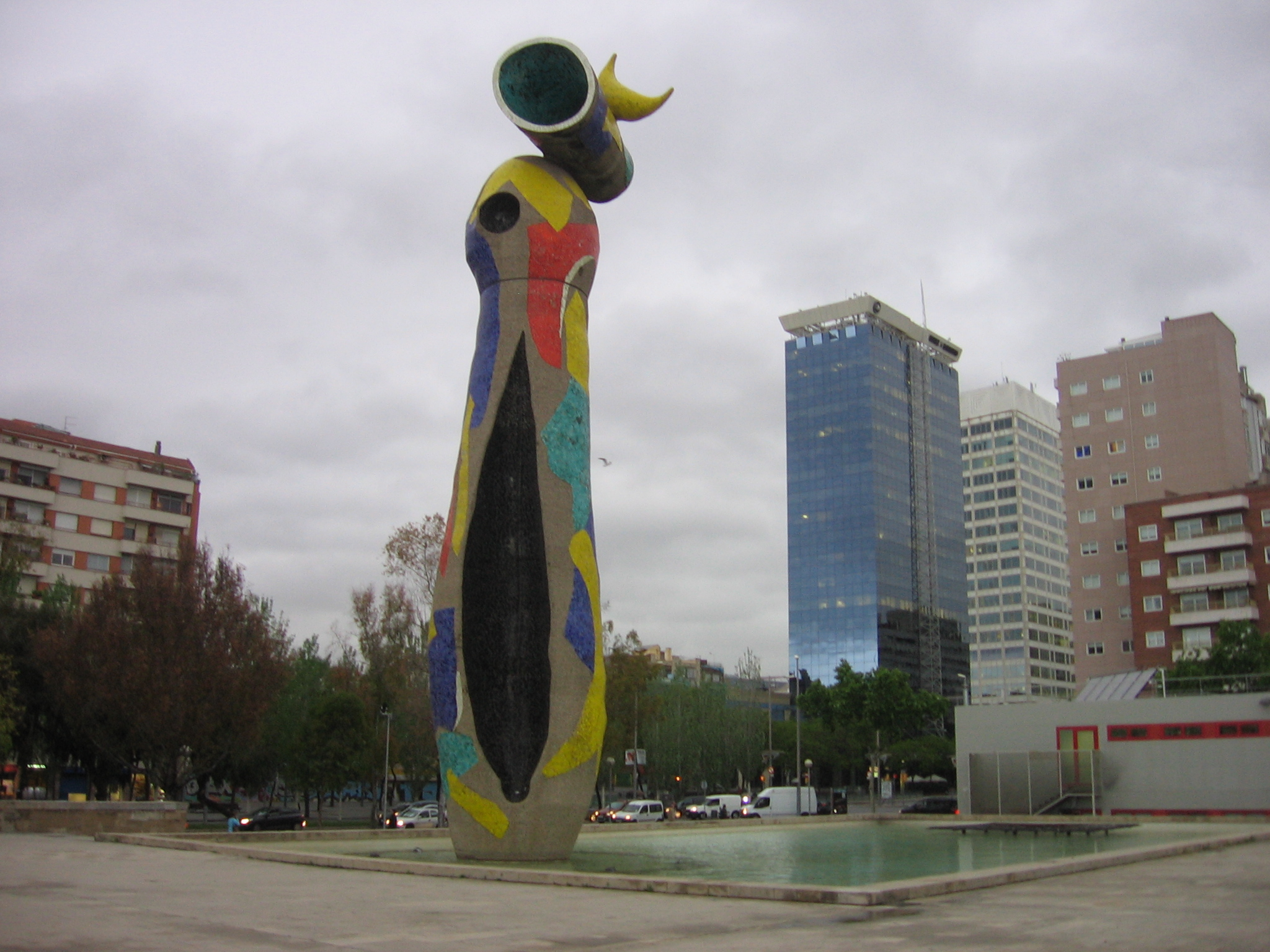
Dona i Ocell, de Joan Miró, parc de Joan Miró.

En l'àmbit de l'art públic aquest segle va ser molt prolífic, i convé citar obres com: el Monument al Doctor Robert (1910), a la plaça de Tetuan, obra de Josep Llimona; l'escultura Desconsol (1917), al parc de la Ciutadella, de Josep Llimona; el Monument a Mossèn Jacint Verdaguer (1924), a la plaça homònima, de Joan Borrell i Nicolau; el conjunt escultòric de la plaça de Catalunya (1929), un total de 28 escultures de diversos autors; el Monument a la República (1934), a la plaça de la República, de Josep Viladomat; el Monument a Pau Casals (1982), a l'avinguda homònima, format per una estàtua de Josep Viladomat i una estela d'Apel·les Fenosa; Dona i Ocell (1983), de Joan Miró, al parc homònim; A Goya (1984), de José Gonzalvo, a l'avinguda de Roma; Elogi de l'aigua (1987), d'Eduardo Chillida, al parc de la Creueta del Coll; Gat (1990), de Fernando Botero, a la rambla del Raval; el Monument a Francesc Macià (1991), de Josep Maria Subirachs, a la plaça de Catalunya; i Cap de Barcelona (1992), de Roy Lichtenstein, al moll de Bosch i Alsina.
Pel que fa a institucions artístiques, el 1903 es va fundar l'entitat Foment de les Arts Decoratives (FAD), impulsora de la creació i el disseny a Catalunya; el 1929 es va crear l'Escola Massana; el 1963 es va fundar el Museu Picasso i, el 1971, la Fundació Joan Miró; el 1990 es va instituir el Museu Nacional d'Art de Catalunya (MNAC), i es va fundar la Fundació Antoni Tàpies; el 1995 es va inaugurar el Museu d'Art Contemporani de Barcelona (MACBA). També cal citar en el terreny de l'arqueologia la figura d'Agustí Duran i Sanpere, qui va emprendre nombroses campanyes d'estudi de restes arqueològiques en el perímetre urbà; va ser el primer director del Museu d'Història de la Ciutat, inaugurat el 1943.
Literatura

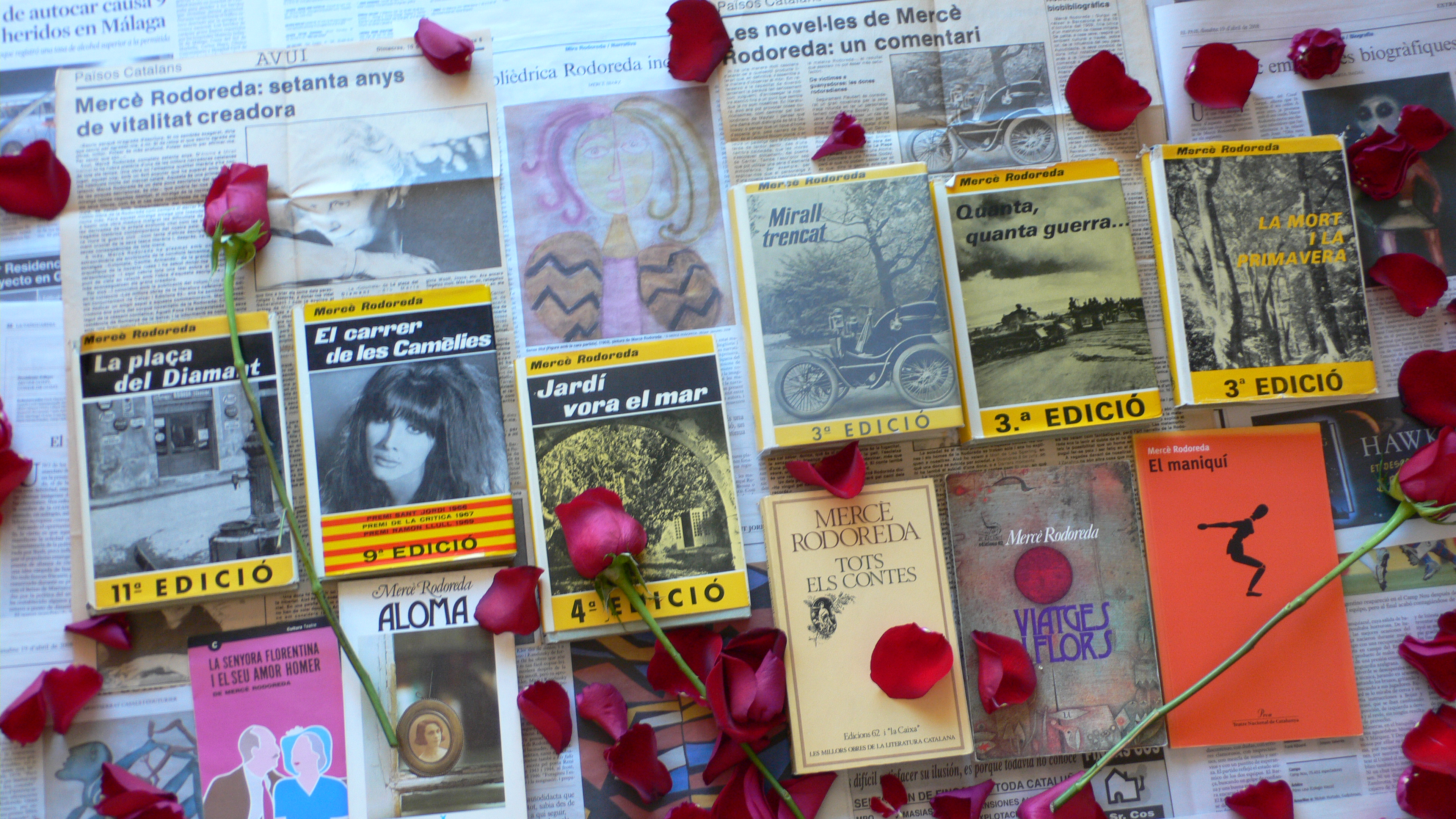
Recopilació d'obres de Mercè Rodoreda.

En literatura, el segle es va iniciar amb certa pervivència del modernisme, que va destacar principalment en novel·la, amb dues tendències: novel·la rural (Raimon Casellas, Josep Pous i Pagès) i novel·la urbana (Pere Coromines, Joaquim Ruyra, Santiago Rusiñol); la poesia va ser conreada en castellà per Eduard Marquina; en teatre, cal citar a Adrià Gual, amb un estil poètic i simbòlic, i Ignasi Iglésias, en una línia més de teatre social d'influència ibseniana. Entre els anys 1910-1930 es va desenvolupar el noucentisme, representat en prosa per Eugeni d'Ors, tot i que més desenvolupat en poesia, de to intel·lectual i perfeccionament formal, representada fonamentalment per Josep Carner i Carles Riba, a més de Guerau de Liost, Josep Pijoan i Clementina Arderiu. En els anys anteriors a la guerra, la prosa va denotar la influència de la novel·la psicològica europea, amb arrels en Proust i Joyce, amb autors com Carles Soldevila i Sebastià Juan Arbó, a més de la figura de Josep Pla, que va conrear diversos gèneres; la poesia es va emmarcar en l'avantguardisme europeu, especialment el surrealisme, i va comptar amb poetes com Joan Salvat-Papasseit, Pere Quart, Josep Vicenç Foix, Ventura Gassol i Marià Manent; en teatre cal esmentar a Josep Maria de Sagarra, també poeta i novel·lista.
En la postguerra, tot i que inicialment l'edició en català va ser prohibida, es va permetre des del 1946, encara que sotmesa a la censura. La prosa va abandonar la novel·la psicològica per rebre influències contemporànies, com les de Kafka i Faulkner; cal citar noms com: Pere Calders, Mercè Rodoreda, Joan Puig i Ferreter, Xavier Benguerel, Joan Perucho, Manuel de Pedrolo, Jordi Sarsanedas, Maria Aurèlia Capmany, Josep Maria Espinàs, Baltasar Porcel i Terenci Moix; i, en castellà, Ignasi Agustí, Carmen Laforet, Ana María Matute, Juan Goytisolo, Luis Goytisolo, Mercedes Salisachs i Juan Marsé. En poesia, Joan Teixidor i Joan Vinyoli van conrear un to intimista i d'arrel existencial, mentre que Salvador Espriu representa el pas de l'existencial al social, i Joan Brossa i Gabriel Ferrater tenen un llenguatge més renovador; en l'anomenada generació del 50 van destacar poetes en castellà, com Carlos Barral, Jaime Gil de Biedma i José Agustín Goytisolo; en els anys 1960 va predominar el realisme, lligat a la poesia social, amb figures com Francesc Vallverdú; i, en els anys 1970, va sorgir un nou formalisme, els «novíssims», representat per Pere Gimferrer i, en castellà, Félix de Azúa. En quant al teatre, va haver-hi escassa producció fins als anys 1950, sorgint llavors el teatre de l'absurd de la mà de Joan Brossa i Manuel de Pedrolo; més tard es va donar un realisme d'influència brechtiana, representat per Jordi Teixidor i Josep Maria Benet i Jornet. El 1949 es va crear el premi Nadal i es va fundar l'editorial Planeta, una de les més rellevants de les lletres hispanes, que des del 1952 atorga el premi Planeta. També cal destacar el paper exercit pel món editorial barceloní en el boom de la literatura hispanoamericana (Gabriel García Márquez, Mario Vargas Llosa) durant els anys 1960, especialment gràcies a la tasca de l'agent literària Carme Balcells i de l'editor Carlos Barral. De temps democràtics cal citar, en català, a Quim Monzó i Sergi Pàmies, en prosa; i a Joan Margarit i Enric Casasses, en poesia; en castellà, destaquen Manuel Vázquez Montalbán, Eduardo Mendoza, Francisco González Ledesma, Enrique Vila-Matas, Ignacio Vidal-Folch, Ignacio Martínez de Pisón i Alicia Giménez Bartlett.
En el terreny de la filosofia, va sorgir a començaments de segle, arran de la creació el 1912 de la càtedra de Filosofia de la Universitat de Barcelona, l'anomenada Escola de Barcelona, representada per Jaume Serra i Hunter, Tomàs Carreras i Artau, Joaquim Xirau, Eduard Nicol i Josep Ferrater i Mora. El noucentisme va estar representat per Eugeni d'Ors. Posteriorment, el marxisme va tenir el seu exponent en Manuel Sacristán. Altres autors destacats són: Xavier Rubert de Ventós, Eugenio Trías, Norbert Bilbeny, Salvador Pàniker, Raimon Panikkar i Lluís Maria Xirinacs.
Música

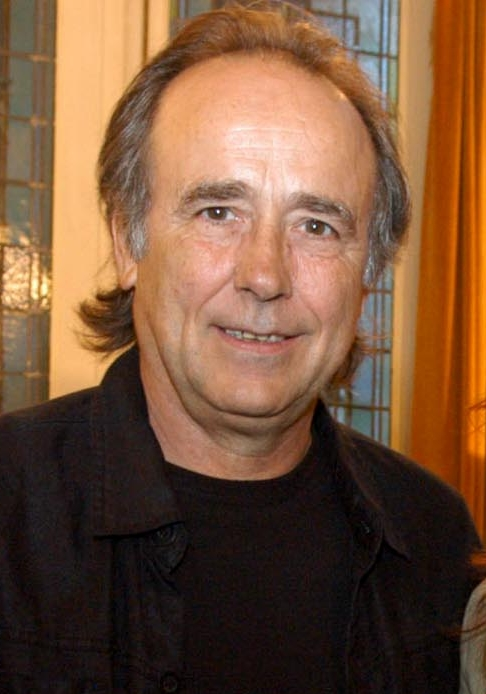
Joan Manuel Serrat.

En música, el segle va començar amb una certa pervivència del modernisme nacionalista, representat per Enric Morera, Jaume Pahissa, Cristòfor Taltabull i Joan Lamote de Grignon. El 1908 es va crear el Palau de la Música Catalana, el 1914 la Banda Municipal es va convertir en orquestra simfònica i, el 1920, es va fundar l'Orquestra Pau Casals, dirigida per l'insigne violoncel·lista. En el si del noucentisme van destacar Eduard Toldrà, Frederic Mompou i Manuel Blancafort, i Robert Gerhard es va apropar als corrents avantguardistes internacionals. Durant la dictadura franquista es van clausurar moltes associacions musicals, orfeons i corals; d'aquesta època cal citar com a compositors destacats a Joaquim Homs, Xavier Montsalvatge, Josep Maria Mestres Quadreny, Xavier Benguerel i Joan Guinjoan. El 1944 es va fundar l'Orquestra Municipal de Barcelona, que el 1994 va passar a denominar-se Orquestra Simfònica de Barcelona i Nacional de Catalunya. El 1999 es va inaugurar l'Auditori de Barcelona.
L'òpera va seguir comptant en aquesta centúria amb molt bon acolliment, i el Gran Teatre del Liceu va passar a ser un dels centres operístics més prestigiosos a nivell internacional. El 1963 es va iniciar el Concurs Internacional de Cant Francesc Viñas, per a donar a conèixer a joves talents. Com a principals intèrprets cal destacar als barítons Manuel Ausensi i Josep Simorra; els tenors Hipòlit Lázaro, Jaume Aragall i Josep Carreras; les mezzosopranos Conxita Supervia i Anna Ricci; i les sopranos Maria Barrientos, Graziella Pareto, Mercè Capsir, Victoria de los Ángeles i Montserrat Caballé. Entre 1994 i 1999 es va remodelar totalment el Gran Teatre del Liceu després d'un incendi; va obrir de nou les seves portes al públic el 17 d'octubre de 1999. A començaments de segle, Enric Morera va intentar crear una sarsuela catalana, però va tenir escàs èxit enfront de la castellana, que va gaudir de gran popularitat fins a mitjans de segle. L'Orfeó Català va estar prohibit fins al 1946, però des de llavors va reprendre les seves actuacions. La sardana també va estar prohibida fins al 1943; el 1950 es va fundar l'Obra del Ballet Popular, que fomentava tant aquest com altres balls populars.
En els anys 1930 es va introduir a Barcelona el jazz, un dels centres del qual es trobava al Hot Club, obert el 1936; un dels seus principals intèrprets va ser el pianista Tete Montoliu. El flamenc, introduït a la ciutat ja des del segle xix, va tenir una edat d'or en els anys 1920-1930, amb figures excepcionals com Carmen Amaya i Vicente Escudero. En l'àmbit popular, la música més escoltada a començaments de la dictadura franquista va ser la copla i, posteriorment, el bolero i la balada (José Guardiola, Salomé, Ramon Calduch, Moncho, Dyango). A mitjans dels anys 1950 va sorgir l'anomenada «rumba catalana», amb intèrprets com El Pescaílla i Peret; en els anys 1970, van destacar Los Amaya i Rumba Tres. D'altra banda, en els anys 1960 va ser l'eclosió de la música pop (Los Sírex, Dúo Dinámico) i rock (Los Salvajes, Los Mustang). El 3 de juliol de 1965 van actuar a Barcelona The Beatles. Entre els 60 i els 70 va sorgir l'anomenada ona laietana, un estil de rock simfònic, representat fonamentalment per Companyia Elèctrica Dharma. Durant els últims anys del règim va sorgir el moviment Els Setze Jutges, un grup de cantautors fortament polititzats, que amb la seva música reclamaven la democràcia, l'amnistia política i la normalització de la cultura catalana; estava compost, entre d'altres, per Lluís Llach, Guillermina Motta, Quico Pi de la Serra, Maria del Mar Bonet i Joan Manuel Serrat; al costat d'altres intèrprets de Nova Cançó, com Ovidi Montllor o Raimon, van crear un front de batalla de reivindicació catalanista i democràtica. En els anys 1970 va sorgir la Cançó catalana, amb intèrprets com Marina Rossell, Jaume Sisa, Pere Tàpias o Joan Isaac, o grups com La Trinca. Ja en període democràtic, dins de la música pop-rock van destacar Loquillo, Los Rebeldes, El Último de la Fila, Los Sencillos, OBK i Jarabedepalo; en el flamenc, Mayte Martín, Miguel Poveda i Ojos de Brujo; i, en la rumba, Los Manolos, mentre que Gato Pérez va barrejar rumba, jazz i rock.
Arts escèniques

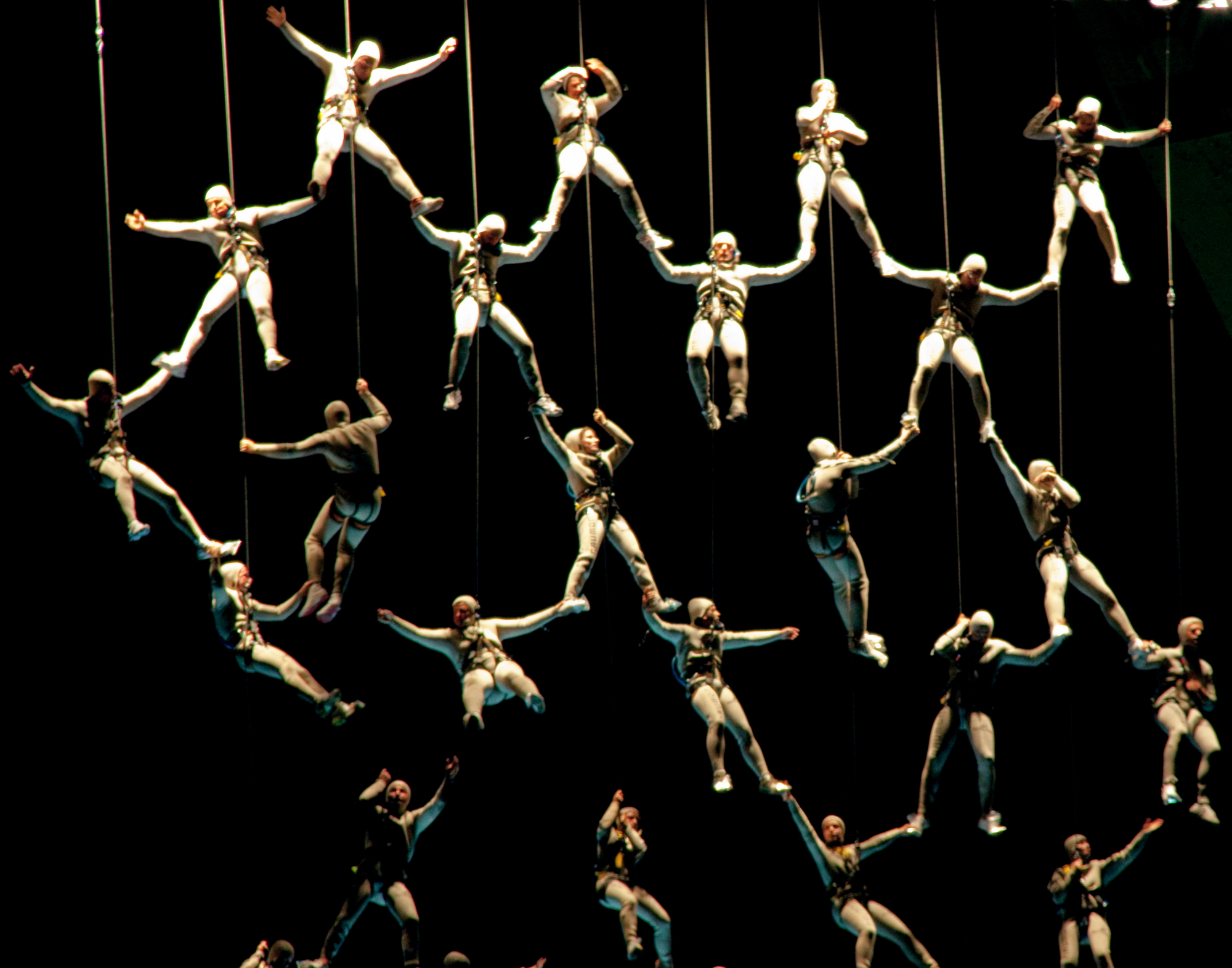
La Fura dels Baus.

El món del teatre va comptar en el primer terç del segle amb l'excepcional figura de Margarida Xirgu. Després de l'aturada de la Guerra Civil i la postguerra, des dels anys 1960 les arts escèniques van experimentar una gran revitalització, gràcies a l'activitat de Ricard Salvat i l'Escola d'Art Dramàtic Adrià Gual, directors com Fabià Puigserver i Lluís Pasqual, actors com Núria Espert, Josep Maria Flotats, Rosa Novell i Joan Capri, i grups teatrals com Els Joglars, Els Comediants, Dagoll Dagom, Tricicle i La Fura dels Baus. El 1976 es va fundar el Teatre Lliure, i va començar el Festival Grec; el 1983 es va obrir el teatre municipal Mercat de les Flors; i, el 1997, es va inaugurar el Teatre Nacional de Catalunya.
La dansa va evolucionar notablement durant aquesta centúria. Entre 1917 i 1930 va haver-hi nombroses actuacions dels Ballets Russos de Diàguilev al Gran Teatre del Liceu, que van exercir una enorme influència en el ballet català, que es va incorporar als corrents d'avantguarda amb figures com Joan Magriñà, ballarí i coreògraf, el qual va fundar el 1951 la companyia Ballet de Barcelona. Deixeble seu va ser Joan Tena, qui va introduir el dodecafonisme en la dansa catalana. També es va denotar la influència d'Isadora Duncan en ballarins com Tórtola Valencia, Josefina Cira i Àurea de Sarrà. En els anys 1960 es va introduir el jazz i el modern dance de la mà d'Anna Maleras. El 1976, Ramon Solé va fundar el Ballet Contemporani de Barcelona, mentre que en els anys 1980 van sorgir nombroses companyies, com Metros, Trànsit, Danat Dansa, Gelabert-Azzopardi, Lanònima Imperial, Nats Nus i Mal Pelo, així com el centre pedagògic La Fàbrica.
Durant aquest segle el món del circ va comptar amb els millors espectacles internacionals, a més de les companyies autòctones. Des de 1956 es van organitzar els Festivals Mundials del Circ al Palau d'Esports. El 1968 es va organitzar a la ciutat el IV Congrés Mundial d'Amics del Circ, que va comptar amb Charlie Rivel com a estrella principal. El 1976, la companyia La Tràgica va inaugurar el circ contemporani català. El 1981, el pallasso Tortell Poltrona va fundar el Circ Cric, el primer en idioma català. El 1991 es va crear l'Associació de Circ de Catalunya i, el 1995, el Centre de Recerca de les Arts del Circ.
Fotografia
Durant aquest segle es van millorar els procediments tècnics del nou art aparegut la centúria anterior, i es va popularitzar la seva pràctica entre la població. El 1918 es va fundar la Unió Fotogràfica de Catalunya, editora de la revista Lux. En aquests anys es van anar incorporant fotografies en revistes i diaris, pel que va aparèixer la figura del fotoperiodista o reporter, alguns dels primers representants del qual van ser: Alessandro Merletti, Adolf Mas i Ginestà, Josep Brangulí i Carlos Pérez de Rozas. També va sorgir el pictorialisme, que defensava l'esteticitat de la fotografia (Pere Casas Abarca, Joaquim Pla i Janini, Antoni Campañà). Un altre vessant desenvolupat aquests anys va ser la fotografia publicitària (Josep Masana, Pere Català i Pic). En el període de la Guerra Civil va destacar l'excepcional obra d'Agustí Centelles. Durant la dictadura franquista van destacar fotògrafs com Francesc Català Roca, Ramon Masats, Xavier Miserachs, Joan Colom, Oriol Maspons, Leopold Pomés i Eugeni Forcano. Posteriorment van destacar figures com Colita, Paco Elvira, Kim Manresa, Joan Fontcuberta, Ferran Freixa i Pere Formiguera.
Cinema
Després de la invenció del cinematògraf pels germans Lumière el 1895, l'arribada del setè art a la Ciutat Comtal va ser ràpida: el 10 de desembre de 1896 es va presentar el nou aparell al saló fotogràfic de Antonio Fernández “Napoleón”, amb gran èxit de públic. El primer realitzador barceloní i pioner en tot l'estat va ser Fructuós Gelabert, autor el 1897 de la pel·lícula Baralla en un cafè, a la qual van seguir diverses produccions fins al 1928. Un altre pioner va ser el terolenc Segundo de Chomón, instal·lat a Barcelona el 1902 després d'una estada a París, autor de nombroses produccions que destacaven per la seva màgia visual i els seus efectes de trucatge. Aviat es va convertir Barcelona en el principal centre productor de tot Espanya, i molts cineastes i tècnics internacionals es van instal·lar a la ciutat. El 1927 es va introduir el cinema sonor i, aquest mateix any, es va filmar la primera pel·lícula parlada parcialment en català: La Marieta de l'ull viu o Baixant de la Font del Gat, de Josep Amich. Durant la Segona República, la Generalitat va crear el 1932 el Comitè de Cinema, impulsor de la cinematografia catalana, el qual va patrocinar la creació el mateix any dels estudis Orphea Film. La Guerra Civil i la instauració de la dictadura franquista van afectar greument a la producció cinematogràfica, constreta a més per la censura i la prohibició del català. En aquests anys van destacar directors com Ricard Gascón, Artur Moreno i Francesc Rovira-Beleta. Durant els anys 1950 es van realitzar nombroses produccions de cinema negre, que va acabar per ser un segell propi del cinema barceloní. En els anys 1960 va sorgir l'anomenada Escola de Barcelona, amb directors com Vicente Aranda, Jacint Esteva, Jaime Camino, Pere Portabella, Joaquim Jordà i Antoni Ribas. L'arribada de la democràcia va significar la fi de la censura i la revitalització del cinema en català, després d'un cert aperturisme durant els anys finals del règim, en què es van poder fer unes quantes produccions en aquest idioma. El 1975 es va crear l'Institut del Cinema Català i, el 1976, la Filmoteca de Catalunya. En aquests anys van destacar autors com Francesc Bellmunt, Ventura Pons, Bigas Luna, Francesc Betriu, Antoni Verdaguer, Rosa Vergés, Manuel Huerga, Marc Recha, Mario Gas i Marta Balletbò-Coll. En el terreny de la interpretació, cal destacar a Rafael Bardem, Albert Closas, Aurora Redondo, Emma Cohen, Amparo Baró, Adolfo Marsillach, Fernando Guillén, Carlos Larrañaga, Lluís Homar, Juanjo Puigcorbé, Rosa Maria Sardà, Eduard Fernández, Loles León i Ariadna Gil.
Còmic

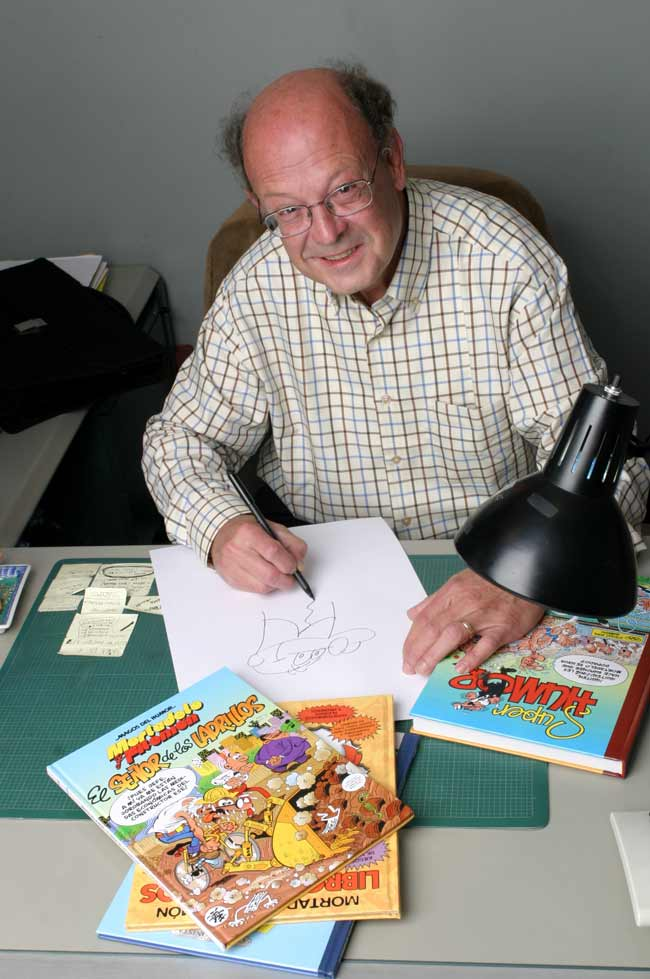
Francisco Ibáñez.

El còmic modern va néixer amb les tires de vinyetes de diari als Estats Units, en la transició dels segles xix-xx. De primers de segle són revistes satíriques com L'Esquella de la Torratxa (1872-1939) i Cu-Cut! (1902-1912), i la revista infantil En Patufet (1904-1938). A Barcelona va néixer el 1917 el setmanari TBO, pioner del còmic espanyol, que va arribar a ser tan popular que va donar origen al terme tebeo com a sinònim de còmic. Li van seguir revistes com Pulgarcito (des de 1921), Mickey (1935-1936) i Pocholo (1931-1952). El 1940 es va crear l'Editorial Bruguera, que va donar origen a tota una escola d'historietistes, com Josep Escobar, José Peñarroya, Manuel Vázquez, Guillermo Cifré i Francisco Ibáñez. Víctor Mora va crear el 1956 el Capitán Trueno. El 1957, diversos dibuixants de Bruguera van crear la cooperativa D.E.R. (Dibuixants Espanyols Reunits), i van llançar la revista Tío Vivo, dirigida a un públic més adult. El 1961 va aparèixer la revista en català Cavall Fort, inspirada en el còmic francobelga. El 1973 el dibuixant Jan va crear Superlópez. També el 1973 va sorgir El Rrollo enmascarado, emmarcada en el còmic underground; el 1977, El Jueves, d'humor satíric; i, el 1979, El Víbora, representant de l'anomenada línia xunga. El 1981 van aparèixer Cairo i Cimoc, de línia clara.
Ciència
La ciència va adquirir un progressiu desenvolupament durant aquest segle, un període de grans avenços científics i tecnològics, i de grans descobriments tant teòrics com pràctics. El 1900 es va crear la Institució Catalana d'Història Natural. El 1904 es va fundar l'Observatori Fabra d'astronomia, situat a la muntanya del Tibidabo, al que el 1912 es va afegir una secció meteorològica i sísmica; el seu primer director, Josep Comas, va descobrir entre 1915 i 1930 dos cometes i onze asteroides, un d'ells batejat Barcelona. El 1906 es va crear la Junta Municipal de Ciències Naturals de Barcelona. El 1916 es van inaugurar l'Institut Biològic de Sarrià i l'Institut Químic de Sarrià, tots dos patrocinats pels jesuïtes. El 1920 es va crear l'Institut de Fisiologia; el 1924, el Museu de Zoologia; el 1931, la Reial Acadèmia de Farmàcia; i, el 1934, el Jardí Botànic de Barcelona. També cal destacar la tasca divulgativa del Museu de la Ciència, creat el 1981 (actual CosmoCaixa, que compta amb un magnífic planetari. Entre els científics d'aquest segle destaquen: Eduard Fontserè, meteoròleg i sismòleg; Isidre Pòlit, físic i astrònom; Ramon Jardí, físic i meteoròleg; Joaquim Febrer, astrònom i matemàtic; Pius Font i Quer, químic, farmacèutic i botànic; Esteve Terradas, enginyer i matemàtic; Miquel Masriera, físic; Norbert Font i Sagué, naturalista i geòleg; Marià Faura, geòleg i paleontòleg; Josep Ramon Bataller i Calatayud, Jaume Marcet, Noel Llopis i Lladó i Valentí Masachs, geòlegs; Antoni Torroja, enginyer i matemàtic; Pere Puig i Adam, Josep Maria Orts i Ferran Sunyer, matemàtics; Jaume Pujiula, biòleg; Salvador Maluquer i Francesc Pardillo, naturalistes; i Eduard Vitòria, químic. El panorama cultural barceloní va tenir l'honor de la visita el 1923 del científic Albert Einstein, autor de la teoria de la relativitat, el qual va impartir un curs monogràfic sobre la seva teoria a l'Escola Industrial.
En el camp de la medicina, es van construir els hospitals Clínic, del Mar, de San Pau i de la Vall d'Hebron, així com la Casa de Maternitat. Van destacar noms com: August Pi i Sunyer, fisiòleg; Jaume Peyrí, dermatòleg; Pere Nubiola, tocòleg; Hermenegild Arruga, Josep Antoni Barraquer, Ignasi Barraquer i Joaquim Barraquer, oftalmòlegs; Lluís Barraquer, neuròleg; Manuel Corachan, Antoni i Joaquim Trias i Pujol, i Josep Trueta, cirurgians; Salvador Gil i Vernet i Antoni Puigvert, uròlegs; Agustí Pedro i Pons, internista; Francesc Gallart, digestòleg; Leandre Cervera, endocrinòleg; Emili Mira i Jeroni de Moragas, psiquiatres; Valentí Fuster, cardiòleg; i Josep Alsina i Bofill, nefròleg.

## Segle XXI

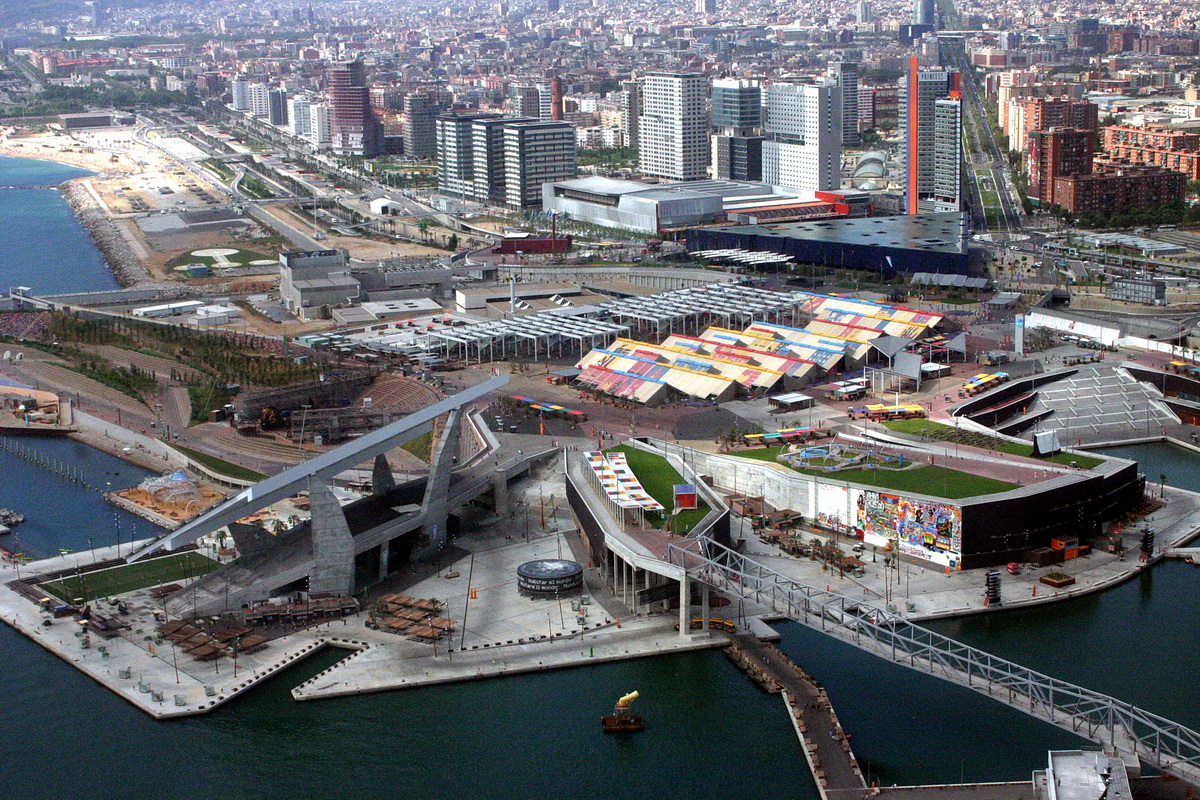
Vista aèria del Fòrum Universal de les Cultures.

La Barcelona del segle xxi és una ciutat pròspera i amb projecció internacional, que aposta per la cultura, la qualitat de vida, la innovació, la solidaritat i la sostenibilitat. Els profunds canvis experimentats gràcies a la celebració d'esdeveniments com els Jocs Olímpics de 1992 i el Fòrum Universal de les Cultures de 2004 van deixar una ciutat renovada, cosmopolita i de gran atractiu turístic i cultural. Malgrat tot, el preu que van pagar els barcelonins va ser el desorbitat increment del preu del sòl, que va provocar una espectacular alça en el preu dels pisos, situant a Barcelona com una de les ciutats més cares d'Europa, amb pisos al mateix nivell de preus que ciutats com Madrid o París. A l'inici del segle, l'economia va experimentar una certa desindustrialització, al mateix temps que apostava per nous sectors, com el de les noves tecnologies de la informació i la comunicació, establertes en l'anomenat districte 22@. El turisme va anar en augment des de l'inici de la projecció internacional de la ciutat amb els Jocs Olímpics, afavorit a més per l'increment de l'arribada de creuers al port de Barcelona. També va augmentar la celebració a la ciutat d'importants fires i congressos, alguns de rellevància internacional, com el Mobile World Congress, celebrat a la Ciutat Comtal des del 2006. El 2002 es va introduir la nova moneda europea, l'euro, en substitució de la pesseta.

El 2003 es va produir una important mobilització ciutadana en contra de la invasió de l'Iraq per part dels Estats Units, la qual estava secundada pel govern de José María Aznar; a Barcelona, el 15 de febrer es van manifestar prop de 1 300 000 persones —la manifestació més multitudinària de la història de la ciutat—, sota el lema «Aturem la guerra». Aquell any va acabar la llarga etapa de Jordi Pujol al govern de la Generalitat. En les eleccions autonòmiques del 16 de novembre de 2003 va guanyar el socialista Pasqual Maragall en nombre de vots, però en escons va triomfar CiU, liderada pel delfí de Pujol, Artur Mas. Malgrat tot, Maragall va aconseguir un pacte de govern amb ICV-EUiA i ERC, donant pas a l'anomenat «govern del tripartit» (2003-2006), el qual va tenir com a eix de la seva legislatura la redacció d'un nou estatut d'autonomia amb major marge d'autogovern. El nou estatut va ser aprovat pel Parlament de Catalunya al setembre de 2005, confirmat per les Corts Espanyoles —després d'algunes retallades— el 30 de març de 2006, i votat en referèndum pel poble català el 18 de juny de 2006.

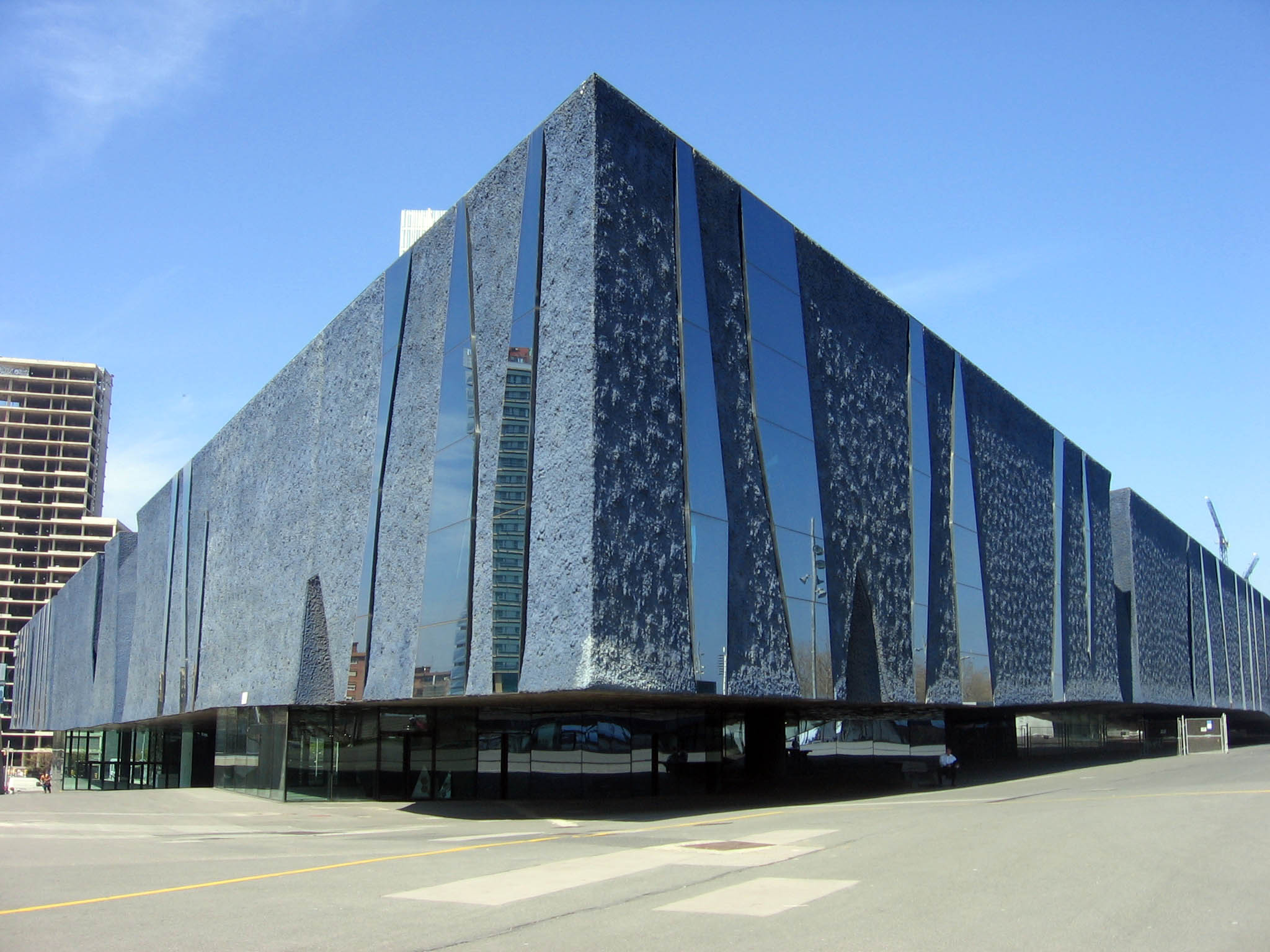
Fòrum Universal de les Cultures 2004: Edifici Fòrum (2000-2004), de Jacques Herzog i Pierre de Meuron.

La celebració d'un nou esdeveniment l'any 2004, el Fòrum Universal de les Cultures, va permetre uns canvis urbanístics de rellevància a la ciutat: es va recuperar tota la zona del Besòs, fins llavors poblada d'antigues fàbriques en desús, fet que va permetre regenerar tot el barri del Poblenou i construir el nou barri de Diagonal Mar, així com fer arribar l'avinguda Diagonal fins al mar. A més, el Fòrum va llegar a la ciutat nous parcs i amplis espais per a l'oci dels ciutadans, noves places hoteleres d'alta categoria, i dos nous edificis per a exposicions i congressos que van donar noves possibilitats al perfil econòmic de la ciutat. El Fòrum es va celebrar entre el 9 de maig i el 26 de setembre de 2004, i va reunir un ampli conjunt d'exposicions, festivals, debats i espectacles organitzats entorn de tres eixos fonamentals: la pau, la sostenibilitat i la diversitat cultural.

### Crisi econòmica

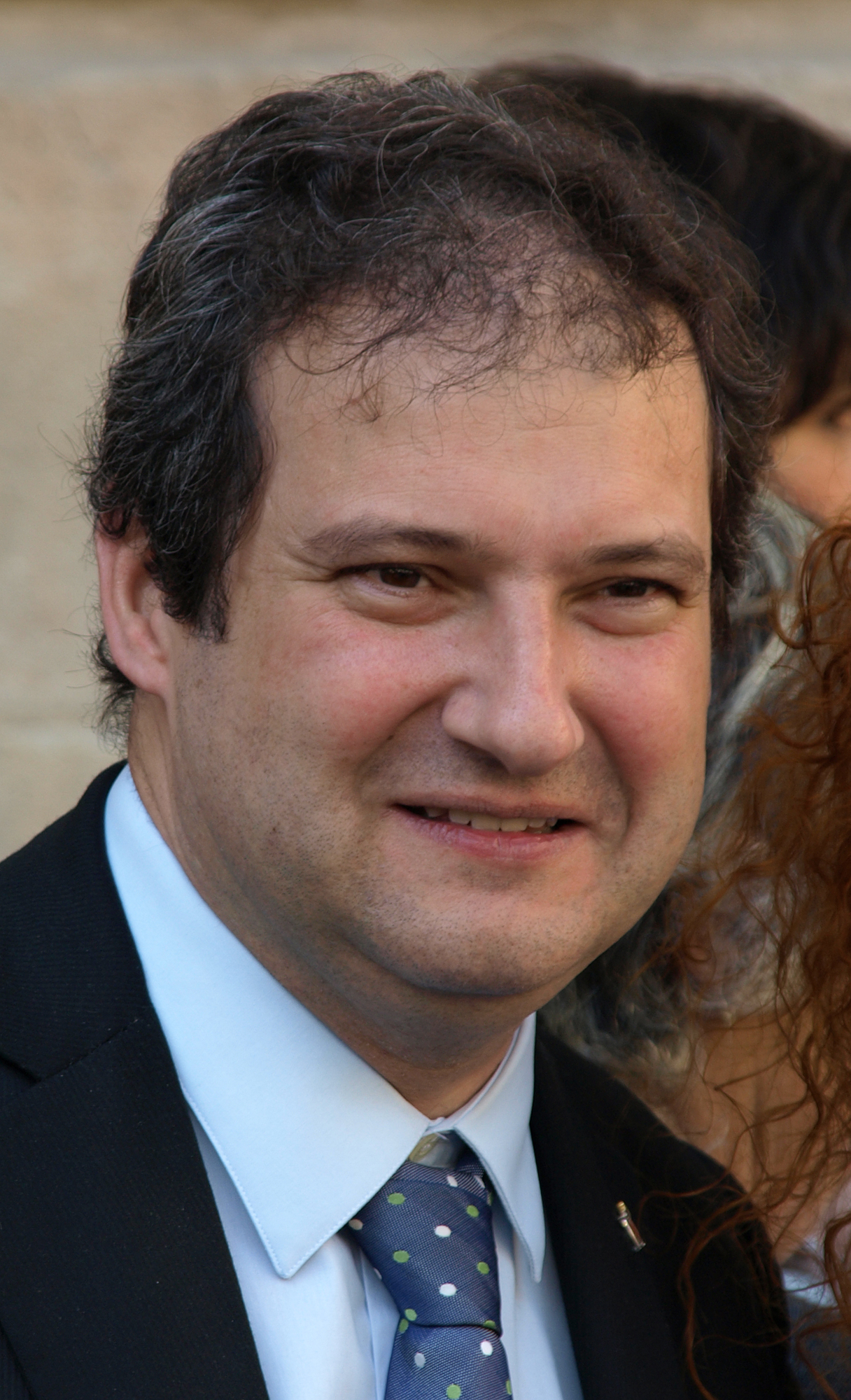
Jordi Hereu.

Al setembre de 2006, Jordi Hereu va succeir a Joan Clos al capdavant de l'alcaldia, en fer-se càrrec aquest de la cartera d'Indústria del govern de José Luis Rodríguez Zapatero. Al novembre d'aquest any, les eleccions autonòmiques van donar la presidència de la Generalitat al socialista José Montilla, successor de Maragall, al capdavant d'un nou tripartit. La seva legislatura va estar marcada per les tibantors amb els seus socis de govern i per l'inici de la crisi econòmica internacional el 2008. Amb la crisi va augmentar considerablement la desocupació, fet que, unit a les retallades en prestacions socials, va portar a un considerable sector de la població a una situació de precarietat sense precedents. La crisi va accentuar de nou les bretxes socials entre rics i pobres, amb l'efecte d'un descens pronunciat de la classe mitjana: entre 2007 i 2013 les rendes mitjanes van caure un 14,2 %, i les baixes van passar del 21,7 % al 41,8 %. En rendes familiars, els set barris més rics de la ciutat triplicaven als dinou més pobres. D'altra banda, el descens del nivell de vida va afectar la salut, el que es va constatar en una diferència de fins a 11 anys d'esperança de vida entre barris rics i pobres. En aquests anys van augmentar els índexs de pobresa: el 2014, el 26 % de la població es trobava en risc de pobresa o exclusió; el 2016 hi havia 2914 persones dormint al carrer o en centres socials. La crisi també va posar en relleu drames socials com els desnonaments —pel que el 2009 es va crear la Plataforma d'Afectats per la Hipoteca—, o la malnutrició infantil. A causa de la desocupació, va sorgir de nou l'emigració a altres països, principalment de l'entorn europeu; entre 2010 i 2011 van sortir de la província de Barcelona unes 200 000 persones, gairebé un 4 % de la població.

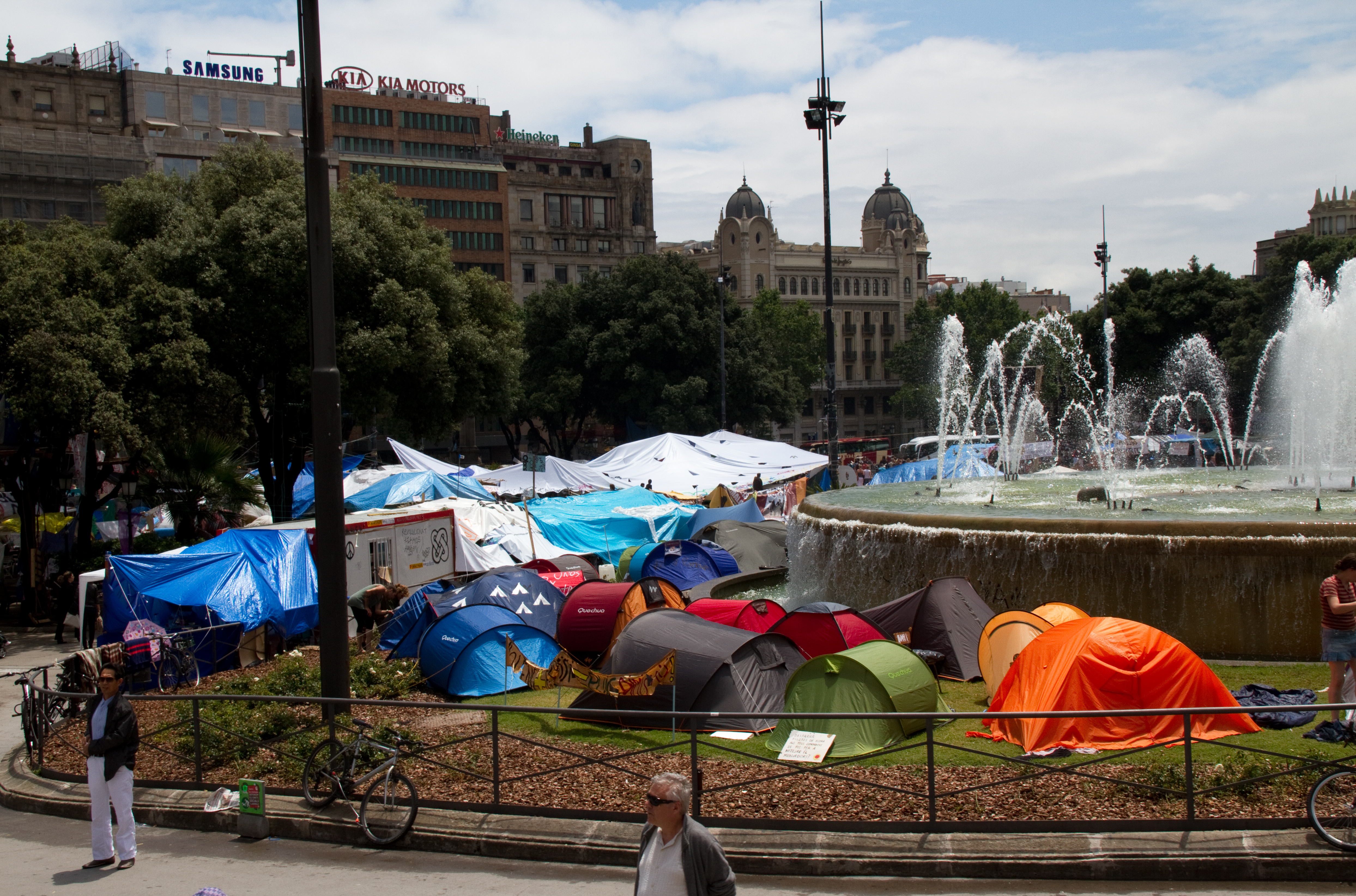
Acampada del Moviment 15-M a Barcelona.

La crisi econòmica va provocar una sèrie de protestes populars que es van concretar en l'anomenat Moviment 15-M, iniciat amb una sèrie de manifestacions en tot Espanya el 15 de maig de 2011. A partir d'aquesta data, es van fer acampades en nombroses ciutats en senyal de protesta i com a forma de canalitzar totes les reivindicacions efectuades per aquest col·lectiu ciutadà. A Barcelona, el centre de l'acampada va ser la plaça de Catalunya, que va durar fins al 30 de juny. Les conseqüències d'aquest moviment van ser principalment el sorgiment de nous partits polítics per vehiculitzar les reivindicacions del col·lectiu, com Procés Constituent, Guanyem Barcelona (posterior Barcelona en Comú) i Podem.
Durant aquest període van sorgir diversos casos de corrupció política que van suposar un fort impacte en l'opinió pública, cada cop més desencantada de la classe política. Els principals van ser: el cas del 3%, un presumpte cobrament de comissions d'obres públiques realitzat per la Generalitat, governada per CiU, denunciat per Pasqual Maragall el 2005; el cas Millet, destapat el 2009, un desfalc realitzat al Palau de la Música Catalana pel seu director, Fèlix Millet i Tusell, i que va esquitxar a CiU, acusat de finançar-se il·legalment; el cas Pretòria (2009), amb diversos càrrecs de PSC i CiU acusats de suborn, corrupció urbanística i blanqueig de diners; el cas Pallerols, sentenciat el 2013, que de nou esquitxava a CiU; i el cas Pujol (2014), en què s'imputava a Jordi Pujol, la seva esposa i els seus fills, diversos delictes de corrupció i evasió fiscal. Coincidint amb tot això, el 2009 es va inaugurar la Ciutat de la Justícia de Barcelona i l'Hospitalet de Llobregat.

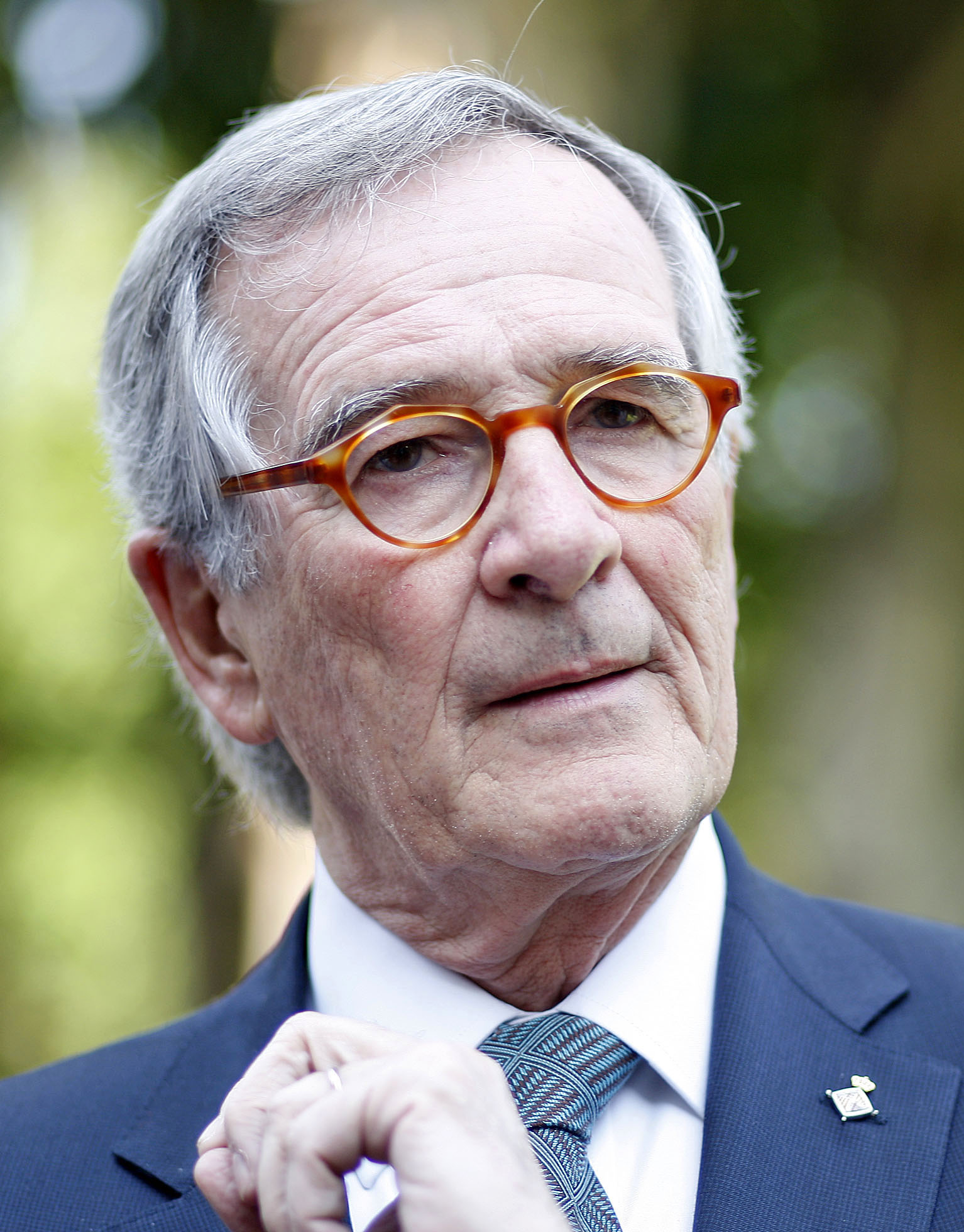
Xavier Trias.

Les eleccions del 23 de desembre de 2010 van suposar la tornada al govern autonòmic de CiU, sota la presidència d'Artur Mas, la qual va estar marcada pel creixent augment de l'independentisme, estimulat per la sentència del Tribunal Constitucional d'aquell any que retallava competències a l'Estatut, i liderat per moviments socials protagonitzats per les associacions Assemblea Nacional Catalana (ANC) i Òmnium Cultural. En contrapartida, el procés independentista va comptar amb forts detractors en el si de la societat catalana, encapçalats pels partits PPC i Ciutadans, i per plataformes civils com Societat Civil Catalana, fundada el 2014.
El 2011 es va produir el relleu polític en l'alcaldia en guanyar CiU les eleccions municipals, sent elegit alcalde Xavier Trias. El nou consistori va haver de fer front a la crisi econòmica, tot i que el dèficit de la capital catalana era bastant moderat, comparat amb altres ciutats espanyoles: al tancament del 2011 el dèficit era de 398 milions d'euros, menor a l'estimat en l'elaboració del pressupost de 2012.

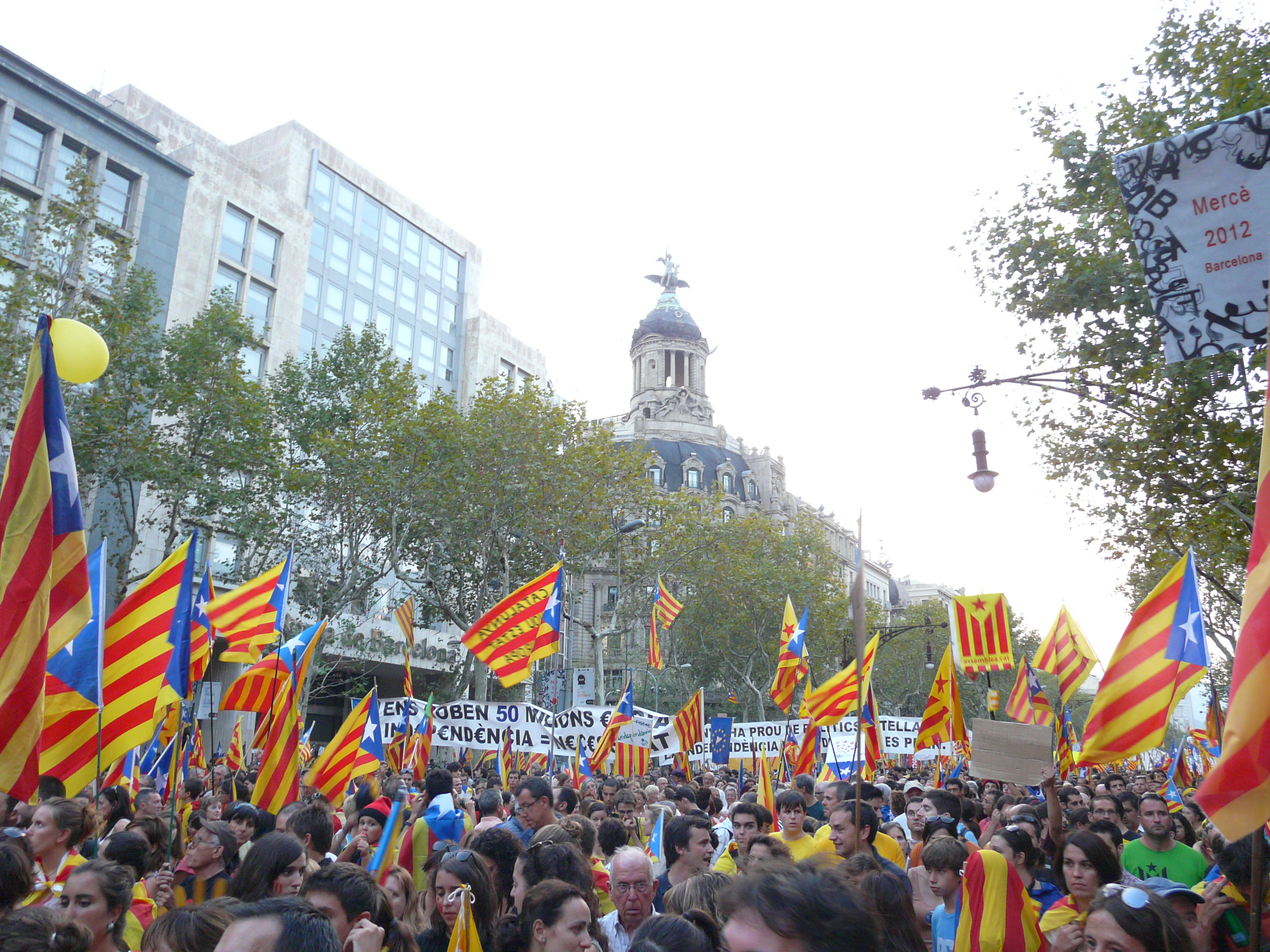
Manifestació «Catalunya, nou estat d'Europa» (11 de setembre de 2012).

En aquests anys va augmentar la reivindicació independentista: el 10 d'abril de 2011 es va efectuar a Barcelona una consulta popular sobre la independència, en la qual va participar un 21,3 % del cens electoral, amb un resultat del 89,7 % a favor de la independència, el 8,8 % en contra, l'1,5 % en blanc, i el 0,2 % de vots nuls. L'11 de setembre de 2012, diada de Catalunya, es va produir una manifestació a la Ciutat Comtal sota el lema «Catalunya, nou estat d'Europa», a la qual van assistir entre 600 000 i 1 500 000 persones. Igualment, en la diada de 2013 es va organitzar la Via Catalana cap a la Independència, una cadena humana d'uns 400 km que va unir tota Catalunya de nord a sud amb la finalitat de reivindicar el dret a un referèndum d'autodeterminació, amb la participació de 1 600 000 persones; i, en la diada de 2014, es va formar una V (de votar) entre l'avinguda Diagonal i la Gran Via de les Corts Catalanes, formada per un milió i mig de persones. En la consulta sobre la independència de Catalunya celebrada el 9 de novembre de 2014 van participar en la Ciutat Comtal 495 249 persones, sent l'opció majoritària la del 'si-si' (78,53 %), seguida del 'si-no' (12,87 %) i del 'no' (4,43 %).

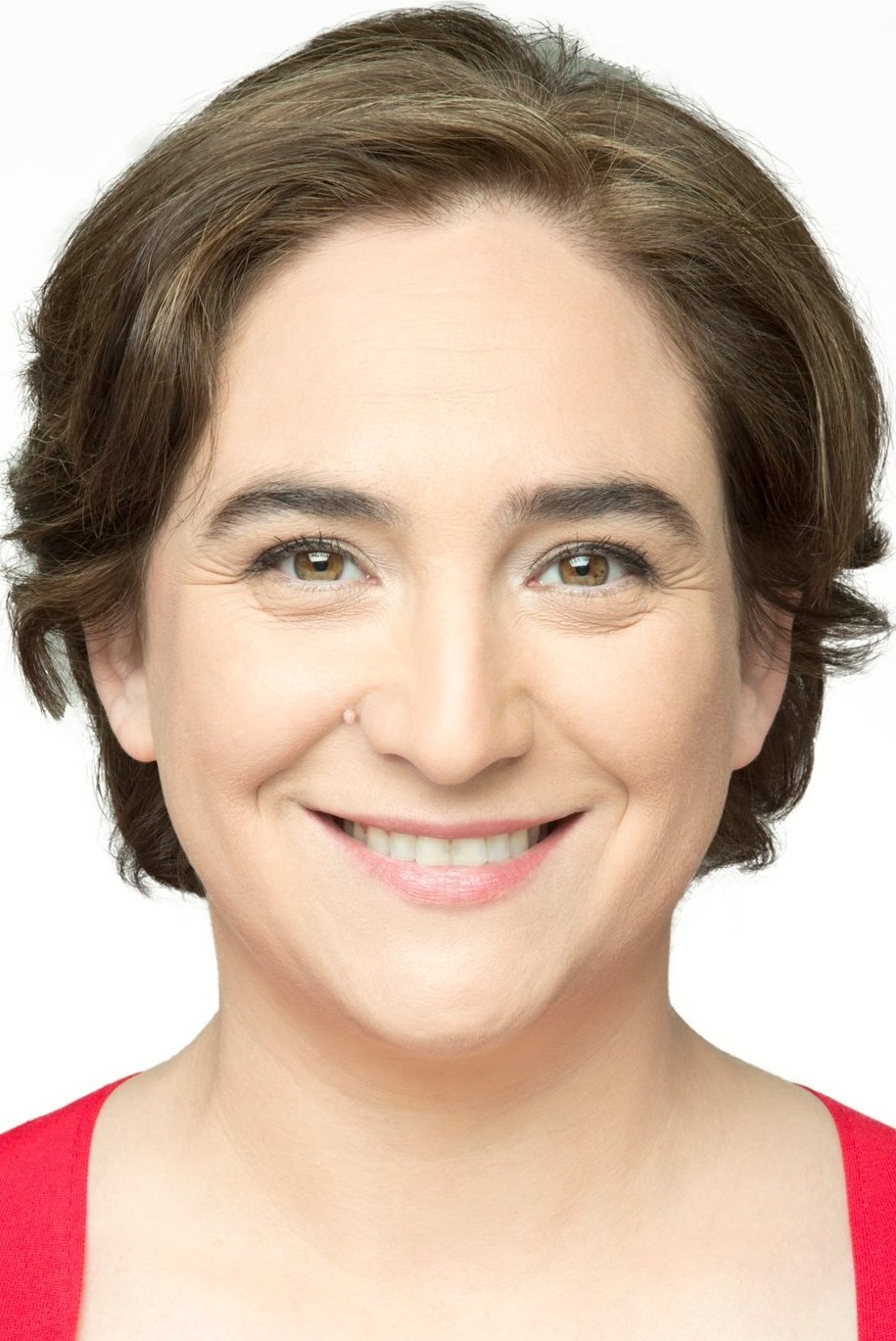
Ada Colau

En les eleccions municipals del 24 de maig de 2015 va resultar guanyadora en nombre de vots (25 %) la plataforma Barcelona en Comú, liderada per Ada Colau, qui va ser nomenada alcaldessa el 13 de juny de 2015. Colau es va mostrar partidària de realitzar una política més social i lluitar contra la corrupció, i va anunciar que efectuaria una auditoria del govern anterior. Com en anys anteriors, la diada de l'11 de setembre va servir com a acte de reivindicació independentista, tot i que l'alcaldessa Colau no va assistir per mantenir la neutralitat institucional.
Després de les eleccions autonòmiques del 27 de setembre de 2015, la falta d'acords polítics va provocar la renúncia d'Artur Mas a la presidència de la Generalitat, que finalment va ser ocupada per Carles Puigdemont, qui va prendre possessió el 12 de gener de 2016. L'objectiu principal d'aquesta nova legislatura és l'engegada d'un full de ruta cap a la independència de Catalunya, que es pretén aconseguir en un termini de 18 mesos.
La posició en minoria del consistori d'Ada Colau va portar a un pacte amb el PSC el 13 de maig de 2016. El seu dirigent, Jaume Collboni, va passar a ocupar el lloc de segon tinent d'alcalde. Tot i així, les dificultats per governar es van fer evidents davant la impossibilitat d'aprovar els pressupostos municipals per 2017, motiu pel qual l'alcaldessa va haver d'enfrontar-se a una moció de confiança, que va superar el 25 de gener de 2017 al no presentar-se cap candidat alternatiu.
Els dos primers anys de govern de Colau van evidenciar la impossibilitat d'afrontar reformes en profunditat per part del consistori, especialment quant a habitatge i turisme. No obstant això, es va incrementar la inversió social: de 221 milions d'euros al final del mandat anterior a 332 milions el 2017.
El 2016 la síndica de greuges de Barcelona va responsabilitzar com a causa de l'augment del preu dels lloguers als pisos turístics, fet que provocaria que molta gent es quedés al carrer. Les expulsions van provocar una crida d'atenció a les administracions públiques. La patronal dels propietaris de pisos turístics, Apartur, va atribuir el 2017 la pujada del preu dels lloguers a la millora econòmica.

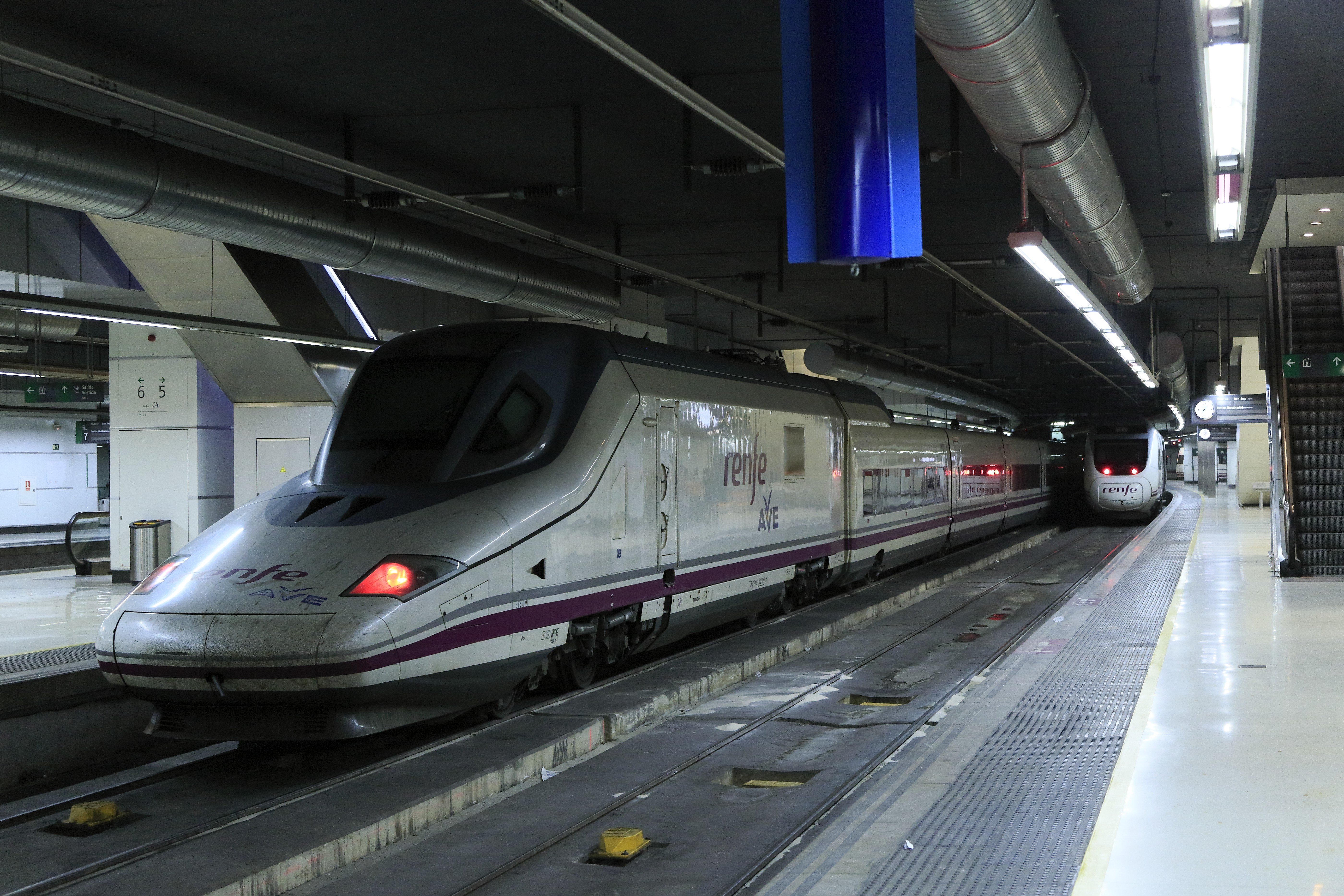
Tren AVE a l'Estació de Sants.

El 17 d'agost de 2017 Barcelona va ser escenari d'un atemptat vinculat al terrorisme gihadista: a les 17:00 (UTC+2) h de la tarda una furgoneta va envestir a diverses persones a La Rambla, un dels centres neuràlgics de la ciutat, freqüentat per turistes, deixant 14 morts i un centenar de ferits; poc després va haver-hi altra víctima a la Diagonal, a la qual van robar el cotxe per la fugida. L'atac, reivindicat per Estat Islàmic, va ser perpetrat per una cèl·lula terrorista, de la qual cinc membres van ser abatuts per la policia hores després a Cambrils, després de matar una altra víctima per apunyalament, mentre que quatre d'ells van ser detinguts. El conductor de la furgoneta va ser abatut el 21 d'agost a Subirats.
En l'àmbit urbanístic, en els inicis del nou segle les comunicacions van millorar amb l'arribada de l'alta velocitat, que uneix la ciutat amb la capital del país, mentre que en direcció nord hi ha una línia directa fins a París (França); cap al sud queda pendent el Corredor Mediterrani, que enllaçaria amb València, Múrcia i Almeria. Es va ampliar el port i l'aeroport de Barcelona-El Prat, amb l'objectiu de convertir a Barcelona en el centre logístic del sud d'Europa. També es va ampliar la xarxa de metro, amb la prolongació de diverses línies (3 i 5), i la creació d'algunes noves (9, 10 i 11), algunes d'elles totalment automatitzades. El 2012 es va iniciar una reordenació de la xarxa d'autobusos en forma ortogonal, per crear una xarxa d'autobús de trànsit ràpid. També està prevista la construcció d'un quart cinturó de ronda per millorar les comunicacions de l'àrea metropolitana, així com la connexió entre els tramvies del Baix Llobregat i del Besòs a través de l'avinguda Diagonal.
Des de l'1 de juliol de 2018 el subministrament d'energia elèctrica de l'Ajuntament passarà a provindre de la comercialitzadora municipal d'energia en comptes d'Endesa i Nexus Energia. El contracte nou suposa un estalvi de 500.000 euros.

### Procés independentista

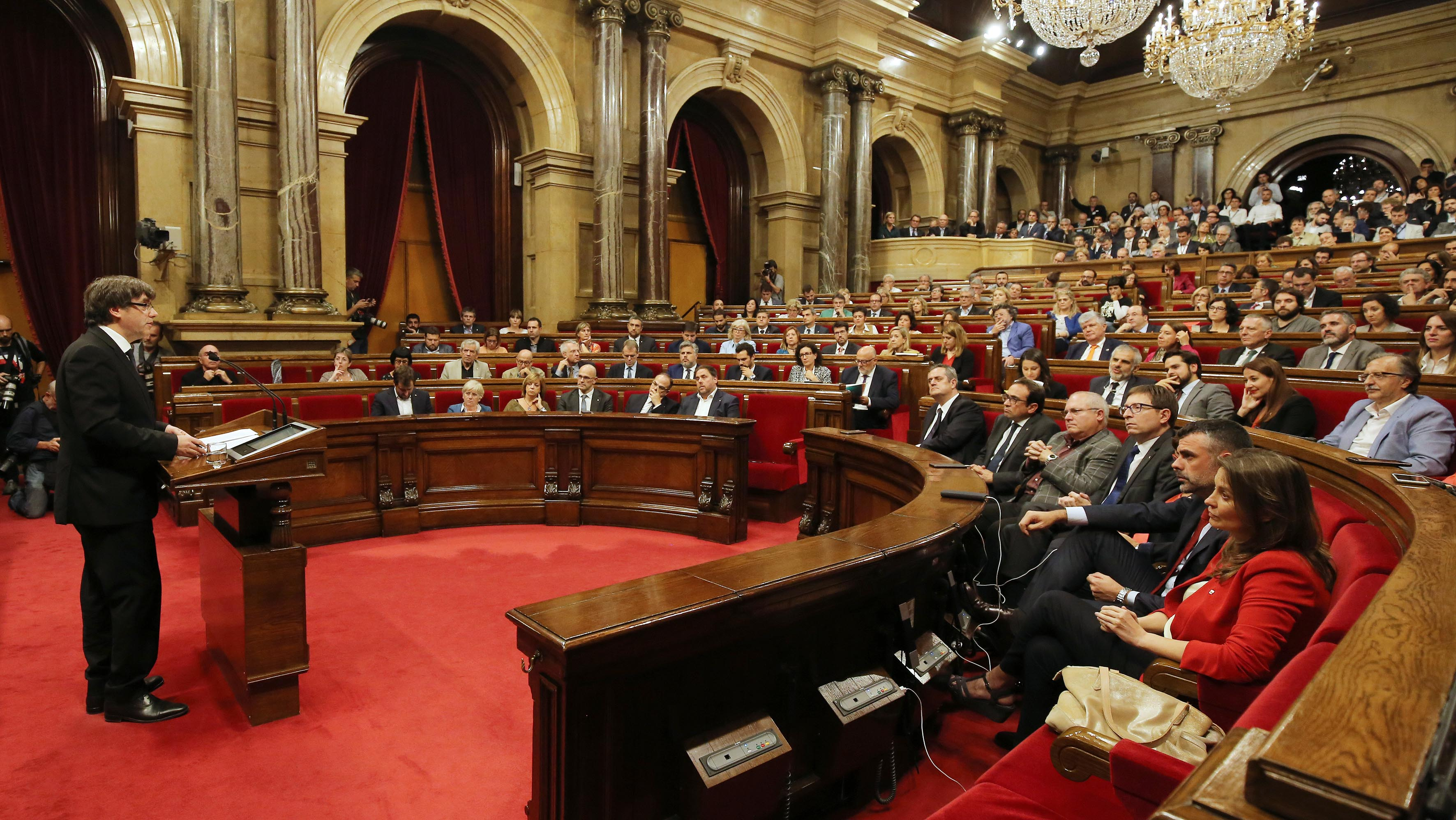
Discurs de Carles Puigdemont el 10 d'octubre de 2017 al Parlament de Catalunya

En el marc del procés independentista, l'1 d'octubre de 2017 la Generalitat va organitzar un referèndum considerat il·legal pel Tribunal Constitucional. La consulta va ser promulgada pel govern català mitjançant la Llei del Referèndum aprovada el 6 de setembre pel Parlament de Catalunya amb els vots de Junts pel Sí i la CUP, llei que no obstant això va ser suspesa l'endemà pel Tribunal Constitucional. Malgrat tot, l'executiu de Carles Puigdemont va continuar endavant, i va establir com a pregunta per a la ciutadania «Voleu que Catalunya sigui un estat independent en forma de república? Sí o No». Per la seva banda, el govern de Mariano Rajoy va intentar impedir la celebració del referèndum mitjançant un gran desplegament policial, l'operació Anubis, que va arribar a concentrar a Catalunya uns 10 000 agents entre efectius dels Mossos d'Esquadra, la Guàrdia Civil i el Cos Nacional de Policia. Quant a l'Ajuntament de Barcelona, l'alcaldessa Colau va demanar en una carta dirigida a alcaldes de les principals capitals europees la mediació de la Unió Europea en la qüestió catalana. El dia de la votació es van produir càrregues policials que van deixar 844 ferits, segons la generalitat, tot i que el nombre d'ingressats hospitalaris va ser de quatre, dos greus i dos lleus. Els resultats donats a conèixer per la Generalitat van ser de 2 262 424 vots emesos (un 42,58 % de l'electorat), dels que un 90 % (2 020 144) serien a favor del sí, un 7,8 % (176 000) partidaris del no, un 2 % (45 585) vots en blanc i un 0,8 % (20 129) nuls.

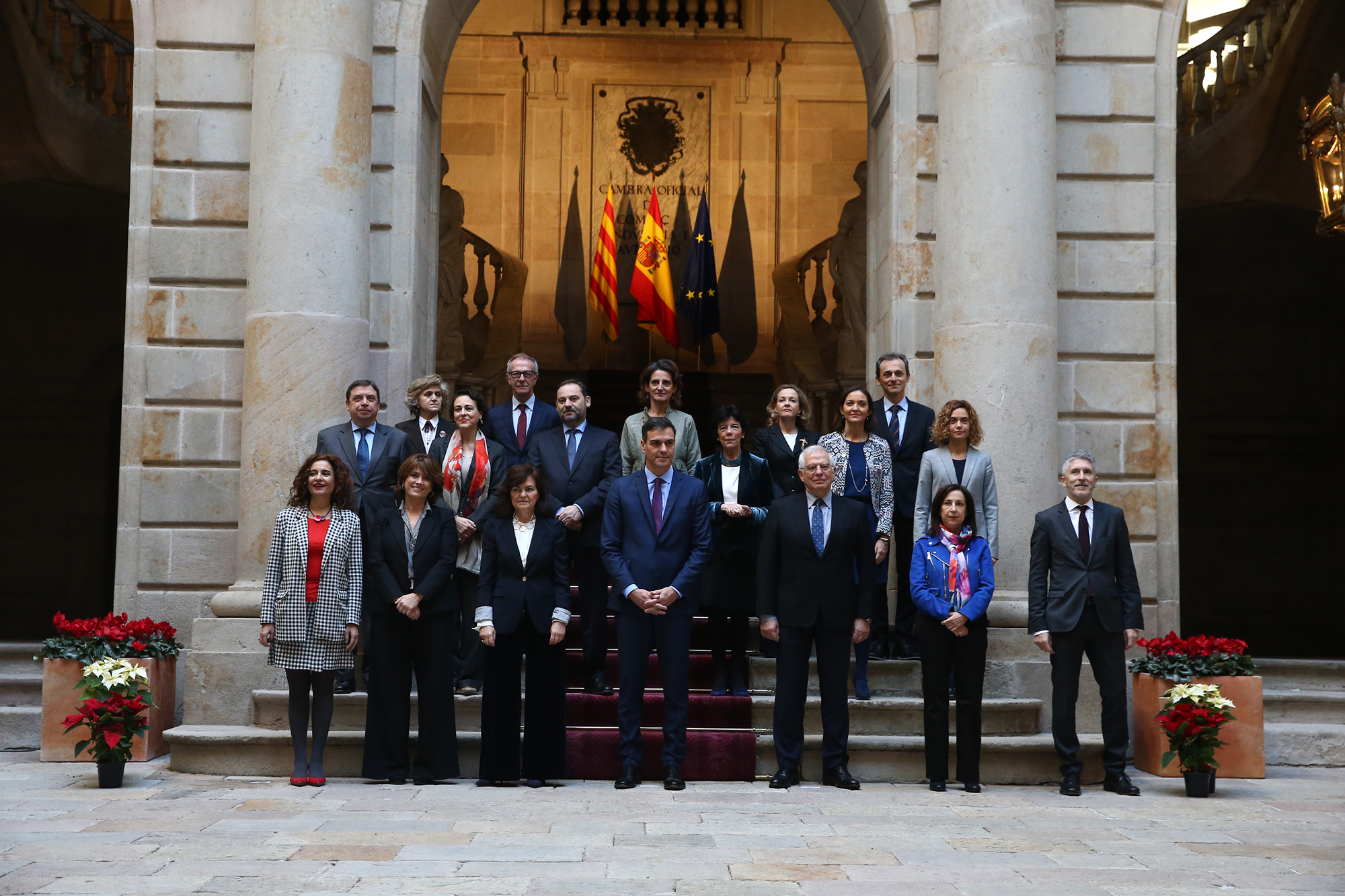
El Consell de Ministres a Barcelona, 21 de desembre de 2018

El 10 d'octubre el president Puigdemont va declarar en funció dels resultats el dret de Catalunya a ser una república independent, però va suspendre la proclamació de la mateixa per obrir un període de diàleg i negociació amb el govern central. L'endemà, el govern central va fer un requeriment al president Puigdemont perquè aclarís si efectivament havia declarat la independència, com a pas previ a la intervenció estatal de l'autonomia segons l'article 155 de la Constitució. La resposta de Puigdemont no va ser aclaridora, fet pel qual el 21 d'octubre el govern de Rajoy va iniciar els tràmits per a l'aplicació de l'article 155, que comportaria el cessament de l'executiu autonòmic i l'assumpció de les seves funcions pel govern central, el control del Parlament català, dels Mossos d'Esquadra i dels mitjans de comunicació públics, i la promulgació d'unes eleccions autonòmiques en el termini màxim de sis mesos. La intervenció de l'autonomia va ser aprobada pel Senat el 27 d'octubre, el mateix dia en què el Parlament de Catalunya va aprobar per votació la declaració d'independència. Després d'un consell de ministres, el president Rajoy va anunciar el cessament del govern català i la convocatòria d'eleccions autonòmiques pel 21 de desembre de 2017. La indignació del sector independentista després d'aquests esdeveniments va propiciar l'aparició dels anomenats Comitès de Defensa de la República, unes associacions d'estructura horitzontal defensores de la desobediència civil com a eina de protesta política, que van dur a terme diverses accions en defensa dels resultats del referèndum. Com a efecte col·lateral, el 12 de novembre l'alcaldessa Colau va anunciar la ruptura del pacte de govern que mantenia amb el PSC, a causa del suport d'aquest partit a l'aplicació de l'article 155, amb el que des de llavors va passar a governar en minoria.
Les eleccions del 21 de desembre van ser guanyades en vots i escons per Ciutadans, la candidata del qual era Inés Arrimadas. Tot i així, no va arribar a la majoria absoluta, cosa que sí va aconseguir el bloc independentista format per Junts per Catalunya, ERC i CUP. Es va obrir llavors un període d'inestabilitat en què es van produir diversos intents fallits d'investidura: Carles Puigdemont, que no va poder ser nomenat president per trobar-se a Bèlgica després de sortir del país acusat de rebel·lió i malversació; Jordi Sànchez, tampoc nomenat per trobar-se a presó preventiva acusat de sedició; i Jordi Turull, també a la presó per prevaricació, desobediència i malversació. Finalment, el 14 de maig de 2018 va ser investit president Quim Torra.
Després de la moció de censura contra Mariano Rajoy, celebrada entre el 31 de maig i l'1 de juny de 2018, va ser elegit president del govern espanyol Pedro Sánchez, del PSOE. Aquest canvi va propiciar una certa distensió i el reinici del diàleg entre tots dos governs, que es va materialitzar en una primera reunió entre Torra i Sánchez a La Moncloa el 9 de juliol de 2018, en la qual es va acordar reactivar la comissió bilateral Estat-Generalitat. En el mateix clima de diàleg, el govern central va acordar celebrar un Consell de Ministres a Barcelona el 21 de desembre de 2018, el primer celebrat a la Ciutat Comtal en 42 anys. En aquest Consell el Govern va acordar, entre altres mesures, i com a gest simbòlic cap a Catalunya, el nomenar l'Aeroport de Barcelona-El Prat com Josep Tarradellas, així com condemnar el judici sumaríssim al que va ser sotmès Lluís Companys i restaurar la seva honorabilitat.

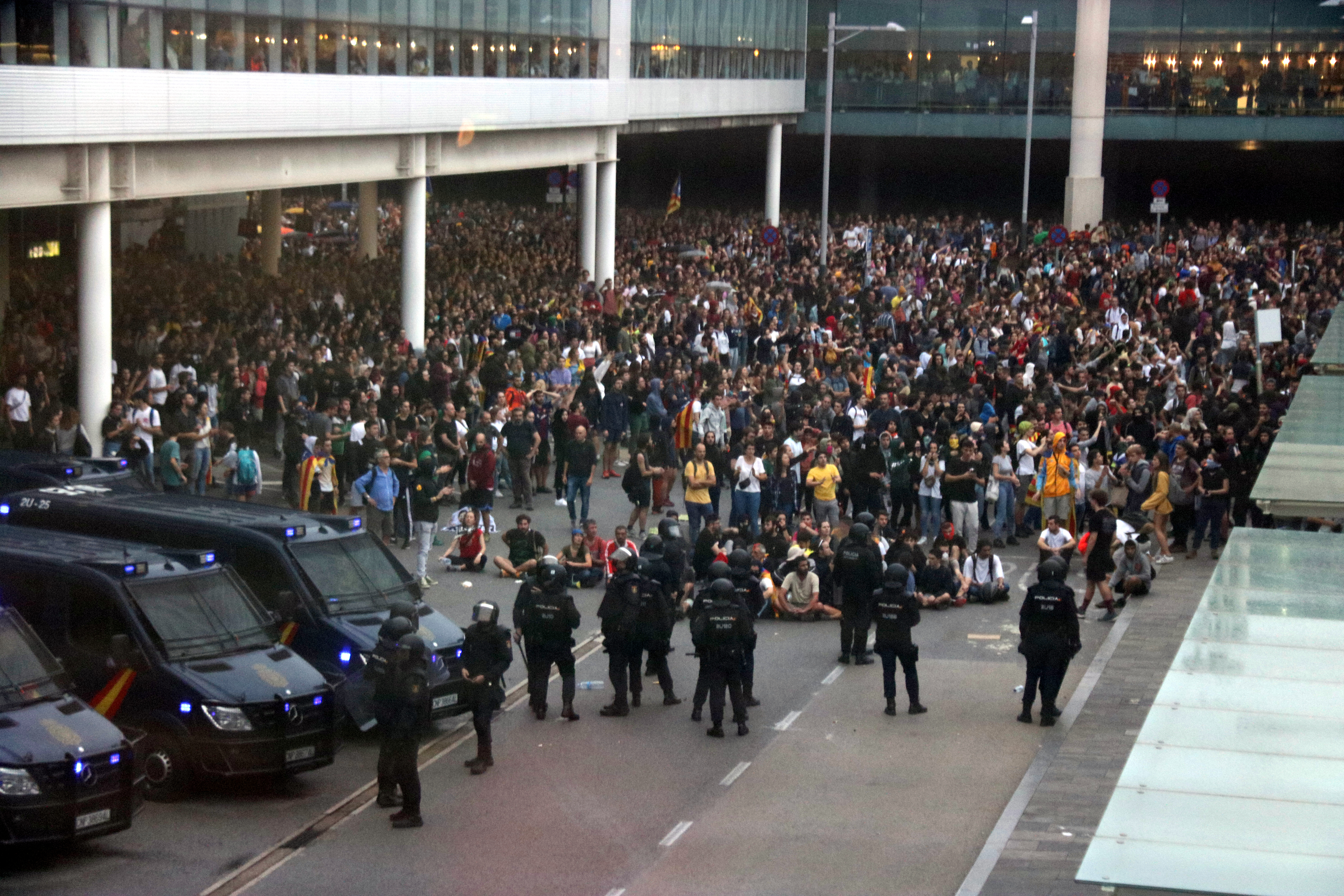
Manifestació a l'aeroport del Prat contra la sentència als líders independentistes catalans, 14 d'octubre de 2019

El mandat d'Ada Colau es va caracteritzar per l'augment del superàvit —7,7 milions d'euros al tancament de 2018— i l'augment de la despesa social, així com la lluita contra el frau, que va comportar la recaptació de 69 milions d'euros de grans companyies evasores d'impostos. Una de les seves majors apostes va ser la creació d'una companyia energètica municipal (Barcelona Energia), l'operadora energètica pública més gran de l'Estat, que va iniciar la seva marxa proporcionant energia a 20 000 llars. També es va crear una moneda local, el REC (Recurs Econòmic Ciutadà), en una prova pilot amb els comerços de la ciutat. Un altre dels eixos del mandat va ser l'impuls a l'habitatge social: es va multiplicar per quatre la inversió en habitatge, es van destinar 5250 habitatges públics per a lloguer sostenible, es van paralitzar 6500 desnonaments, es va establir a les constructores una quota del 30 % d'habitatge assequible en les noves promocions i es van imposar tres milions d'euros en multes a entitats especuladores per mantenir habitatges buits. També es va apostar pel turisme sostenible, l'ecologia, l'atenció social, la defensa del feminisme i els drets de les minories, el transport urbà, els projectes de barri, l'educació —especialment en guarderies—, la cultura, la ciència —creació del Premi Europeu de Ciència Hipàtia—, la salut —amb la creació d'un dentista municipal per primera vegada a Espanya— i el contacte amb el ciutadà a través de reunions entre alcaldessa i veïns cada quinze dies. Per contra, se li ha criticat l'augment de la inseguretat deguda a la delinqüència comuna, l'auge dels narcopisos, la proliferació del top manta, el vedat a la inversió turística, l'augment de la pobresa o la proliferació de vagues i manifestacions com a deterioració de la imatge de la ciutat.
En les eleccions municipals del 26 de maig de 2019 va haver-hi un empat entre Barcelona en Comú i Esquerra Republicana de Catalunya, tots dos amb deu regidors; no obstant això, ERC va guanyar en nombre de vots per un estret marge, per la qual cosa el seu candidat, Ernest Maragall, va manifestar la seva intenció d'accedir a l'alcaldia. Malgrat això, el 15 de juny Ada Colau va ser reelegida alcaldessa després d'aconseguir un pacte de govern amb el PSC i gràcies al vot sense contraprestacions de tres regidors de Barcelona pel Canvi-Ciutadans, per la qual cosa va ser investida per majoria absoluta (21 vots de 41).

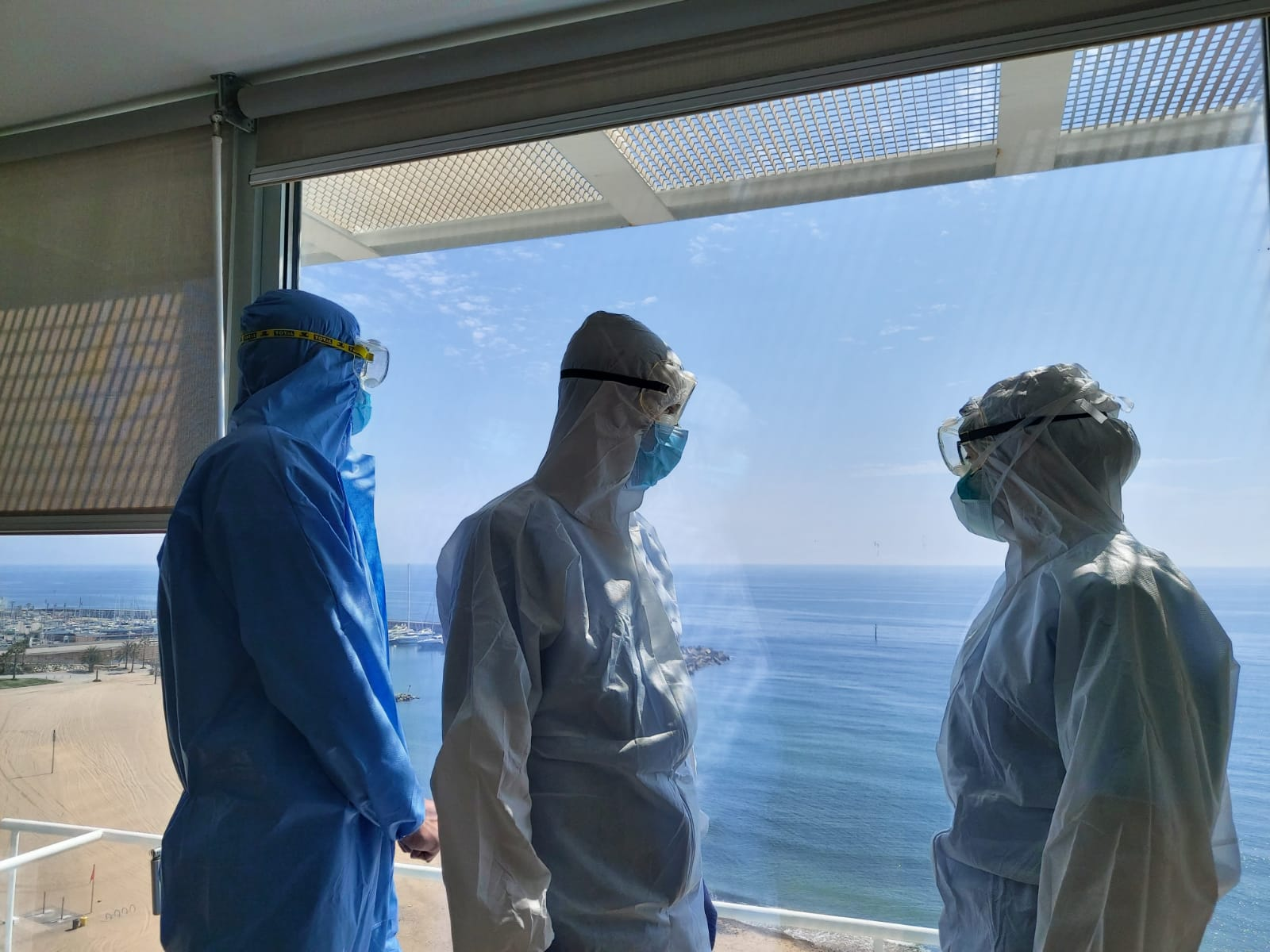
Personal sanitari a l'Hospital del Mar de Barcelona durant la pandèmia de coronavirus COVID-19

Després de la sentència del Tribunal Suprem que condemnava per sedició als líders independentistes catalans, el 14 d'octubre de 2019, es van iniciar una sèrie de protestes i manifestacions en tota Catalunya, inclusivament diversos actes reivindicatius promoguts pel moviment Tsunami Democràtic, com l'ocupació de l'aeroport del Prat. Aquests actes van culminar amb una vaga general i una manifestació multitudinària (Marxes per la Llibertat) a Barcelona el 18 d'octubre, a la qual van assistir uns 500 000 manifestants vinguts de tota Catalunya —segons la Guàrdia Urbana, 750 000 segons els organitzadors. Paral·lelament a aquests actes de protesta, fonamentalment pacífics, a les nits es van produir diversos disturbis i aldarulls als carrers del centre de Barcelona protagonitzats per independentistes radicals i grups antisistema —alguns d'ells procedents d'altres països europeus—, entre els quals van ser habituals l'aixecament de barricades i l'incendi de mobiliari urbà, amb un cost estimat per a la ciutat d'uns dos milions d'euros en pèrdues, així com centenars de ferits i detinguts.

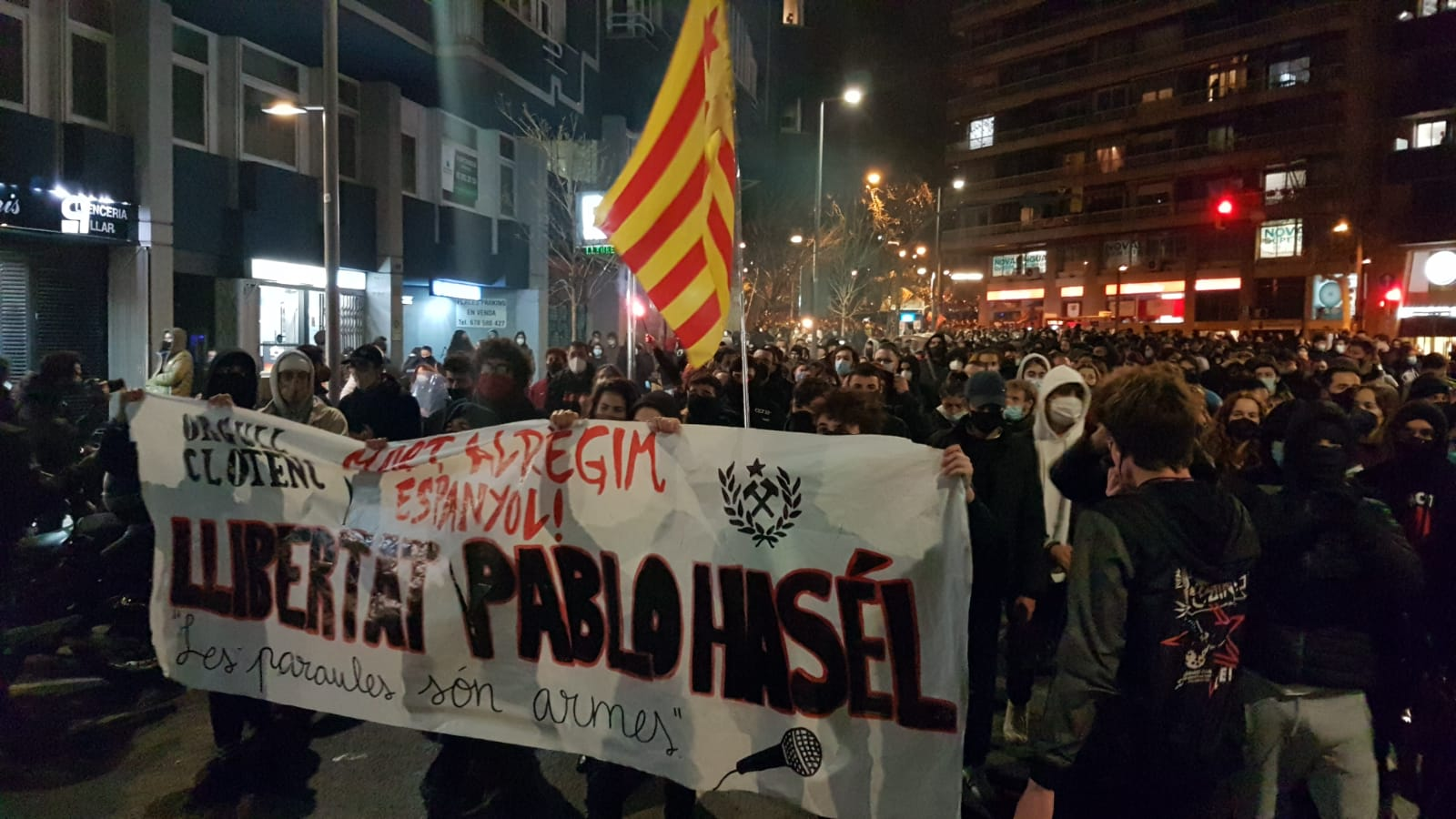
Manifestació en protesta per l'empresonament del raper Pablo Hasél

A finals de 2019 es va iniciar a nivell mundial una pandèmia de coronavirus COVID-19, que també va afectar la ciutat. El 14 de març de 2020, el Govern espanyol va decretar l'entrada en vigor de l'estat d'alarma en tot el territori nacional, amb l'obligació de la ciutadania de confinar-se en els seus domicilis excepte per a serveis essencials. A Barcelona, com a la resta de ciutats, es van prendre mesures per a evitar el contagi i disminuir la seva propagació, i es van habilitar els mitjans necessaris per a assistir als malalts. Es va rebre l'ajuda de la Unitat Militar d'Emergències, que es va encarregar de desinfectar llocs estratègics com l'aeroport del Prat o el port, així com estacions, residències d'ancians i altres punts sensibles de la ciutat. L'Exèrcit es va encarregar igualment d'habilitar un pavelló de la Fira de Barcelona situat a Montjuïc per a l'allotjament de persones sense llar. També es van habilitar espais tant públics —especialment pavellons esportius— com privats —sobretot hotels— per a ampliar les places hospitalàries disponibles, en trobar-se els hospitals pràcticament saturats. La pandèmia va provocar una forta mortalitat: el 2020 es calcula que van morir a la Ciutat Comtal unes 4300 persones a causa del coronavirus, la qual cosa, unit al baix nivell de natalitat, va suposar un fort descens en el padró d'habitants, el major registrat des de la Guerra Civil.
En les eleccions al Parlament de Catalunya celebrades el 14 de febrer de 2021 va guanyar en nombre de vots el PSC, encara que empatat en escons amb ERC, seguit en escàs marge per JxCat, el nou partit fundat per Carles Puigdemont. Les eleccions van estar marcades per la pandèmia de COVID-19, la qual cosa va provocar una elevada abstenció. Per primer cop l'independentisme va superar la meitat dels vots, amb un 51,25% del sufragi. Pocs dies després, es van succeir una sèrie de manifestacions en protesta per l'empresonament del raper Pablo Hasél, que van derivar en una sèrie de disturbis en el curs dels quals es van cometre actes de saqueig i vandalisme per elements incontrolats, entre el 16 i el 27 de febrer. El 21 de maig de 2021 va ser elegit nou president de la Generalitat Pere Aragonès, d'ERC, després de formar una aliança de govern amb JxCat.
En el tram final del segon mandat de Colau les principals prioritats van continuar sent la política social —Barcelona va comptar durant aquest temps amb la major inversió social de tot l'Estat— i de protecció del medi ambient, especialment amb la reducció de l'espai destinat a trànsit rodat, mitjançant la creació de superilles i ampliació dels carrils bici, així com l'adaptació de tots els espais confrontants a escoles en zones lliures de trànsit. Es va crear un servei públic de salut mental, així com un servei de cangur municipal gratuït i un Centre LGTBI municipal.

### Canvi de cicle polític

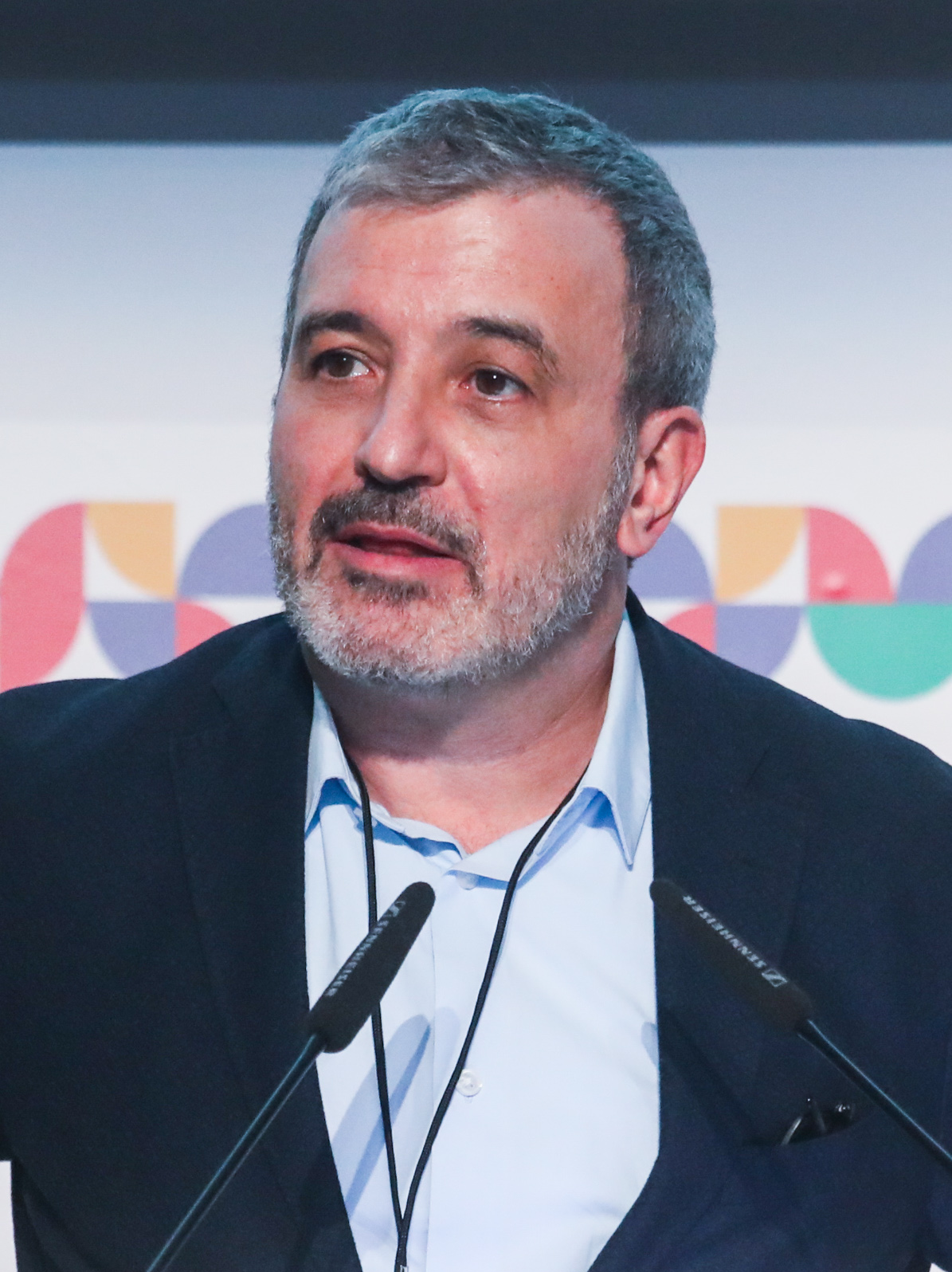
Jaume Collboni

En les eleccions municipals de 28 de maig de 2023 va resultar guanyador en número de vots i regidors el representant de Junts per Catalunya, Xavier Trias. No obstant això, gràcies al suport de Barcelona en Comú i del PP, el 17 de juny va ser investit com a nou alcalde el candidat del PSC, Jaume Collboni. El nou govern municipal es va formar en solitari, però en estar en minoria haurà de pactar les seves propostes de govern amb altres formacions.
El retorn del PSC a l'alcaldia va ser l'inici d'un canvi de cicle que va cristal·litzar després de les eleccions autonòmiques del 12 de maig de 2024, guanyades igualment pel PSC liderat per Salvador Illa, que va comptar amb un 27,96%  dels vots i 42 diputats. Aquestes eleccions van constatar el descens de l'independentisme, que va baixar al 43,6%  dels vots. Malgrat tot, al no tenir majoria absoluta, el PSC es va veure abocat a negociar amb altres partits, obrint-se un període en el qual va intervenir a més el govern central de Pedro Sánchez, que va entaular negociacions amb ERC i els Comuns, preferentment, amb els quals finalment va aconseguir un pacte d'investidura que incloïa diverses concessions, com una llei d'amnistia per als processats pel procés independentista, una millora del finançament autonòmic i el foment de la cultura catalana. Finalment, Illa va ser investit president de la Generalitat el 8 d'agost de 2024.

### Cultura i societat

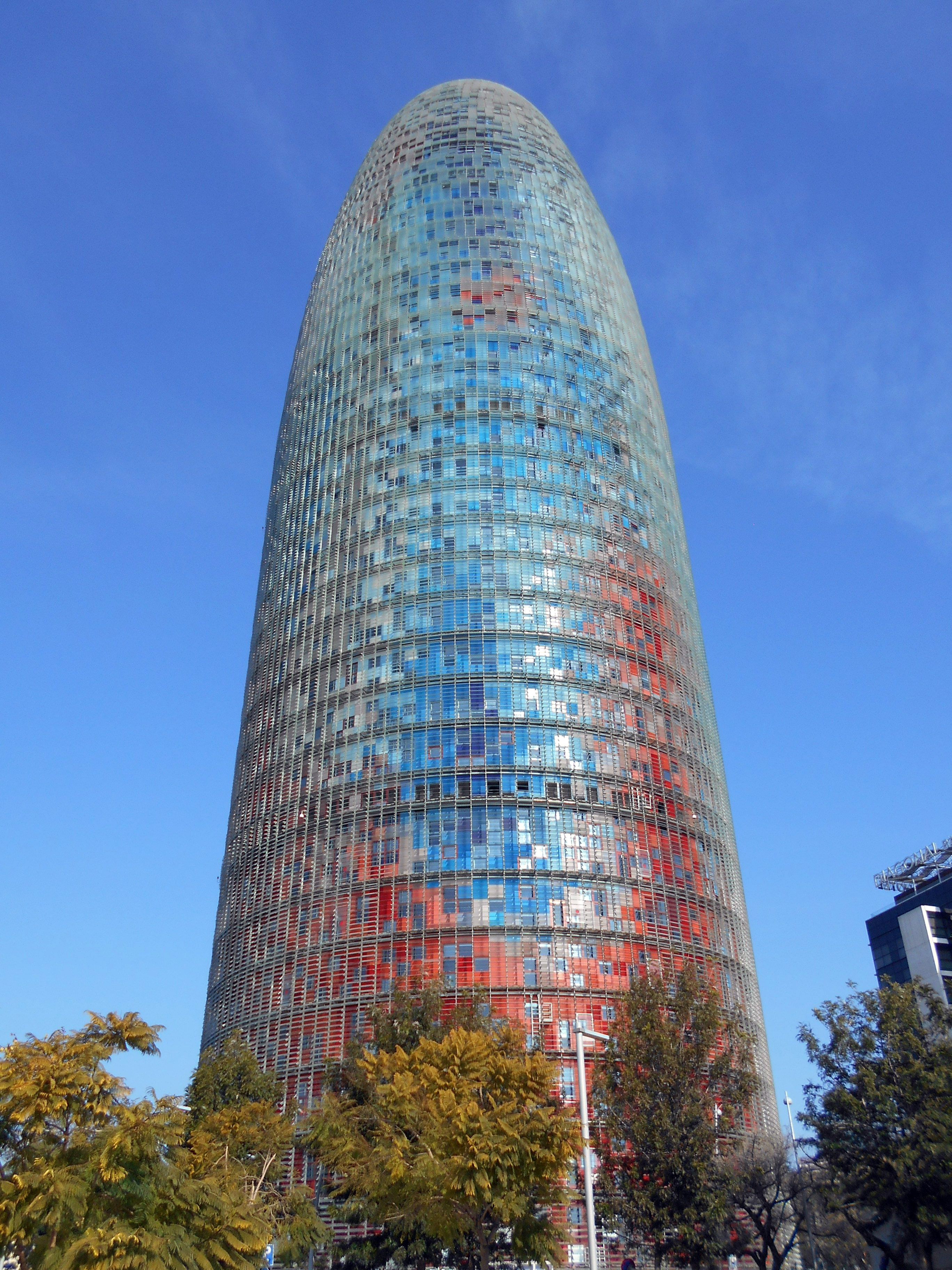
Torre Agbar (2000-2005), de Jean Nouvel.

El perfil de la ciutat va canviar novament després de la construcció d'un gran gratacel de forma cilíndrica, la Torre Agbar (2000-2005), obra de Jean Nouvel; així com l'hotel W Barcelona (2009), de Ricardo Bofill, que ha modificat la fisonomia del port de Barcelona i, per tant, del seu front marítim. Actualment s'està remodelant la plaça de les Glòries Catalanes, un important eix viari on està previst el soterrament del trànsit automobilístic i la recuperació del terreny per a ús públic, projecte en el qual ja s'ha executat l'edifici Disseny Hub Barcelona, on se situa el Museu del Disseny de Barcelona, així com el nou emplaçament del mercat d'encants Fira de Bellcaire. La finalització de les obres està prevista per 2016 o 2017. Pel que fa a espais verds, entre els últims realitzats cal esmentar: el parc Central de Nou Barris (1997-2007), de Carme Fiol i Andreu Arriola; el parc de Diagonal Mar (1999-2002), d'Enric Miralles i Benedetta Tagliabue; i el parc del Centre del Poblenou (2008), de Jean Nouvel. El 2025 es va inaugurar el parc de les Glòries, després de diversos anys d'obres de remodelació de l'eix viari de la plaça de les Glòries Catalanes.

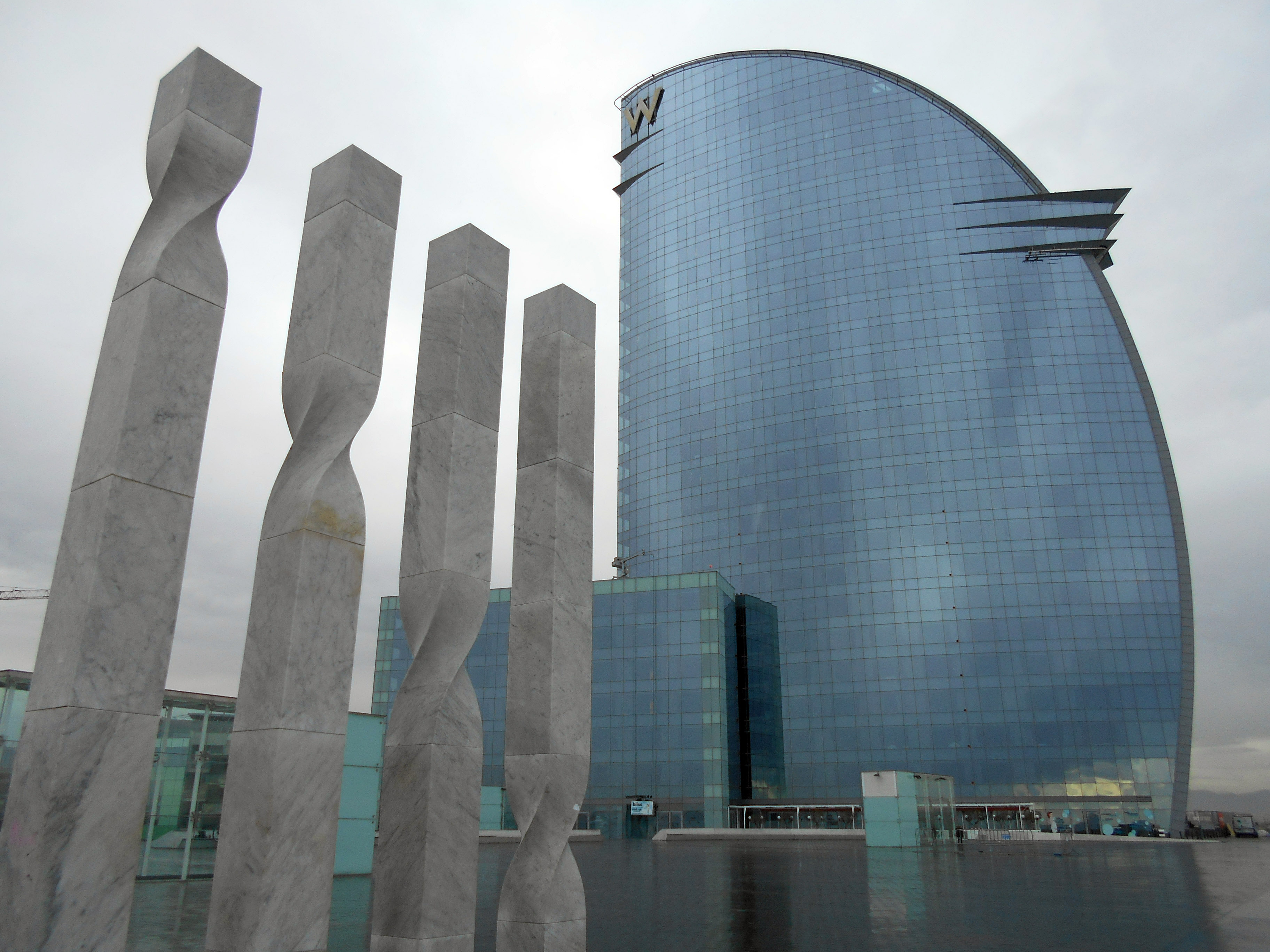
Hotel W Barcelona (2009), de Ricardo Bofill.

La societat barcelonina va iniciar el nou mil·lenni amb els mateixos paràmetres que la centúria anterior, basats en un cert predomini de la classe mitjana, tot i que la crisi econòmica va provocar un augment de l'atur i pèrdua del poder adquisitiu, fet que va afectar àmplies capes de la societat i va accentuar les diferències entre classes. La immigració va descendir gradualment, també com a efecte de la crisi. Les principals comunitats d'estrangers són la magrebí, la xinesa i la pakistanesa, així com les de diversos països llatinoamericans. La major part d'immigrants es concentren al barri d'El Raval.

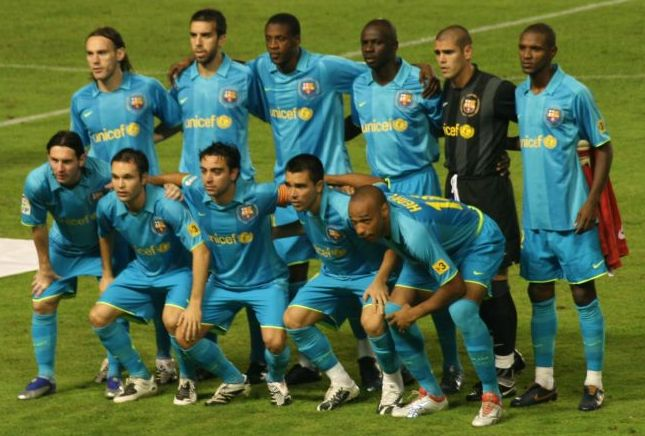
Alineació del Futbol Club Barcelona, en la temporada 2007-2008.

En l'àmbit cultural, el panorama artístic ha tingut una solució de continuïtat respecte al final del segle passat, especialment quant a la filiació a l'art postmodern, si bé la tendència cada cop més atomitzadora de l'art porta a parlar més de noms propis d'artistes que no d'escoles o estils. En arquitectura, cal destacar a Enric Ruiz-Geli (edifici Media-TIC, 2010) i Enric Massip-Bosch (torre Diagonal ZeroZero, 2008-2011); en escultura, Robert Llimós, Antoni Llena, Rosa Serra i Frederic Amat; i, en pintura, Josep i Pere Santilari, Josep Moscardó i Pedro Moreno Meyerhoff. En literatura, en aquests anys es poden citar escriptors com Màrius Serra, Alfred Bosch, Mercè Ibarz, Lluís-Anton Baulenas, Enric Casasses i Albert Sánchez Piñol, en català; i Francisco Casavella, Ildefonso Falcones i Carlos Ruiz Zafón en castellà. En música, caldria citar a Manolo García, Muchachito Bombo Infierno, Facto Delafé y las Flores Azules, Las Migas, Mürfila, Èric Vinaixa, Els amics de les arts i Manel. En cinema, destaquen directors com Isabel Coixet, Cesc Gay i Juan Antonio Bayona, i actors com Fernando Guillén Cuervo, Daniel Brühl, Laia Marull, Leticia Dolera i Michelle Jenner; el 2009 es van començar a atorgar els premis Gaudí de cinema català. En l'àmbit de la ciència, el 2005 es va engegar en el Centre Nacional de Supercomputació de Barcelona el supercomputador MareNostrum, el més potent d'Espanya i un dels més potents d'Europa, segons la llista TOP500; el 2006 es va inaugurar el Parc de Recerca Biomèdica de Barcelona, un gran centre dedicat a la recerca en terrenys com la bioinformàtica, la regulació gènica i epigenètica, la biologia cel·lular i del desenvolupament, la farmacologia i patofisiologia clínica, la genètica humana i biologia de l'evolució, i l'epidemiologia.
En esports, el Futbol Club Barcelona va viure una nova època daurada amb l'entrenador Pep Guardiola, amb un equip liderat per Leo Messi, Xavi i Iniesta, guanyador entre 2009 i 2012 de tres lligues, dues copes del Rei, tres supercopes d'Espanya, dues supercopes d'Europa, dos títols de Champions i dues copes Mundial de Clubs; el 2009 van aconseguir un sextet, el primer equip del món a aconseguir-ho. Aquests anys també va despuntar l'equip femení del F.C. Barcelona, amb figures com Alèxia Putellas i Aitana Bonmatí. L'RCD Espanyol va guanyar la Copa del Rei l'any del seu centenari (2000), i de nou el 2006, amb un equip liderat per Raúl Tamudo. En altres esports, cal esmentar a Pau Gasol, Juan Carlos Navarro i Ricky Rubio en bàsquet; David Barrufet en handbol; Pedro de la Rosa i Jaume Alguersuari en automobilisme; Tito Rabat en motociclisme; Marcel Granollers en tennis; Joaquim Rodríguez en ciclisme; Erika Villaécija, Gemma Mengual i Ona Carbonell en natació; i Natàlia Via-Dufresne en vela. El 2024, Barcelona va acollir la 37ª edició de la Copa Amèrica de vela, el tercer esdeveniment esportiu amb major impacte econòmic per a l'organitzador —després dels Jocs Olímpics i el Mundial de Futbol—, convertint-se en la primera ciutat del món en haver celebrat aquests tres esdeveniments.

## Historiografia

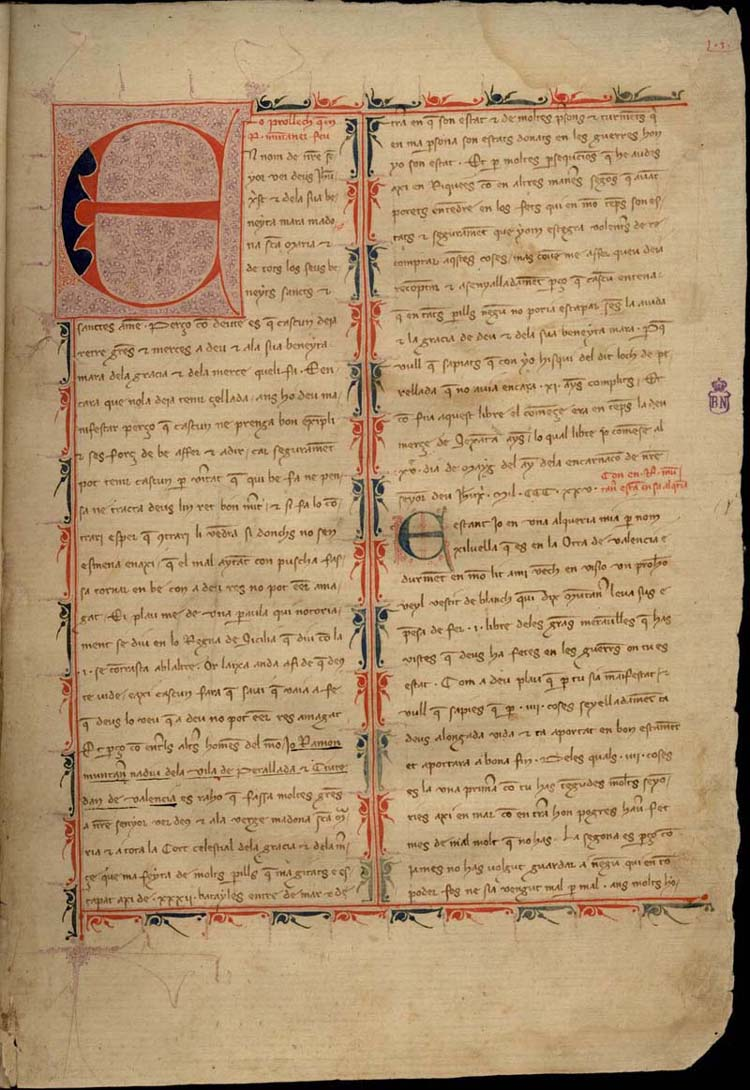
Crònica de Ramon Muntaner.

La història de la ciutat ha estat compilada al llarg del temps per diverses personalitats, tant del món de la cultura com de la política, la societat, el clergat o el món acadèmic i universitari. El primer esment escrit sobre la ciutat procedeix del segle i, efectuat per Pomponi Mela, mentre que poc després l'astrònom Claudi Ptolemeu l'esmentava en la seva Geographia. En l'edat mitjana van aparèixer les primeres narracions de fets esdevinguts a la ciutat o en l'àmbit del Comtat de Barcelona o de la Corona d'Aragó. El format més usual de l'època era el de les cròniques, que solien ser una anotació cronològica de dates i successos, com la Vita seu passio sanctae Eulaliae Barcinonensis (segle xii), la Crònica de Sant Pere de les Puel·les (segle xiii) o els Cronicons Barcinonenses (segle xiv). Cal destacar en aquest sentit les quatre grans cròniques: el Llibre dels fets, el Llibre del rei en Pere d'Aragó, la Crònica de Ramon Muntaner i la Crònica de Pere el Cerimoniós (segles XIII-XIV). D'altra banda, al segle xiii, Rodrigo Jiménez de Rada va introduir en la seva Historia de rebus Hispaniae la llegenda de la fundació de la ciutat per Hèrcules. També mereixen especial atenció els registres d'escrivania del Consell de Cent: el Manual de novells ardits, un diari de fets esdevinguts a la ciutat elaborat des del 1390 i fins al 1839, i que es conserva a l'Arxiu Històric de la Ciutat de Barcelona en 49 volums; i el Llibre de les solemnitats de Barcelona, elaborat per l'escrivania del racional del Consell de Cent entre els segles xiv i xviii, un complement de l'anterior, dedicat a esdeveniments excepcionals de la ciutat.

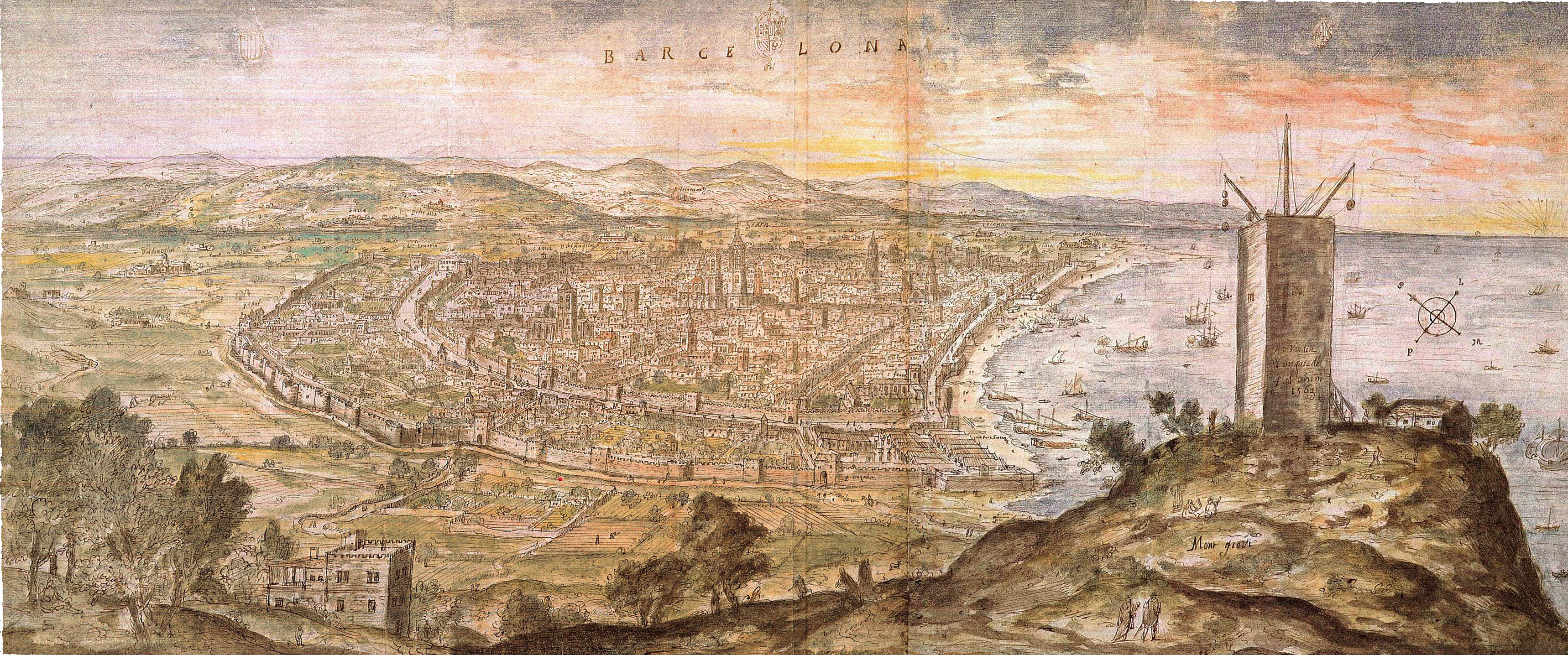
Barcelona vista des de Montjuïc, d'Anton van den Wyngaerde (Barcelona, 1563).

A començaments de l'Edat Moderna i, especialment, amb l'humanisme, van sorgir els primers historiadors dedicats més o menys plenament a aquesta professió. Cal destacar a Pere Tomic, autor d'Histories e conquestes dels Reys de Arago e Comtes de Barcelona (1438); i Jeroni Pau, qui en la seva obra Barcino (1491) va ser el primer a atribuir la fundació de la ciutat a Amílcar Barca. Entre els segles xvi i xvii van abundar els àlbums i atles geogràfics, que oferien més imatges que textos, sovint destacant els aspectes més folklòrics i pintorescs de la ciutat. Molts d'ells van ser elaborats per estrangers, com Anton van den Wyngaerde (Barcelona, 1563), Georg Braun, Frans Hogenberg, Daniel Meissner, Sébastien de Pontault, Francesco Valesio, etc. També cal destacar en aquest període a Jeroni Pujades (Coronica Universal del Principat de Cathalunya, 1609). Amb la Il·lustració, la historiografia va adquirir un caràcter més científic; cal destacar l'obra d'Antoni de Capmany (Memorias históricas sobre la marina, comercio, y artes de la antigua ciudad de Barcelona, 4 volums, 1779-1792); i de Pròsper de Bofarull (Los Condes de Barcelona Vindicados, 1836). També cal destacar en aquest període a Rafael d'Amat i de Cortada, baró de Maldà, autor de Calaix de sastre (1769-1819), un diari on recollia notícies i reflexions que van des del to periodístic fins al costumisme.

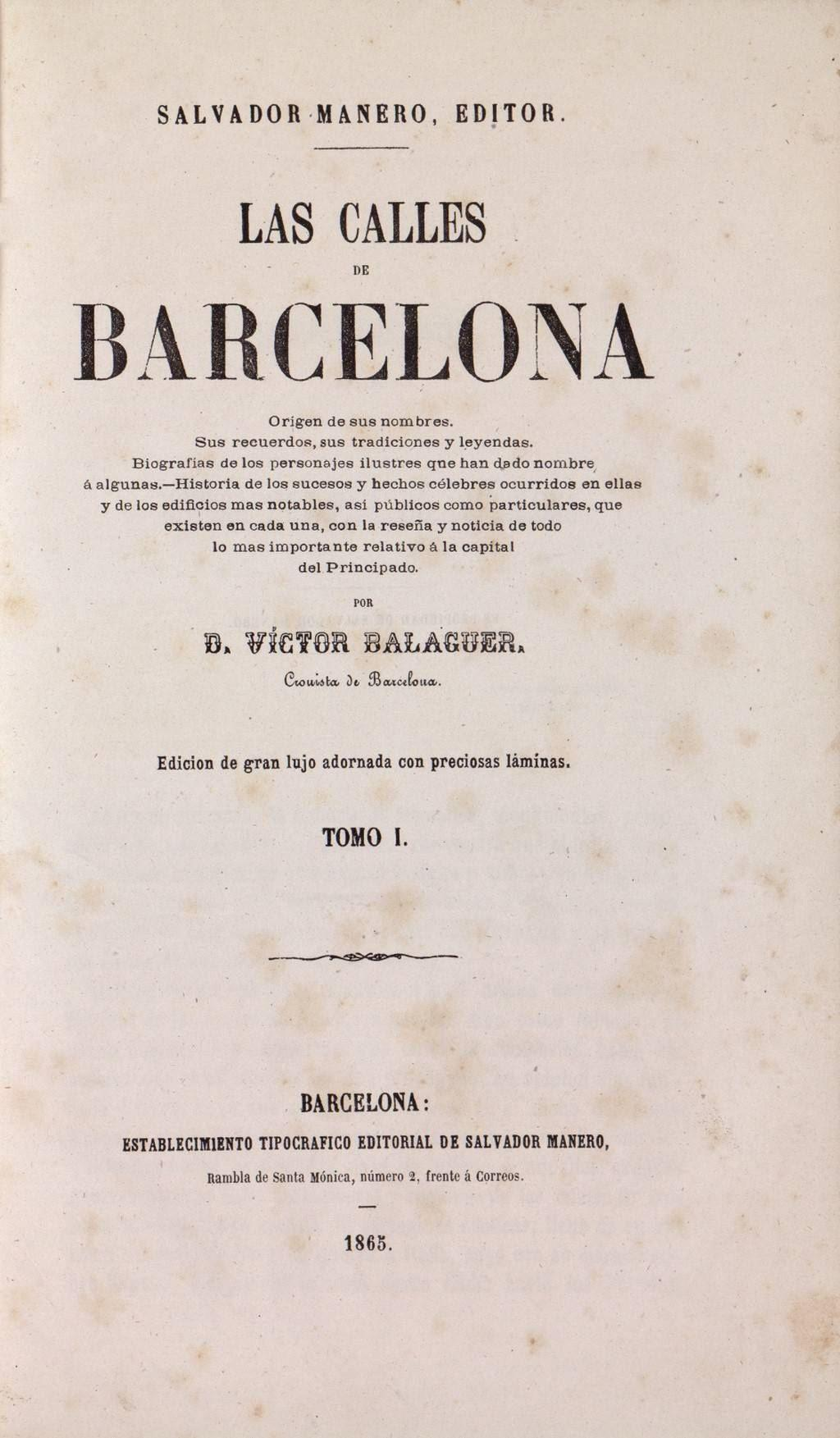
Els carrers de Barcelona, de Víctor Balaguer (1865).

En el segle xix diversos escriptors i erudits van abordar la història de la ciutat des de la perspectiva de la nova urbs moderna que es començava a gestar, en obres que anaven des de la historiografia científica fins a l'assaig narratiu, amb autors com Laureà Figuerola (Estadística de Barcelona en 1849, 1849), Andreu Avel·lí Pi i Arimon (Barcelona antiga i moderna, 1854), Ildefons Cerdà (Monografia estadística de la classe obrera a Barcelona, 1867), Salvador Sanpere i Miquel (Barcelona. Son passat, present i porvenir, 1878) i Antoni Aulèstia (Història de Catalunya, 1887-1889). Un altre corrent historiogràfic va ser el vinculat al romanticisme, que es va traduir en obres que evocaven el passat i que, sovint, tendien a exaltar els esdeveniments nacionals i les glòries viscudes temps enrere; el seu més clar exponent seria Víctor Balaguer (Història de Catalunya i de la Corona d'Aragó, 1860-63; Els carrers de Barcelona, 1865).
Al segle xx la historiografia va adquirir una metodologia més científica, si bé a vegades es deixava influir per tendències polítiques confrontades, ja fos del signe esquerra-dreta o del catalanisme-espanyolisme. Cal citar autors com: Francesc Carreras Candi (La ciutat de Barcelona, 1916), Pere Bosch i Gimpera (La historia catalana, 1919), Ramon d'Abadal (Catalunya carolíngia, 1926-1971), Ferran Soldevila (Història de Catalunya, 1934-1935), Francesc Curet (Visions Barcelonines, 1935, amb il·lustracions de Lola Anglada), Jaume Vicens i Vives (Fernando II y la ciudad de Barcelona (1479-1516), 1937; Noticia de Cataluña, 1954; Cataluña en el siglo XIX, 1961), Aureli Capmany (Baladrers de Barcelona, 1947; Calendari de llegendes, costums i festes tradicionals catalanes, 1951), Santiago Sobrequés (Los grandes condes de Barcelona, 1961), Miquel Tarradell (Las raíces de Cataluña, 1962), Josep Maria Garrut (Barcelona, vint segles d'història, 1963), Alexandre Cirici (Barcelona pam a pam, 1971), Agustí Duran i Sanpere (Barcelona, 1972-1975), Josep Maria Carandell (Guia secreta de Barcelona, 1974), Pierre Vilar (Història de Catalunya, 1987-1990), Francesc Xavier Hernàndez Cardona (Barcelona. Història d'una ciutat, 1993) i Borja de Riquer (Història. Política, Societat i Cultura dels Països Catalans, 1995-99). També cal destacar la tasca de diversos cronistes de Barcelona procedents del món periodístic, com Andreu-Avel·lí Artís “Sempronio” (Barcelona tal com és, 1948), Francesc Candel (Els altres catalans, 1964), Sebastià Gasch (Les nits de Barcelona, 1969), Jaume Fabre i Josep Maria Huertas Claveria (Tots els barris de Barcelona, 1976, vuit volums; Històries i llegendes de Barcelona, 1984; Barcelona: la construcció d'una ciutat, 1988) i Lluís Permanyer (Barcelona, un museo de esculturas al aire libre, 1991). També cal assenyalar la tasca editorial en aquest terreny, especialment la colossal Història de Barcelona (1991) en vuit volums, dirigida per Jaume Sobrequés; i l'Enciclopèdia de Barcelona (2005) en quatre volums, ambdues publicades per Enciclopèdia Catalana. Finalment, cal destacar el treball de recerca i difusió realitzat per l'Institut Municipal d'Història de Barcelona, creat per l'Ajuntament el 1943.